# Emléktáblák Budapest XI. kerületében
Budapest XI. kerülete szócikkhez kapcsolódó képgaléria, mely helyi, országos vagy nemzetközi hírű személyekkel, valamint épületekkel, műtárgyakkal, helynevekkel és eseményekkel összefüggő emléktáblákat tartalmaz.

## Galéria

### Emléktáblák

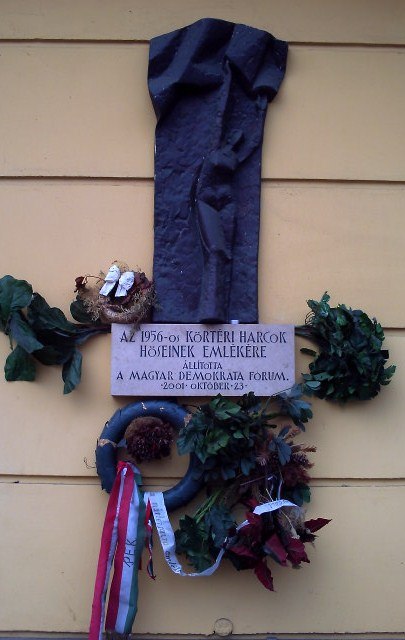
Az 1956-os forradalom emléktáblája Móricz Zsigmond körtér 3/b
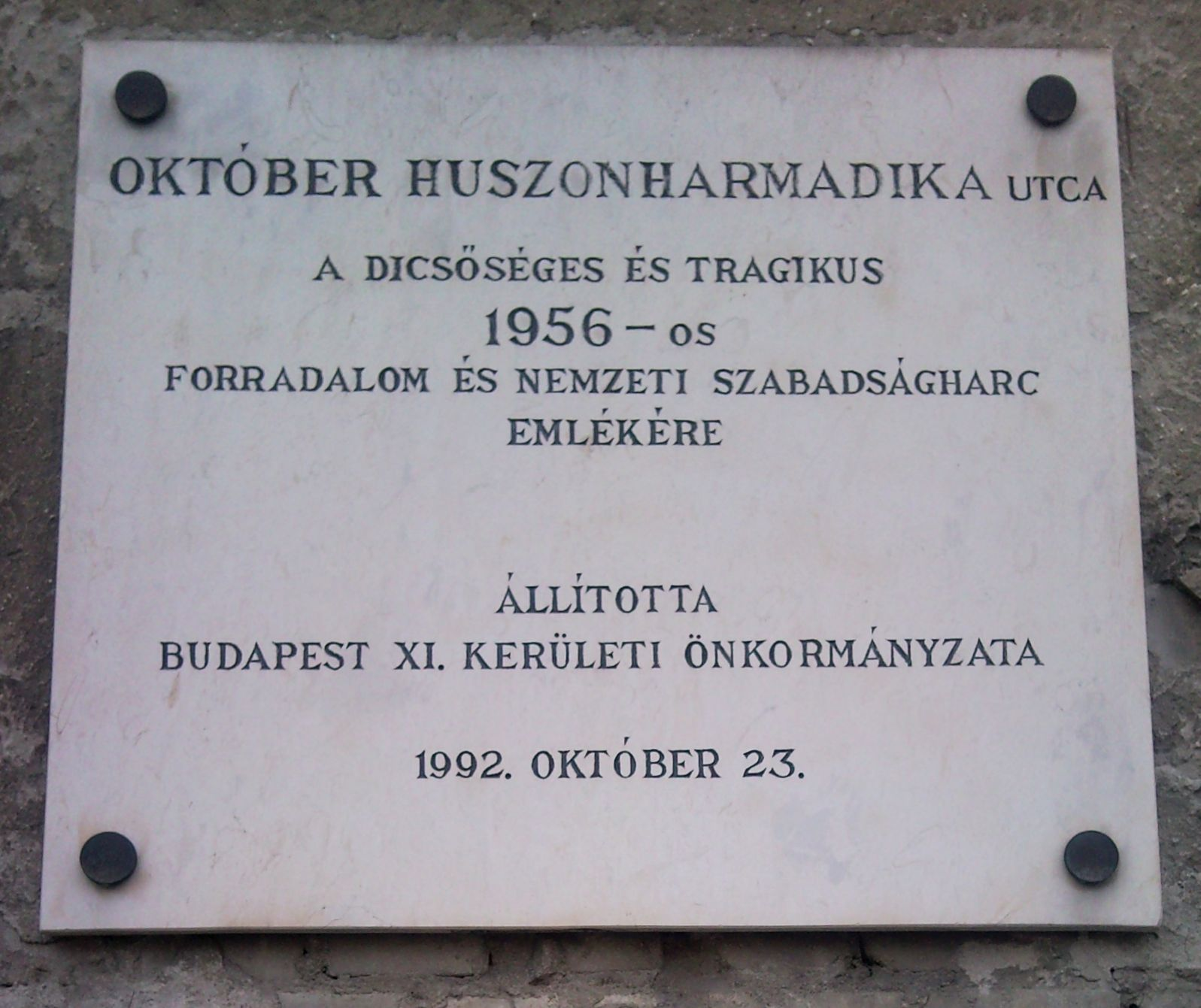
1956-os forradalom Október huszonharmadika utca 5.
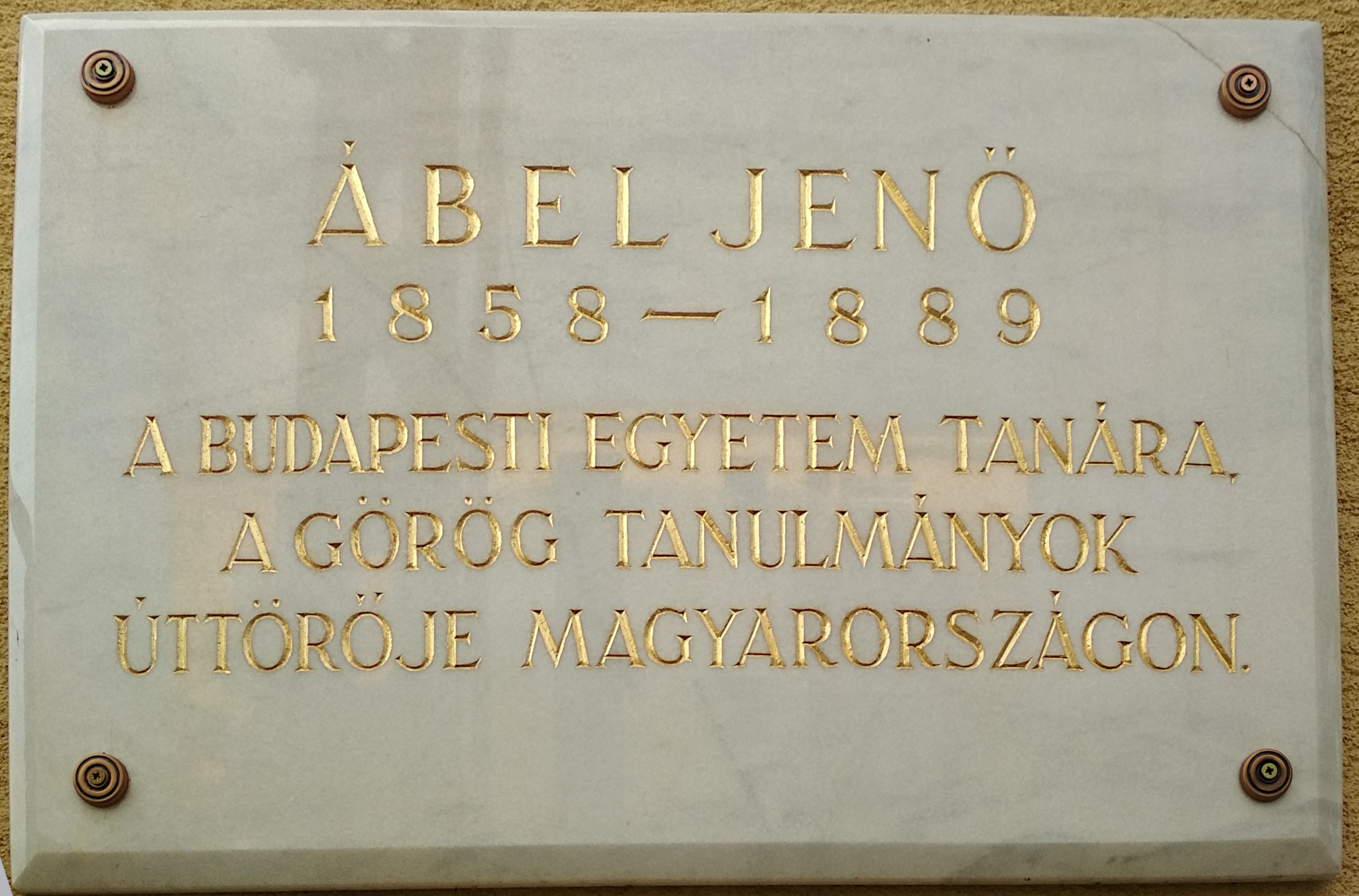
Ábel Jenő Ábel Jenő utca 33/a
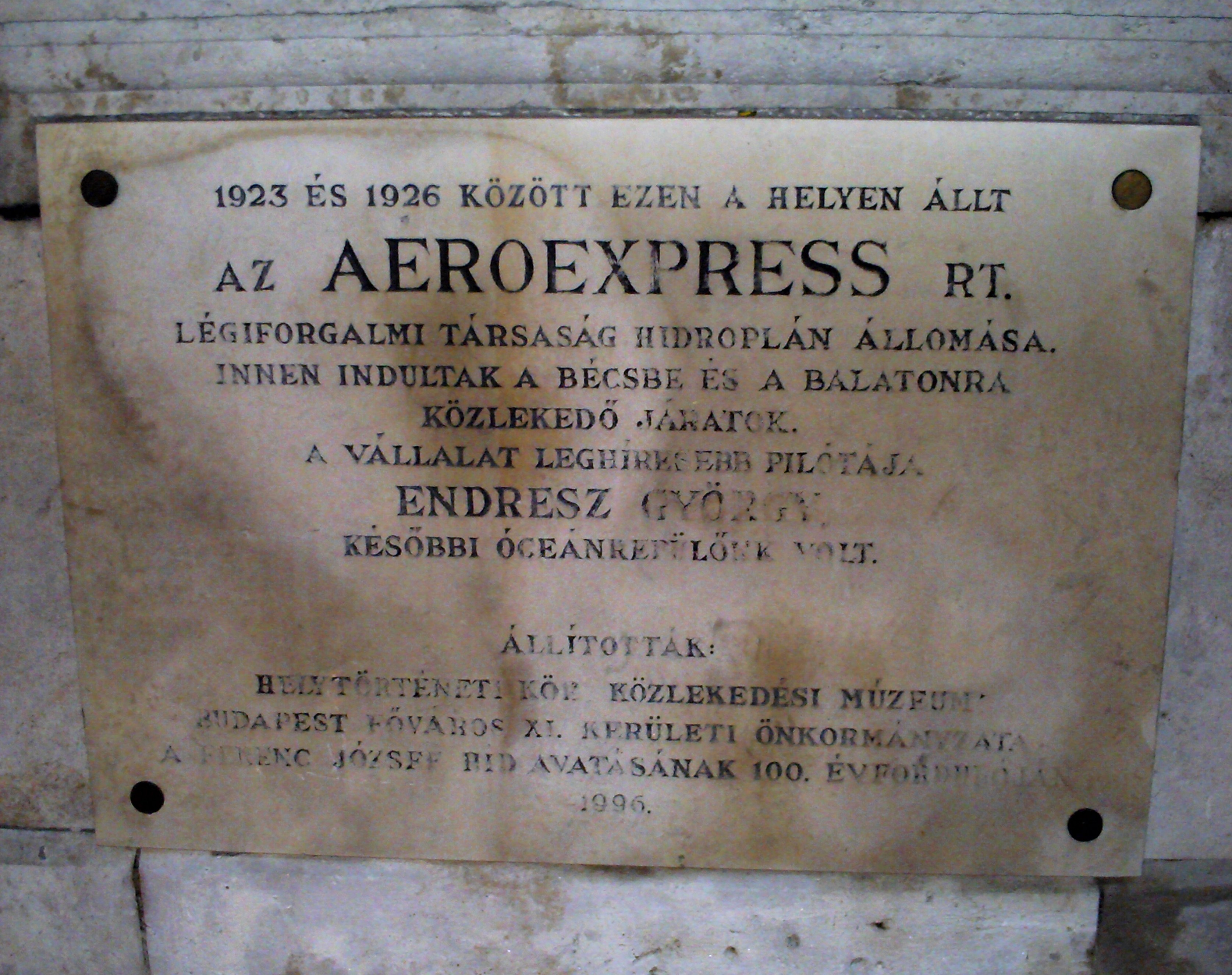
Aeroexpress Rt. Szent Gellért tér
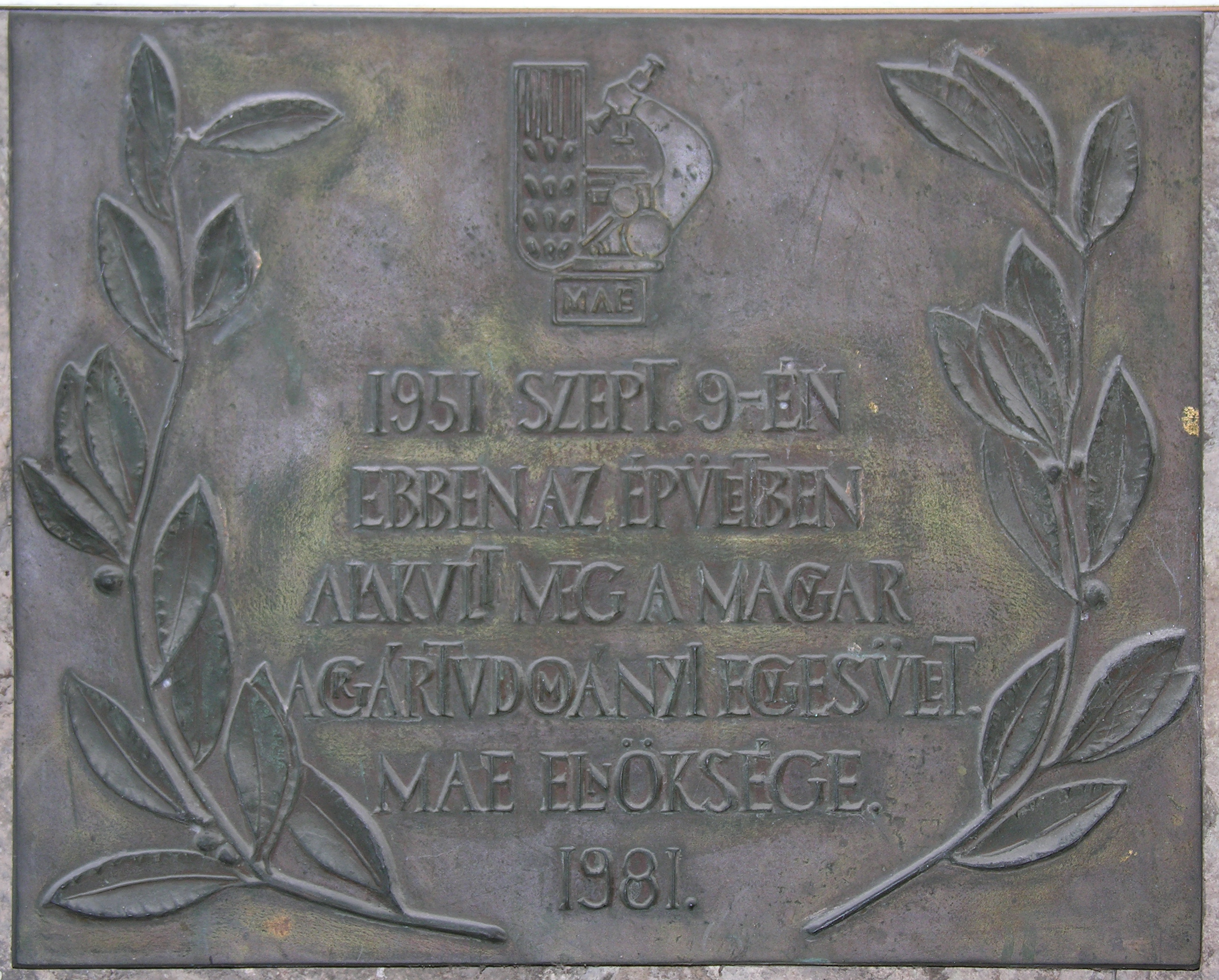
Agrártudományi Egyesület Ménesi út 44.
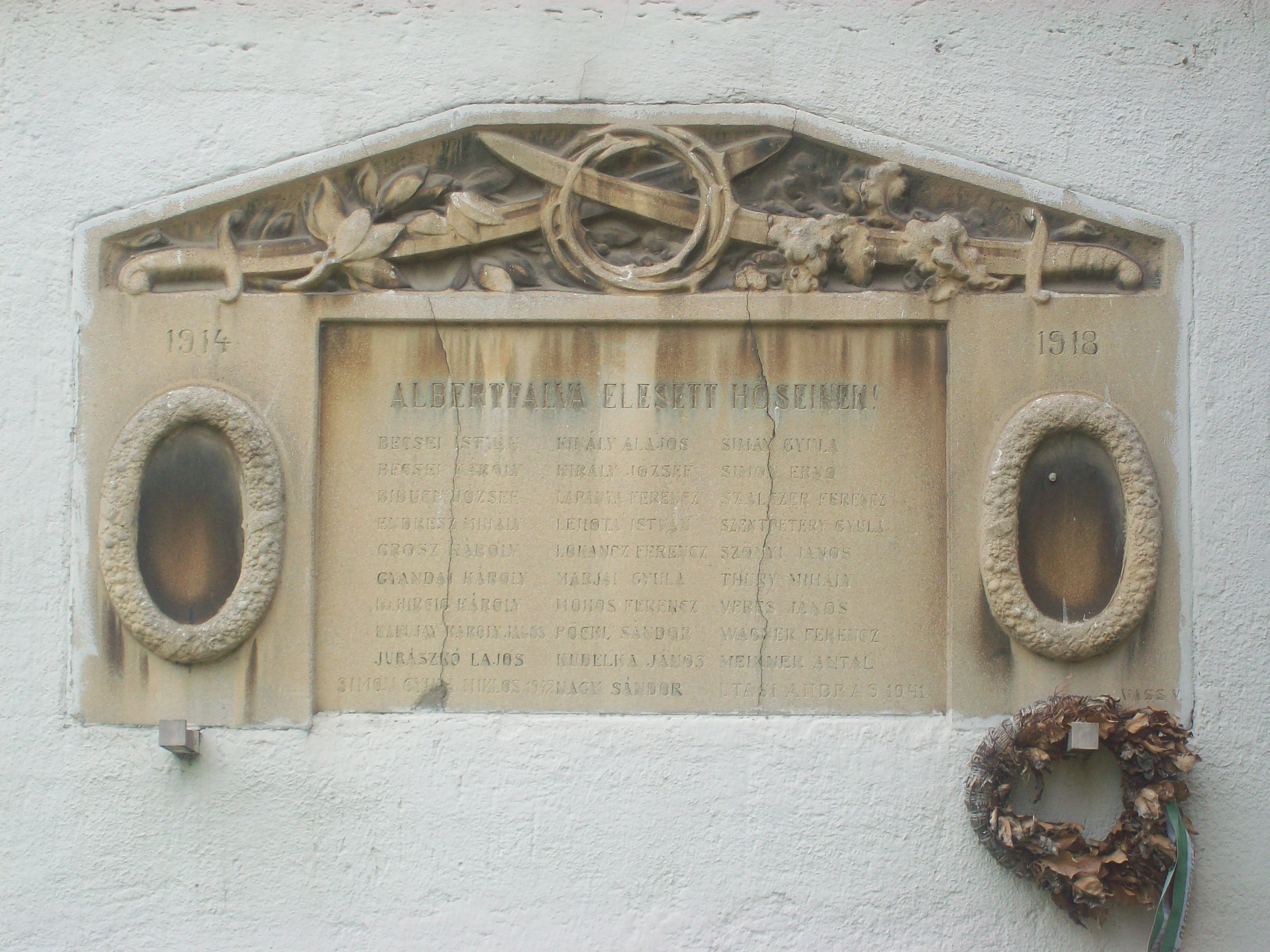
Albertfalva első világháborúban elesett hősei, Fehérvári út 219. alkotó: Vass Viktor
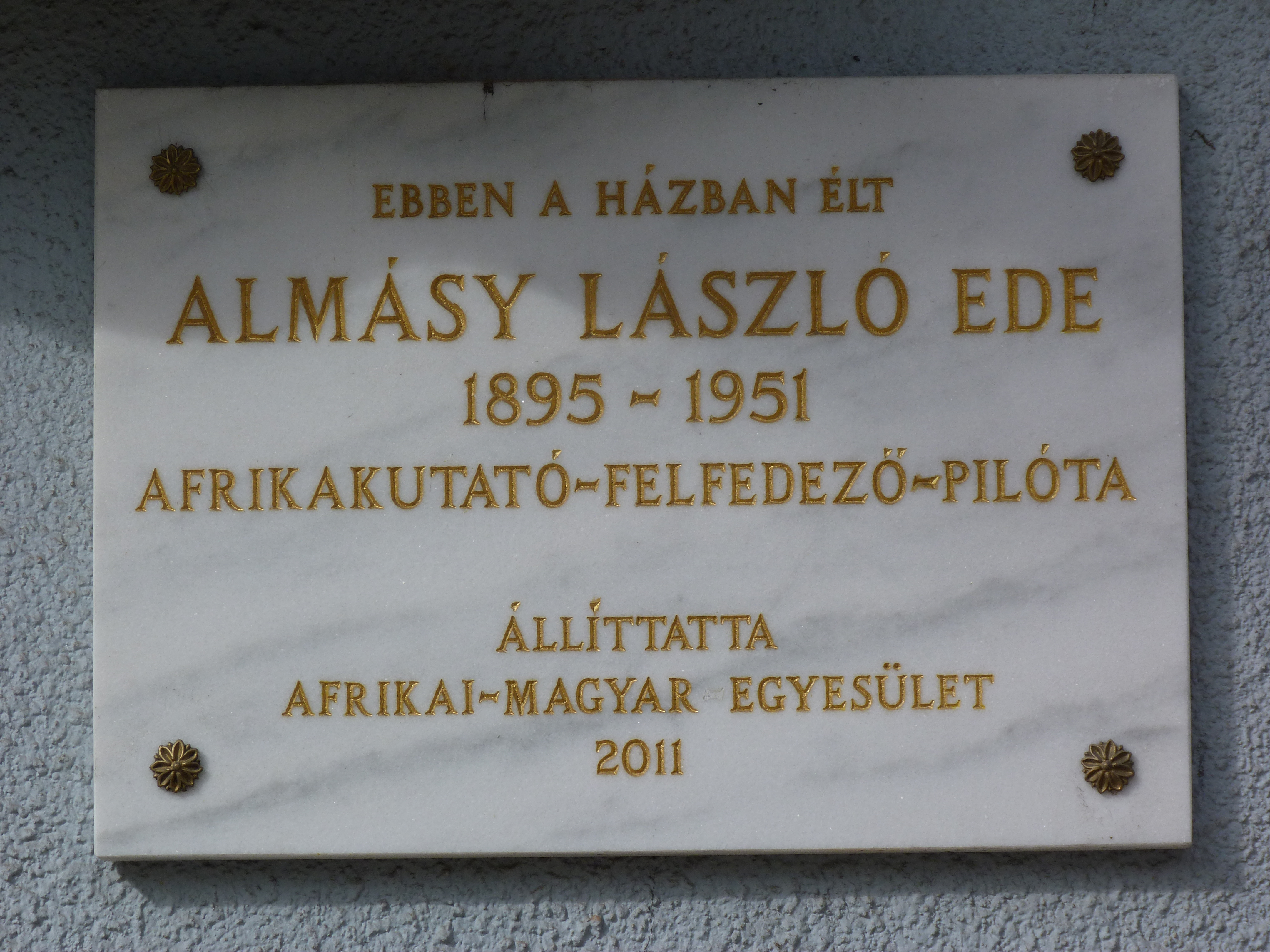
Almásy László Bartók Béla út 29.
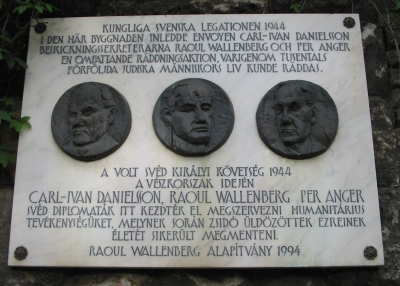
Per Anger Minerva utca 3/b alkotó: Czinder Antal
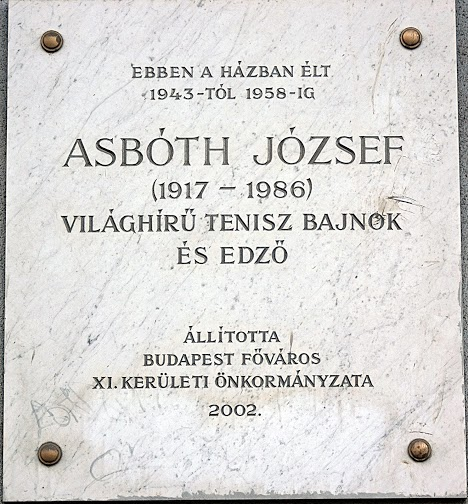
Asbóth József Bartók Béla út 75.
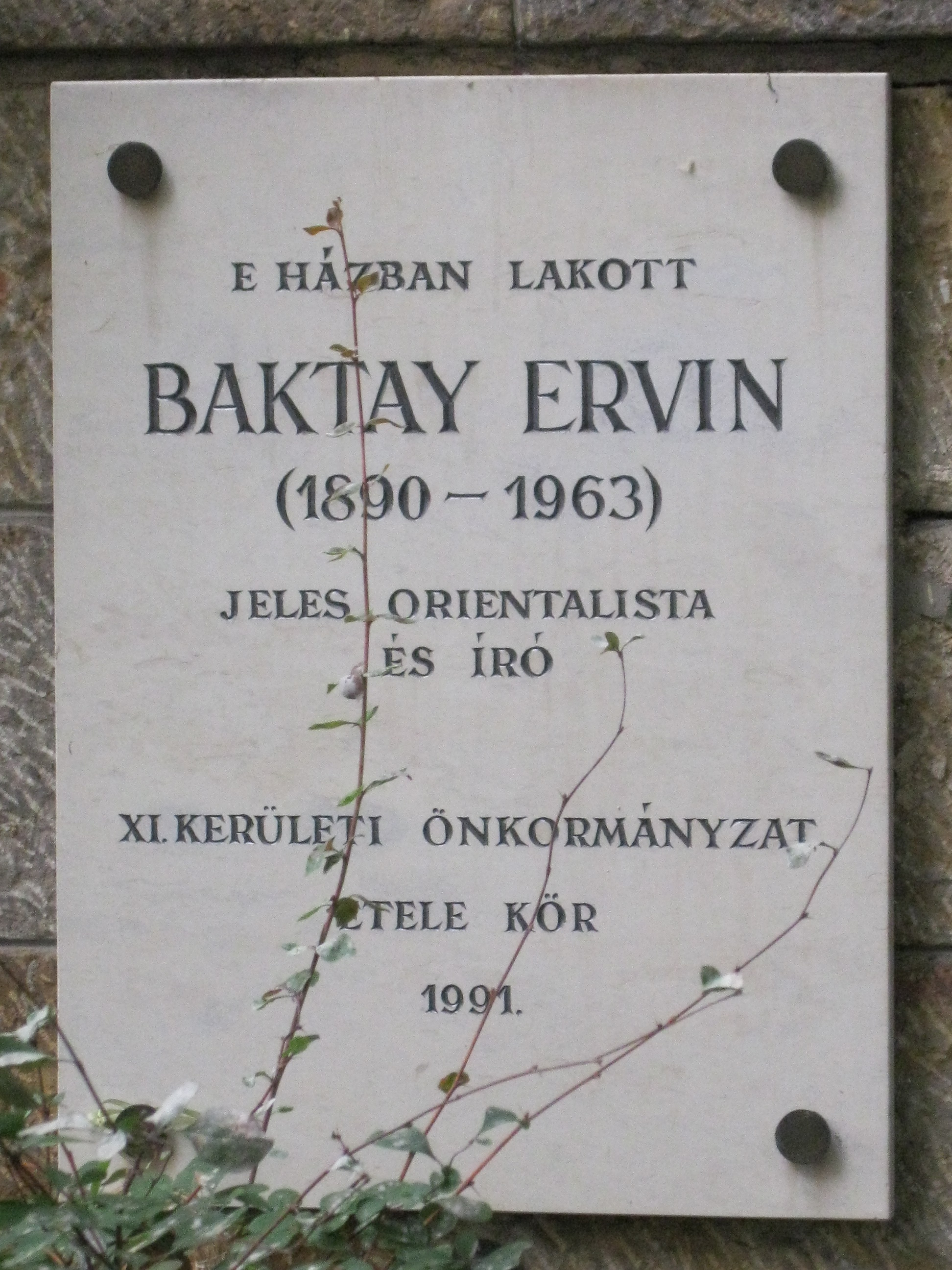
Baktay Ervin Eszék utca 16/a
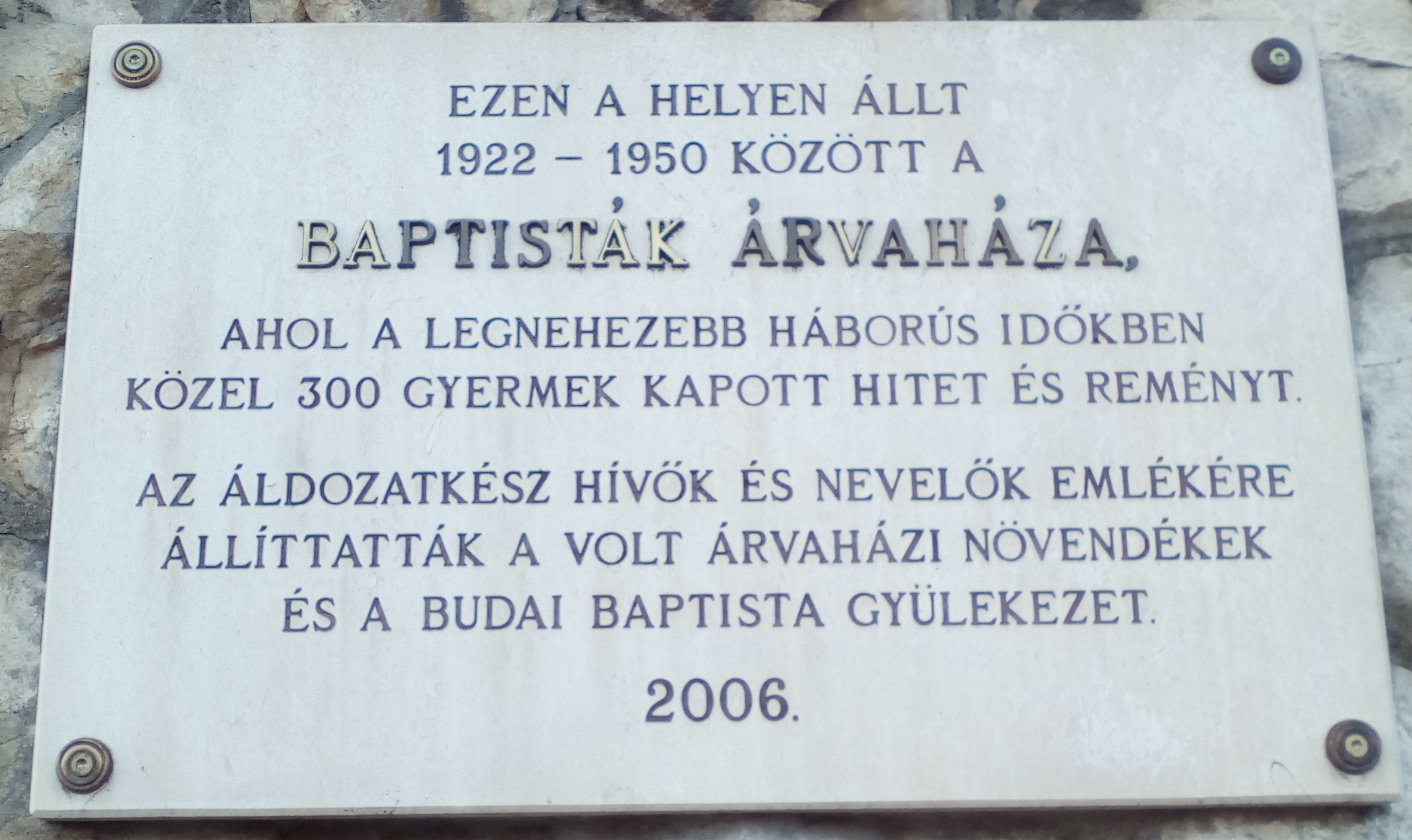
Baptisták árvaháza Csukló utca
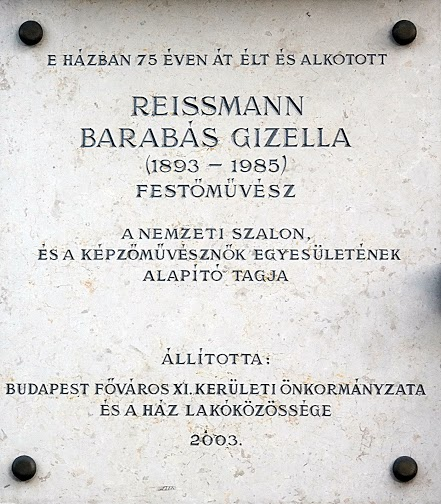
Barabás Gizella Bartók Béla út 78.
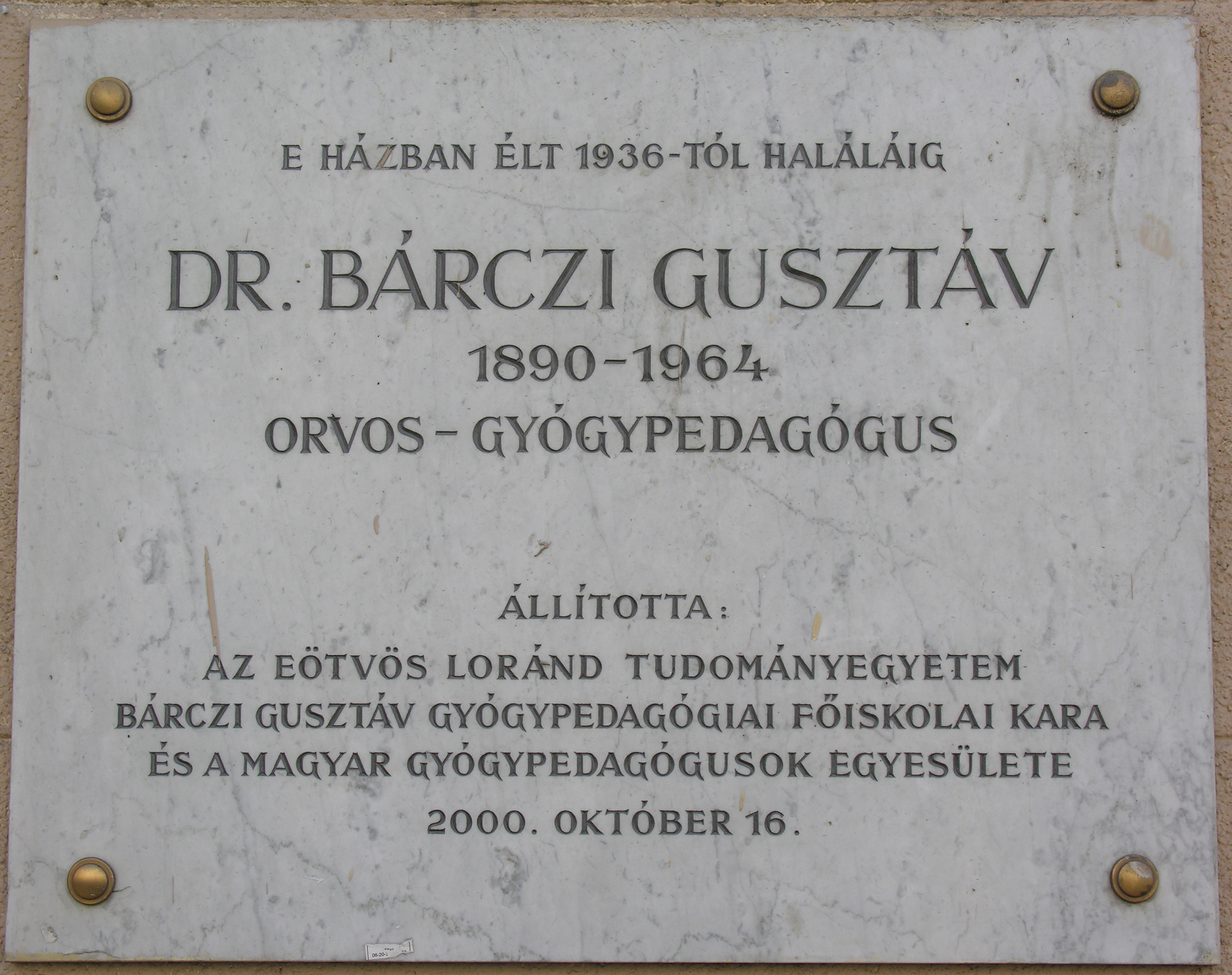
Bárczi Gusztáv Bartók Béla út 56.
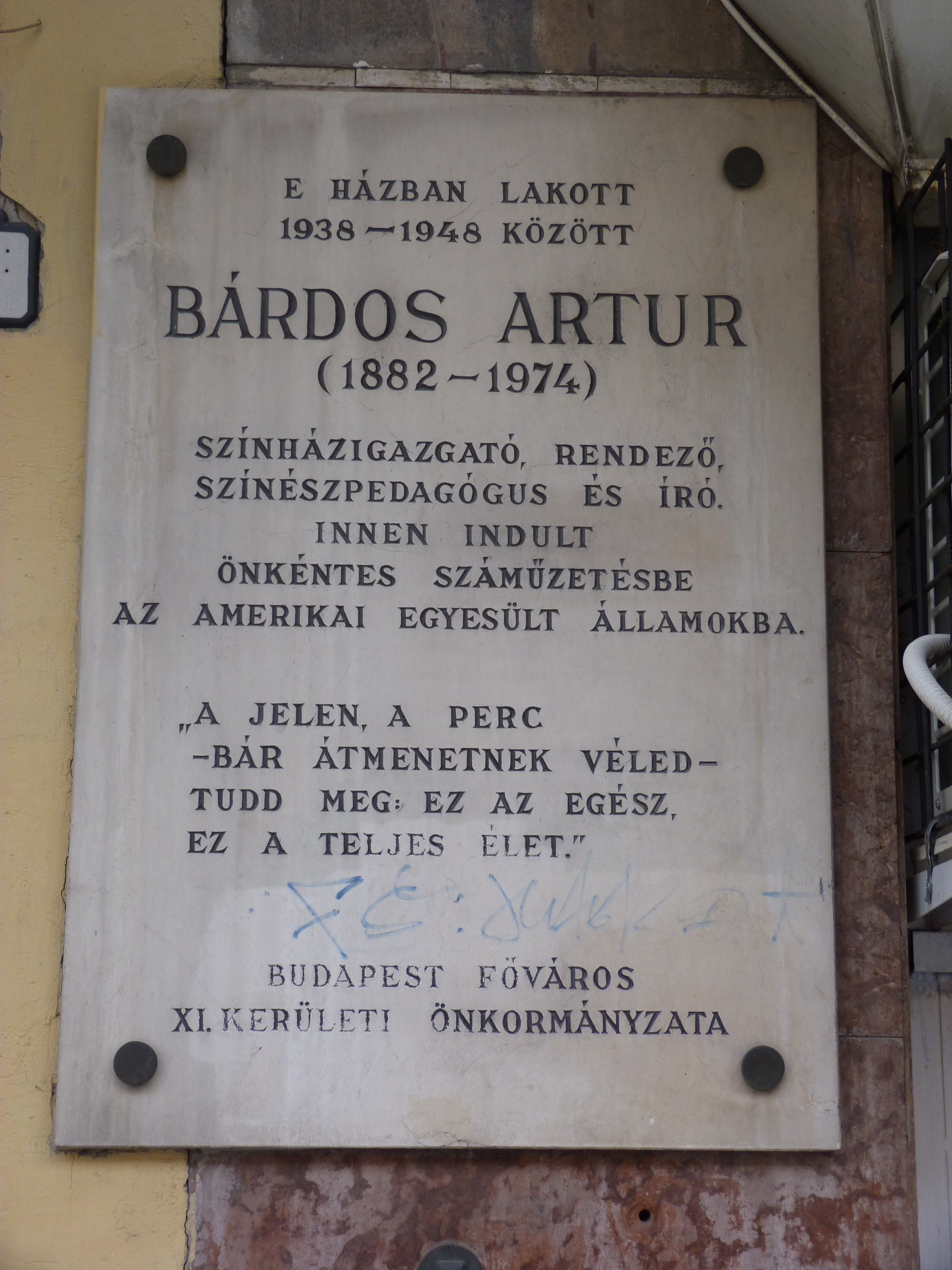
Bárdos Artúr Bartók Béla út 62.
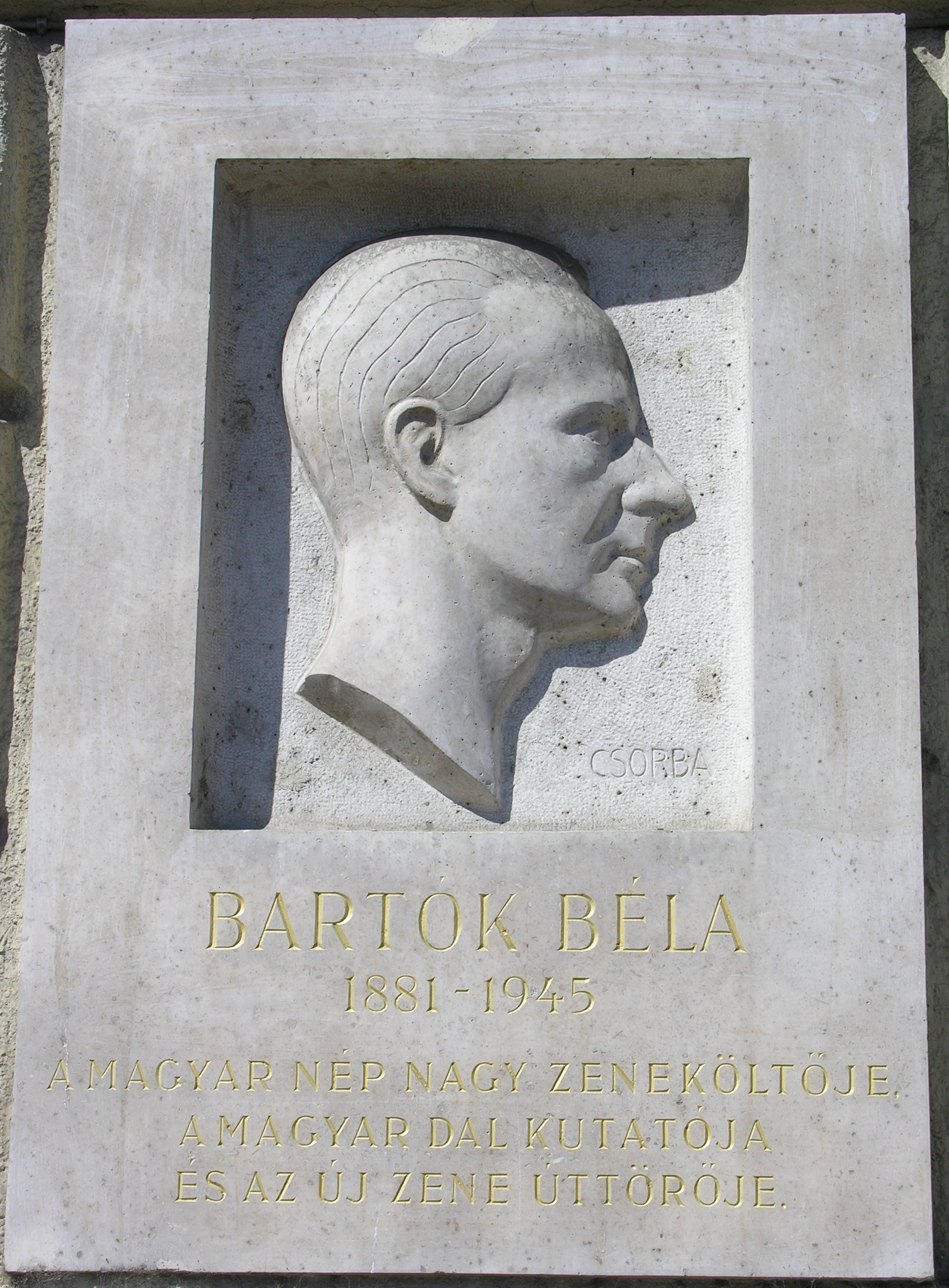
Bartók Béla Bartók Béla út 51. alkotó: Csorba Géza
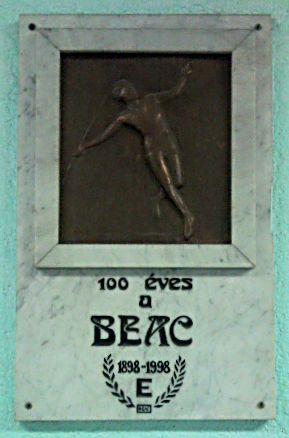
BEAC Centenárium Bogdánfy utca 10.
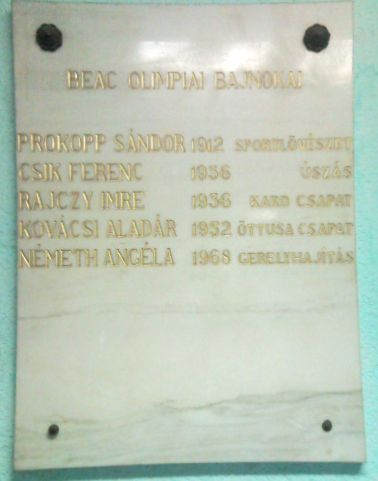
BEAC Olimpiai bajnokok Bogdánfy utca 10.
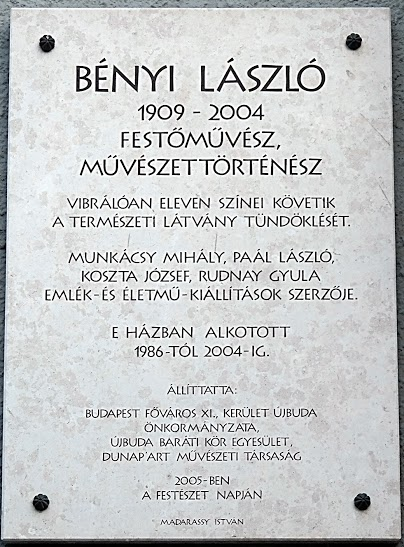
Bényi László Bartók Béla út 78.
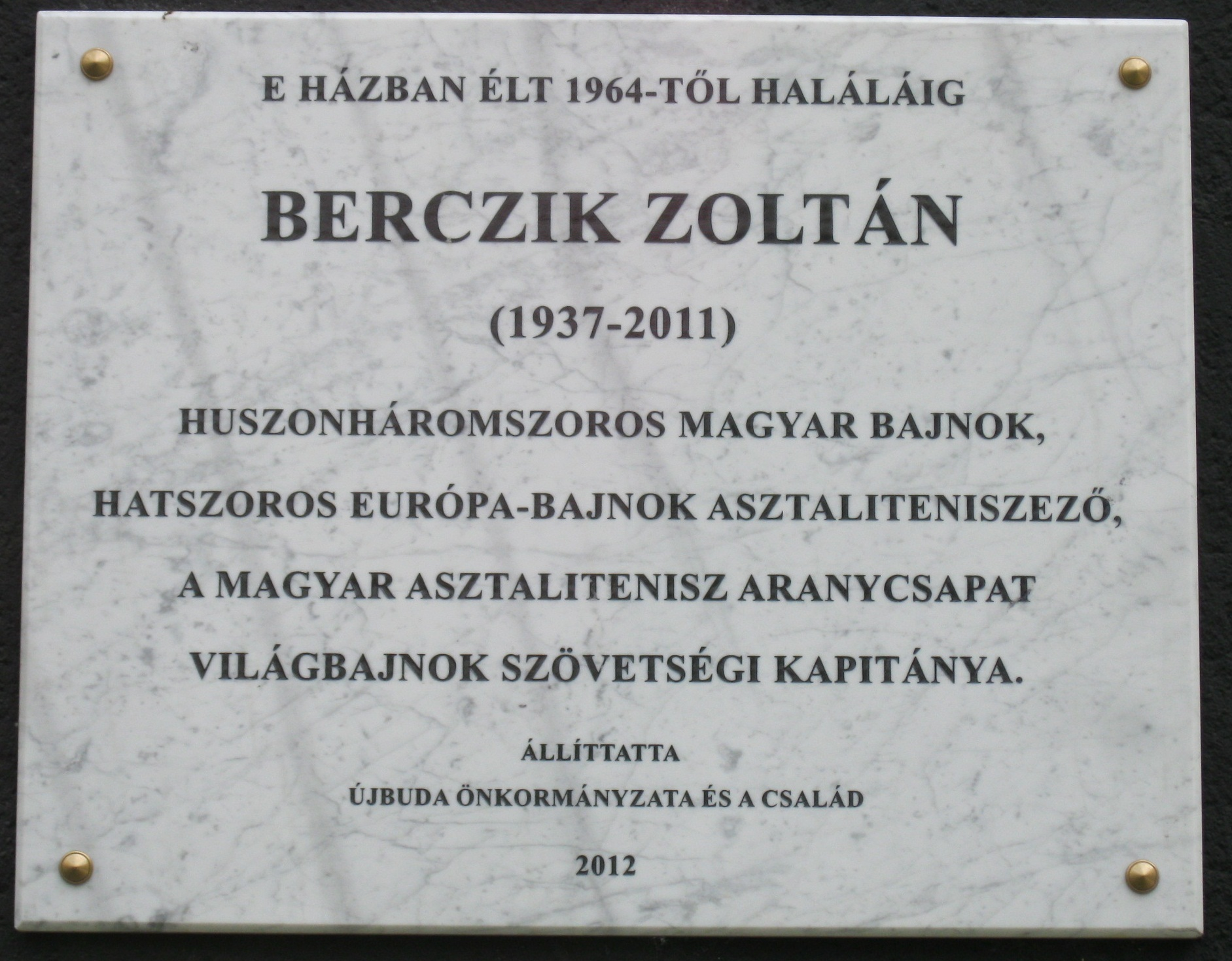
Berczik Zoltán Budafoki út 83/a-c
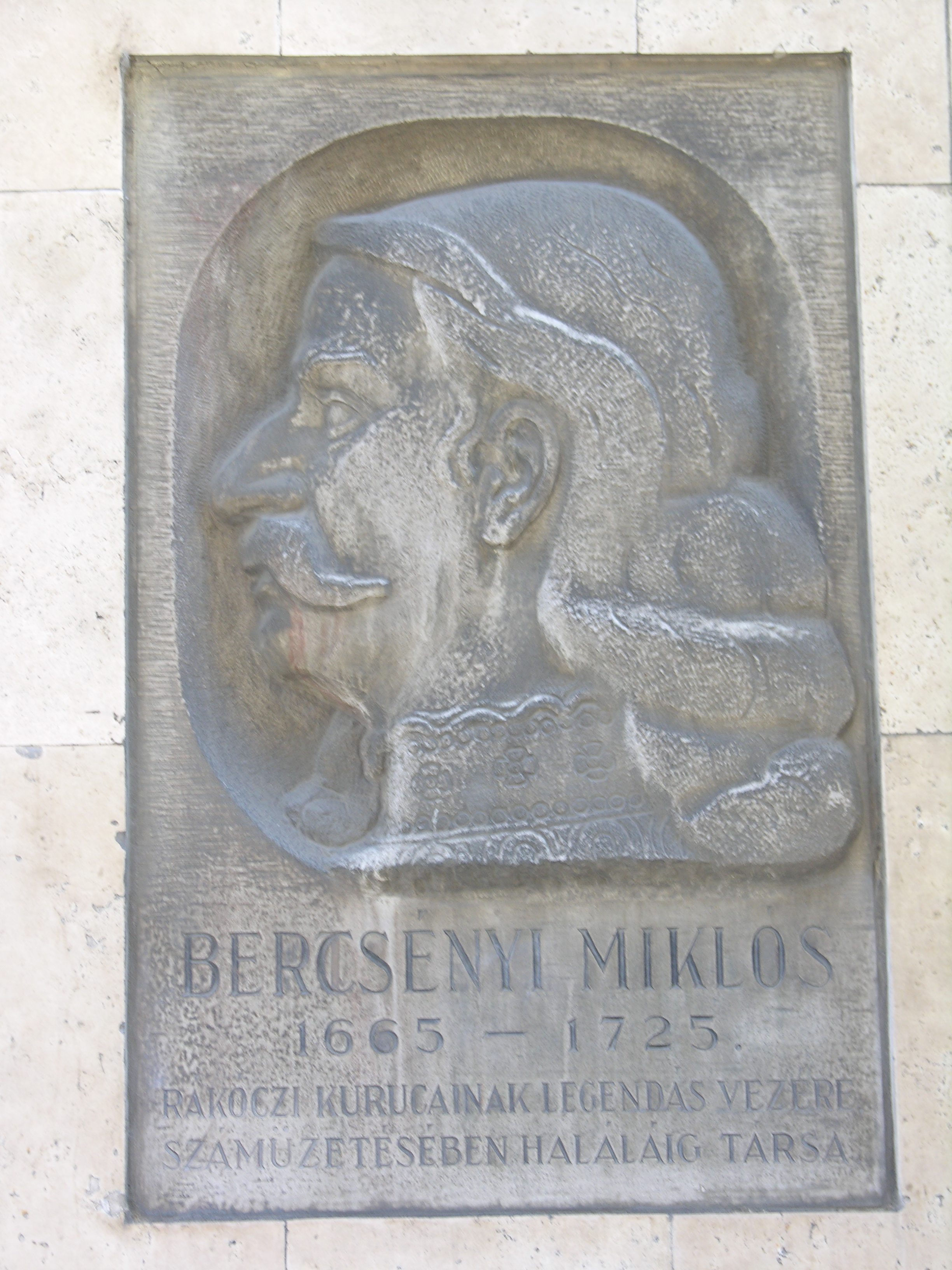
Bercsényi Miklós Bartók Béla út 34. alkotó: Sóváry János
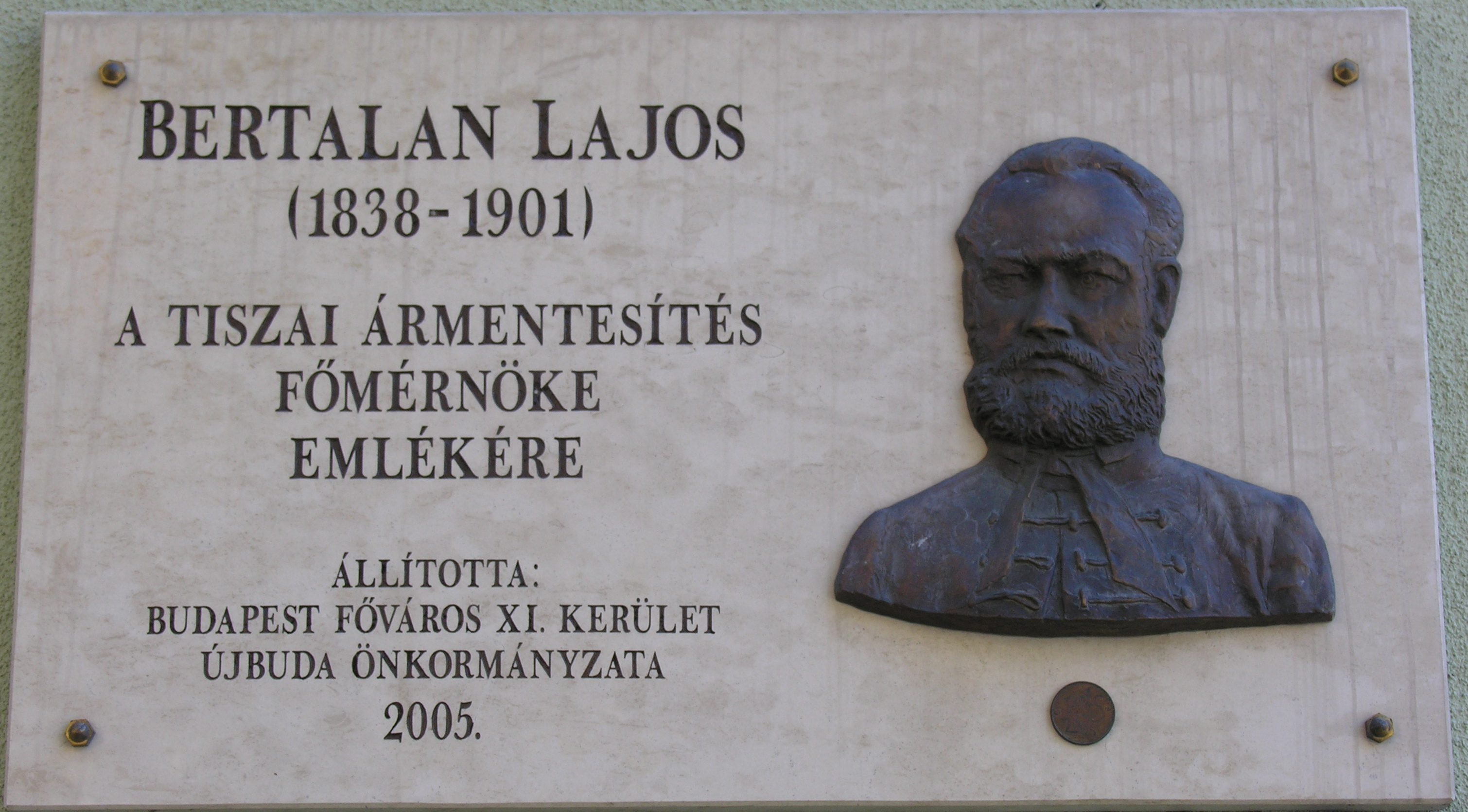
Bertalan Lajos Bertalan Lajos utca 28. alkotó: Lapis András
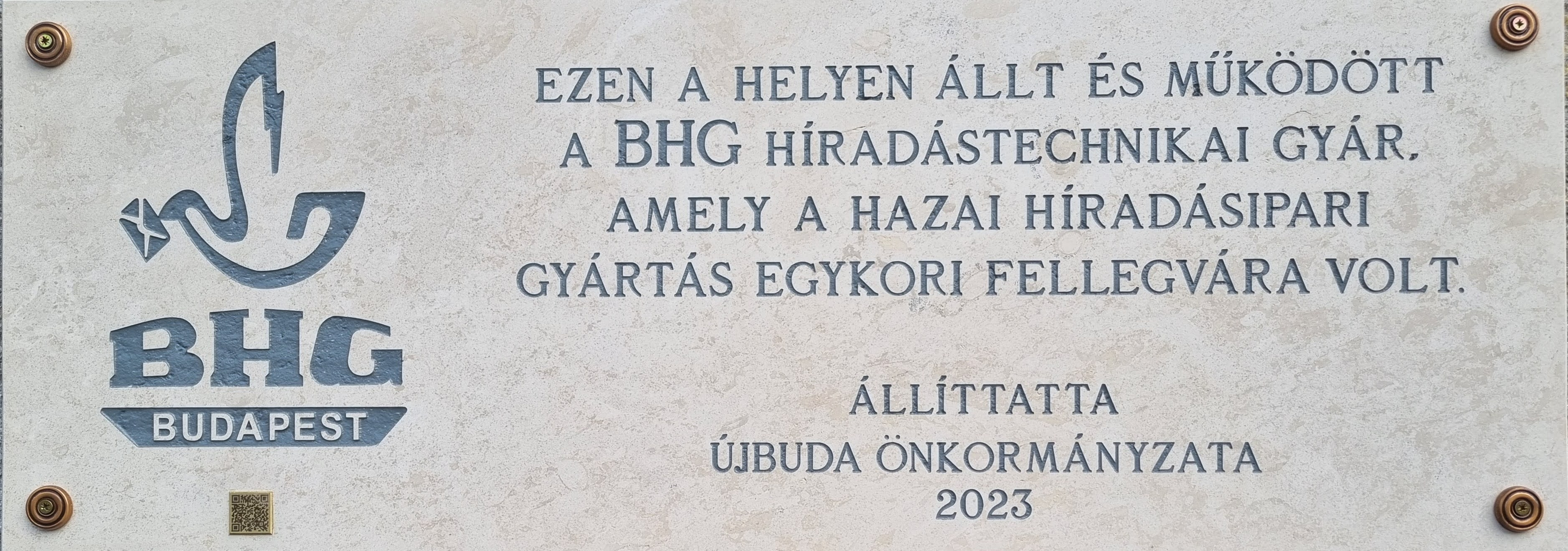
BHG Híradástechnikai Vállalat Fehérvári út 68.
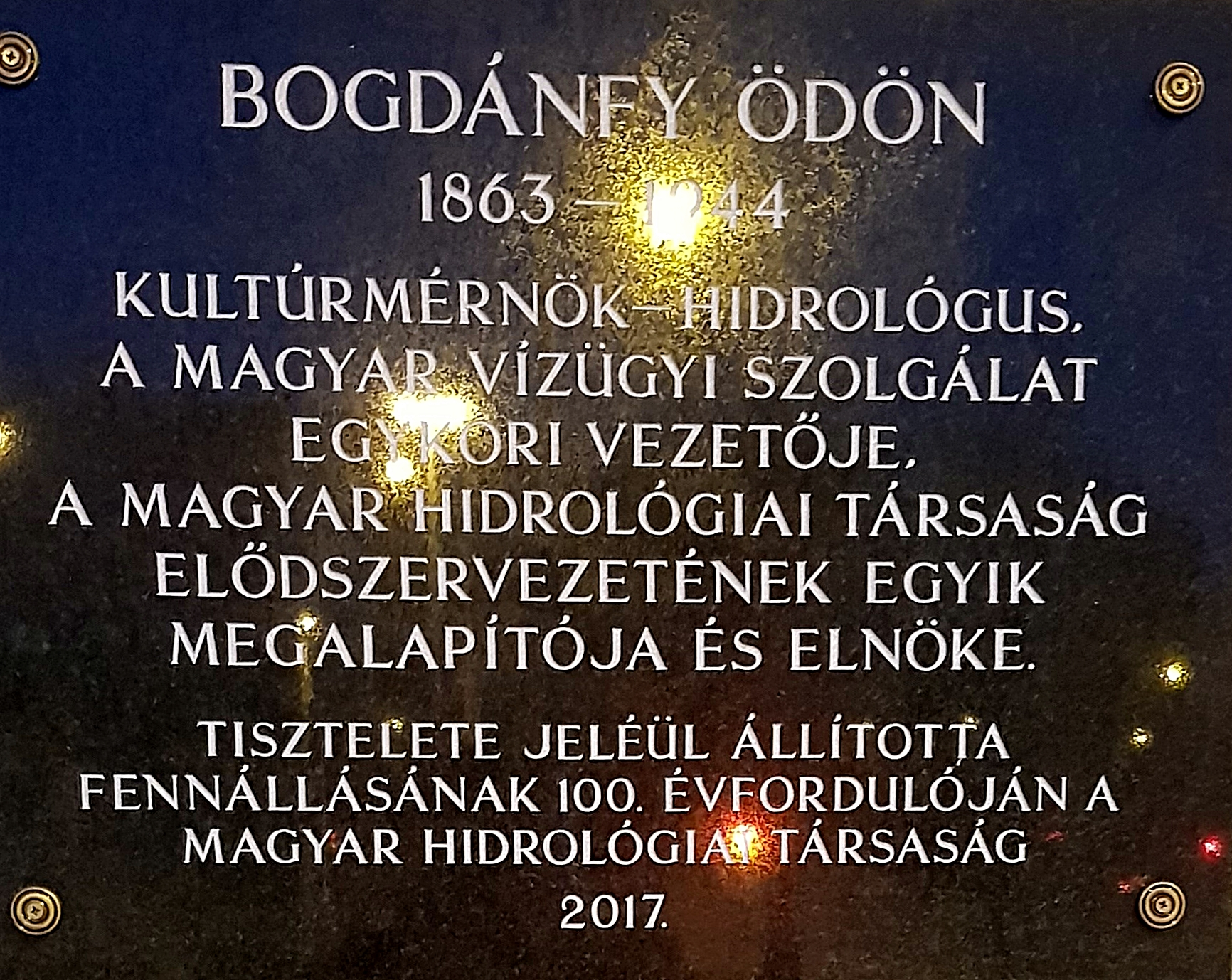
Bogdánfy Ödön Bogdánfy utca 10.
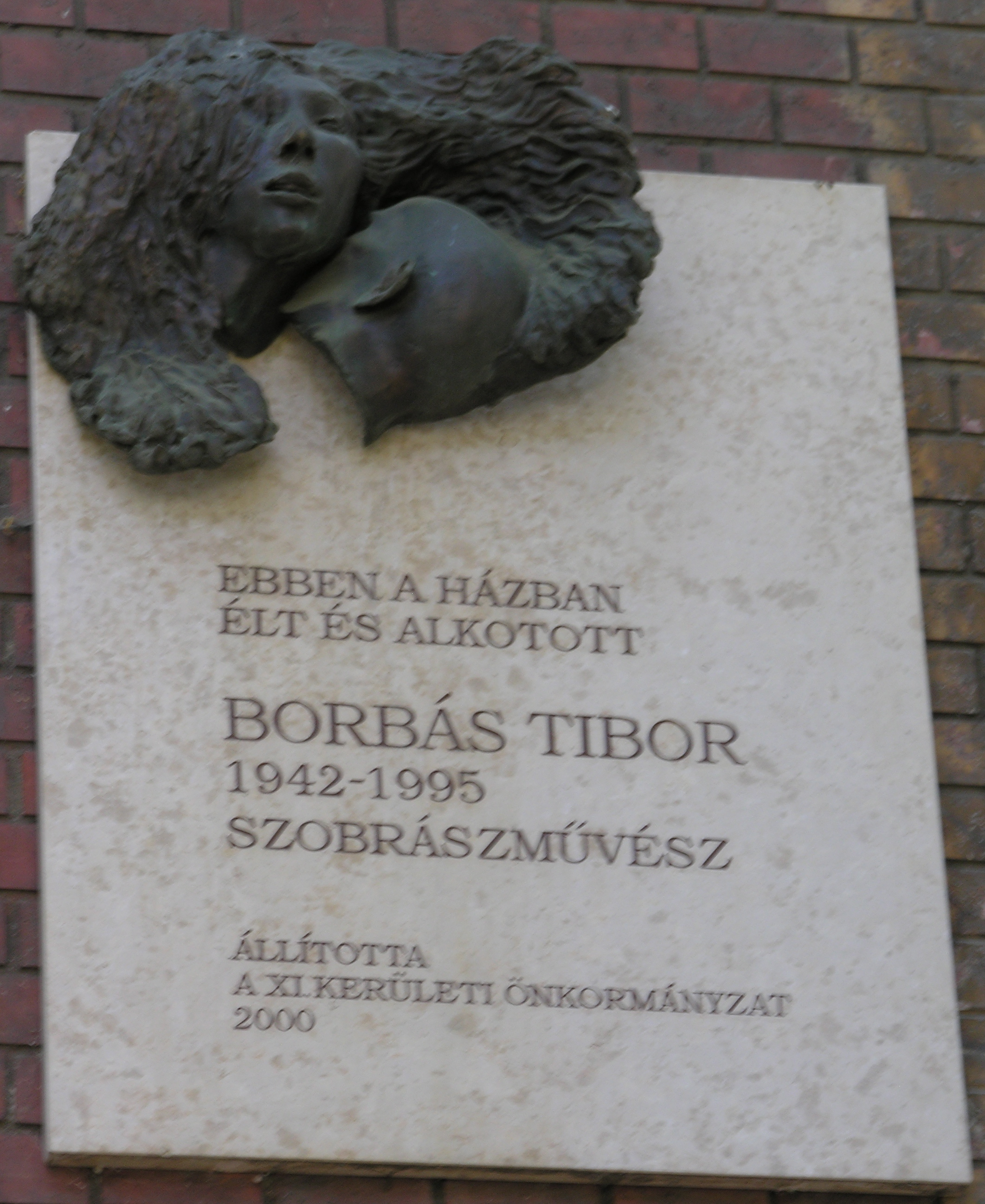
Borbás Tibor Himfy utca 3. alkotó: Magyar Éva
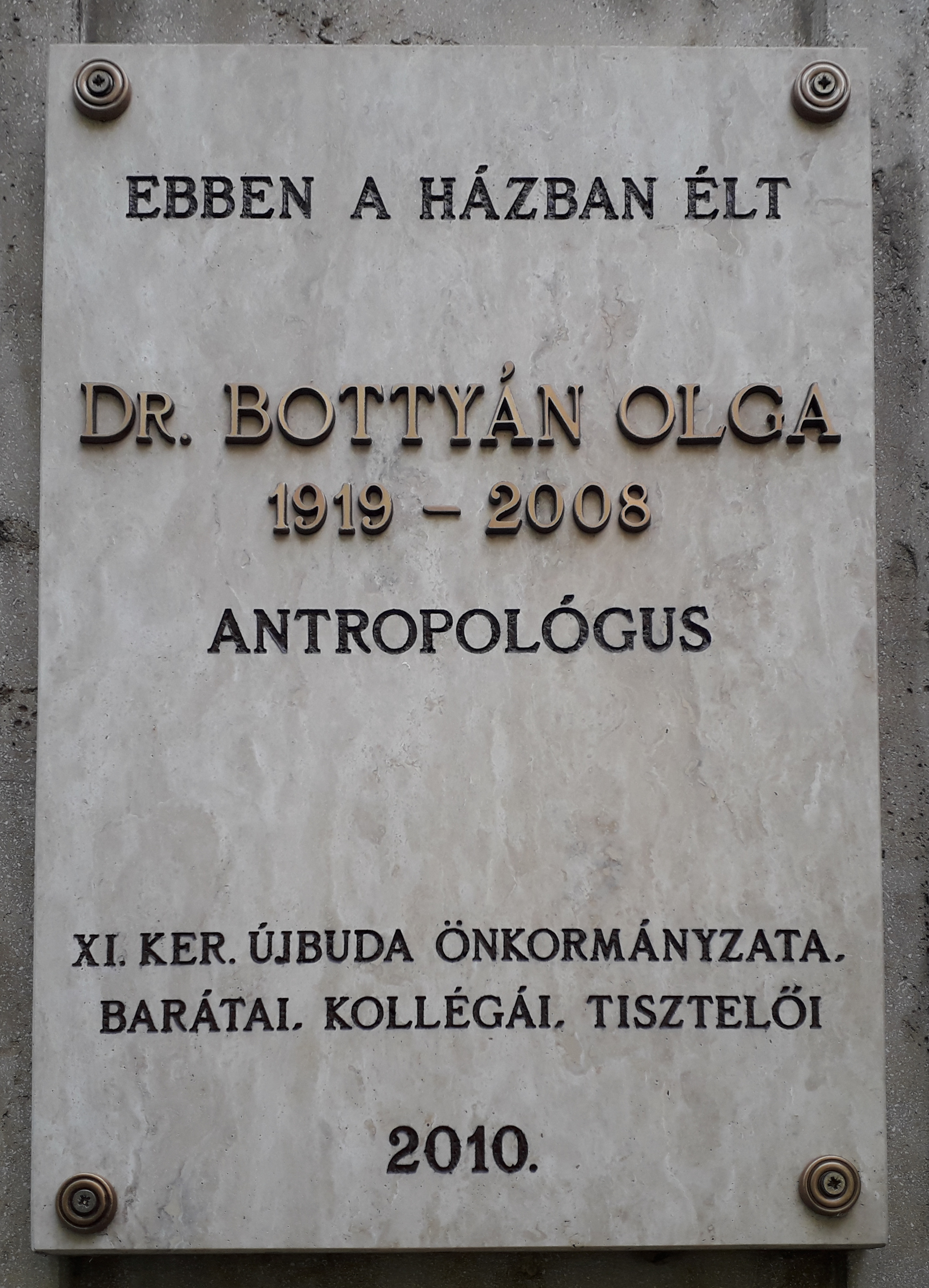
Bottyán Olga Villányi út 24/C
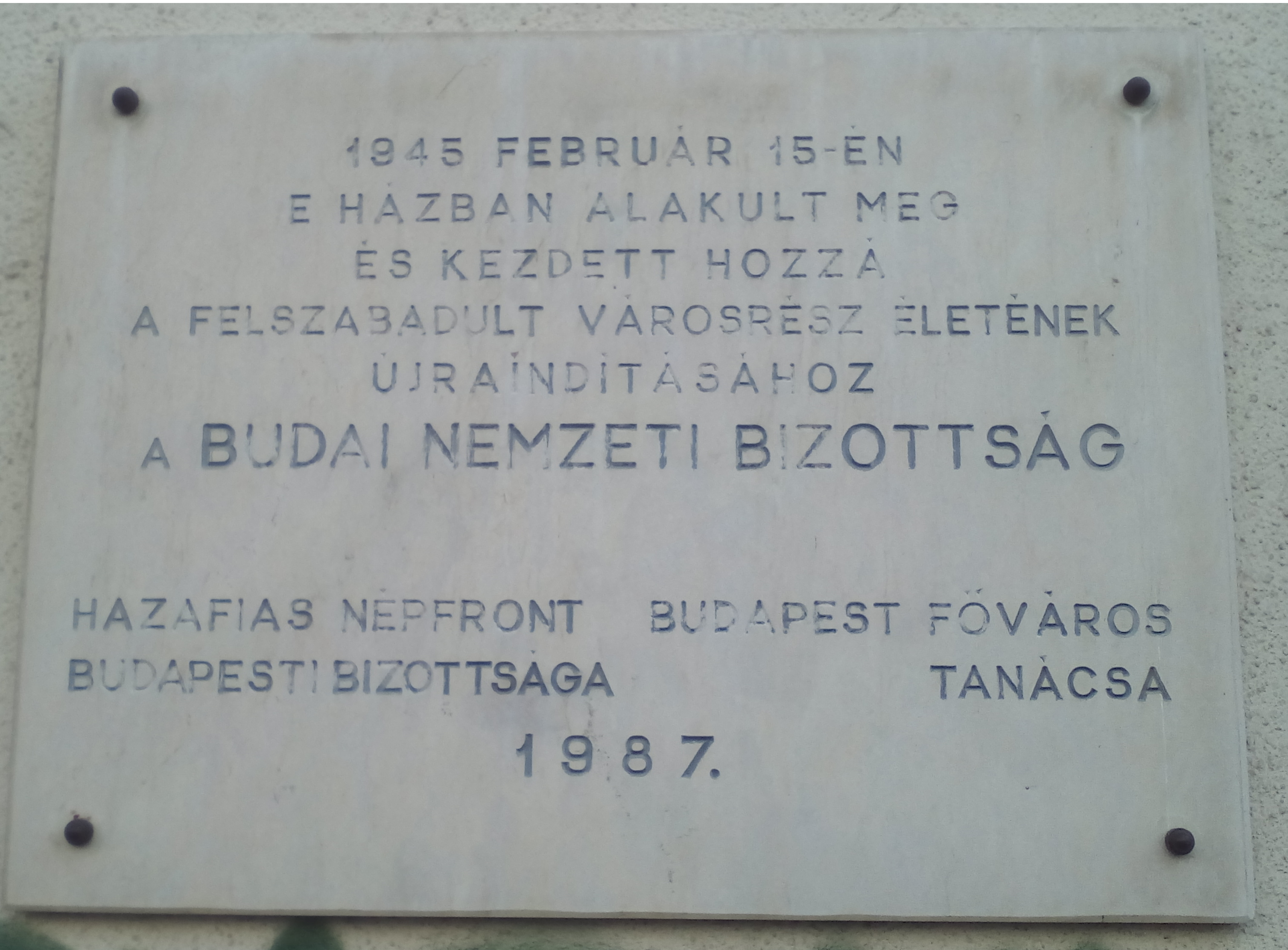
A Budai Nemzeti Bizottság Karinthy Frigyes út 1.
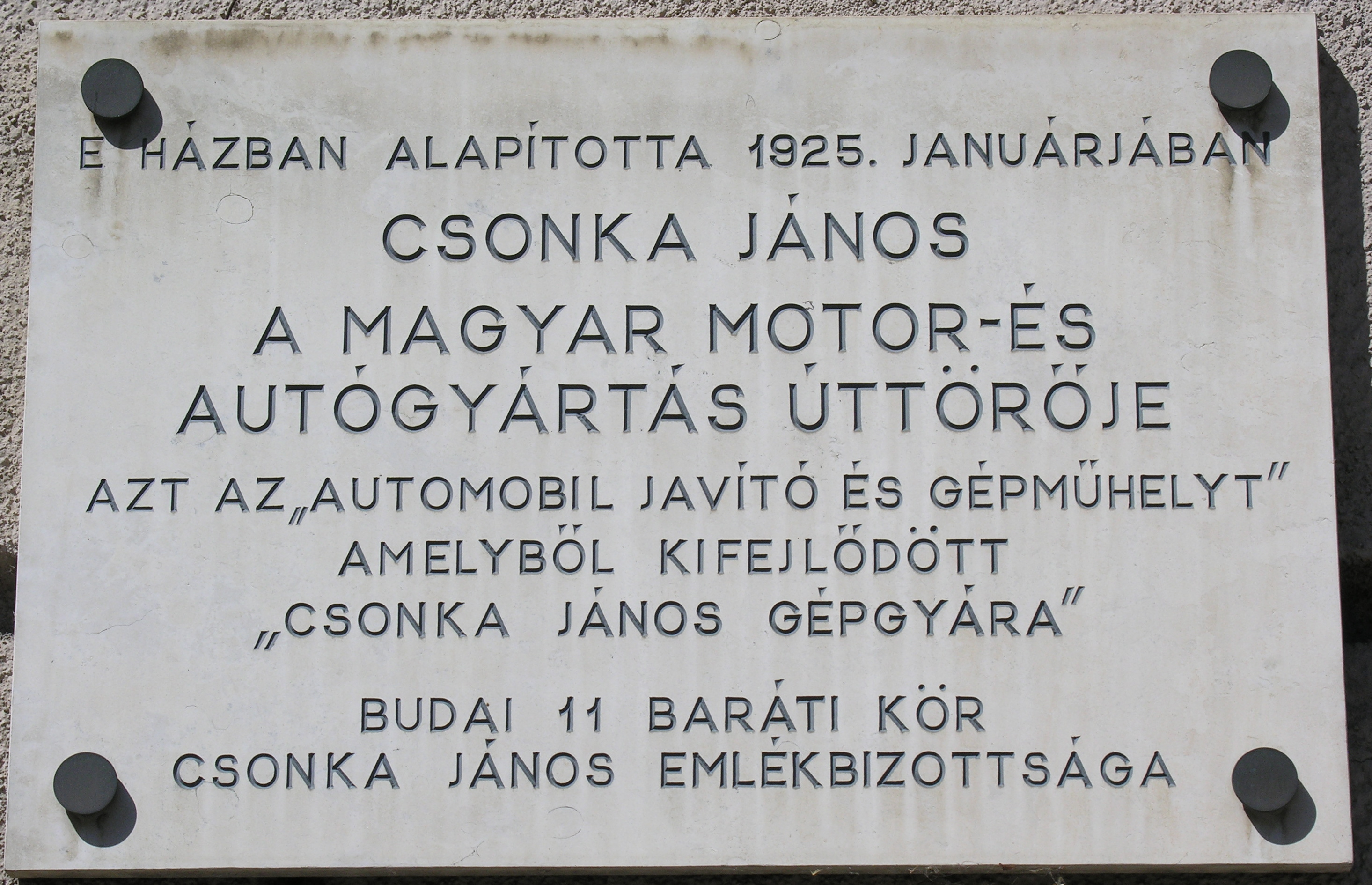
Csonka János Bartók Béla út 31.
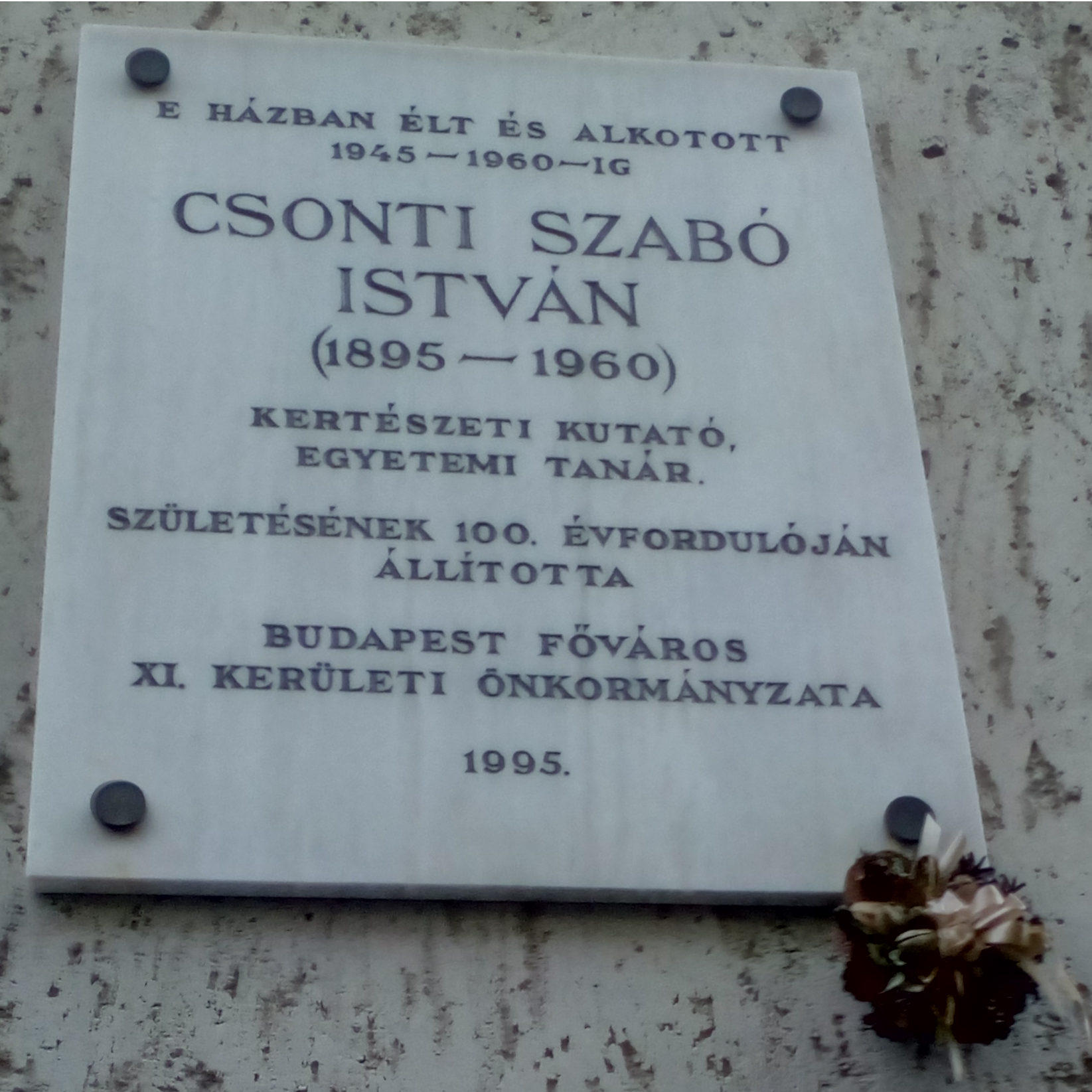
Csonti Szabó István Lágymányosi utca 17/b.
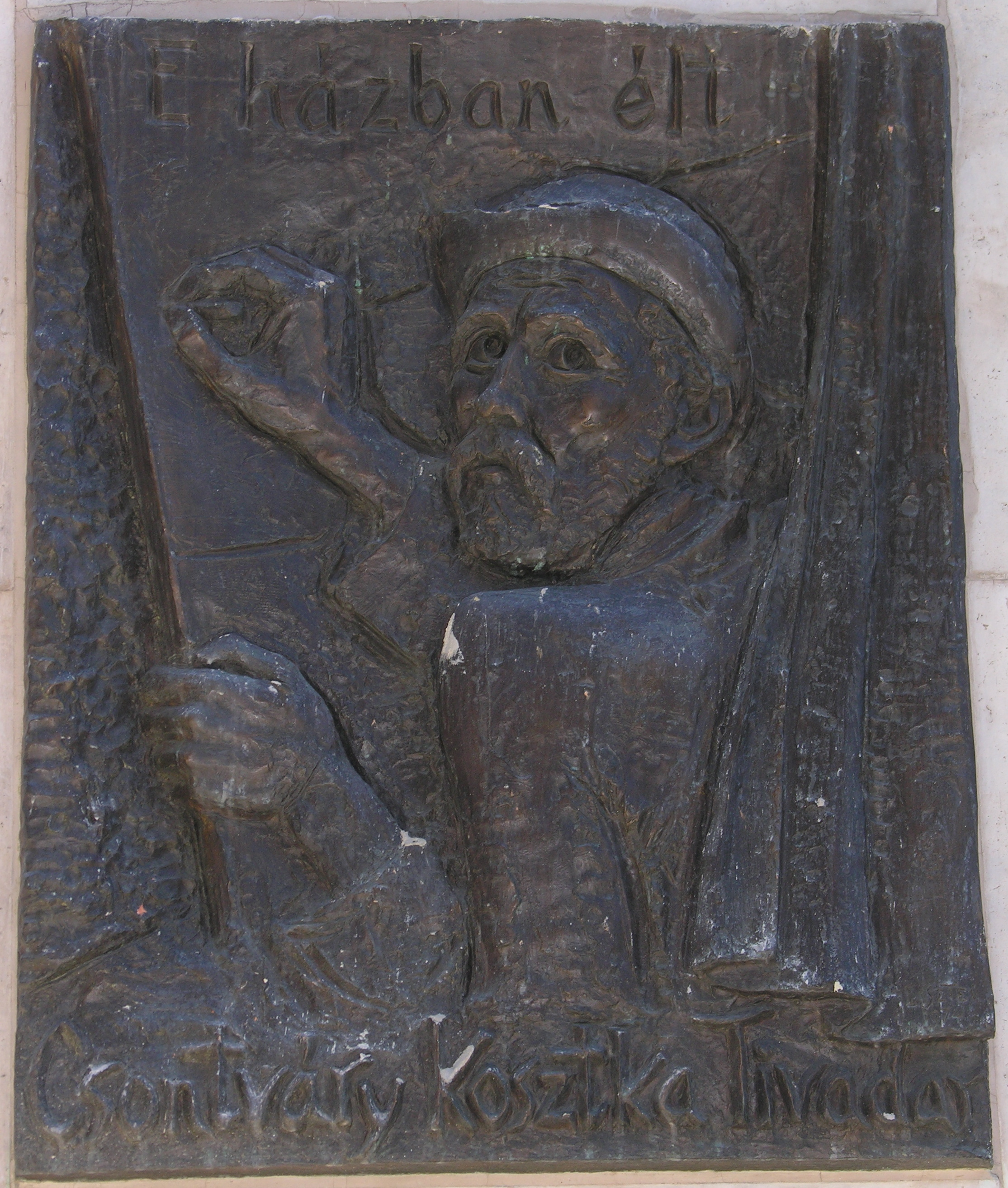
Csontváry Kosztka Tivadar Bartók Béla út 36-38. alkotó: Lisztes István
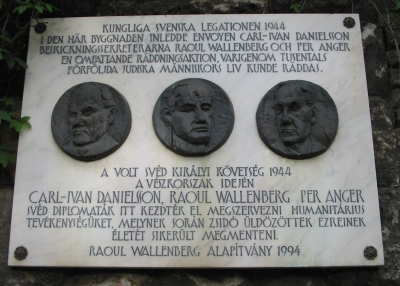
Carl-Ivan Danielson Minerva utca 3/b alkotó: Czinder Antal
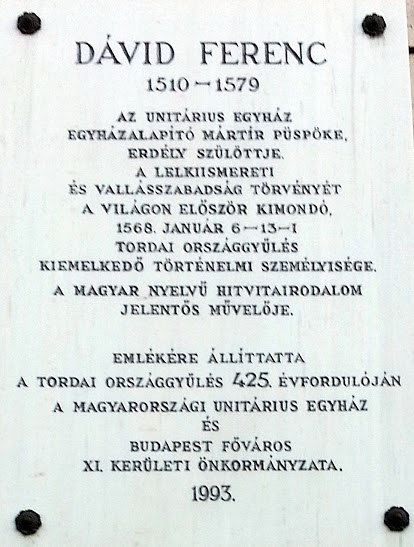
Dávid Ferenc Dávid Ferenc utca 2/a
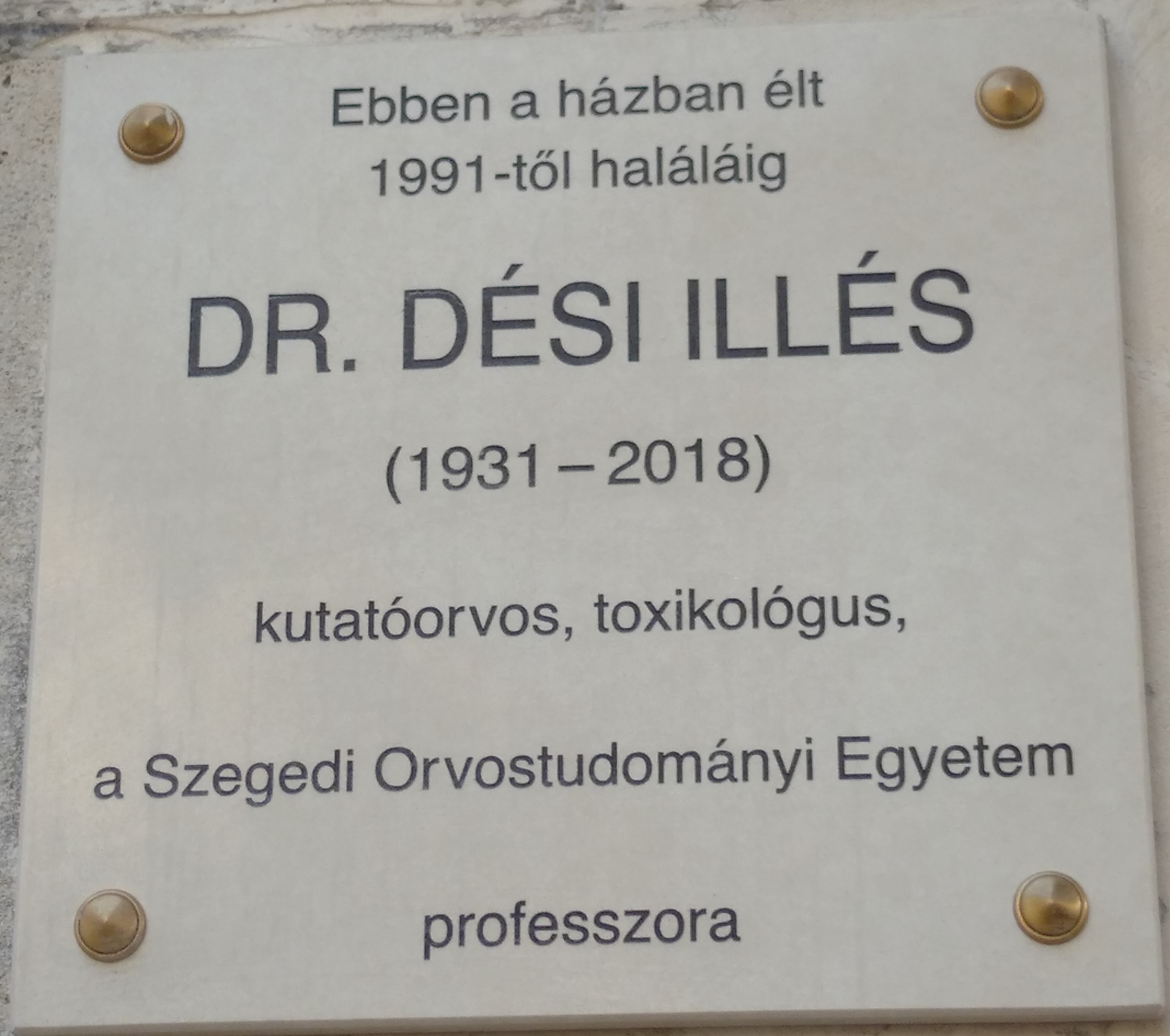
Dési Illés Lágymányosi utca 13.
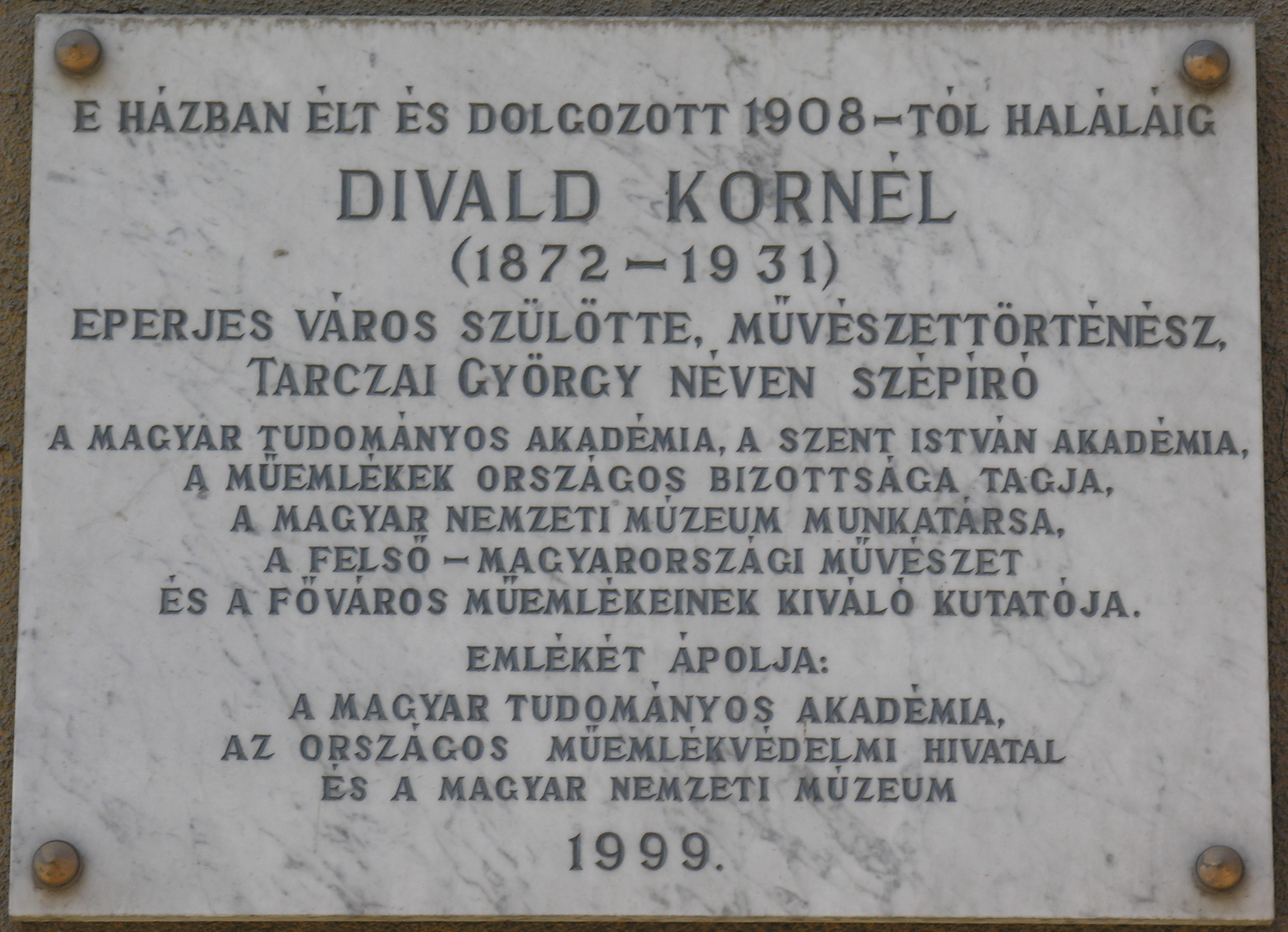
Divald Kornél Budafoki út 5-7.
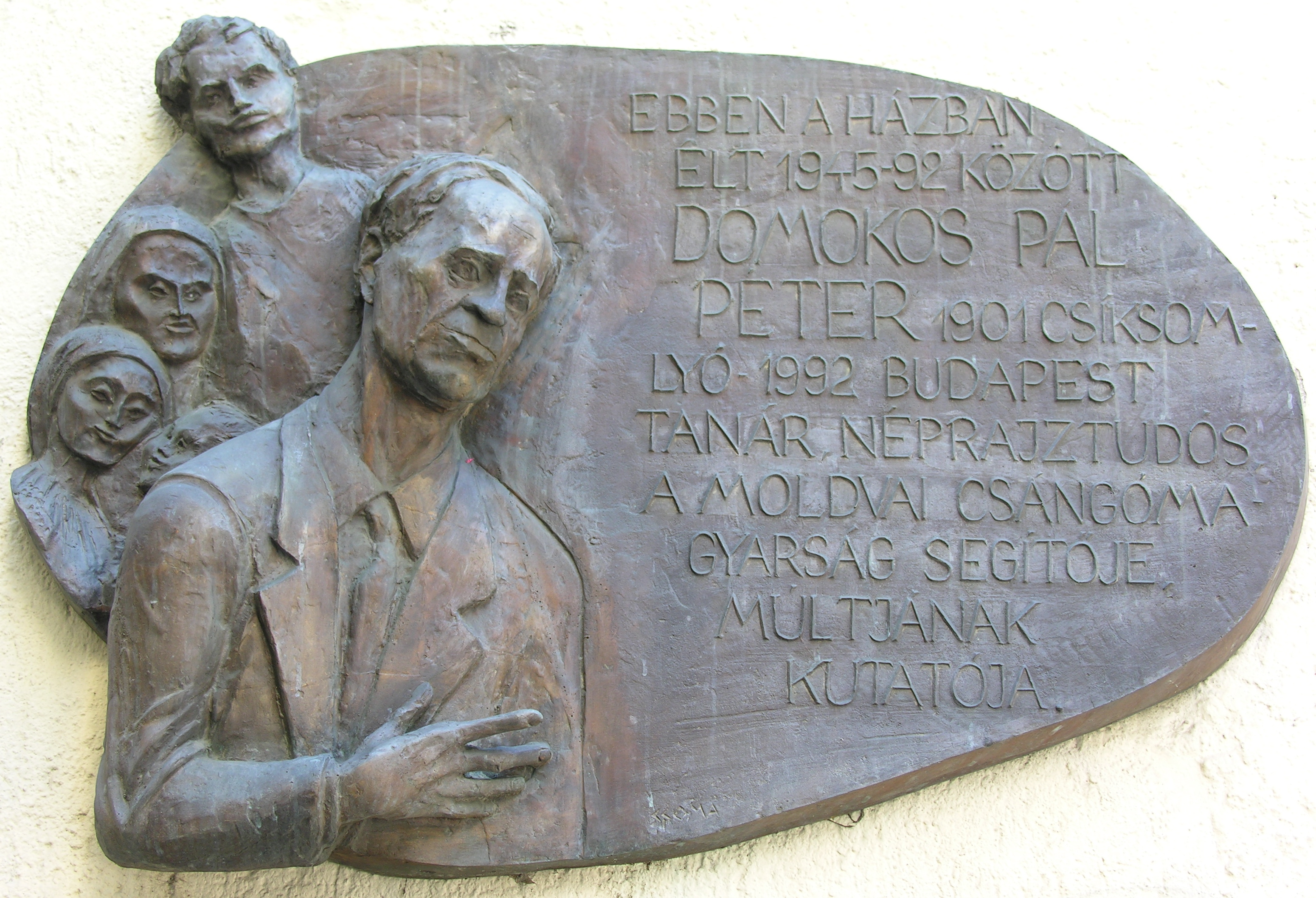
Domokos Pál Péter Budafoki út 10/c alkotó: Csoma Gergely
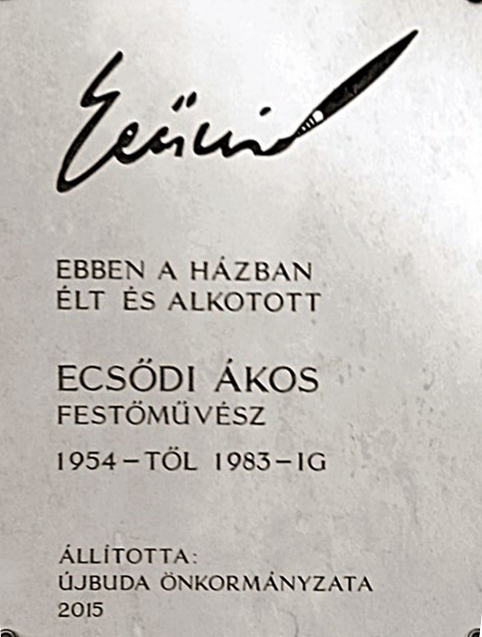
Ecsődi Ákos Bartók Béla út 51.
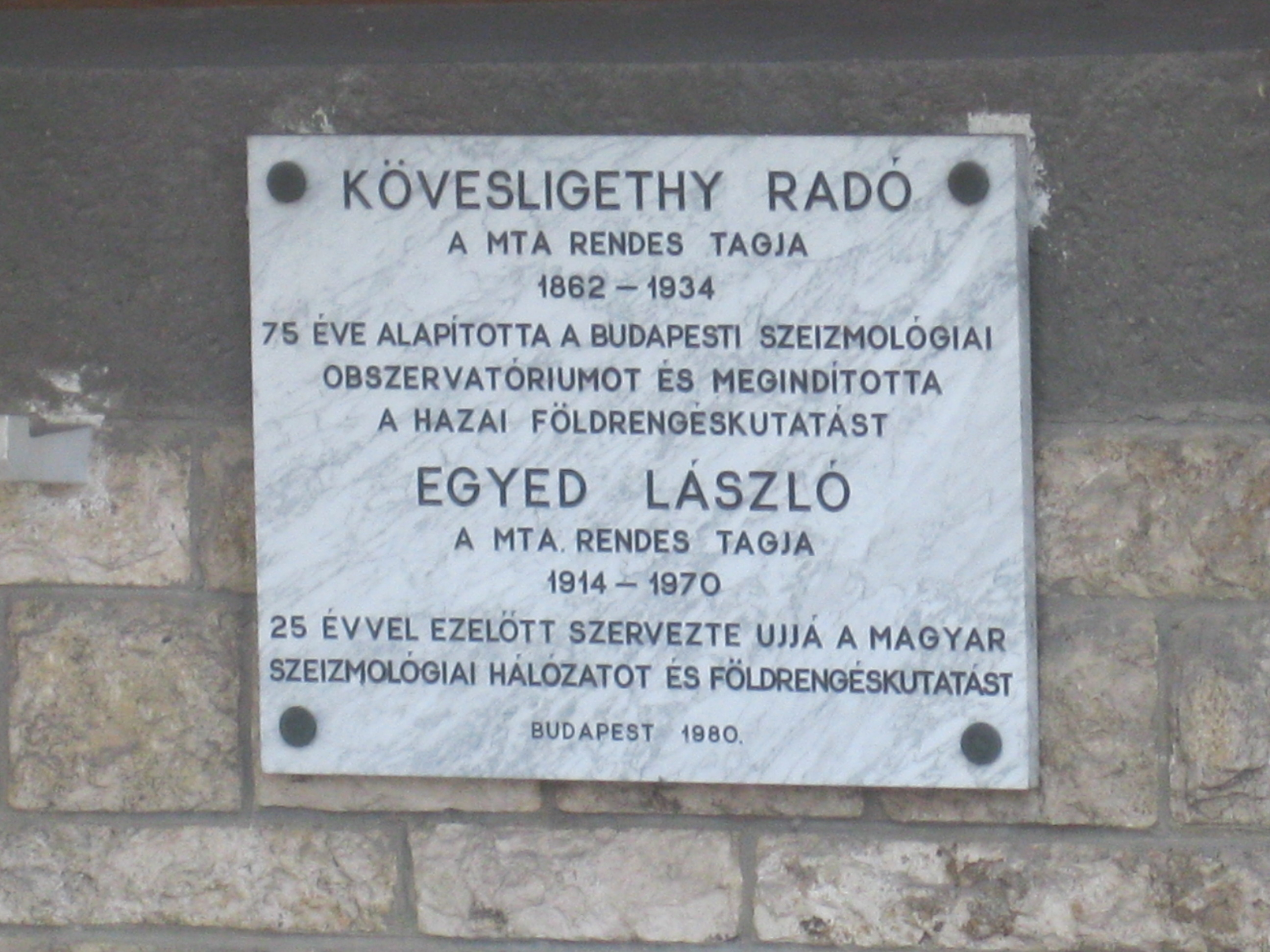
Egyed László Meredek út 18.
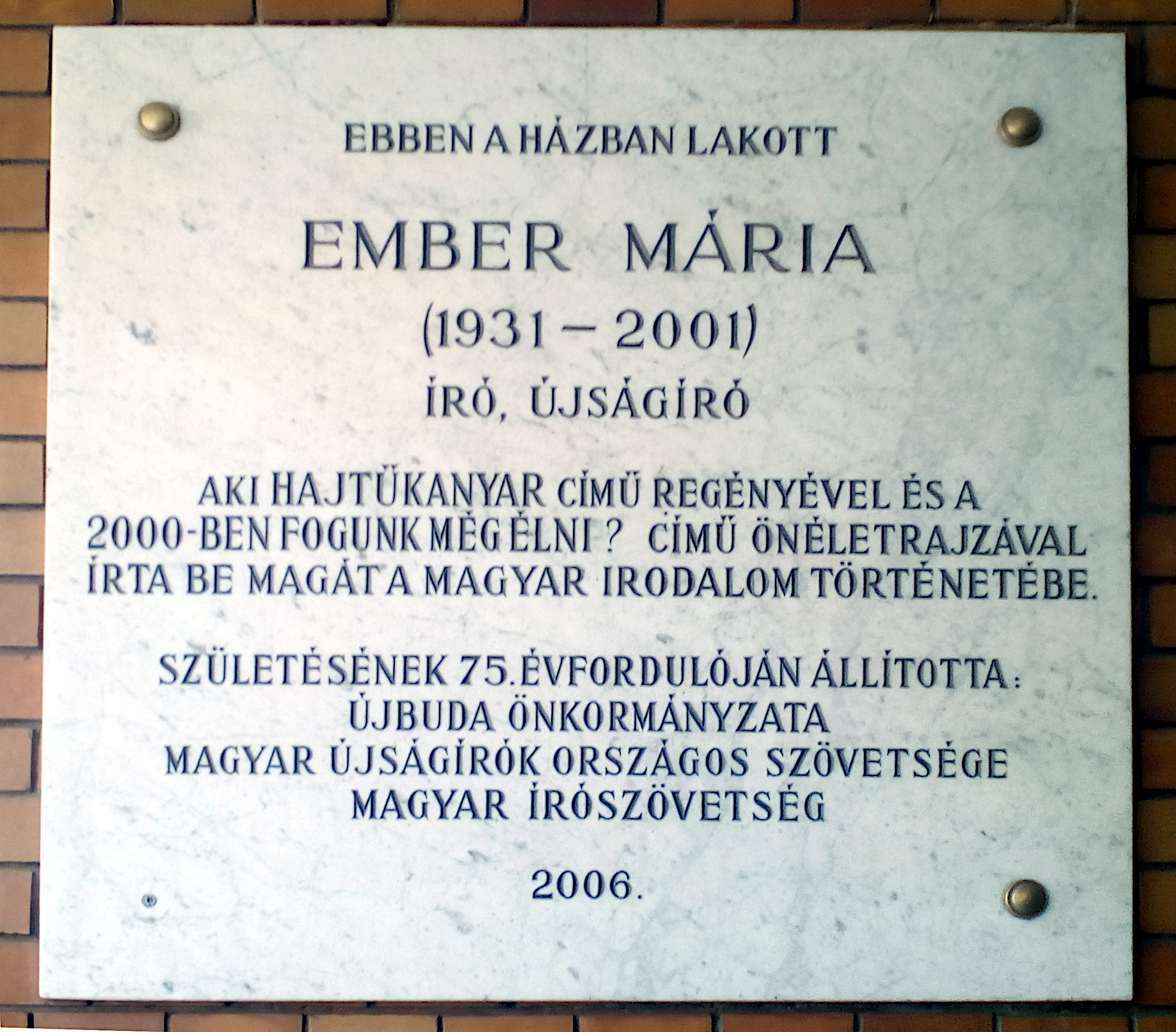
Ember Mária Fehérvári út 31.
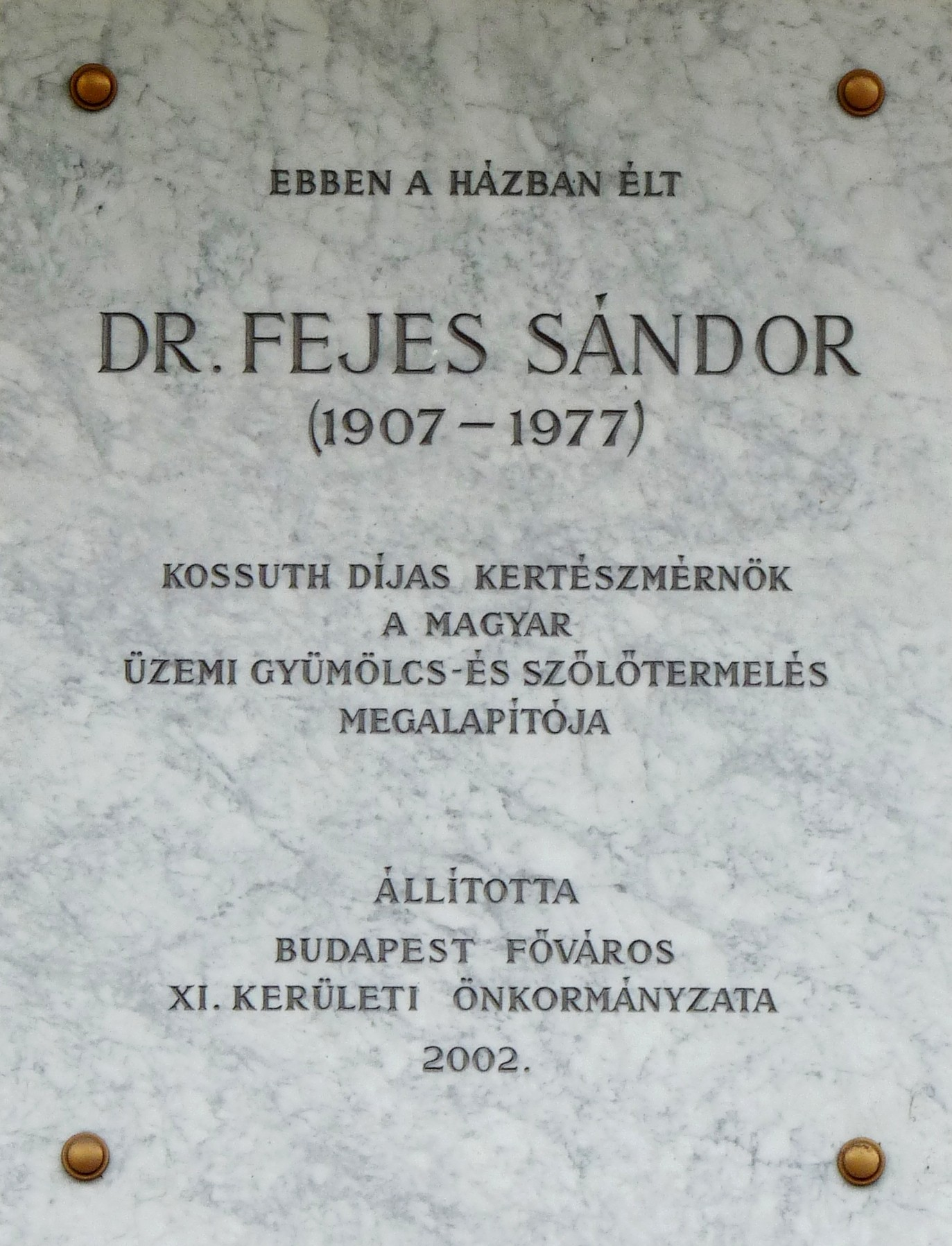
Fejes Sándor Edömér utca 6.
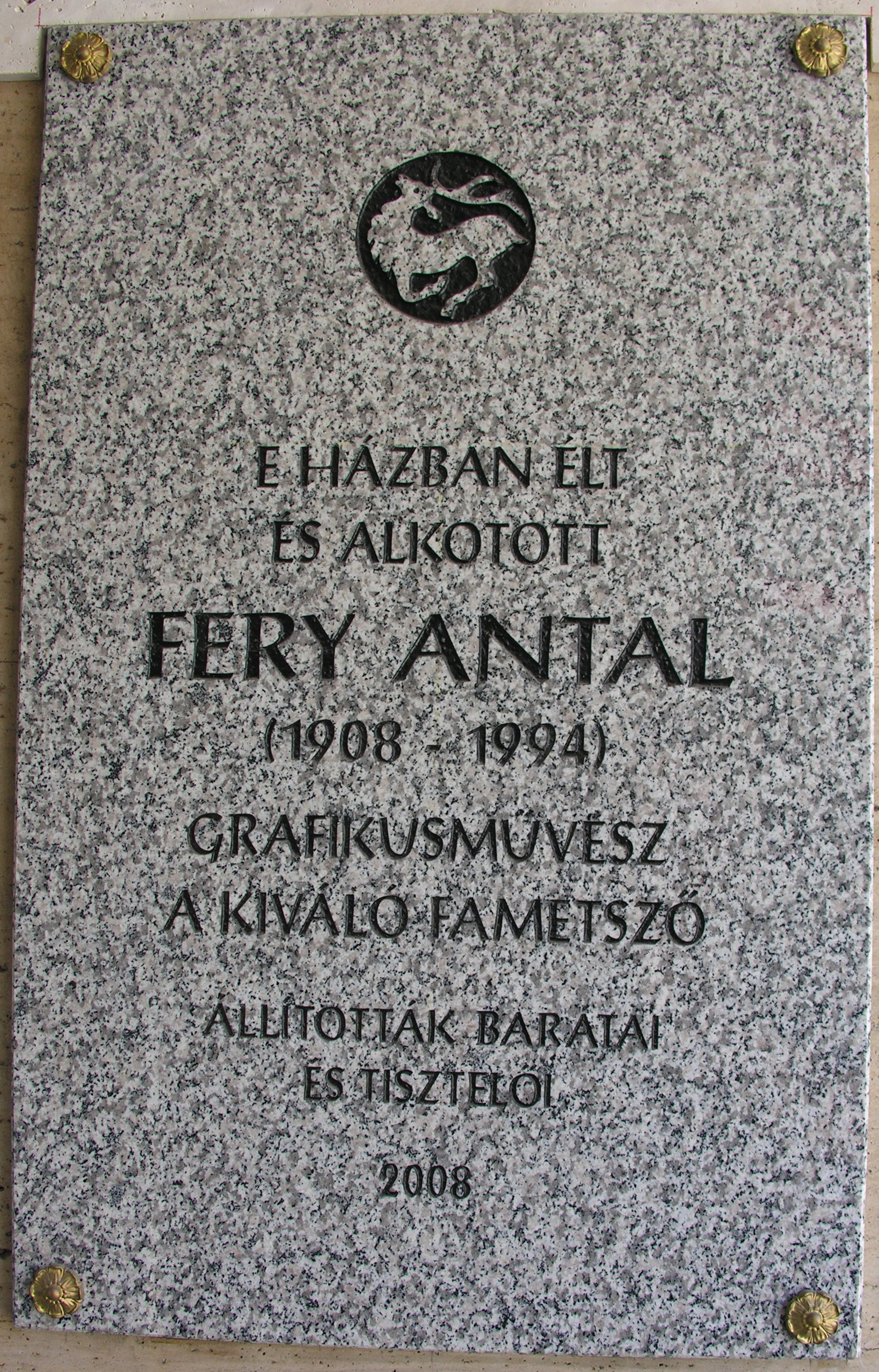
Fery Antal Fehérvári út 7.
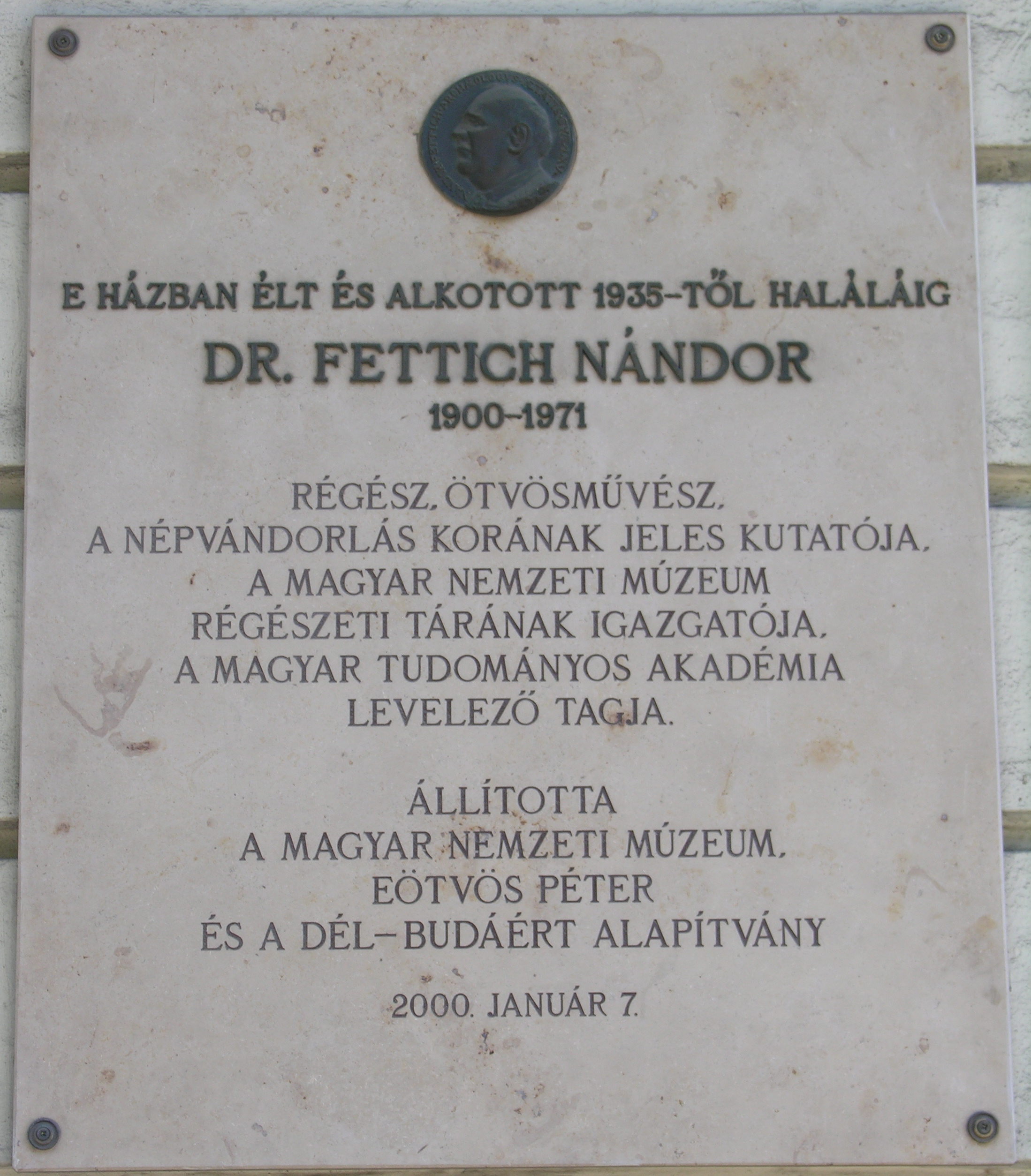
Fettich Nándor Bartók Béla út 10-12.
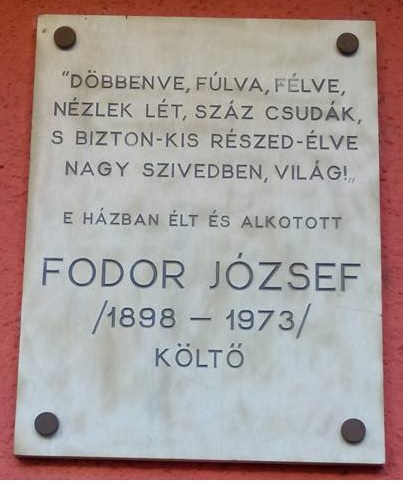
Fodor József Budapest, XI., Fehérvári út 33/A.
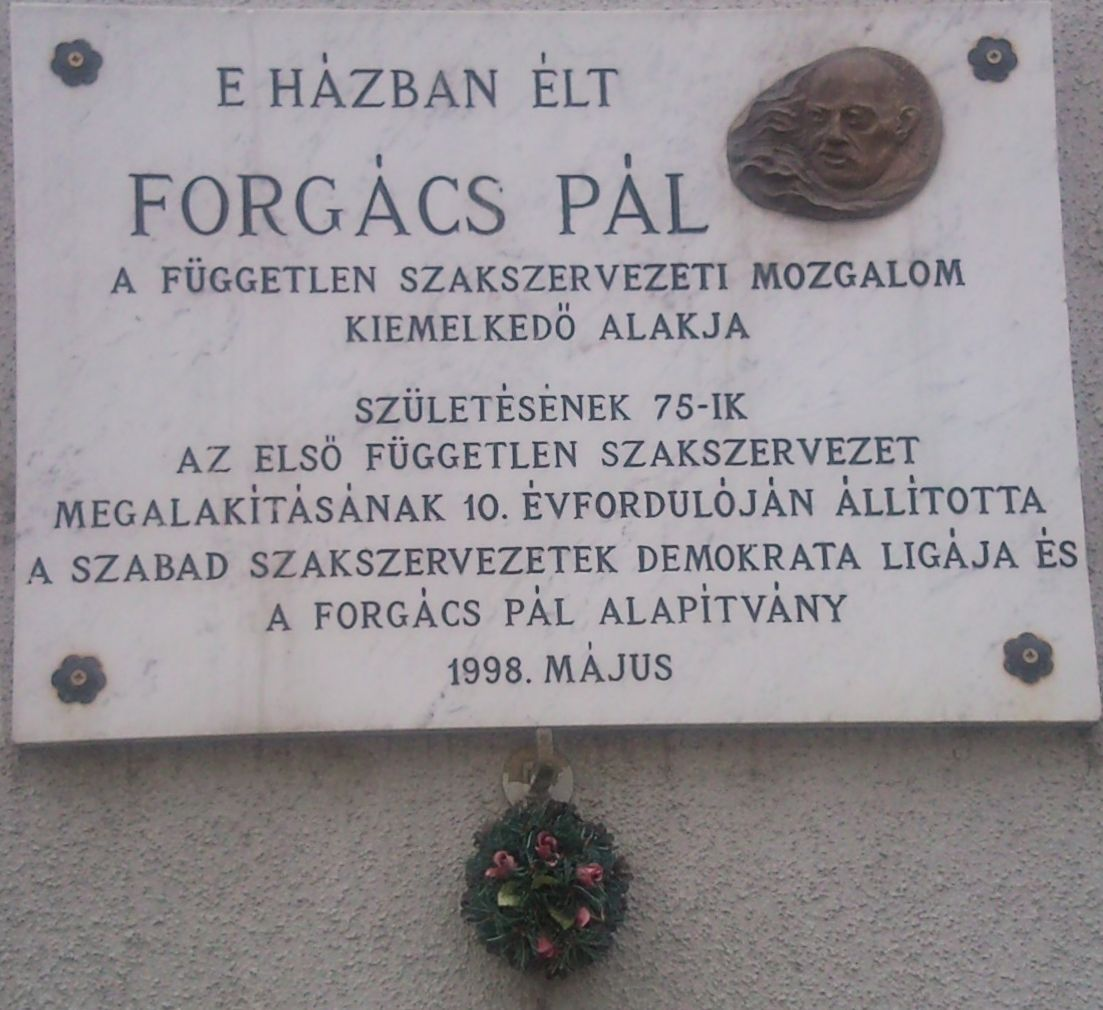
Forgács Pál Október huszonharmadika utca 19.
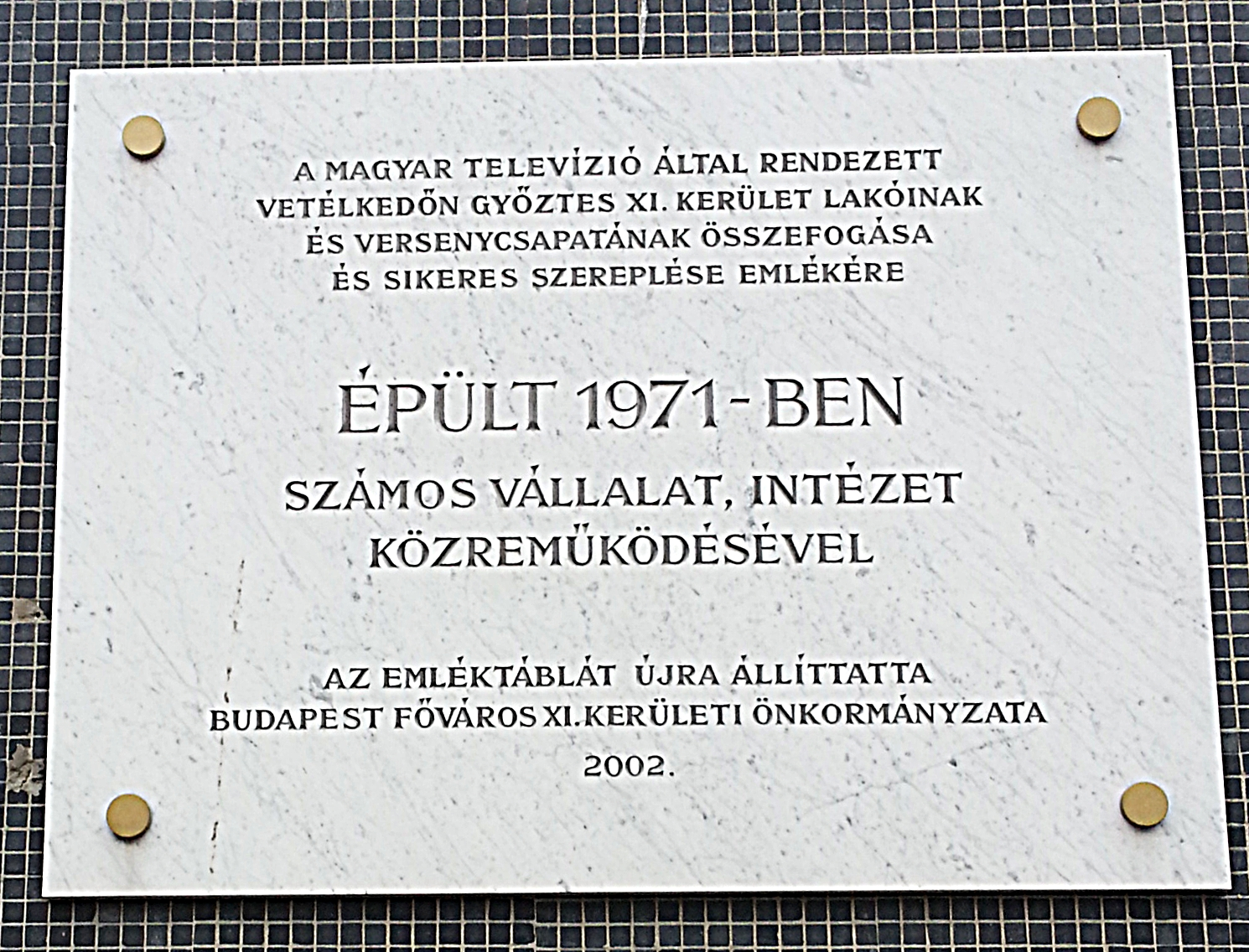
Fürkész óvoda Bogdánfy utca 1.
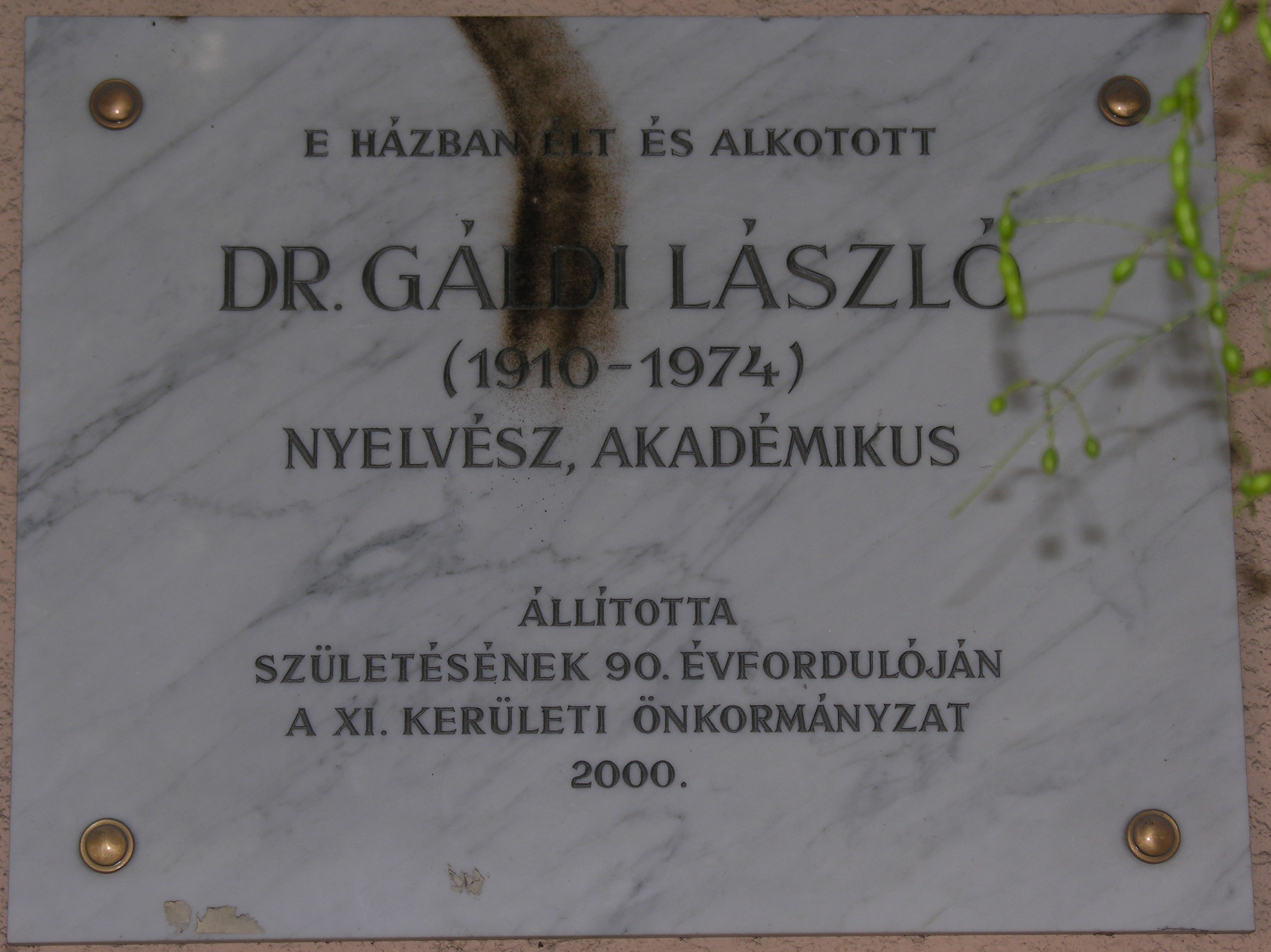
Gáldi László Karinthy Frigyes út 13.
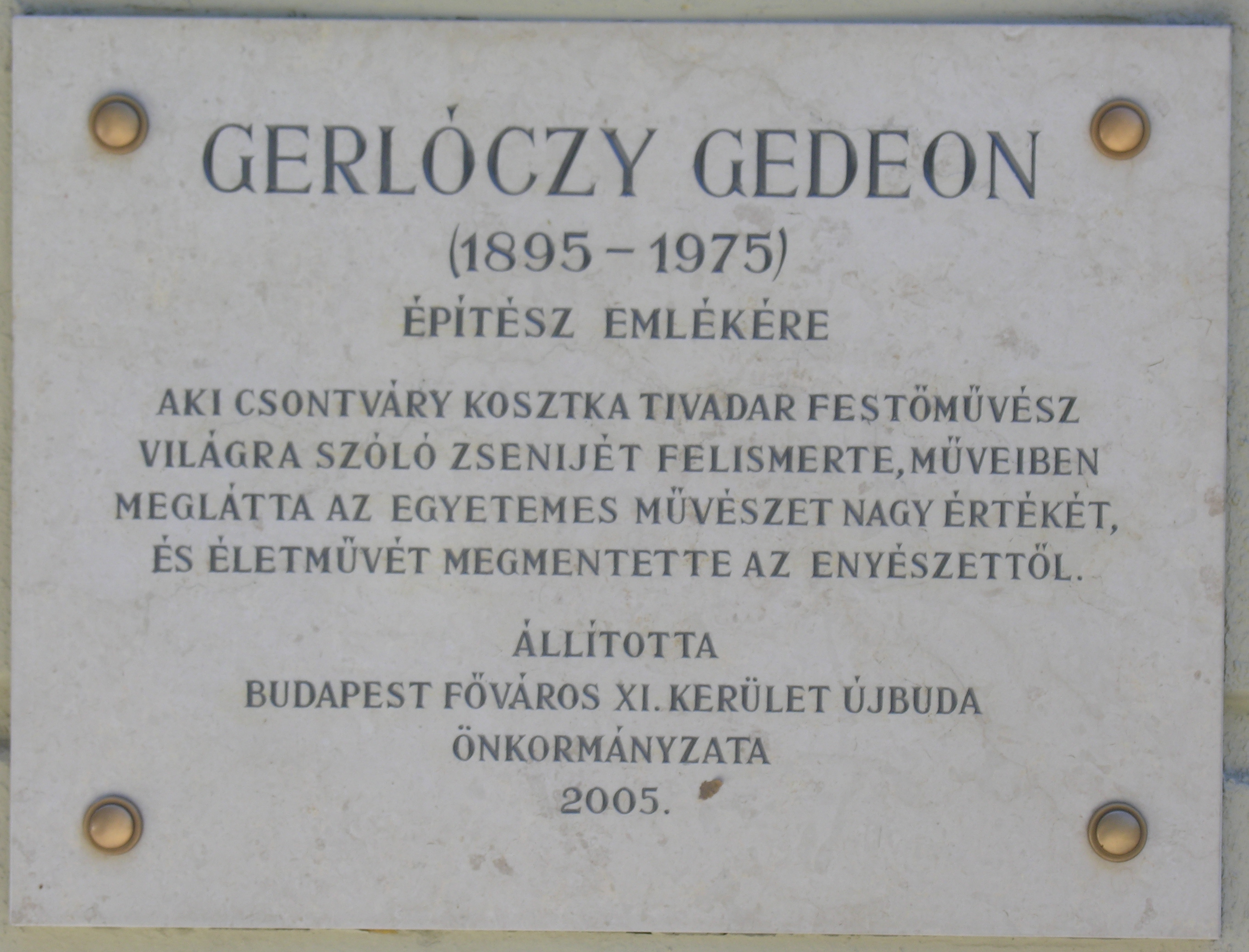
Gerlóczy Gedeon Bartók Béla út 36-38.
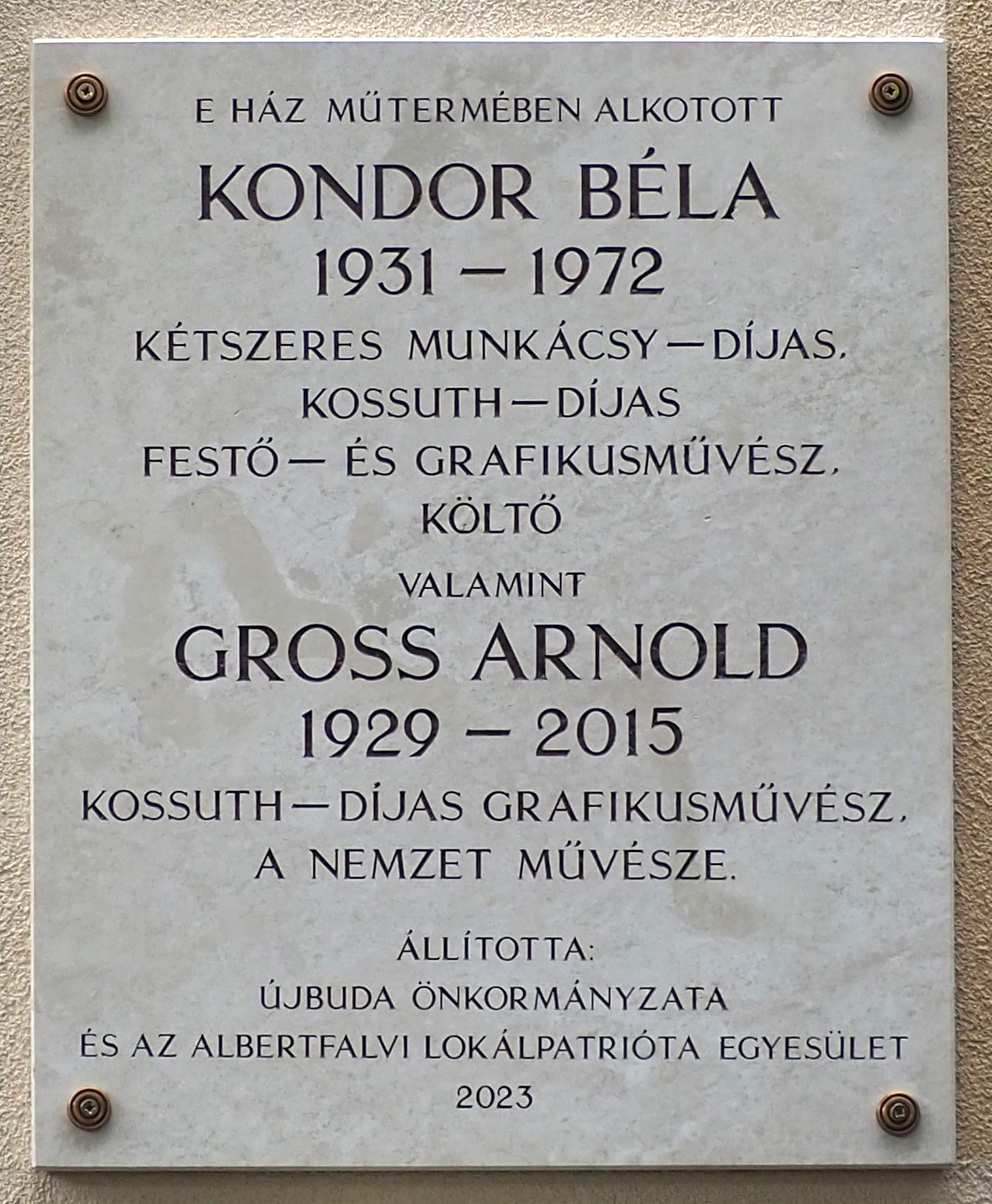
Gross Arnold, Fegyvernek utca 54.
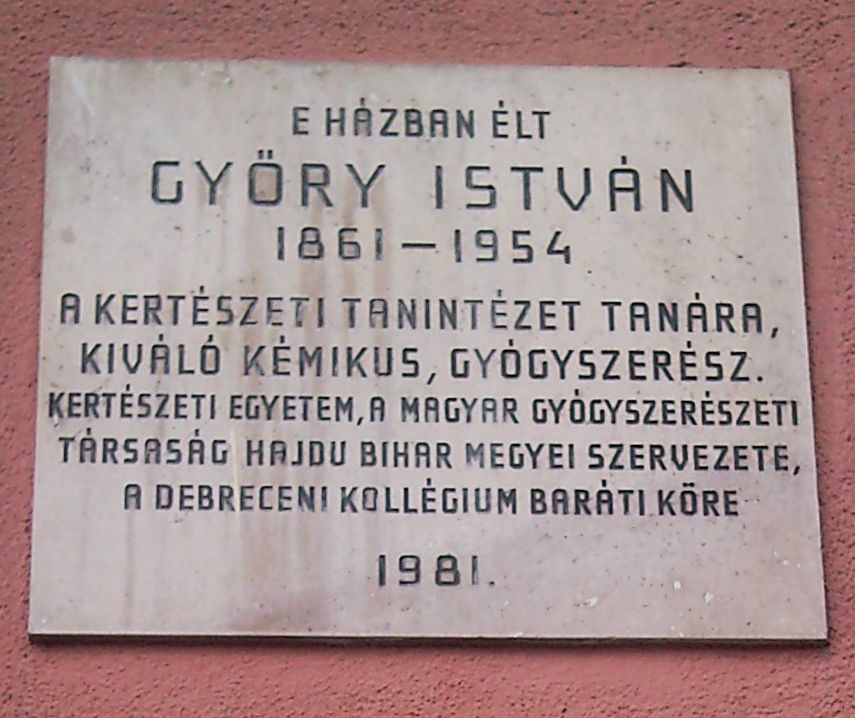
Győry István Bocskai út 27.
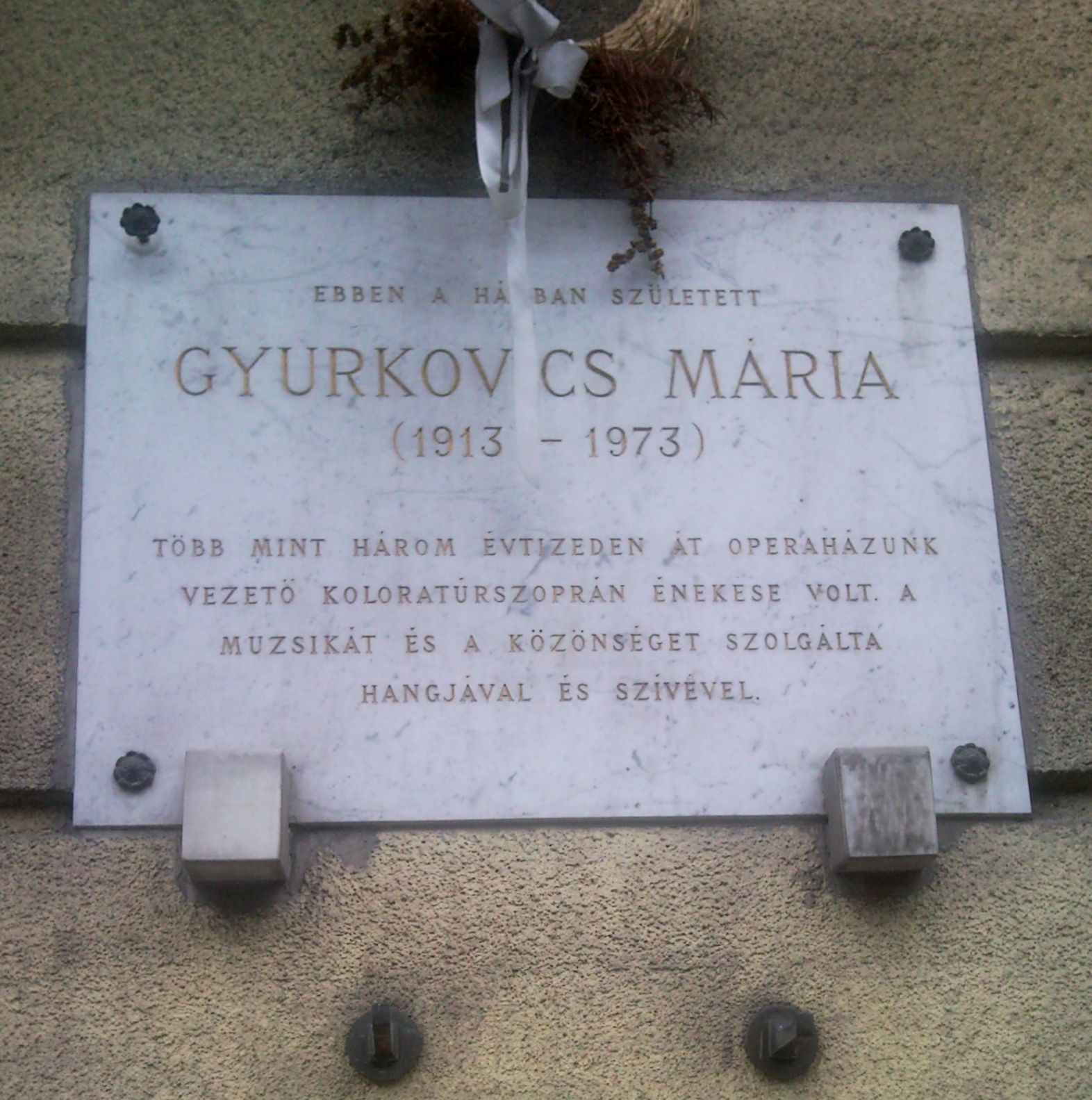
Gyurkovics Mária Budafoki út 81.
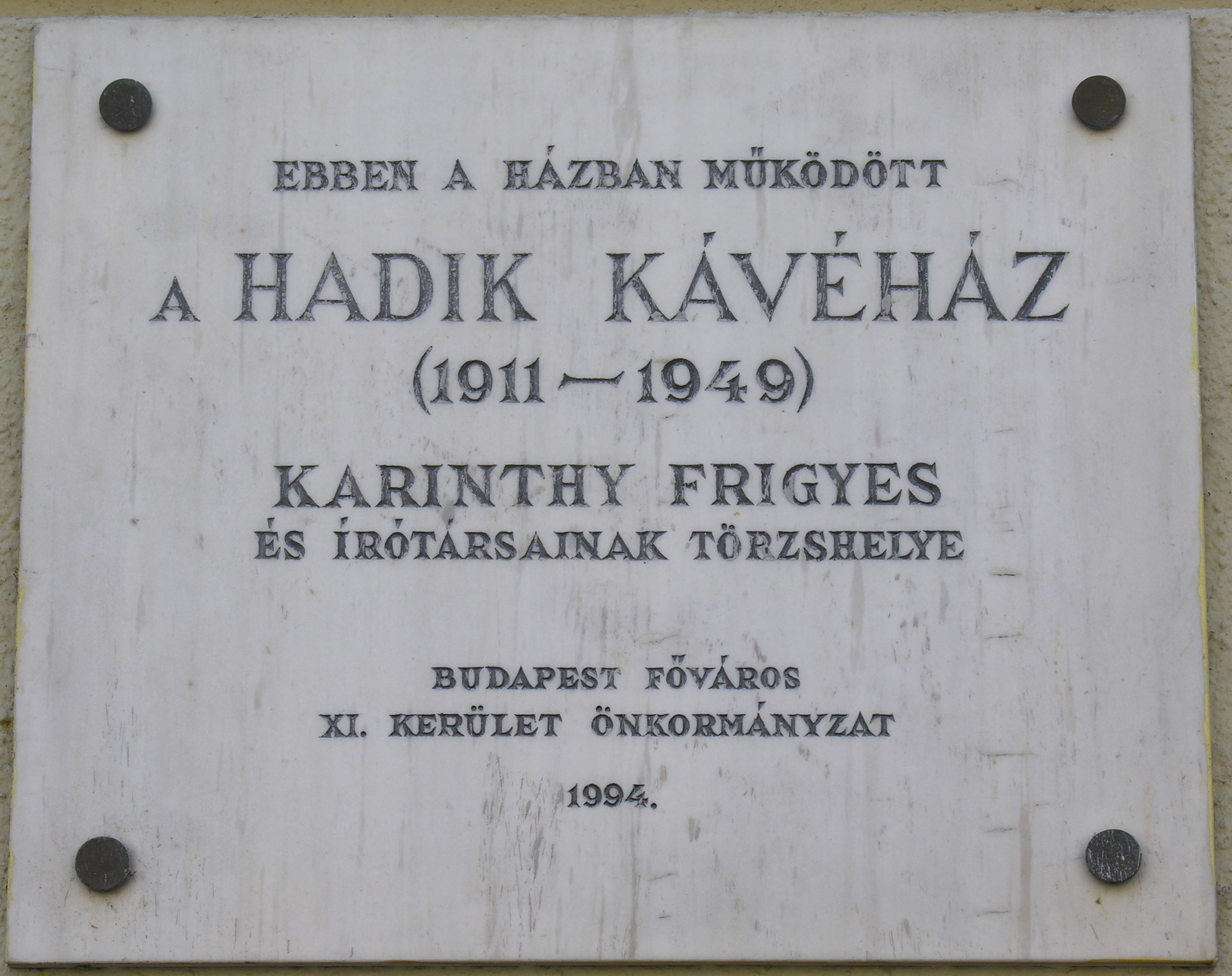
Hadik kávéház Bartók Béla út 36-38.
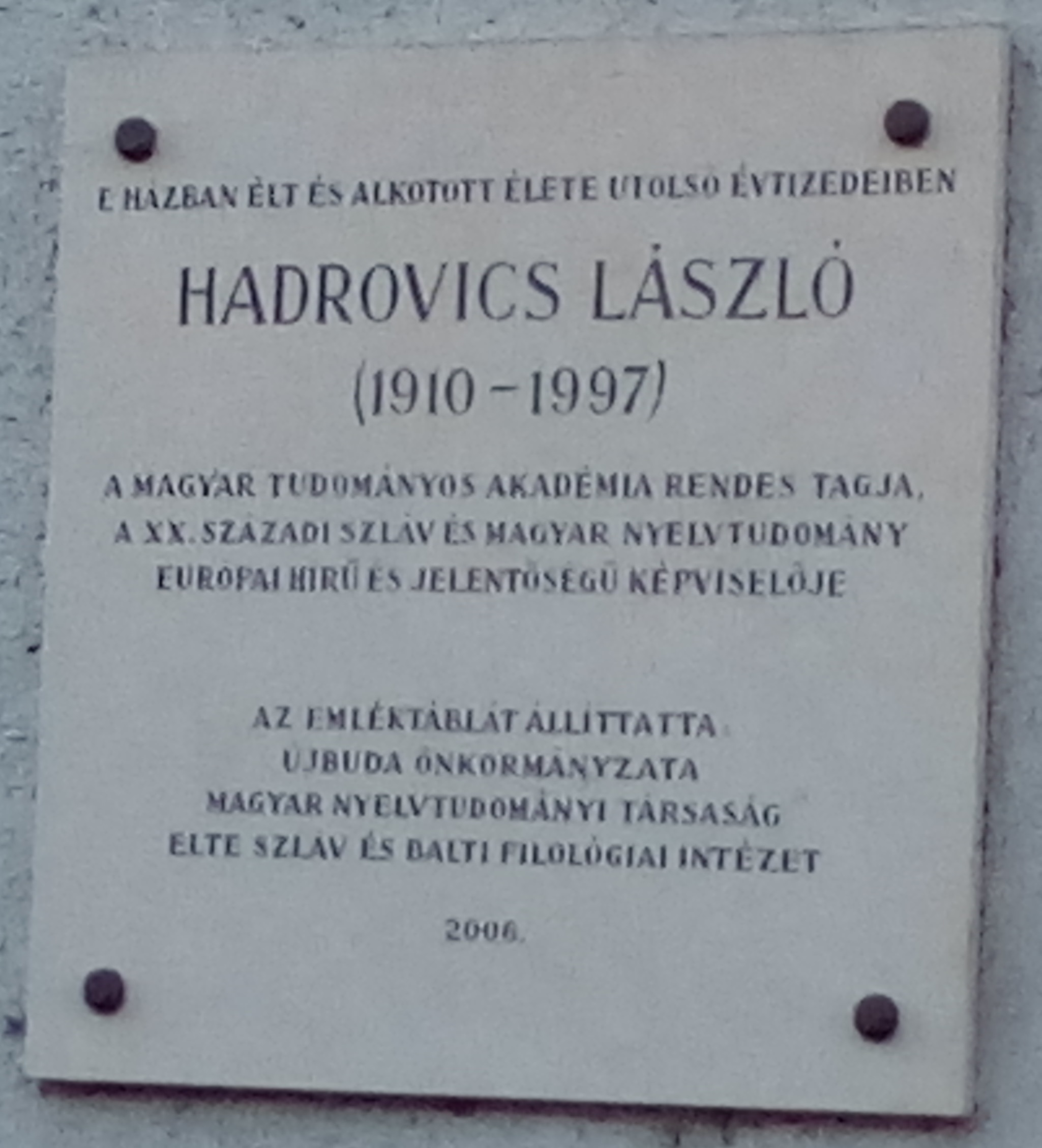
Hadrovics László Dinnye utca 5.
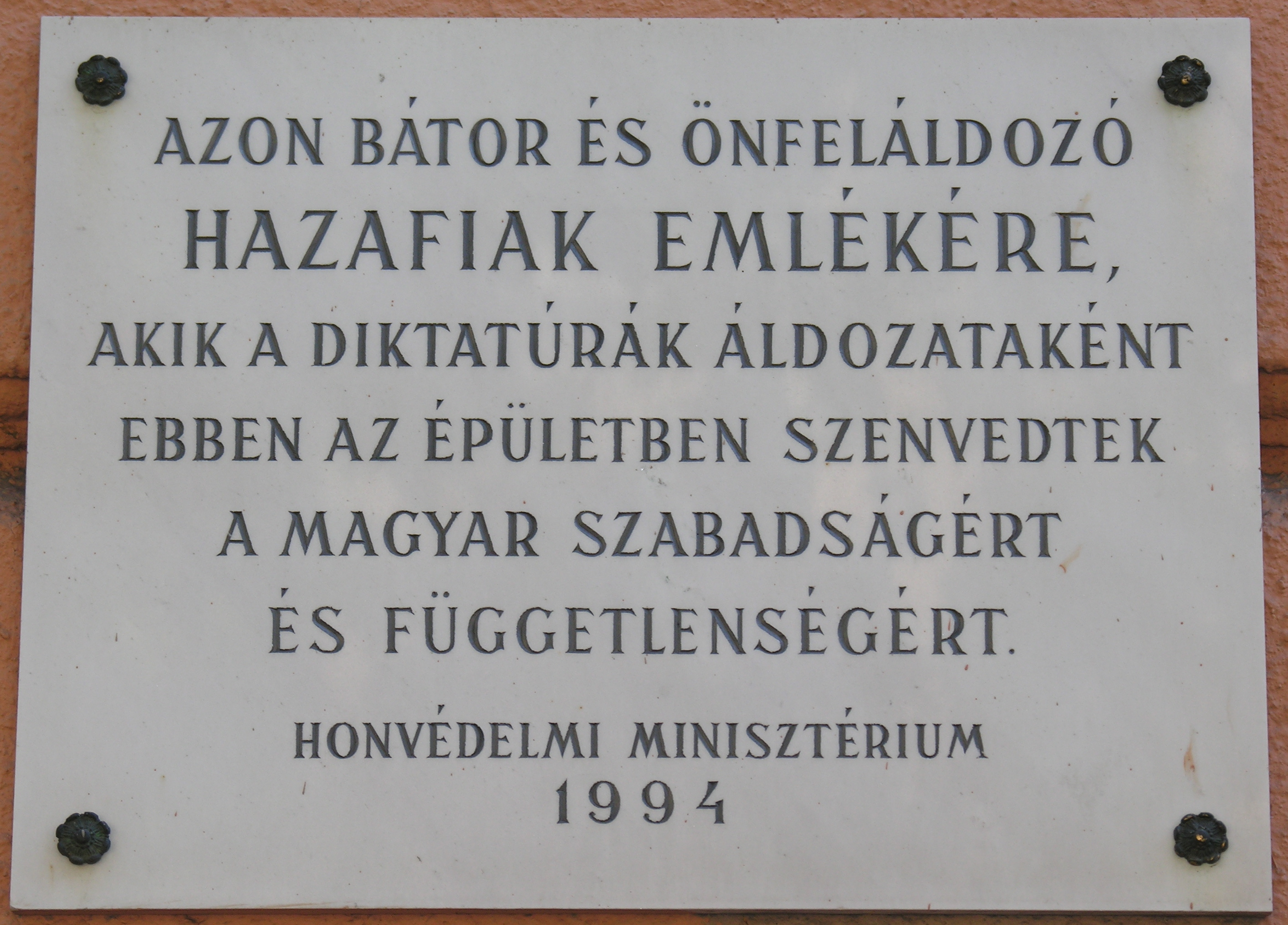
Hazafiak emlékére Bartók Béla út 26.
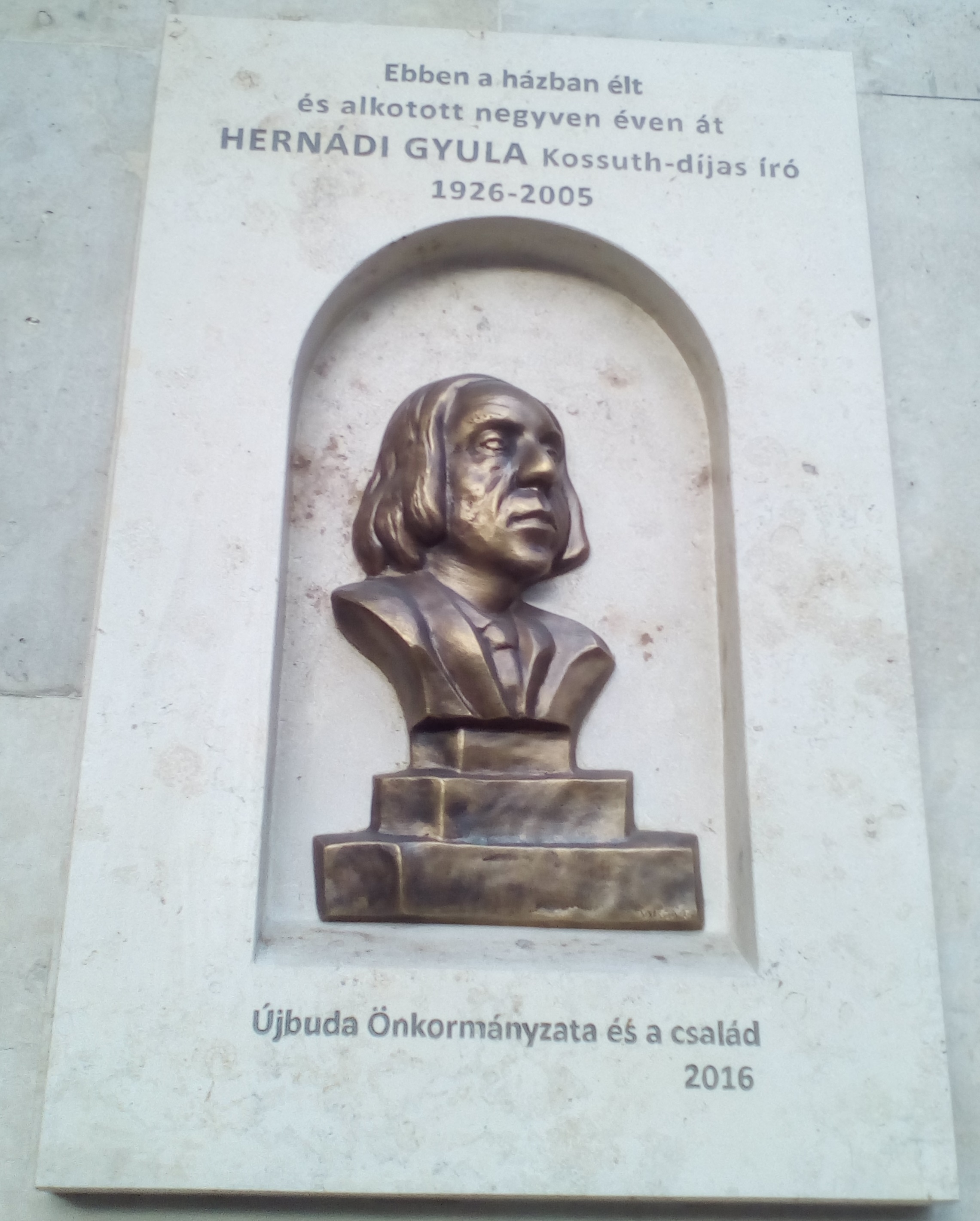
Hernádi Gyula Irinyi József utca 19. alkotó: Varga Tamás
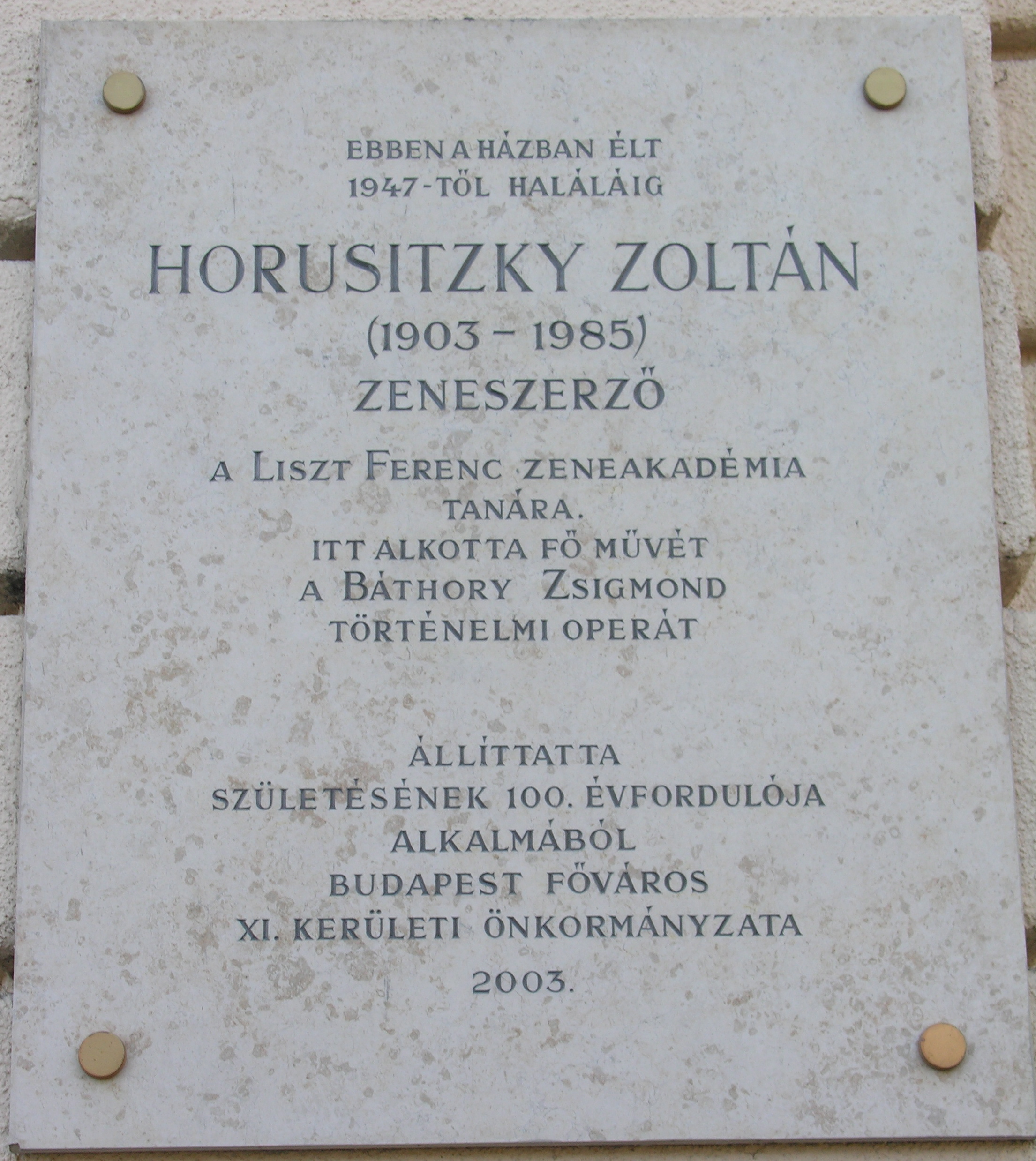
Horusitzky Zoltán Szent Gellért tér 3.
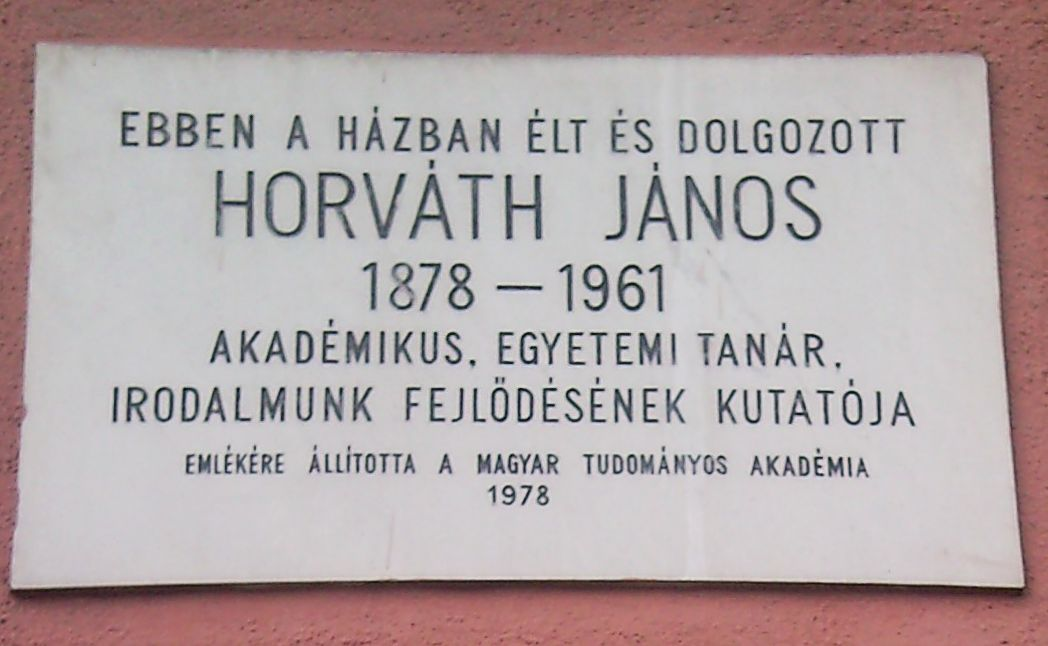
Horváth János Bocskai út 27.
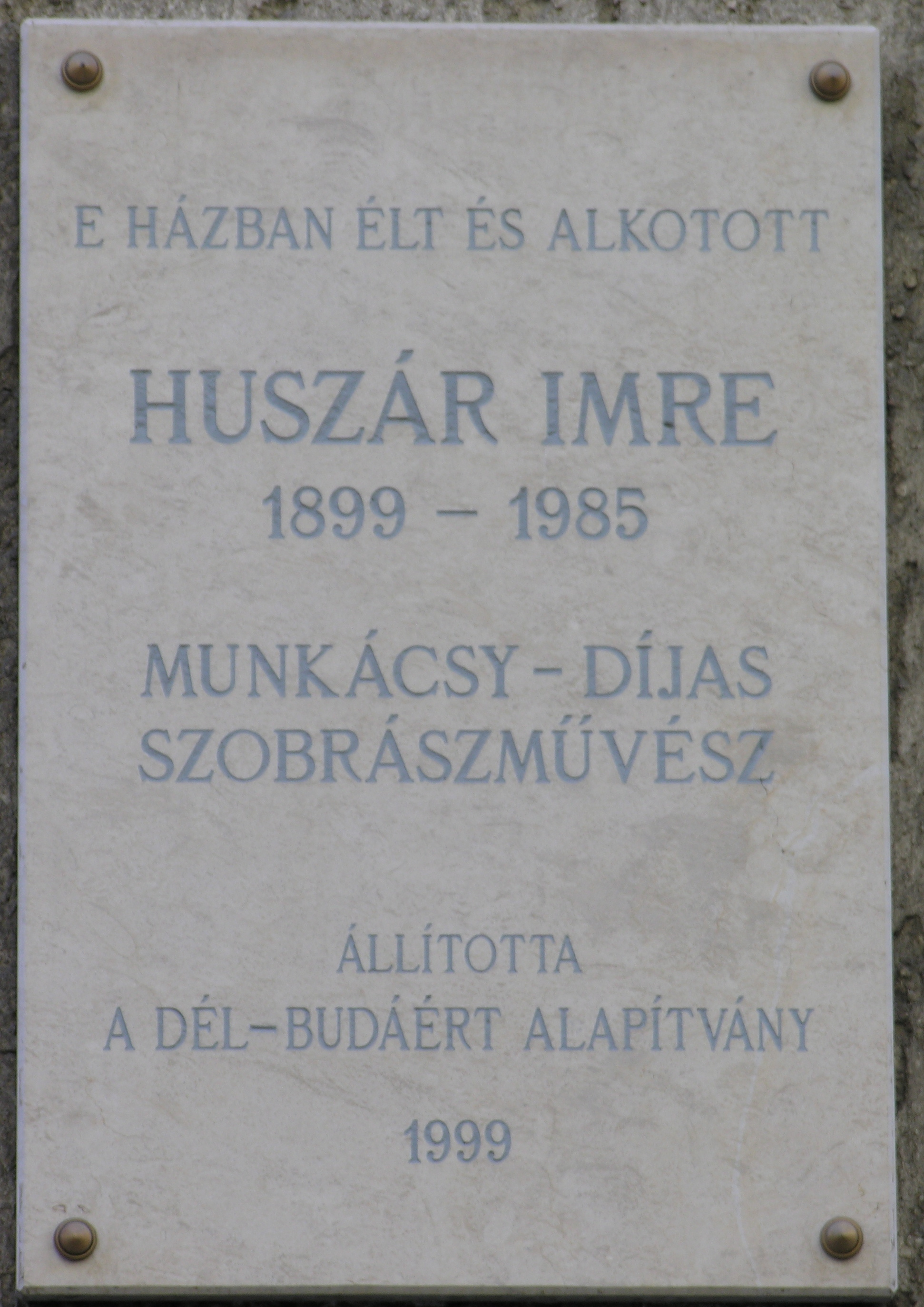
Huszár Imre Lágymányosi utca 17/b
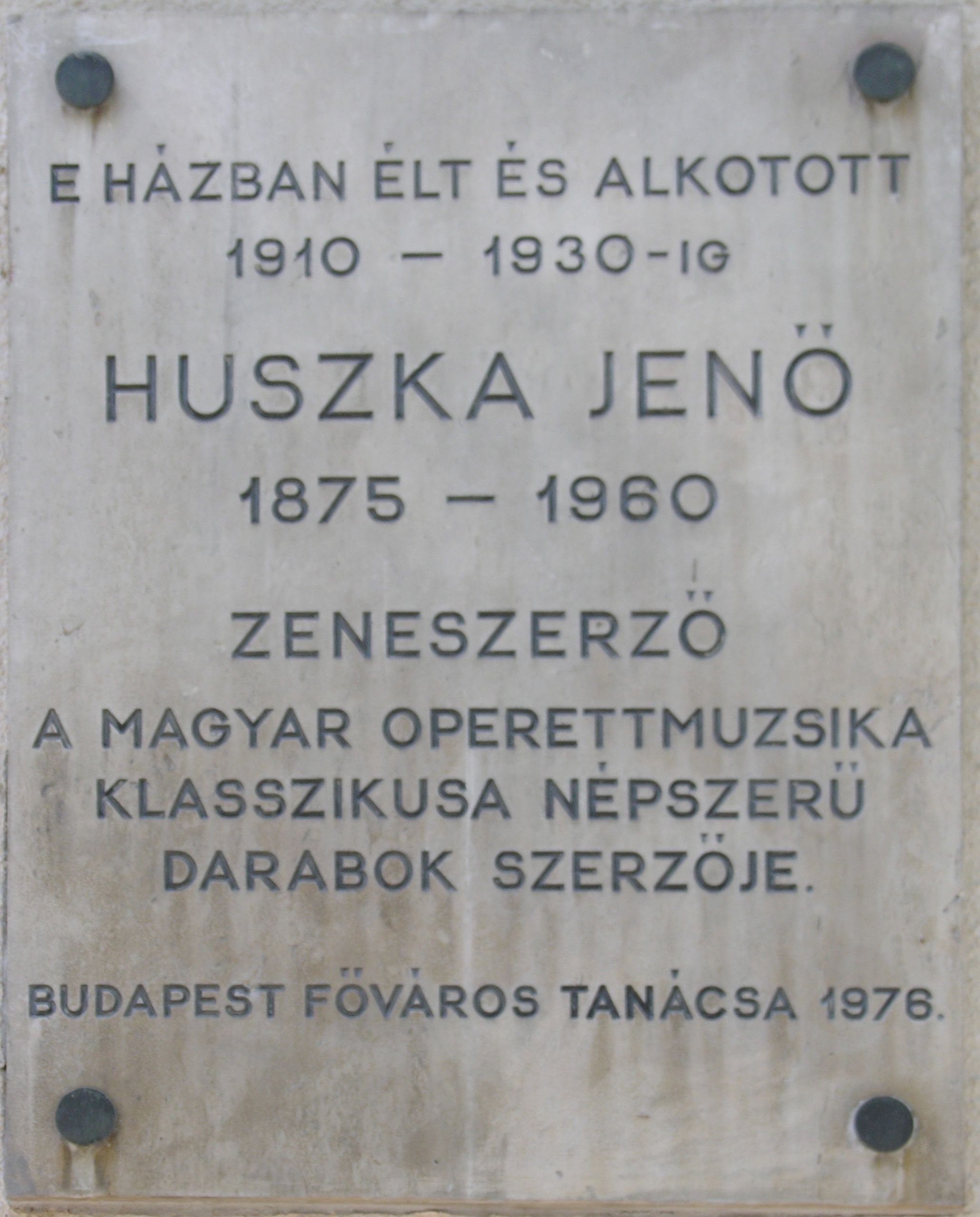
Huszka Jenő Bartók Béla út 15/a-c
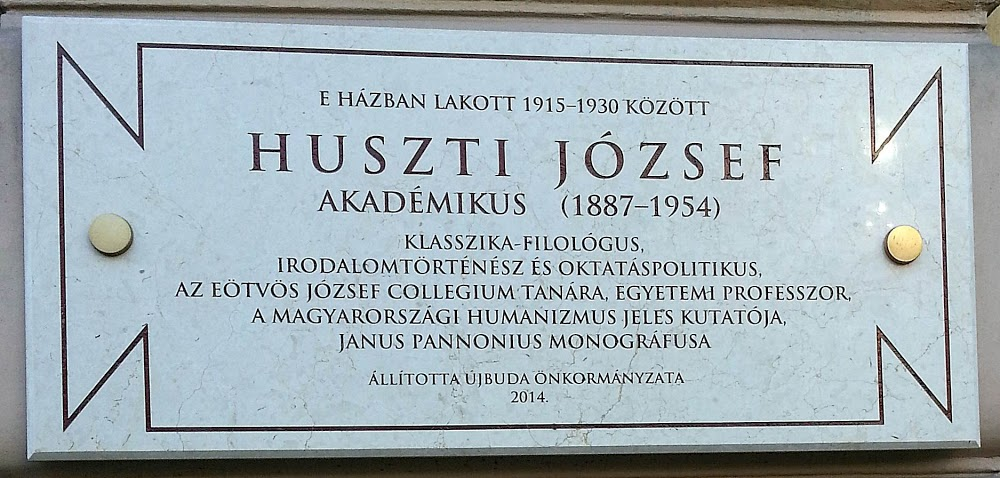
Huszti József Villányi út 4.
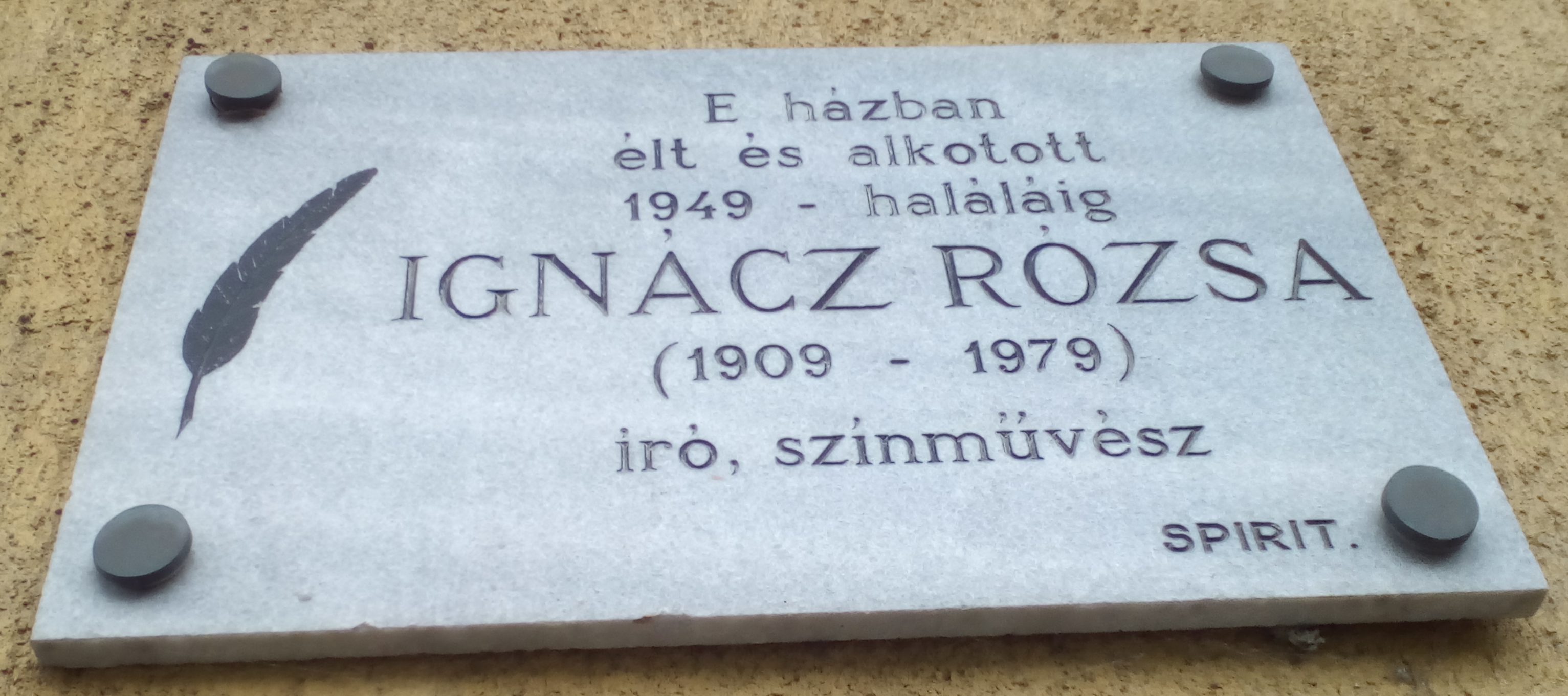
Ignácz Rózsa Irinyi József utca 43.
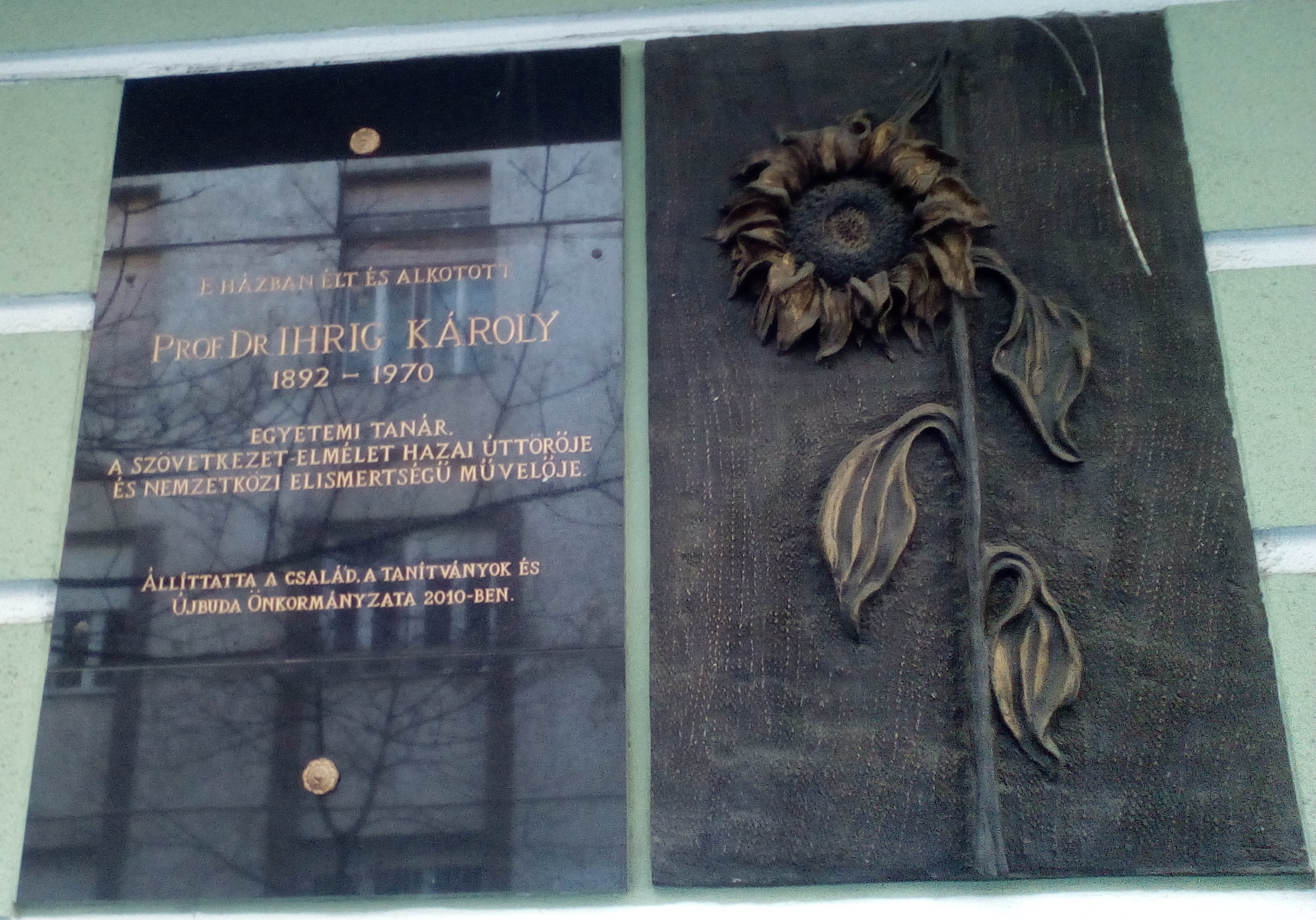
Ihrig Károly Lágymányosi utca 16. alkotó: V. Majzik Mária
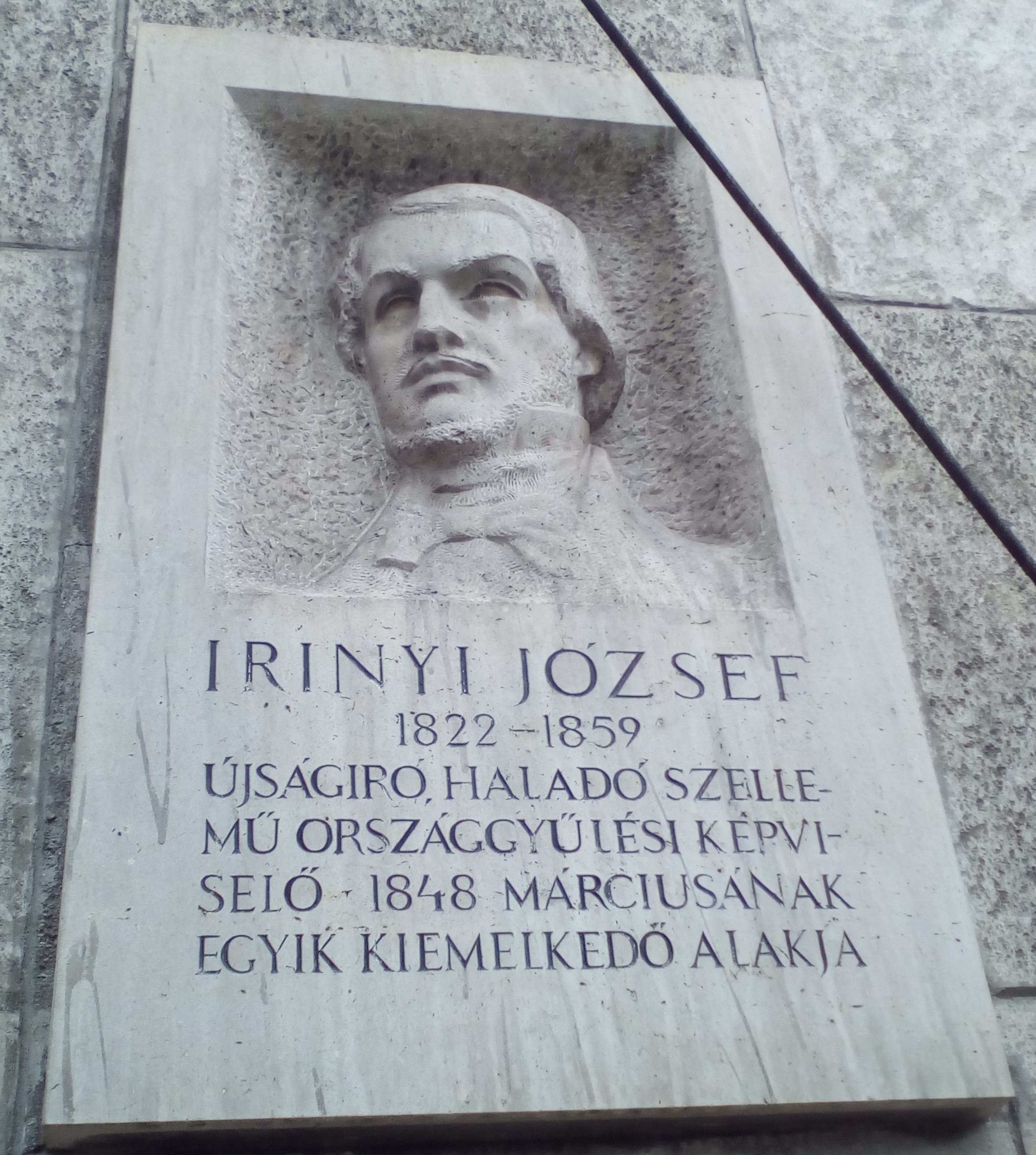
Irinyi József Irinyi József utca 47. alkotó: Nagy István János
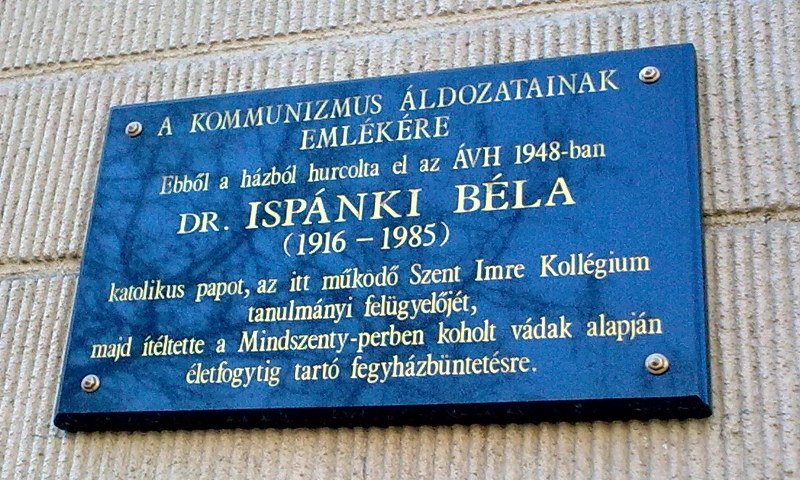
Ispánki Béla Bartók Béla út 17-19.
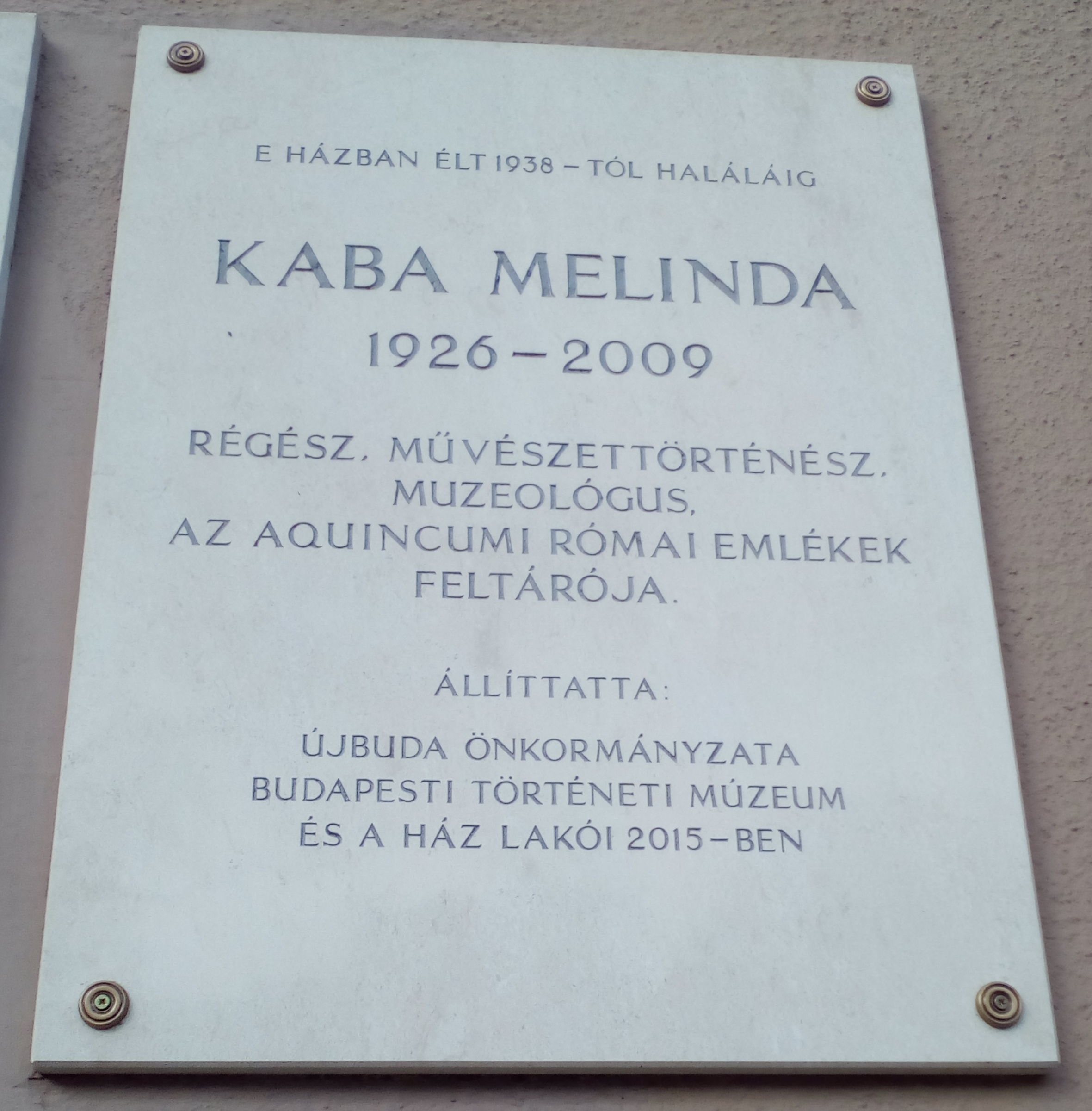
Kaba Melinda Karinthy Frigyes út 24.
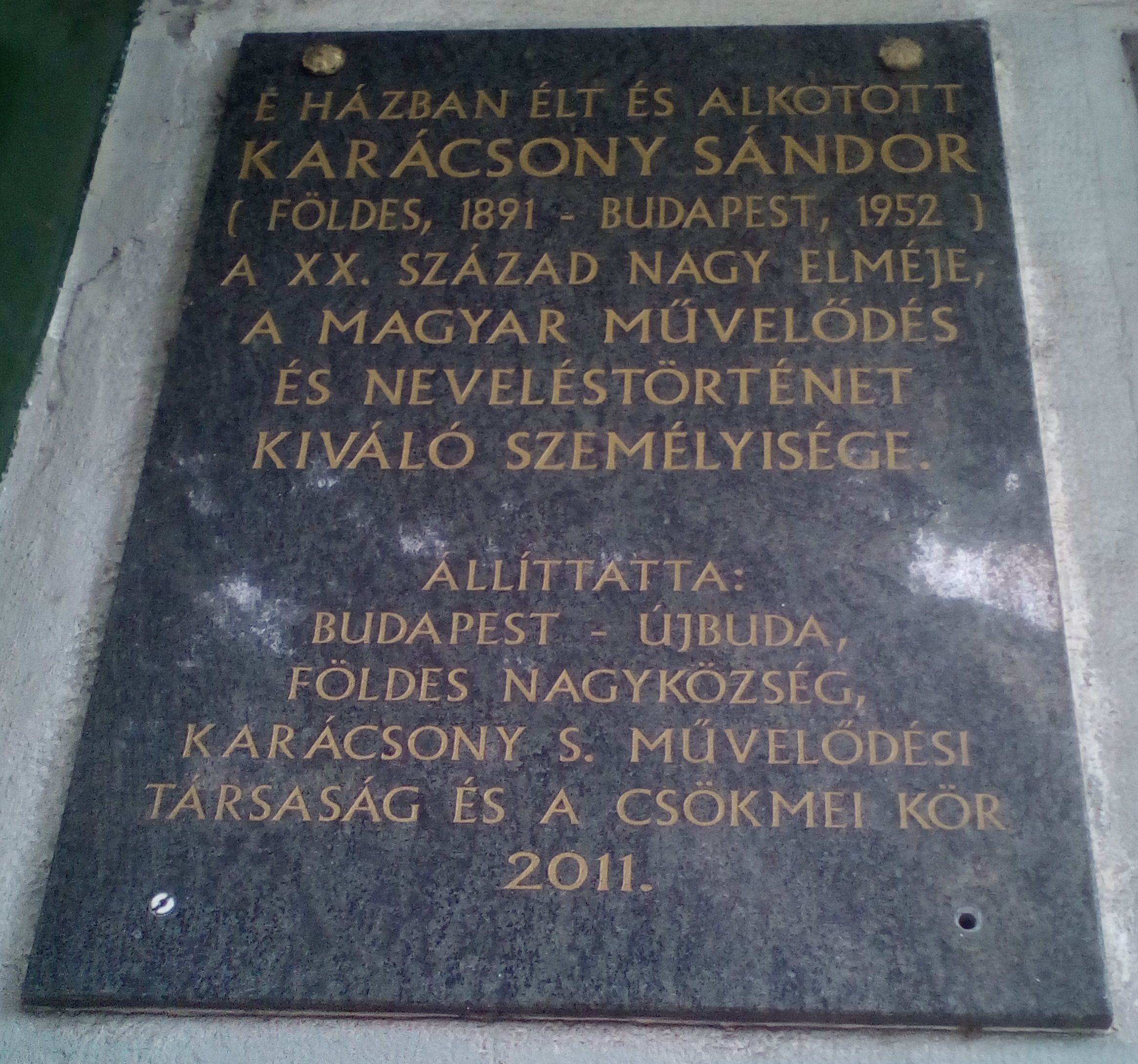
Karácsony Sándor Karinthy Frigyes út 18.
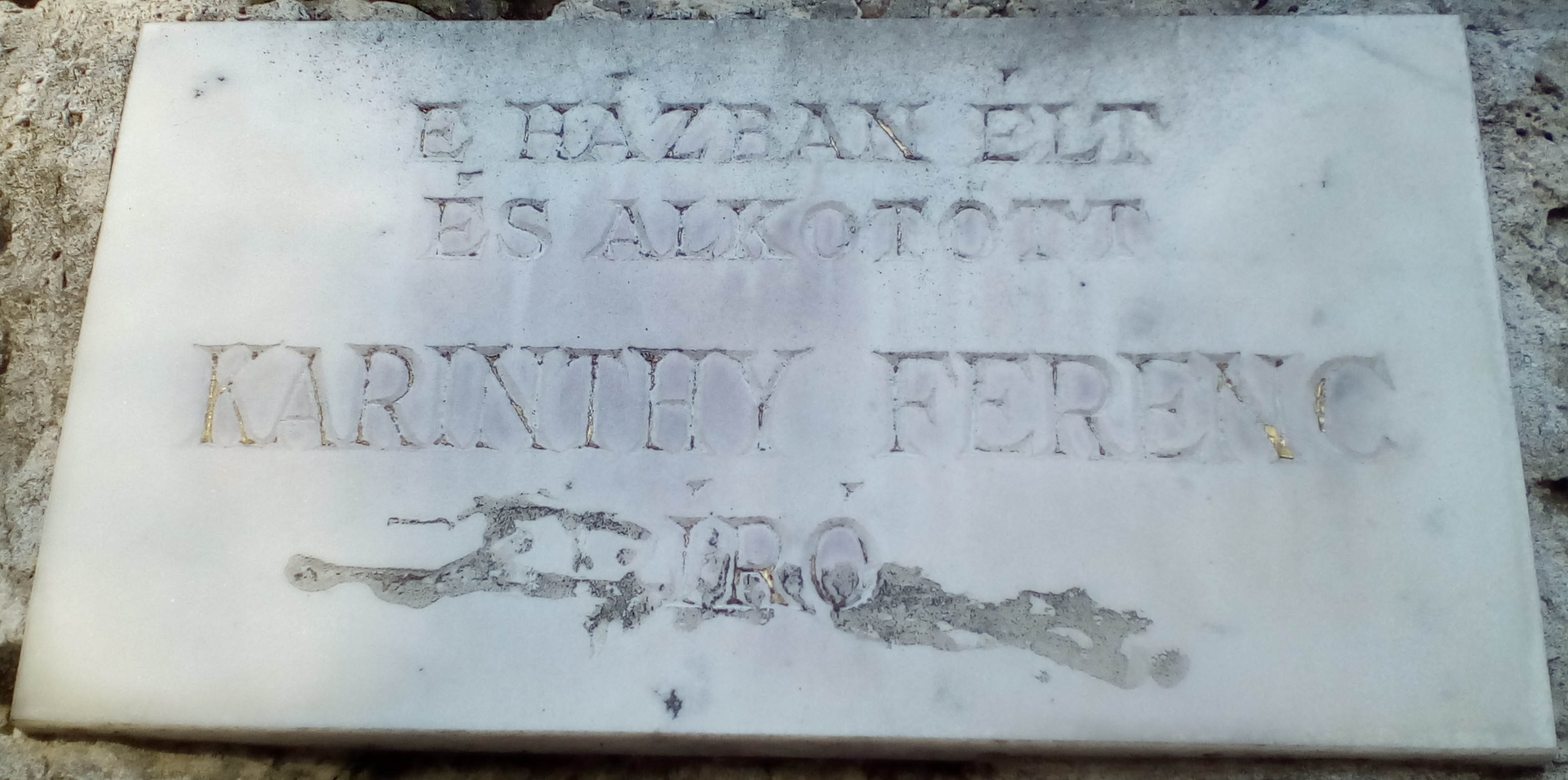
Karinthy Ferenc Ménesi út 71.
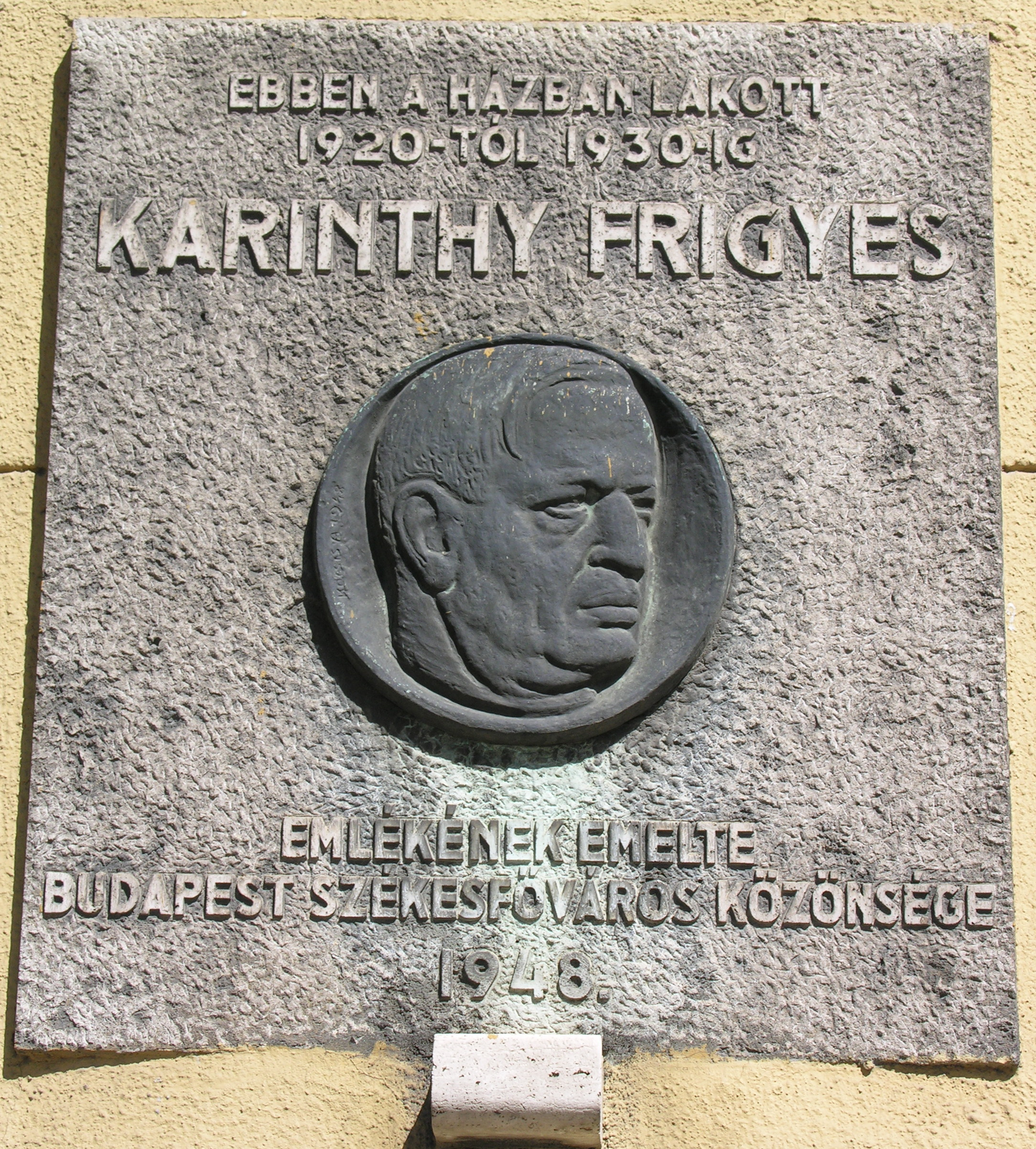
Karinthy Frigyes, Karinthy Frigyes út 2.[1] alkotó: Kocsis András
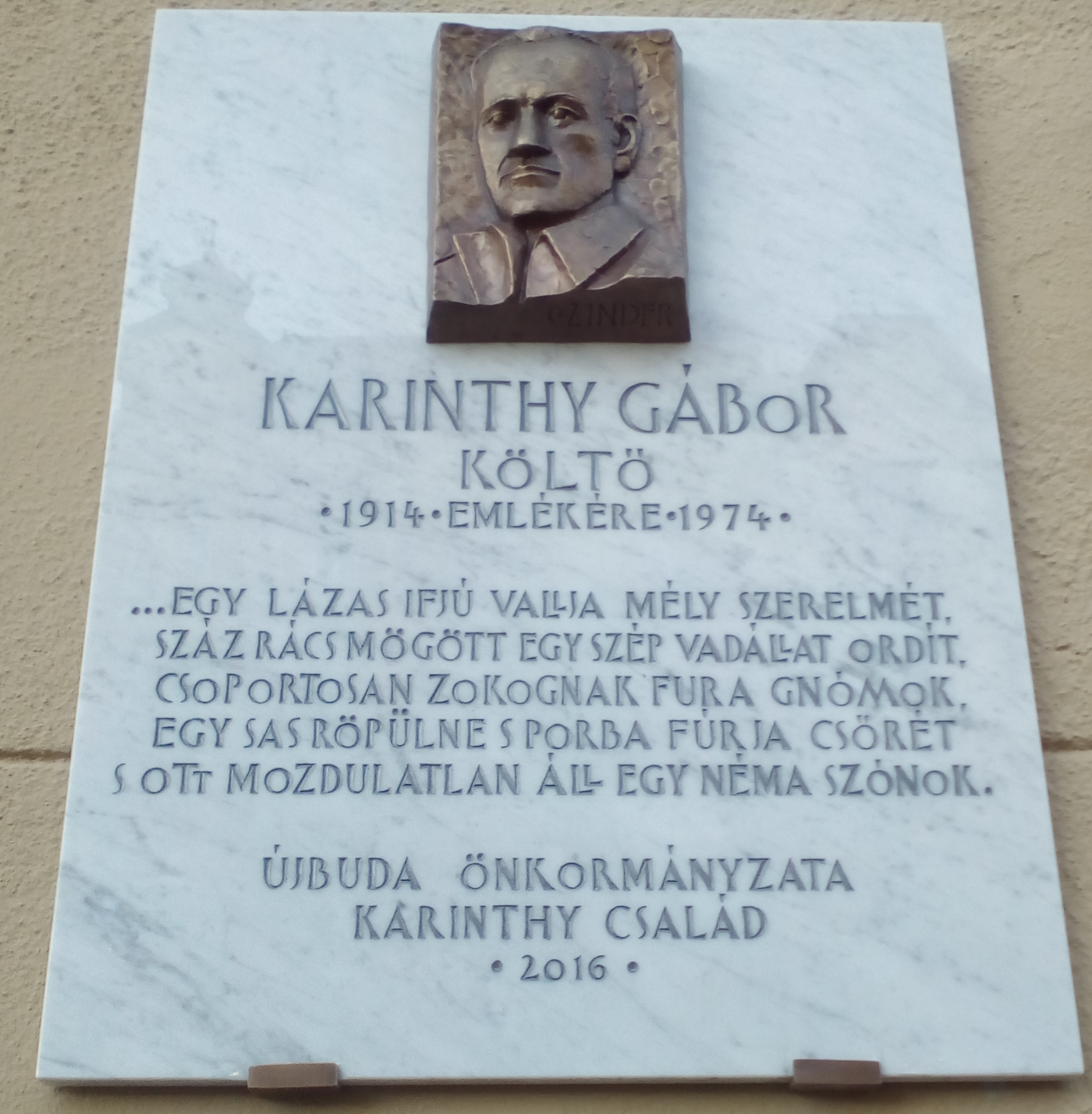
Karinthy Gábor, Karinthy Frigyes út 2. alkotó: Czinder Antal
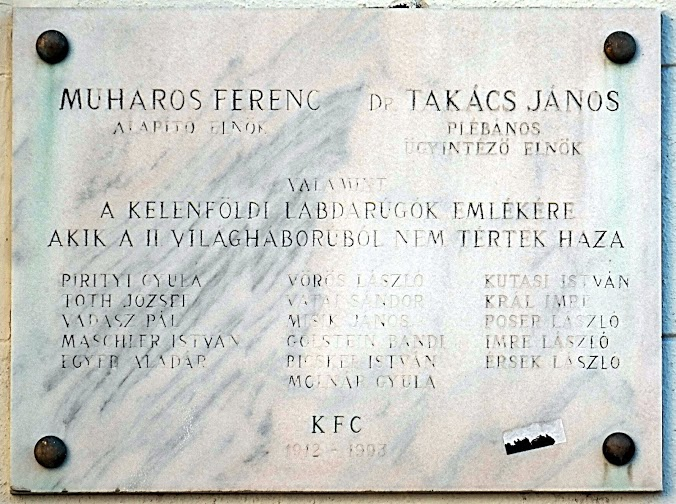
Kelenföldi FC Bartók Béla út 134.
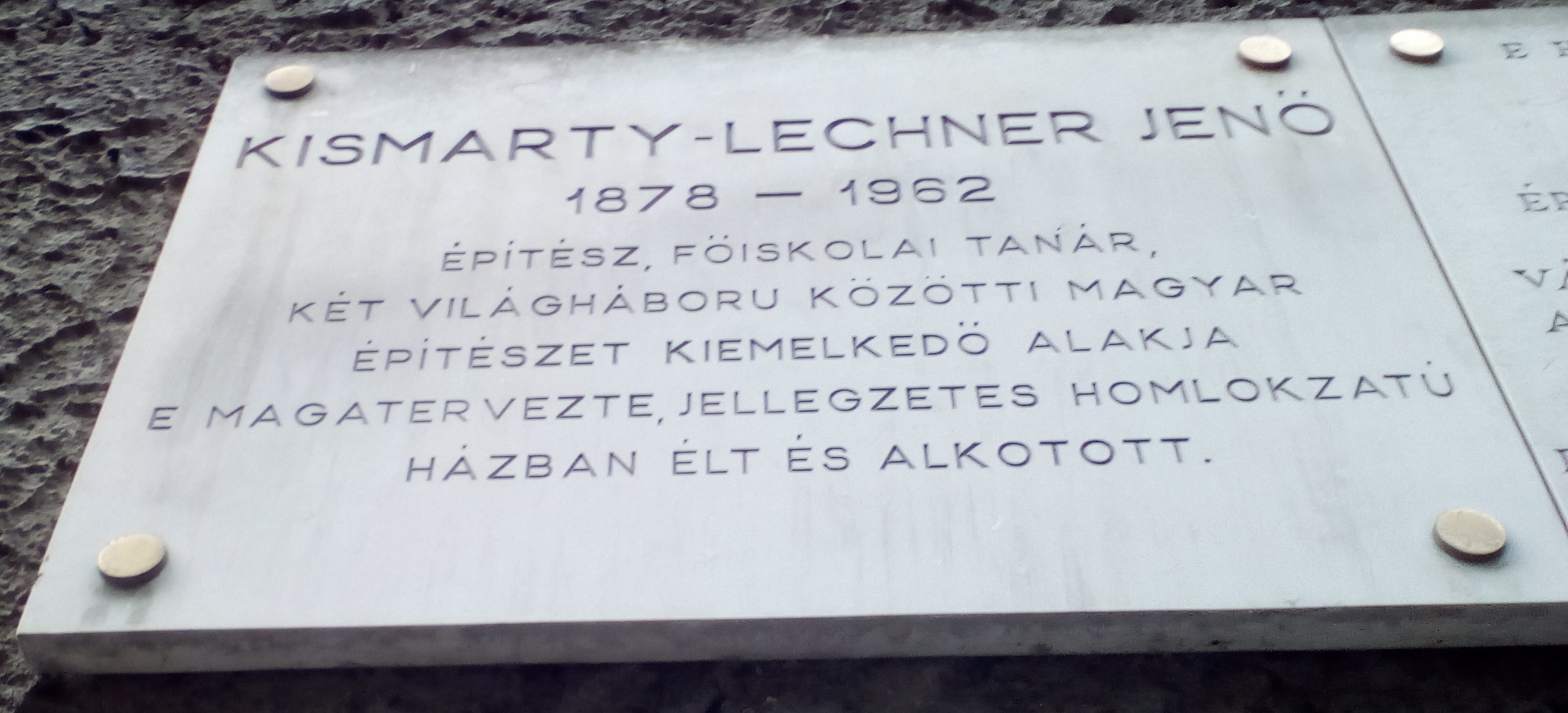
Kismarty-Lechner Jenő, Mészöly utca 4.
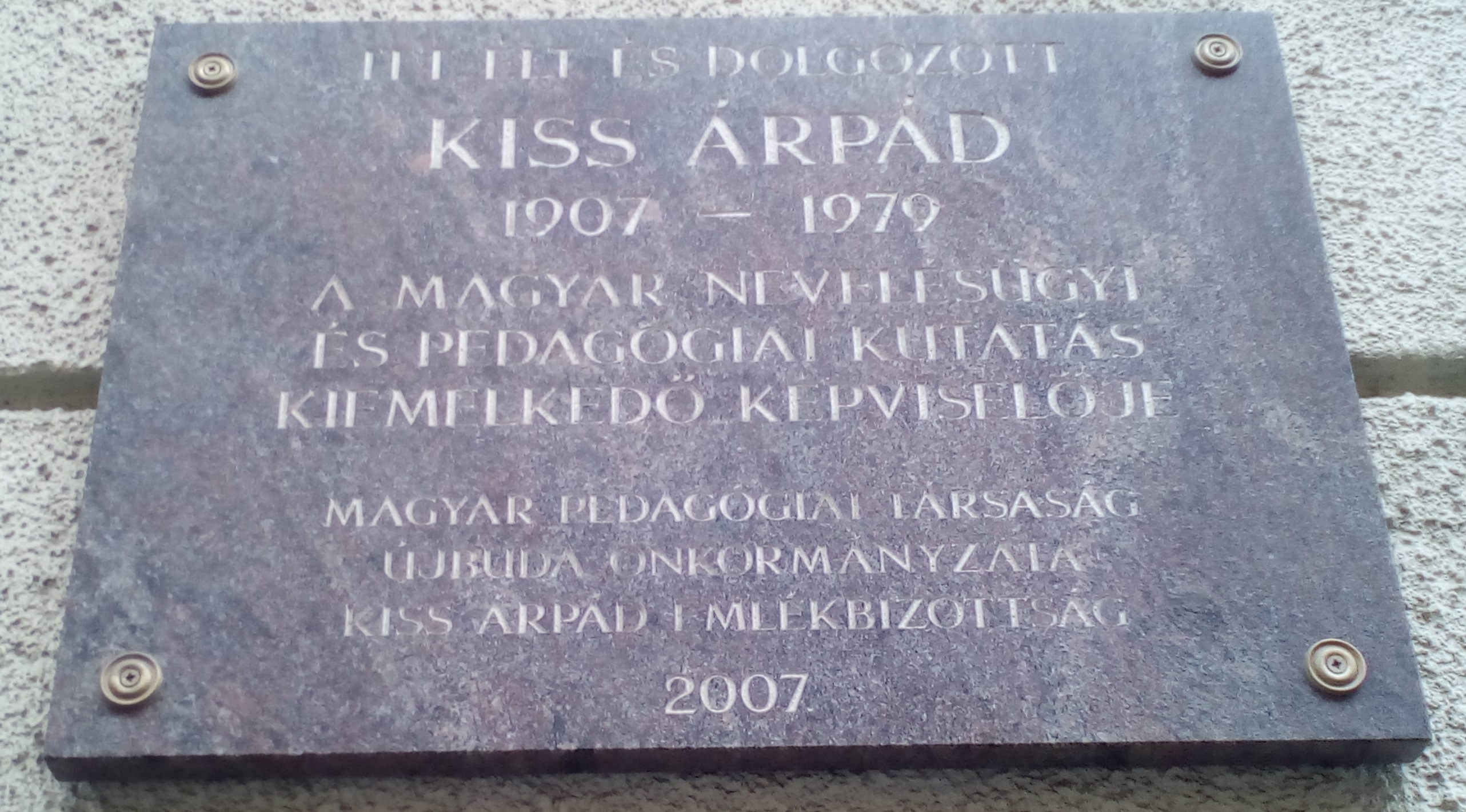
Kiss Árpád, Bercsényi utca 12.
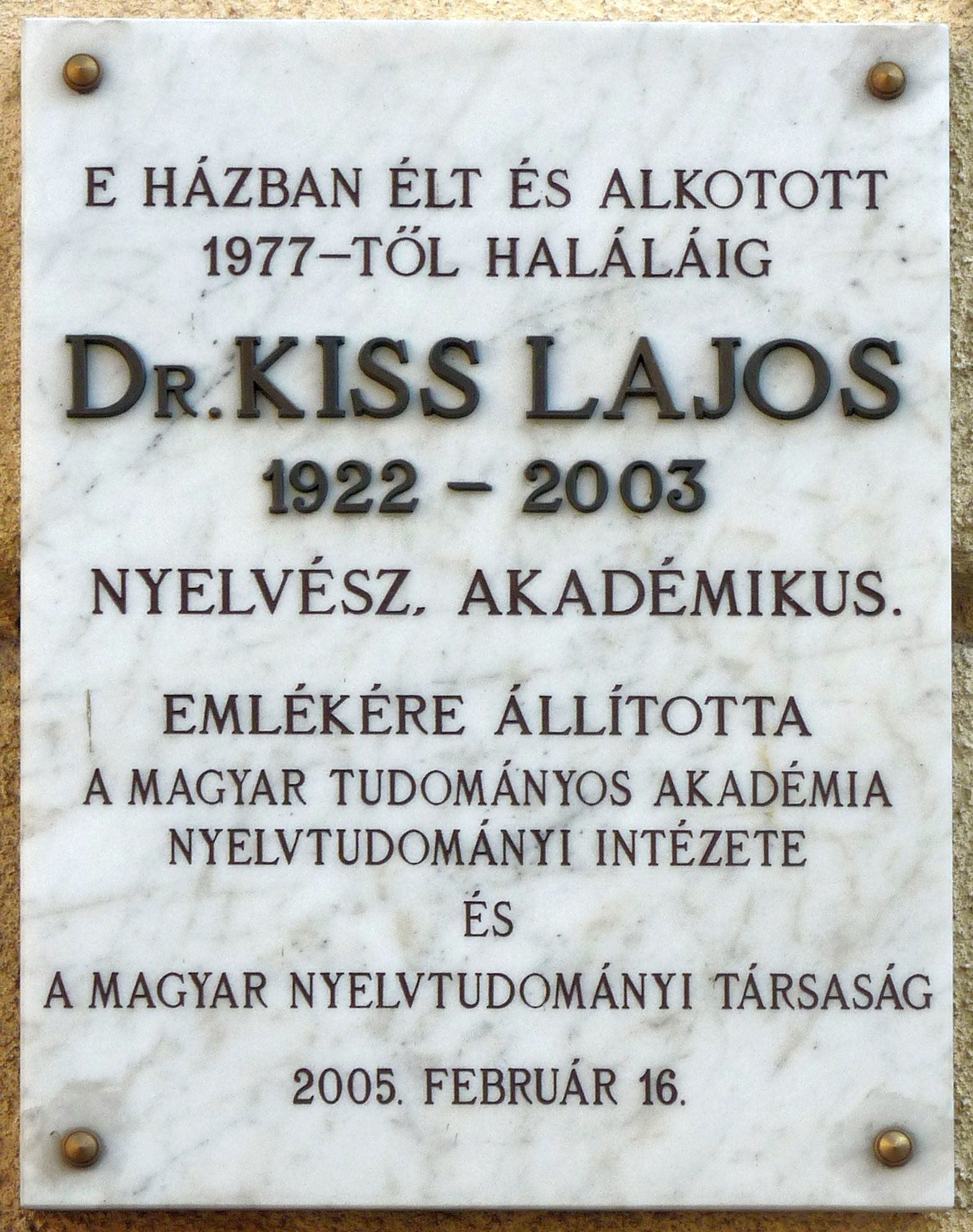
Kiss Lajos, Kemenes utca 6.
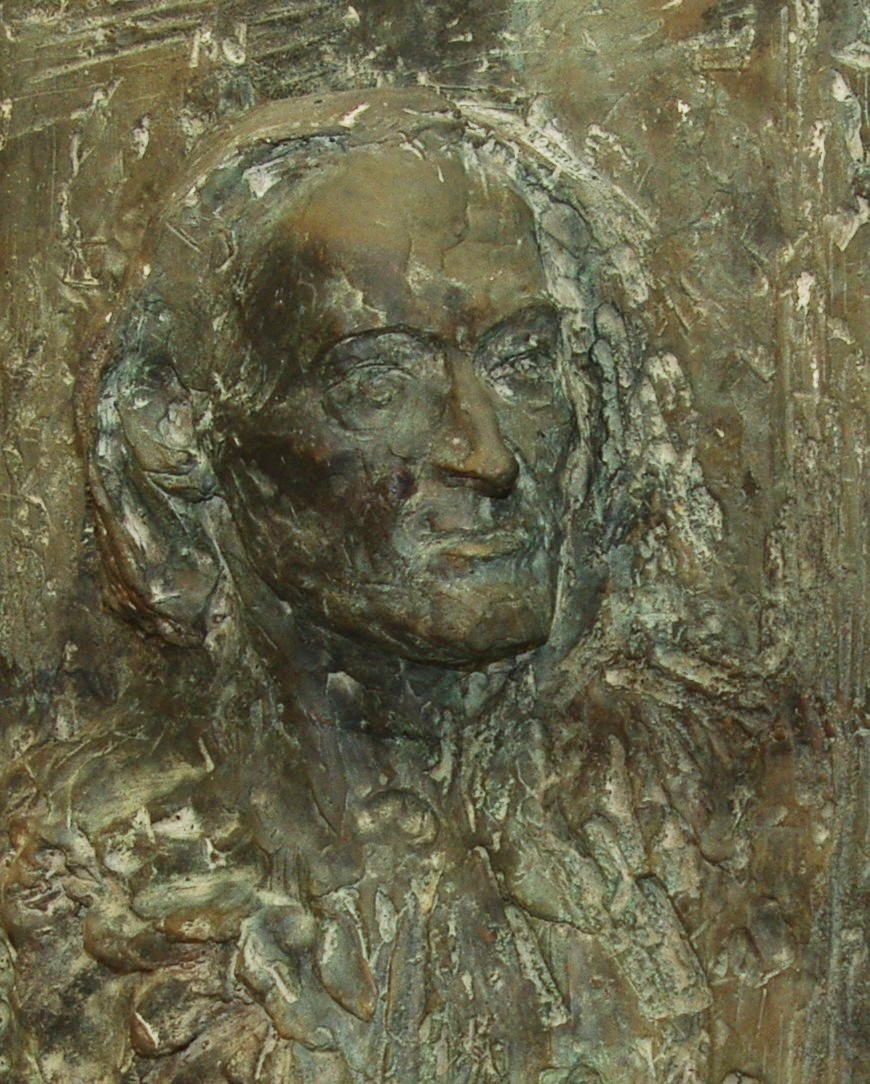
Klaniczay Tibor Ménesi út 11-13.
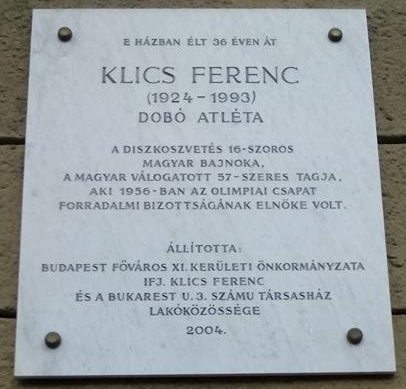
Klics Ferenc Bukarest u. 3.
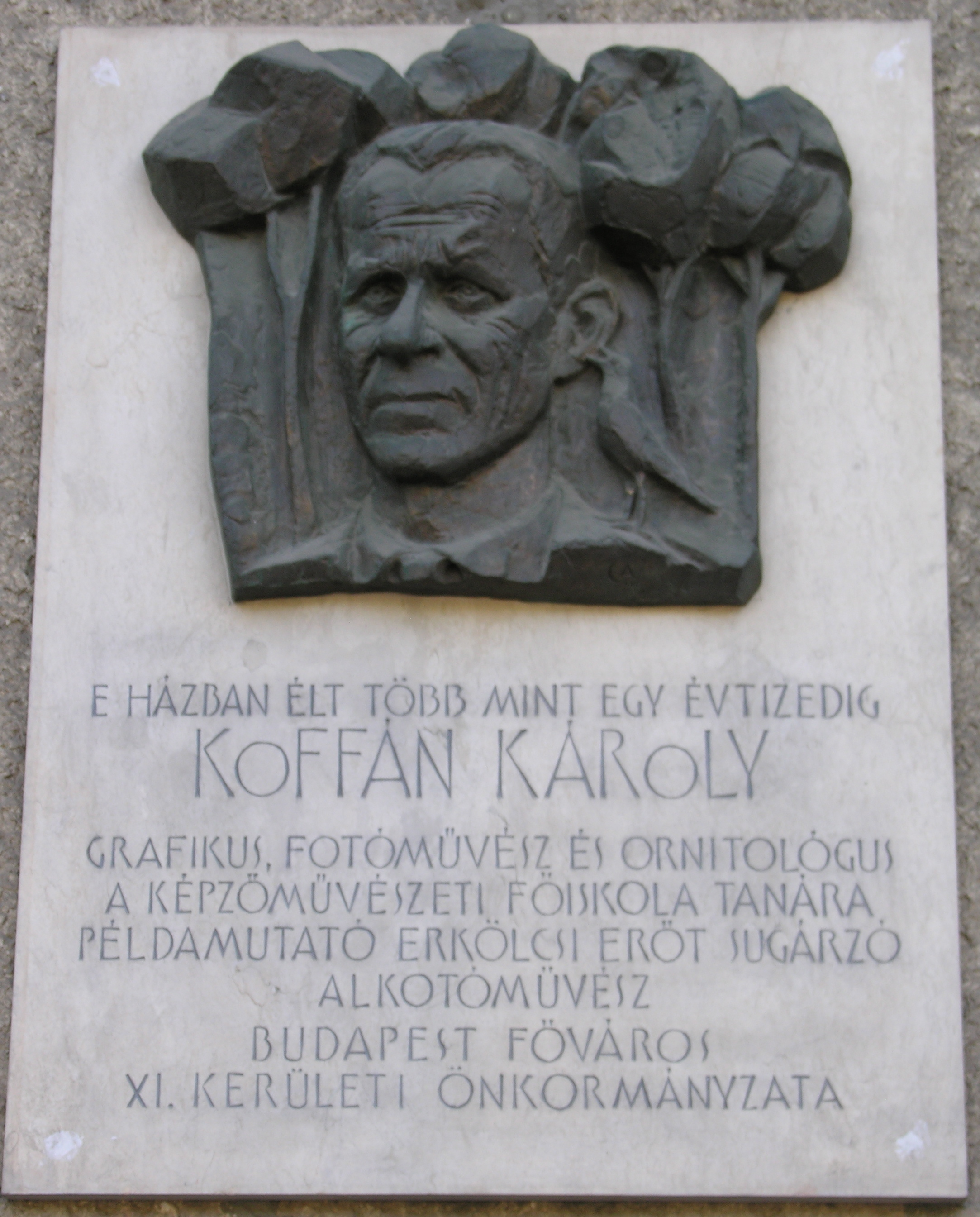
Koffán Károly Villányi út 38. alkotó: Czinder Antal
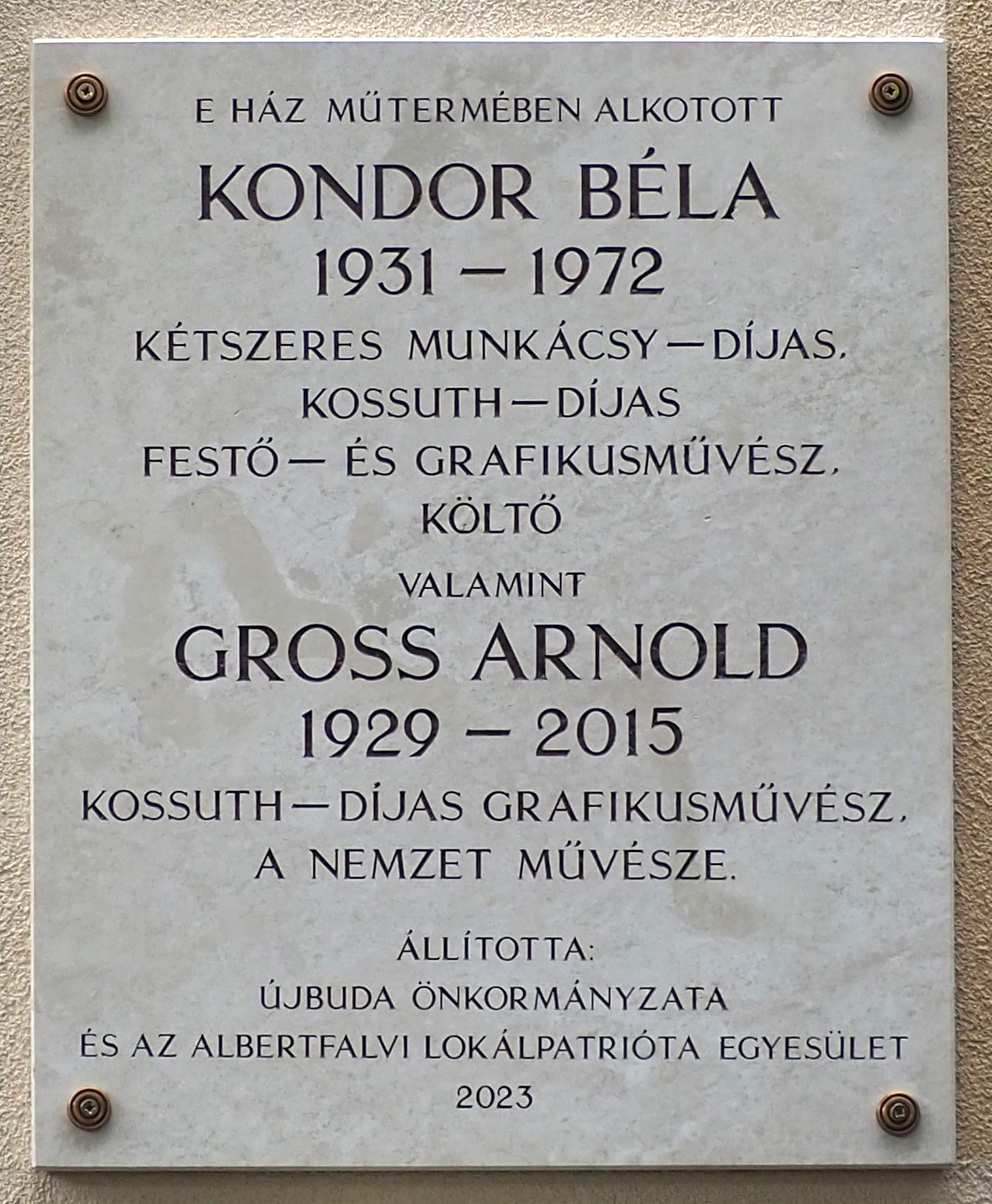
Kondor Béla, Fegyvernek utca 54.
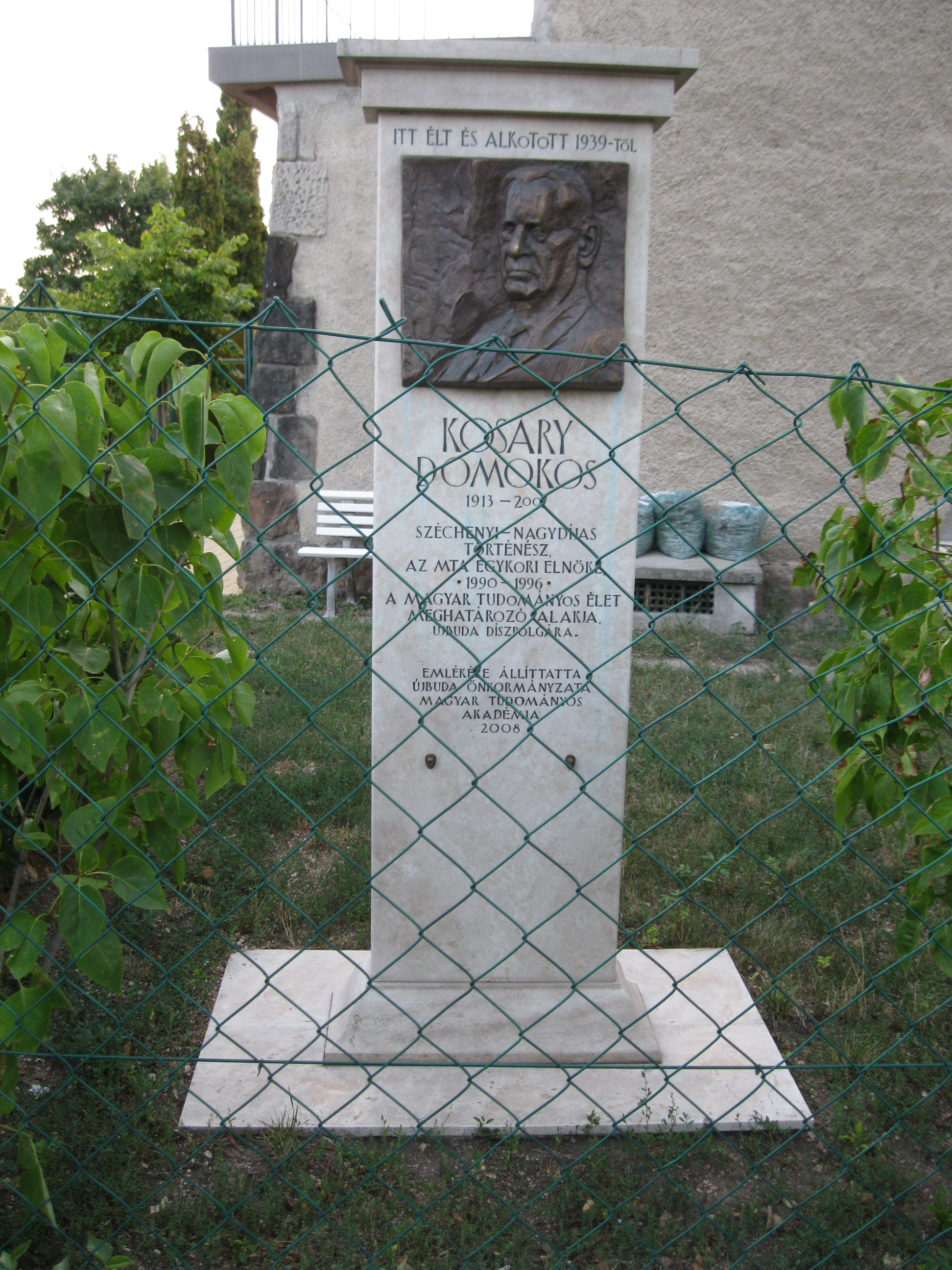
Kosáry Domokos Hegytető utca 9. alkotó: Czinder Antal
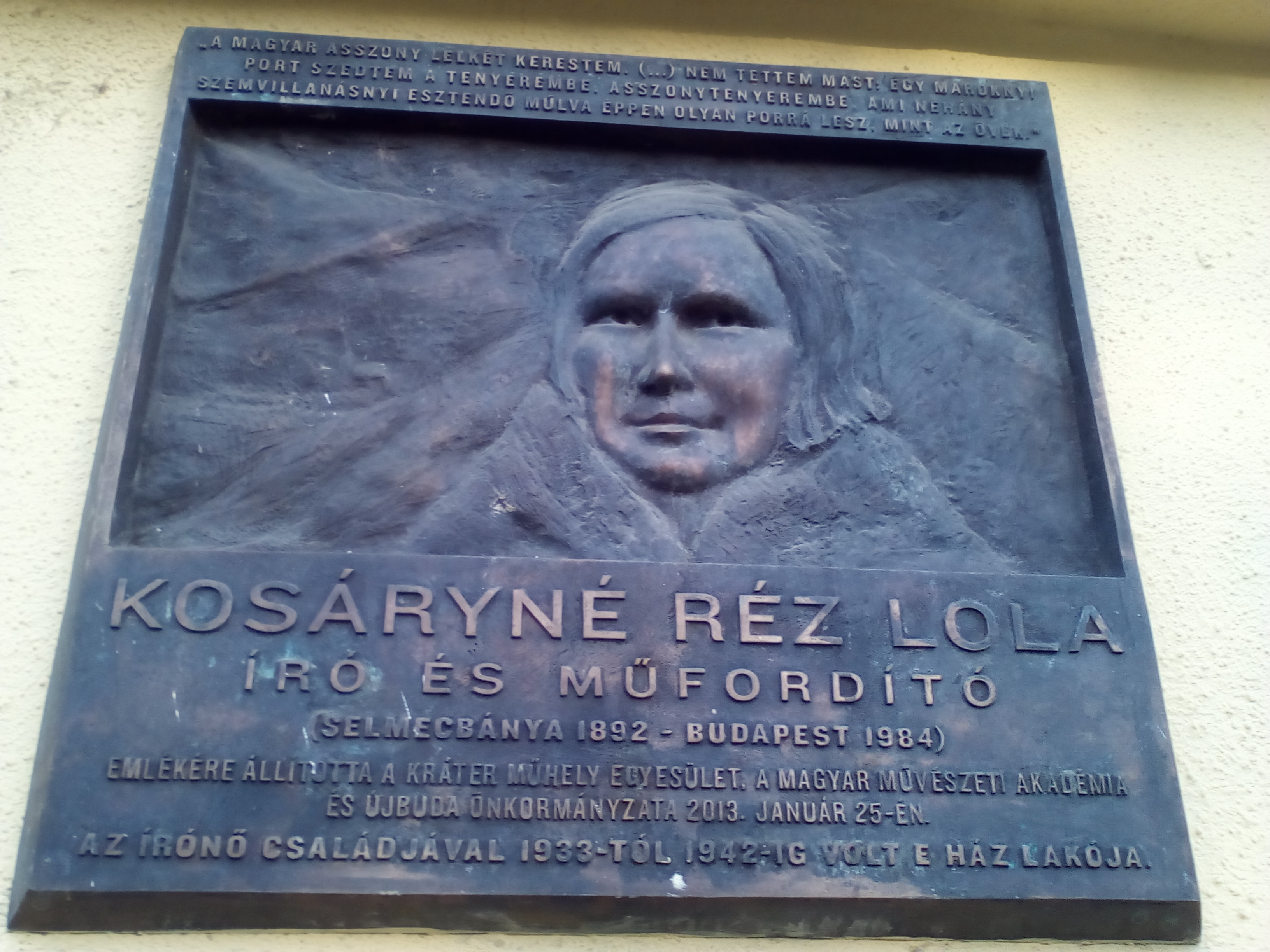
Kosáryné Réz Lola Fadrusz utca 2. alkotó: Turcsány Villő
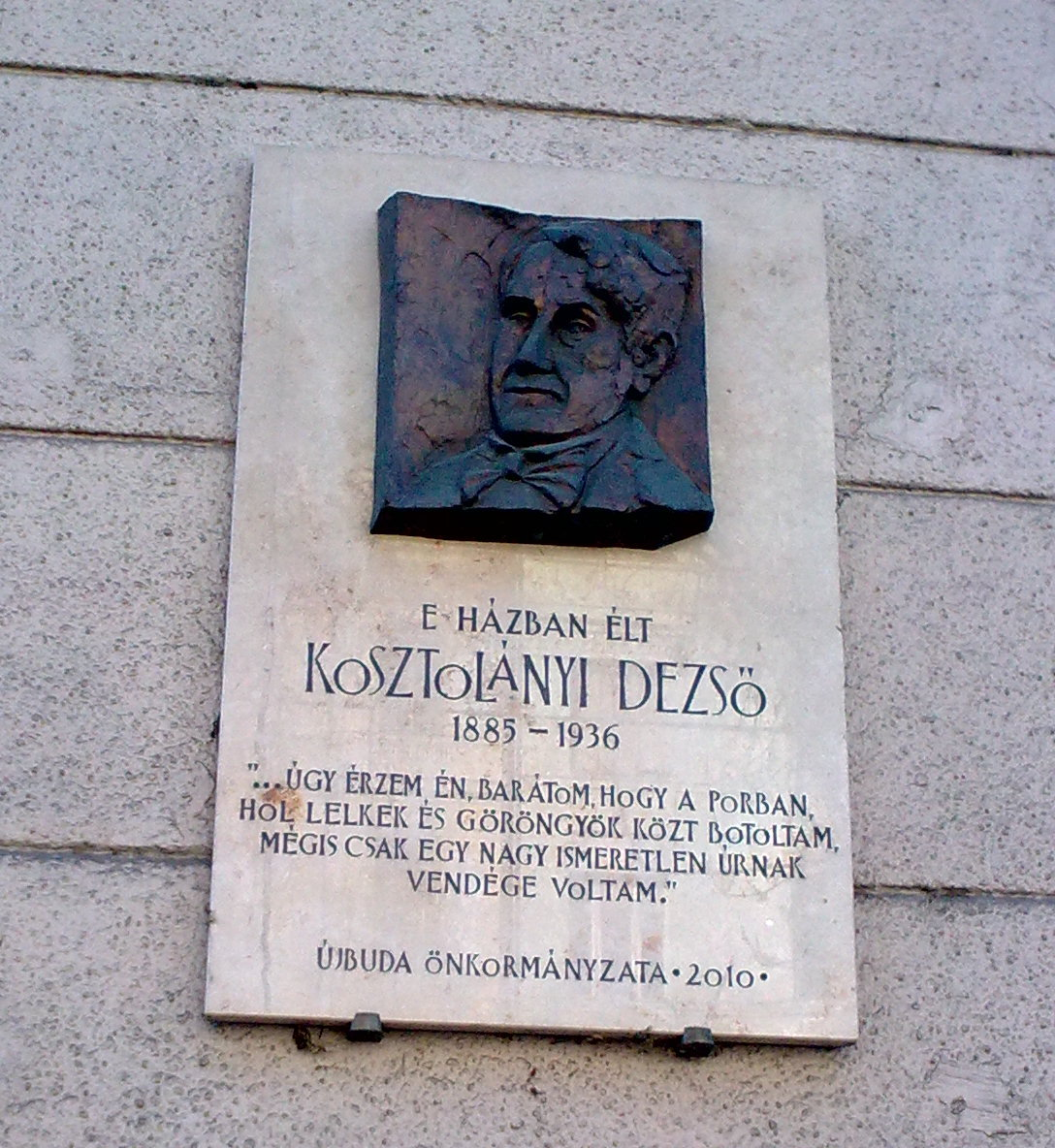
Kosztolányi Dezső Bartók Béla út 15. alkotó: Czinder Antal
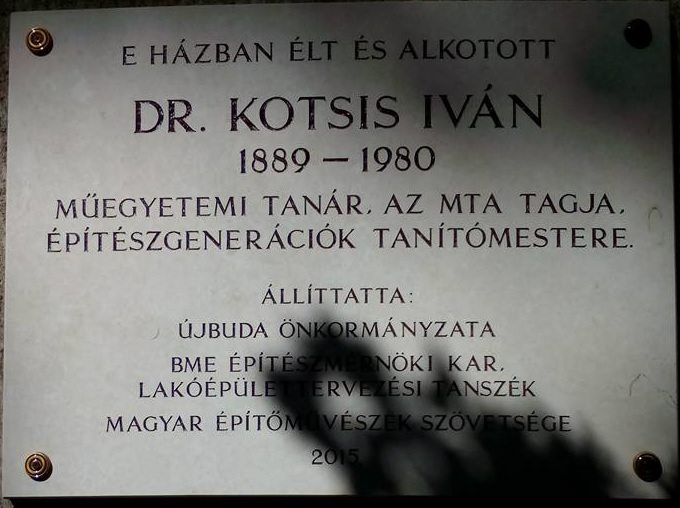
Kotsis Iván Kanizsai utca 5.
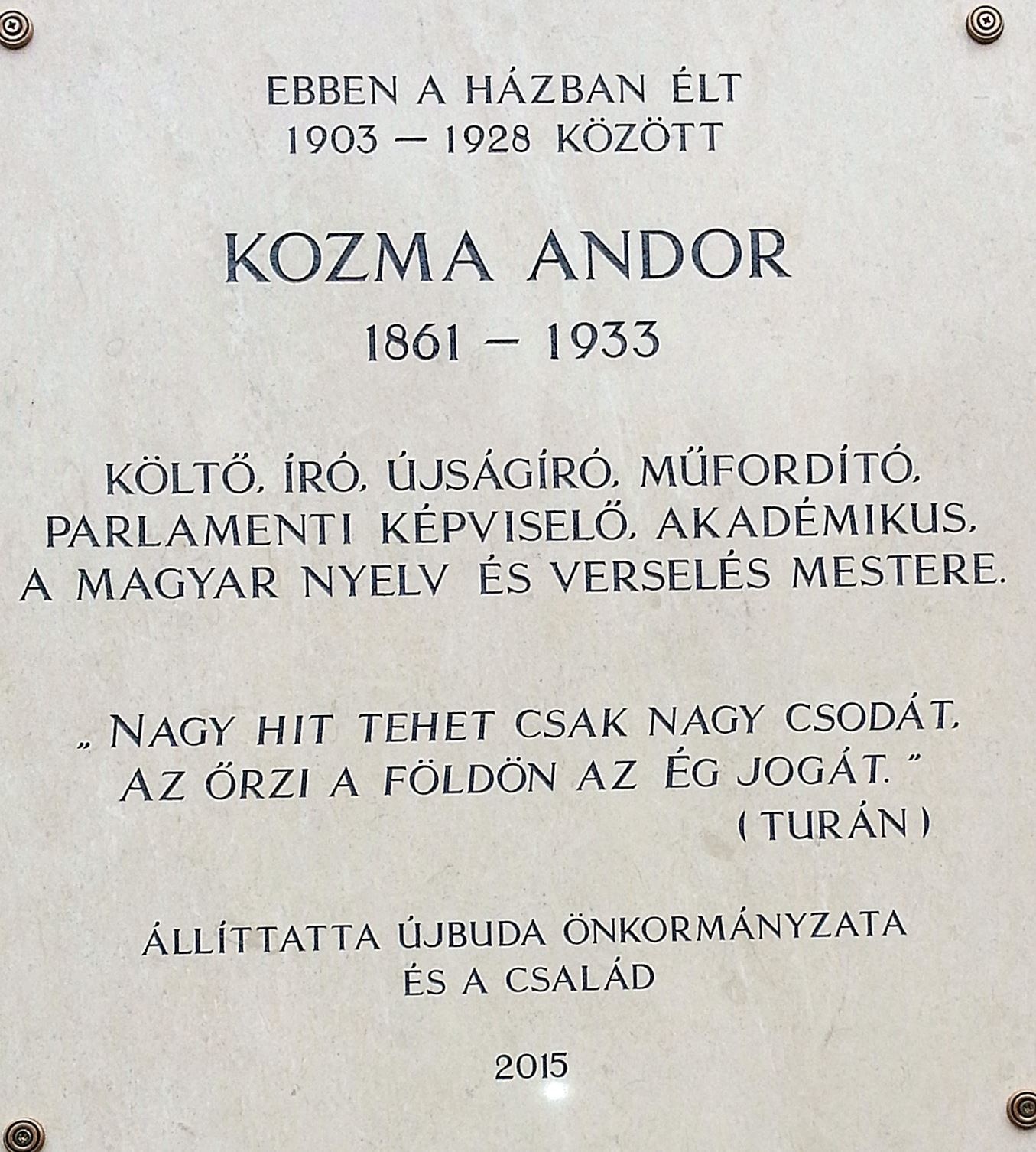
Kozma Andor Szent Gellért tér 3.
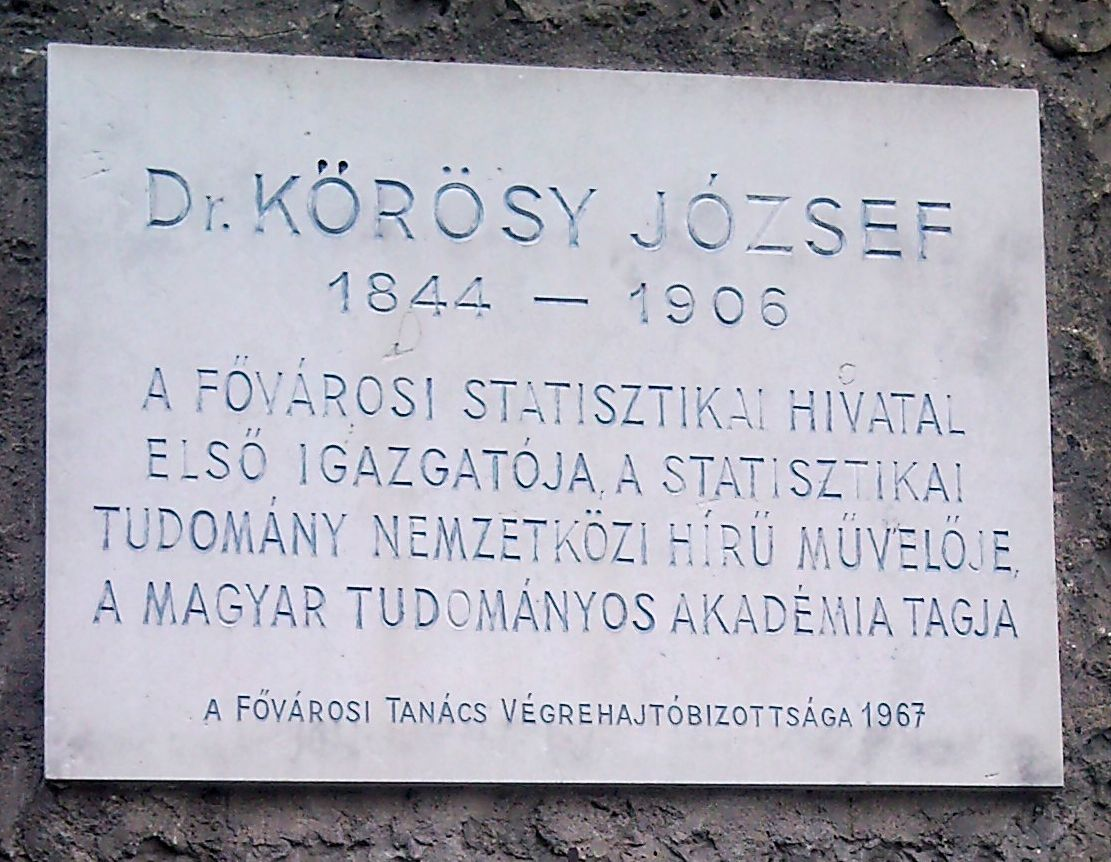
Kőrösy József Kőrösy József utca 13.
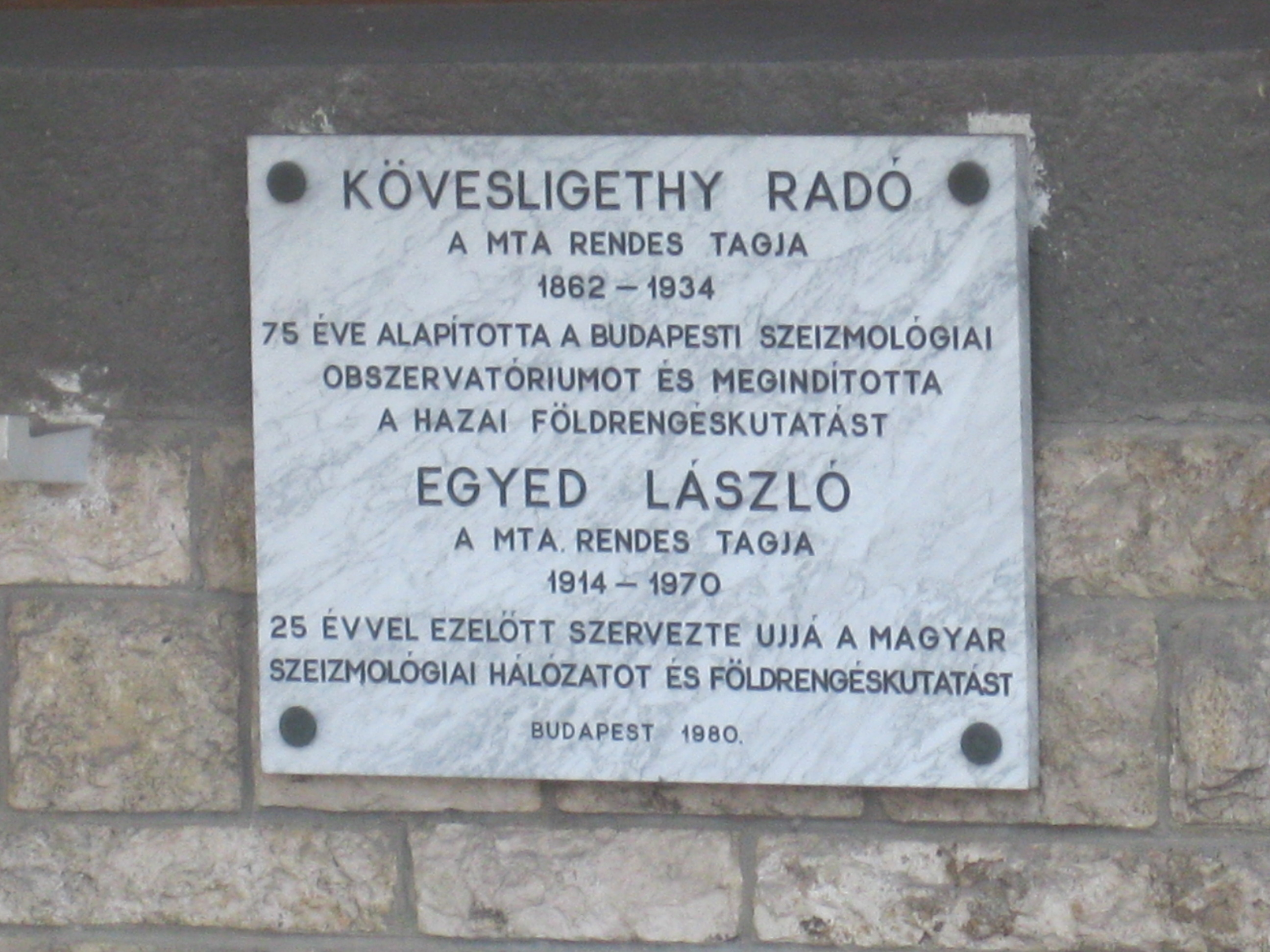
Kövesligethy Radó Meredek út 18.
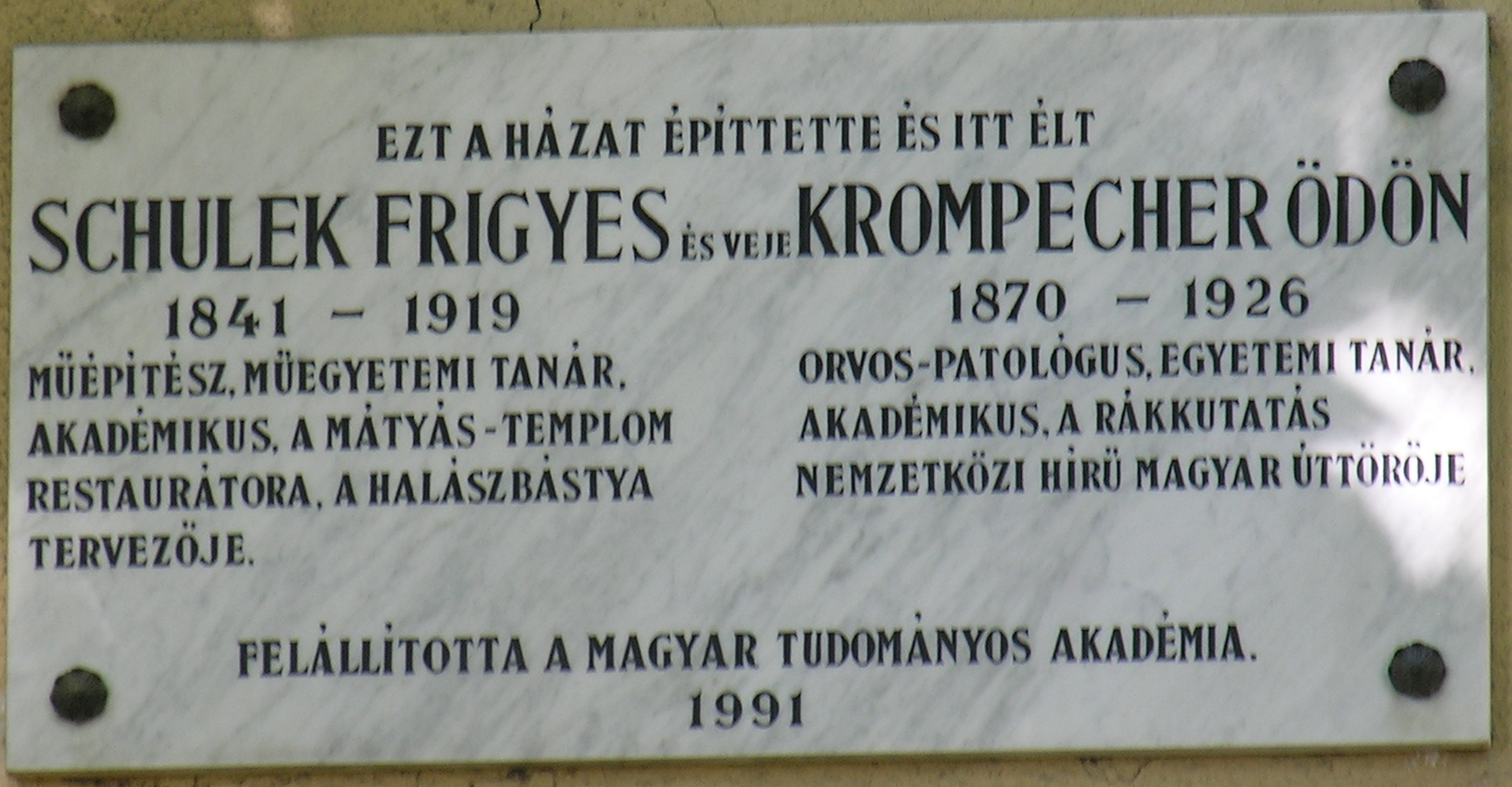
Krompecher Ödön Ménesi út 19.
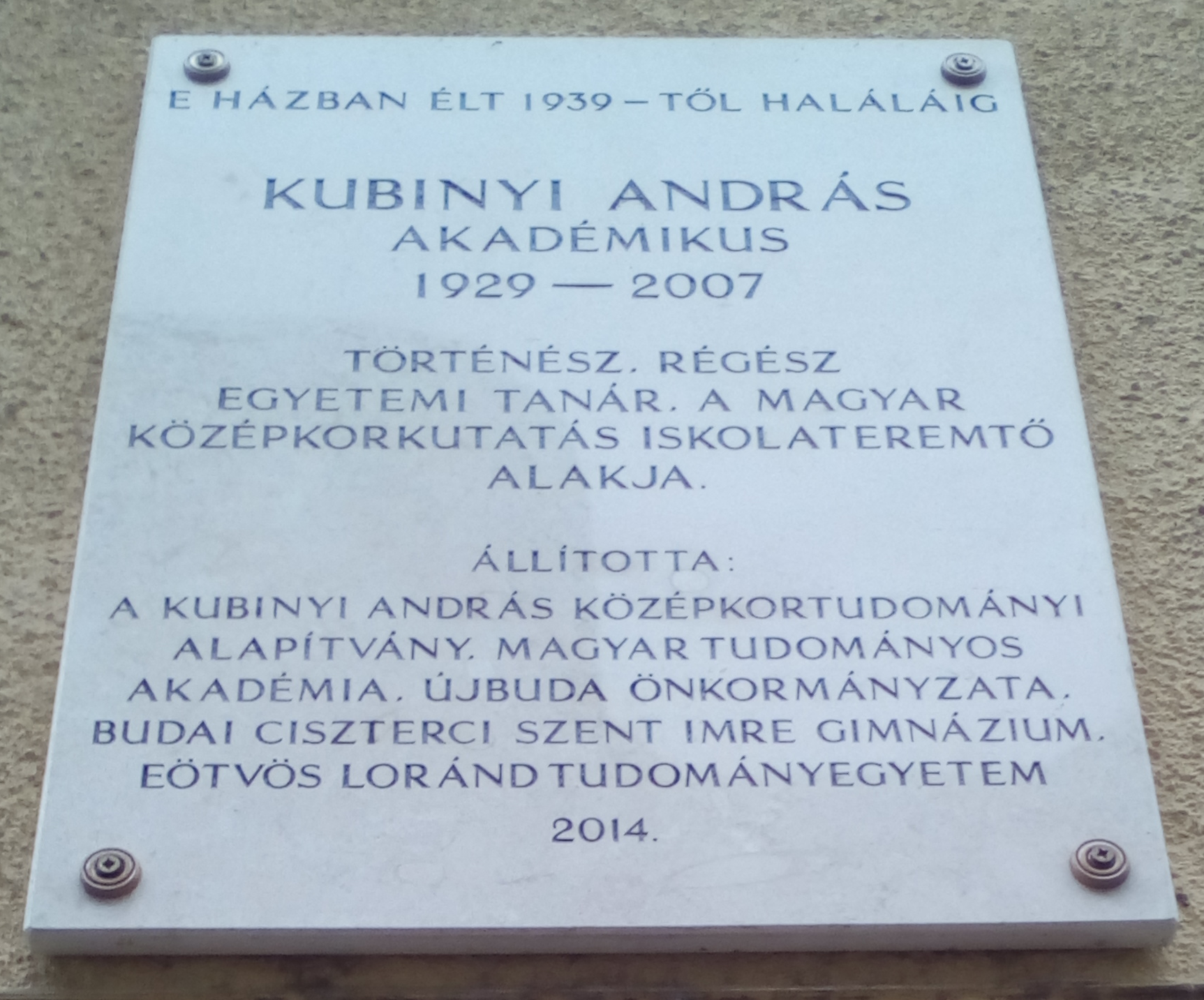
Kubinyi András Bercsényi utca 6.
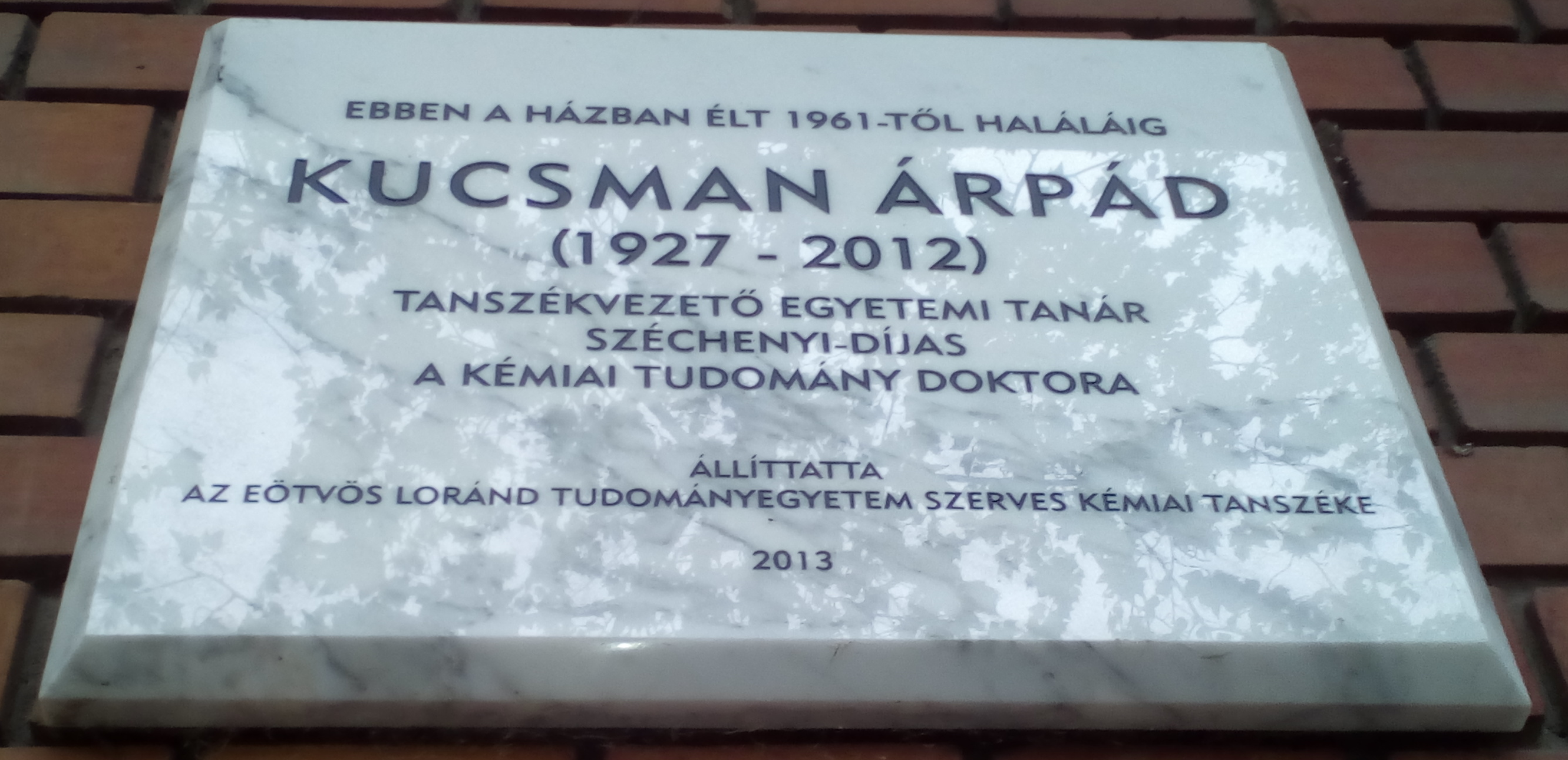
Kucsman Árpád Stoczek József utca 17/b.
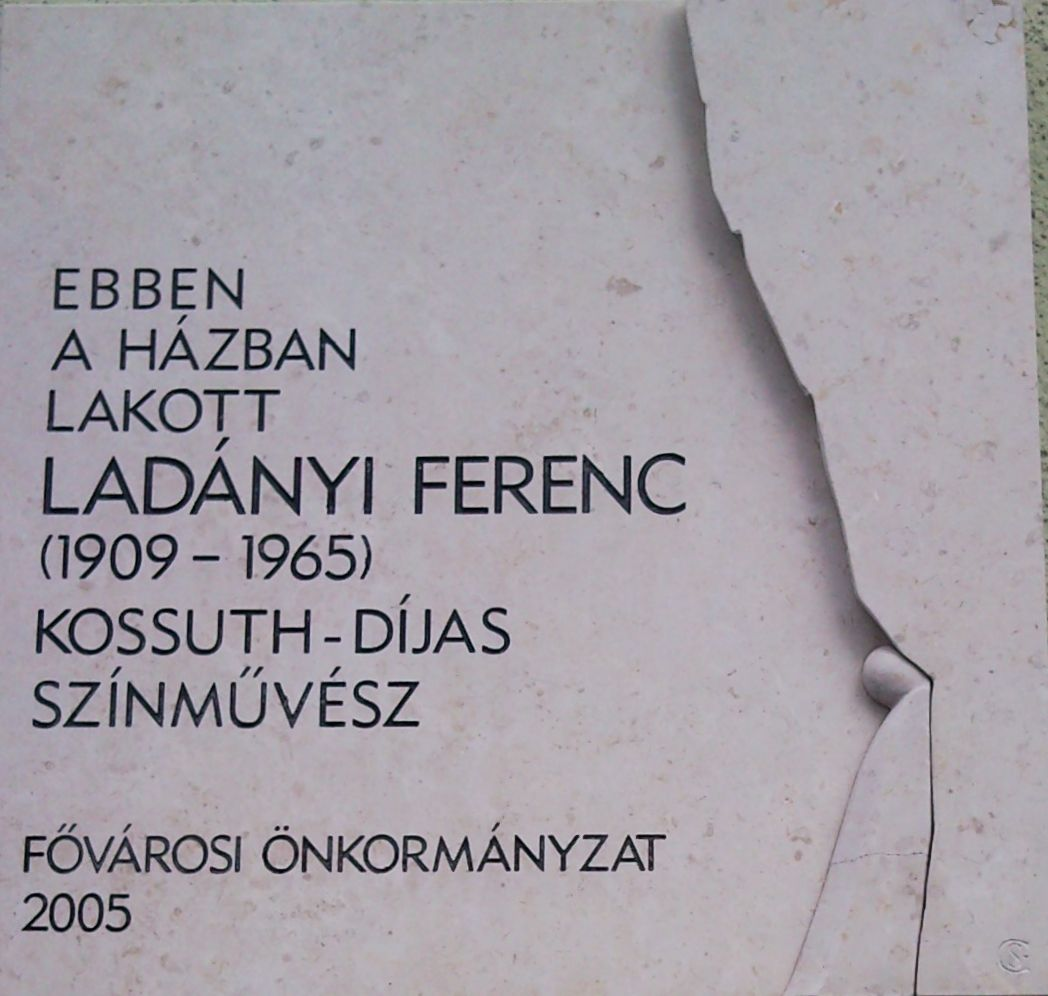
Ladányi Ferenc Budaörsi út 28.
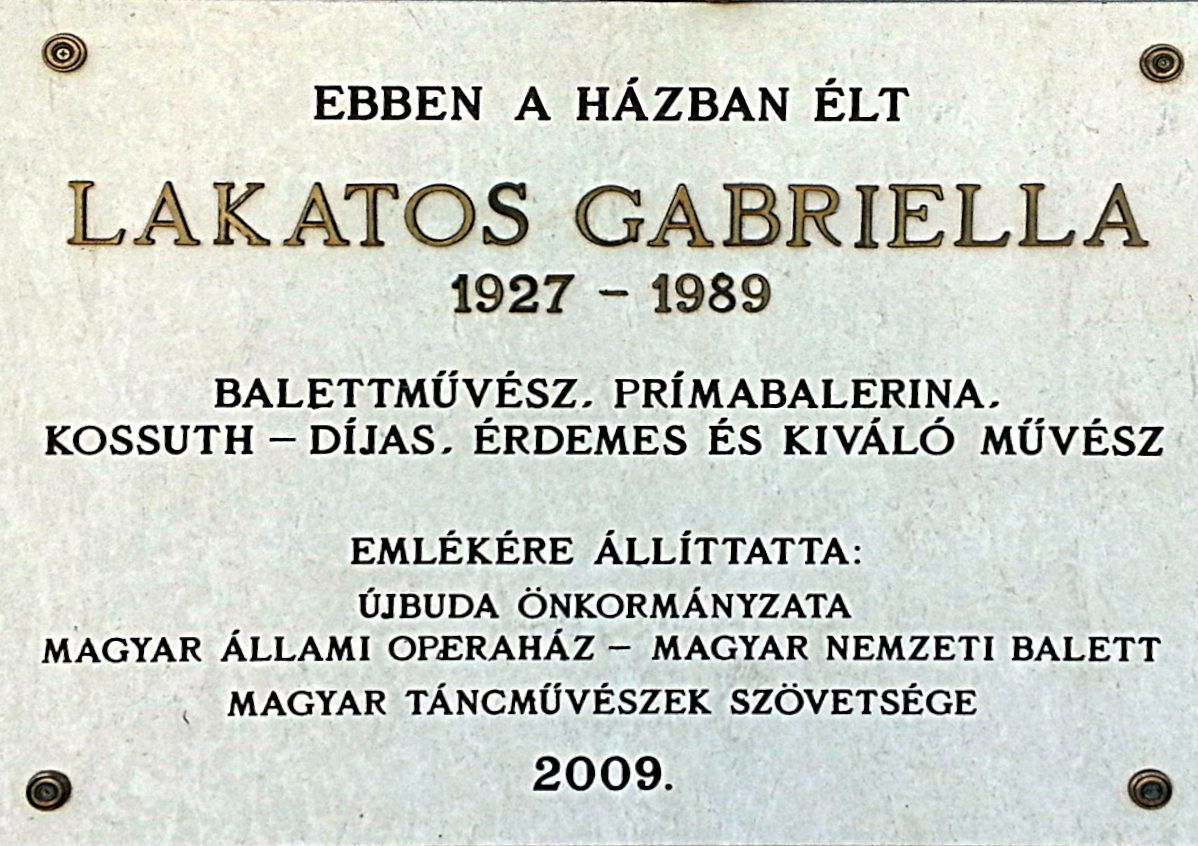
Lakatos Gabriella Kelenhegyi út 38/A
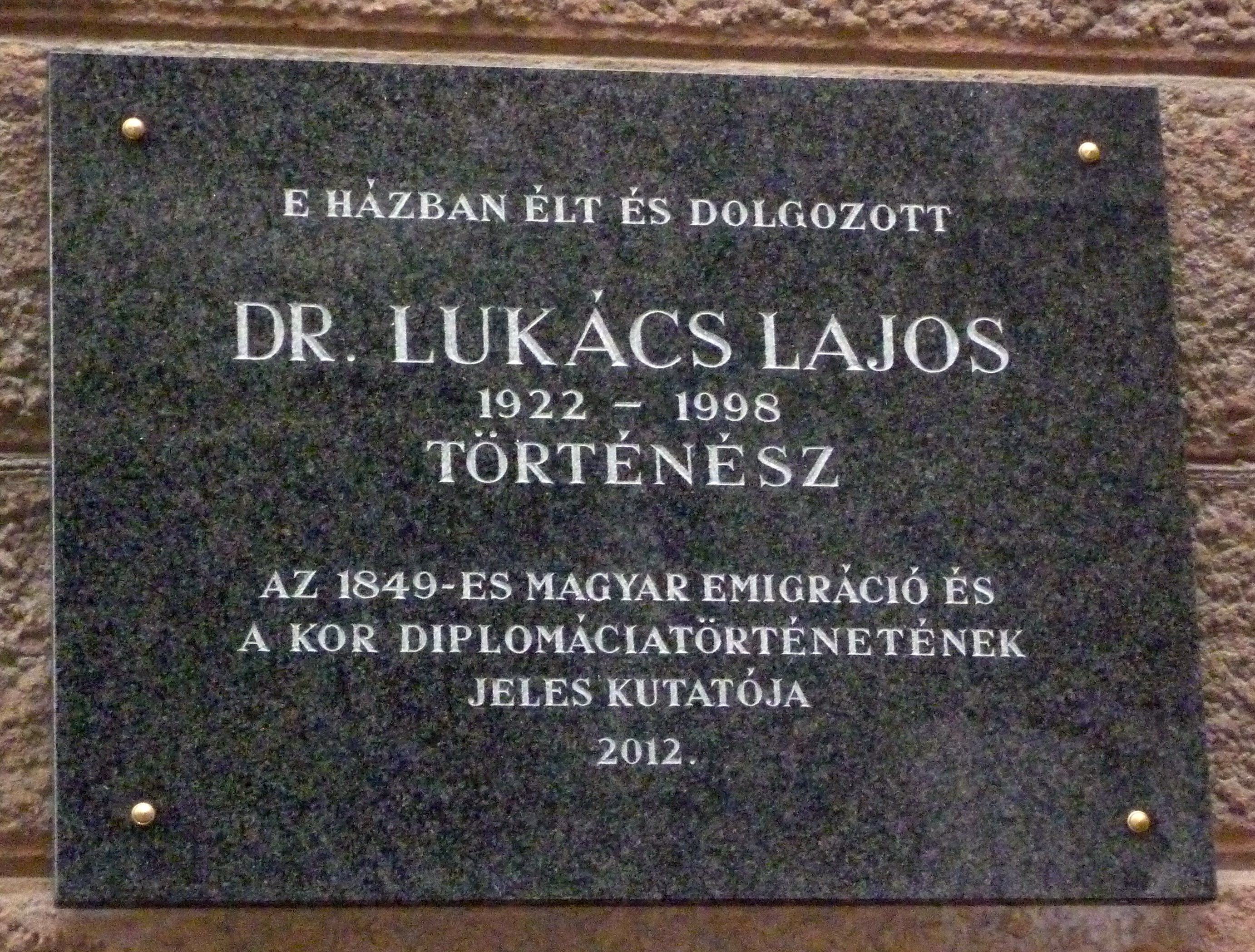
Lukács Lajos Lágymányosi utca 15.
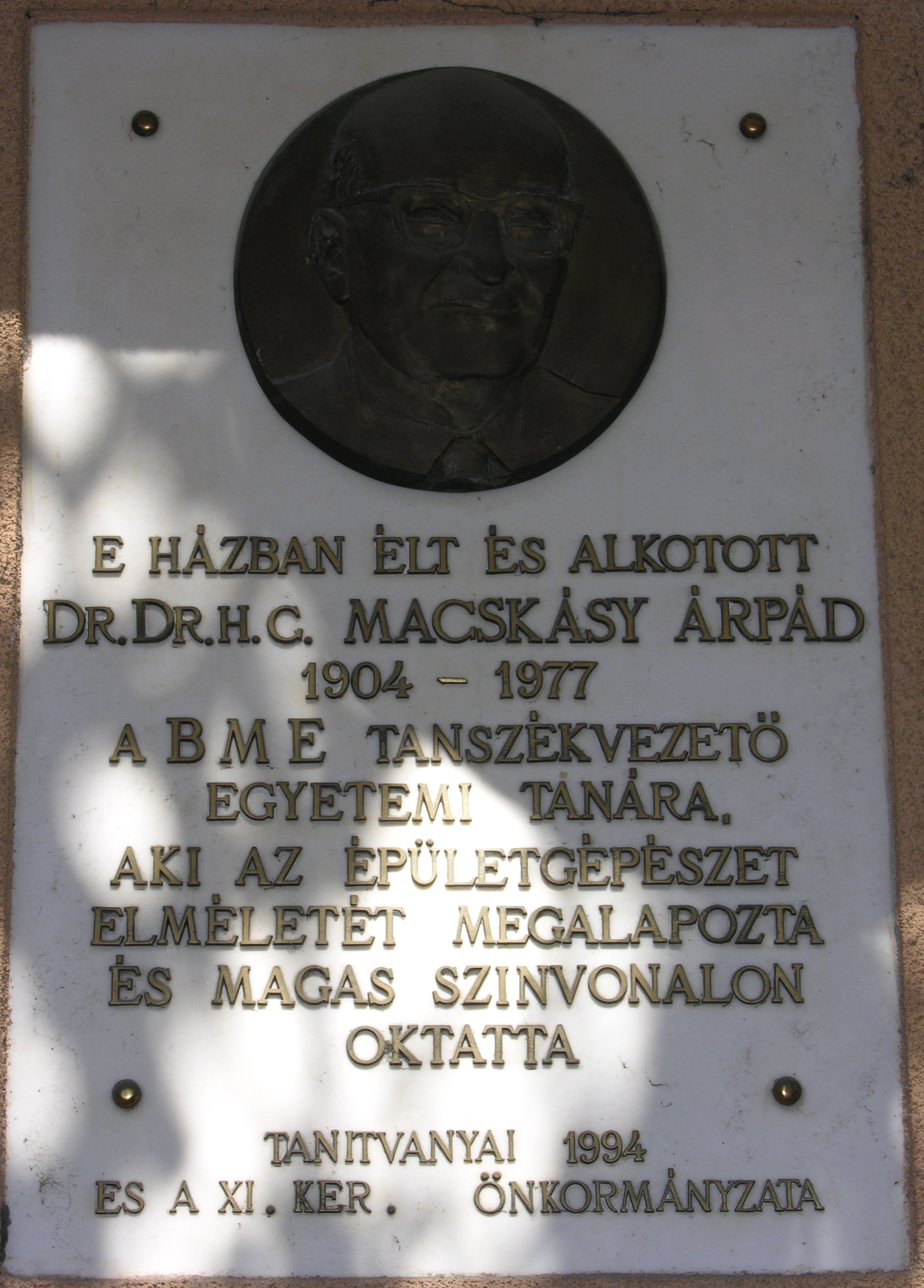
Macskásy Árpád Bertalan Lajos utca 15. alkotó: Humenyánszky Jolán
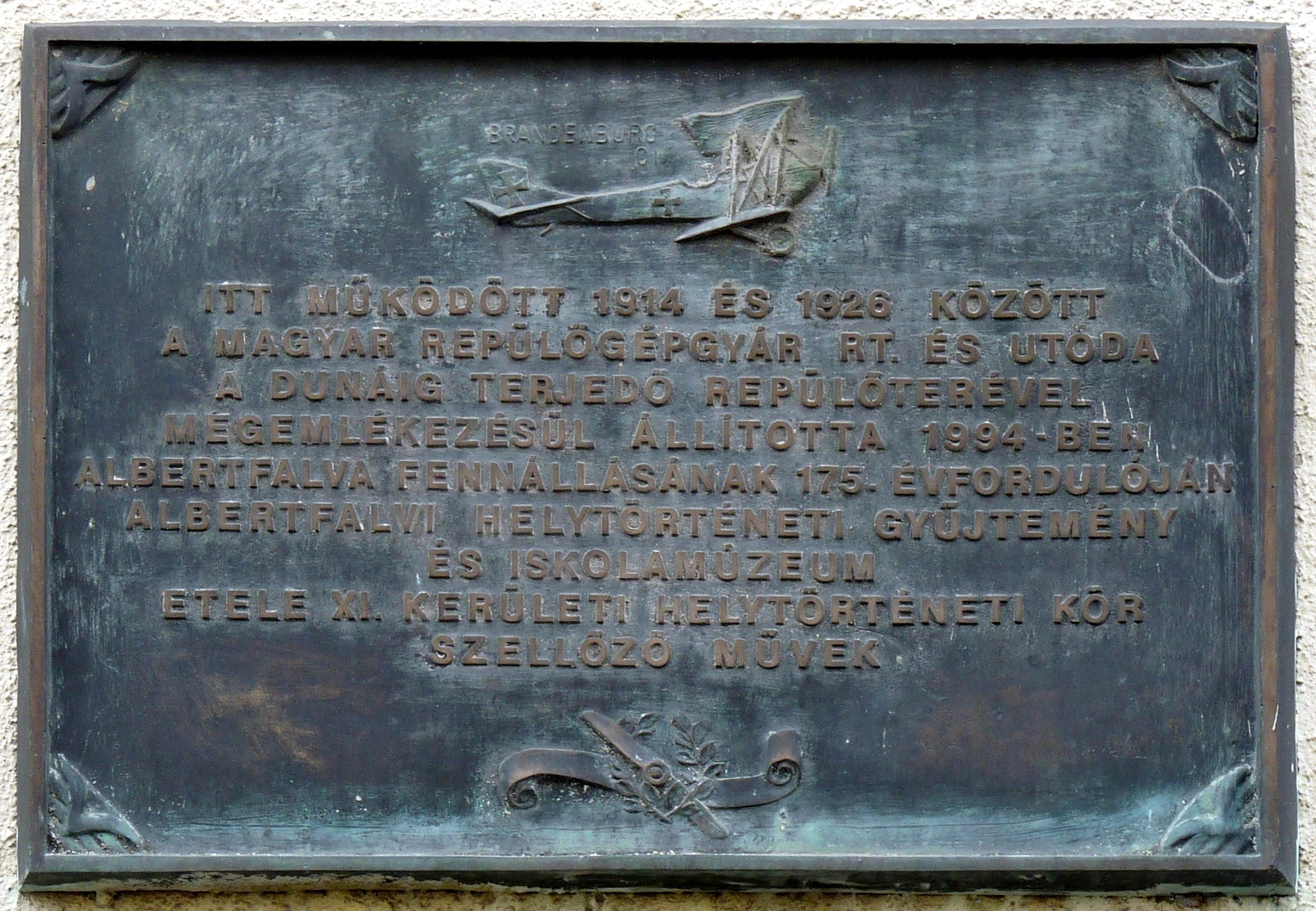
Magyar Repülőgépgyár Rt. Gyapot utca 8-12. alkotó: Sajtos Gyula
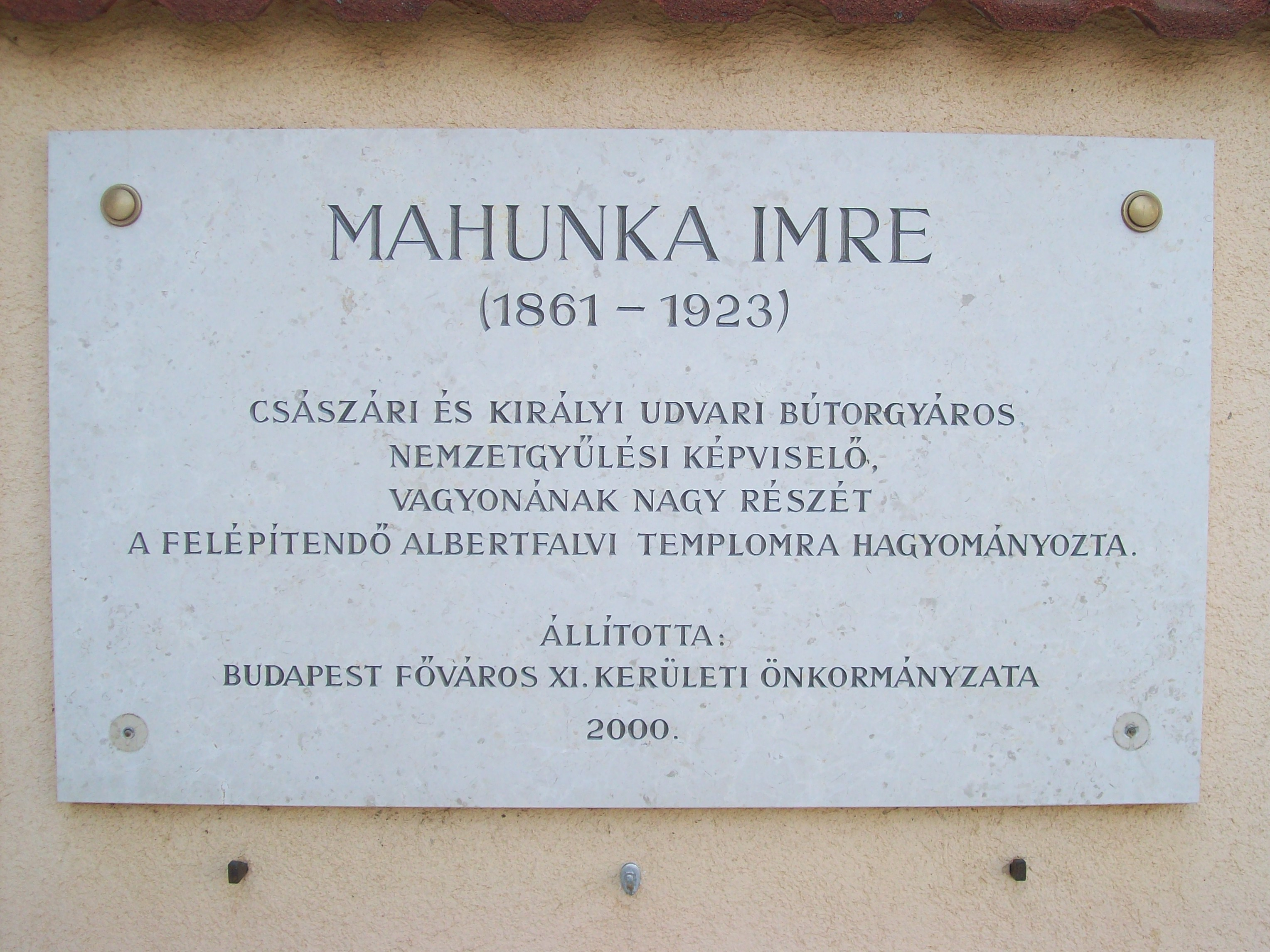
Mahunka Imre Mahunka Imre tér
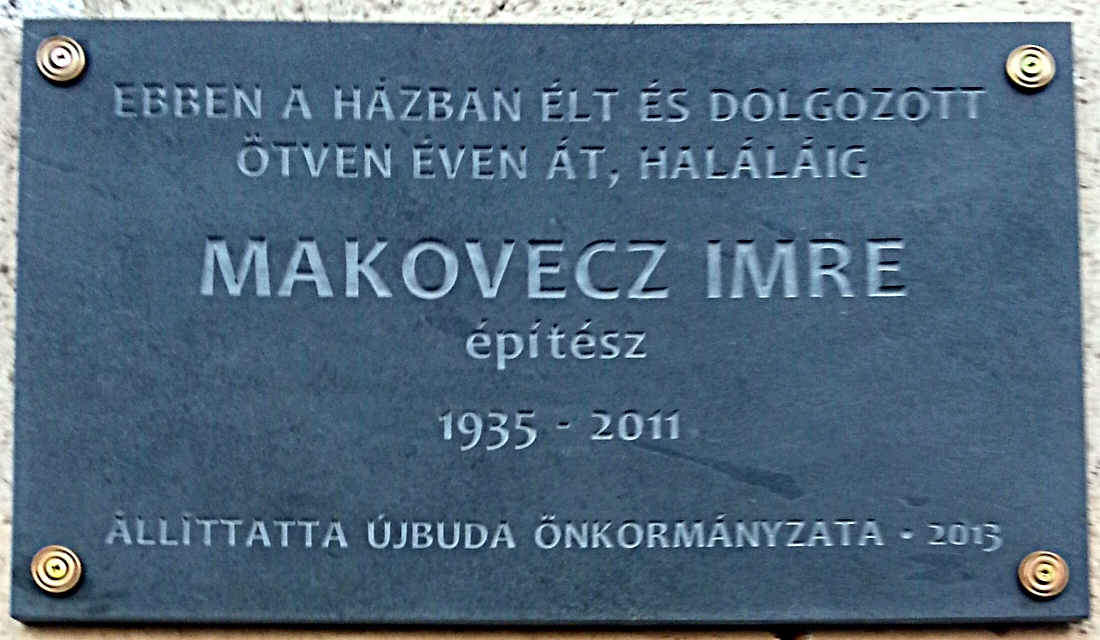
Makovecz Imre Villányi út 8.
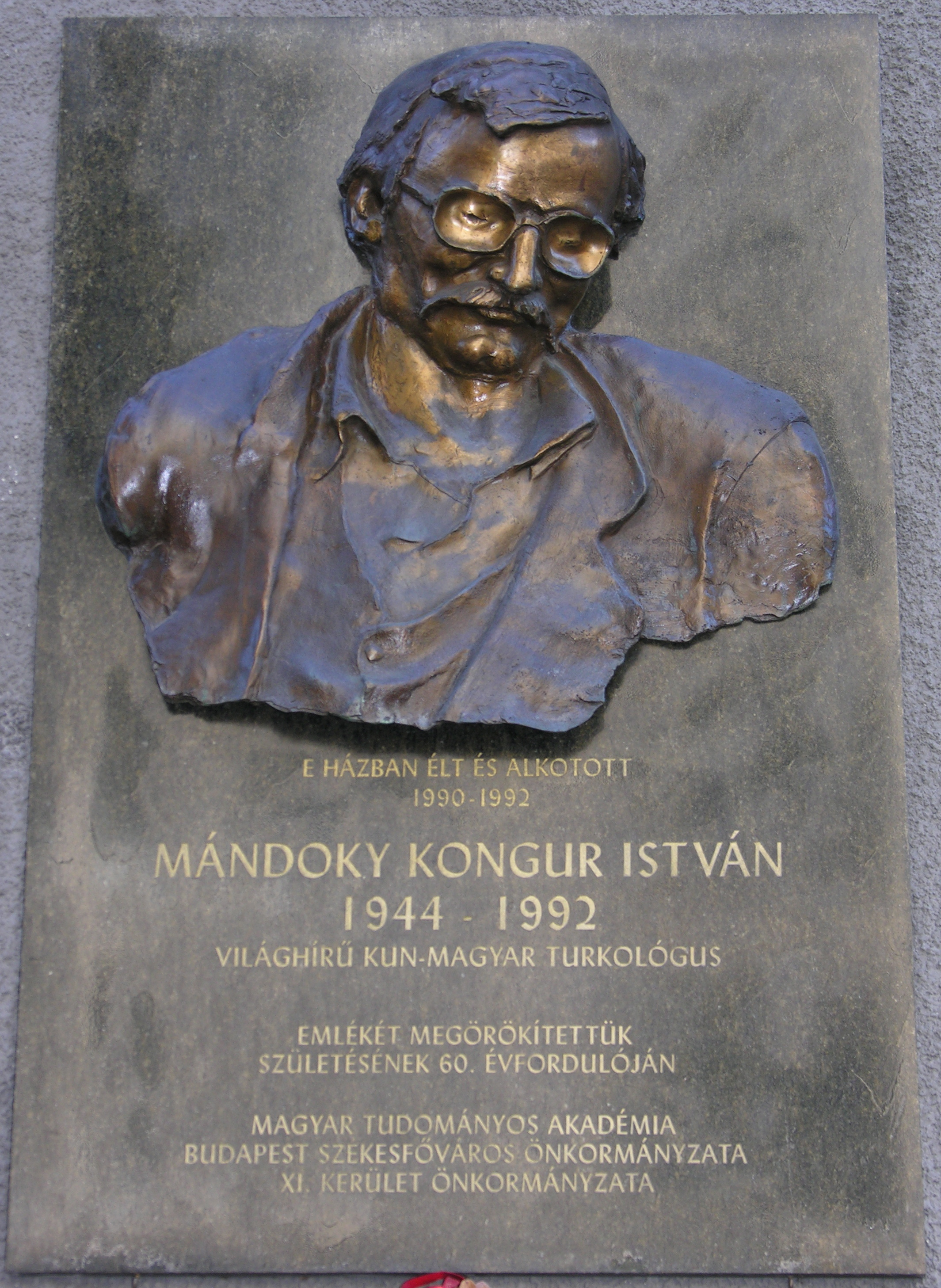
Mándoky Kongur István Bartók Béla út 52. alkotó: Györfi Sándor
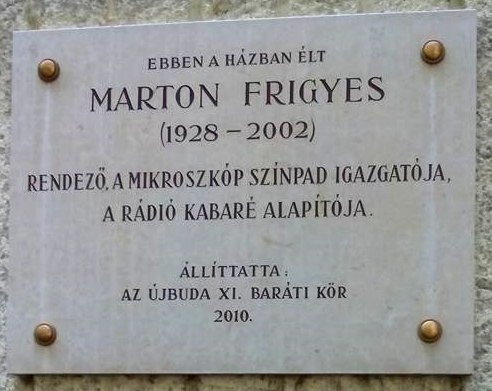
Marton Frigyes Lecke utca 7.
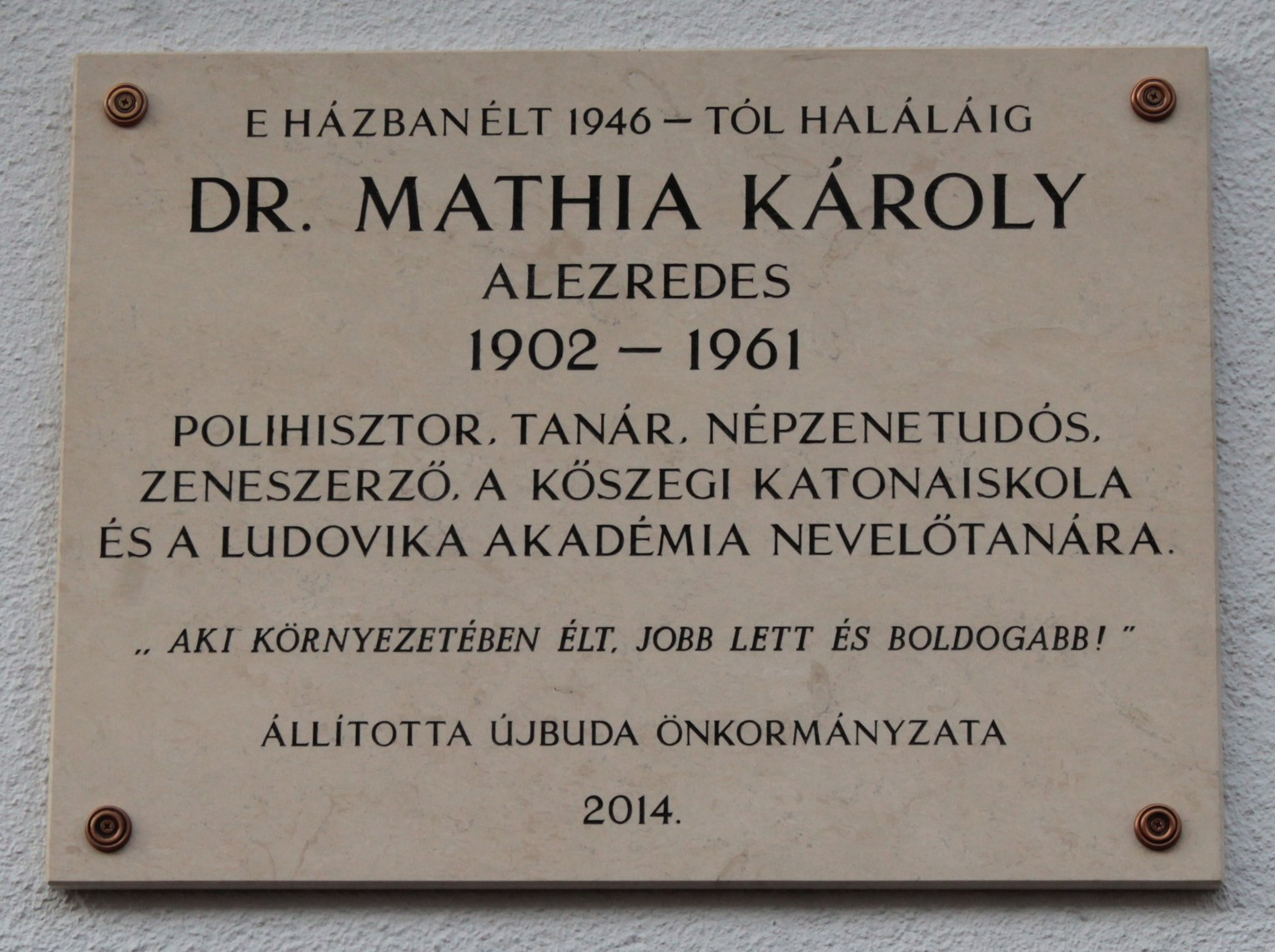
Mathia Károly Fehérvári út 23.
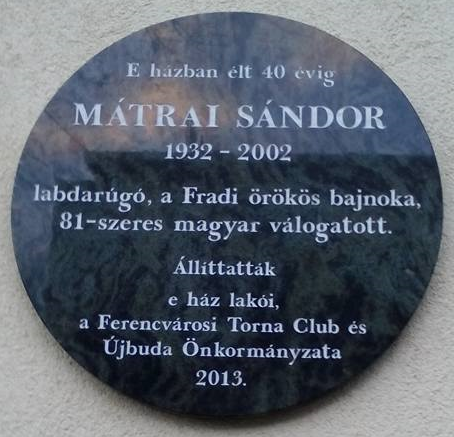
Mátrai Sándor Bukarest u. 9.
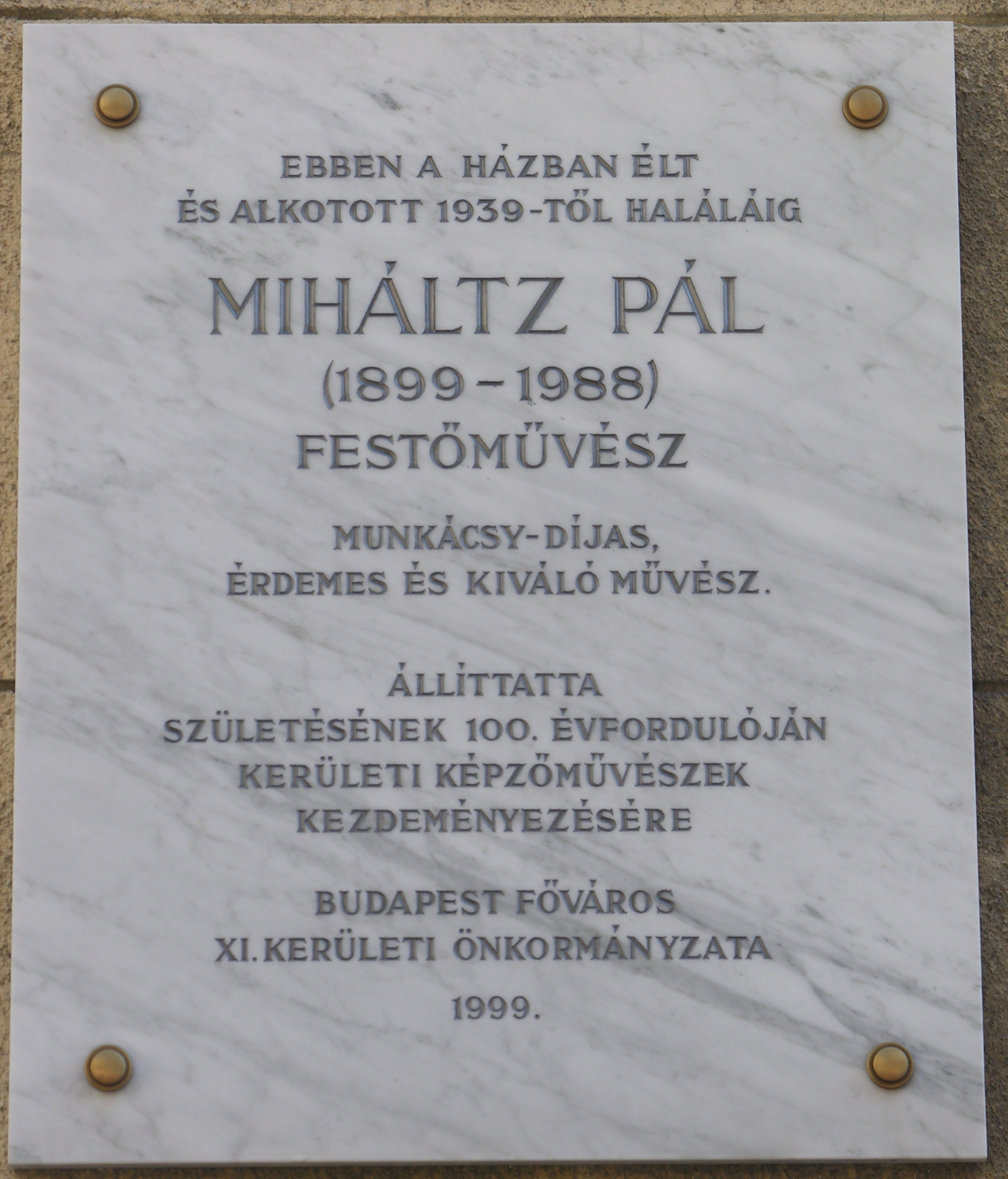
Miháltz Pál Lágymányosi utca 17/a
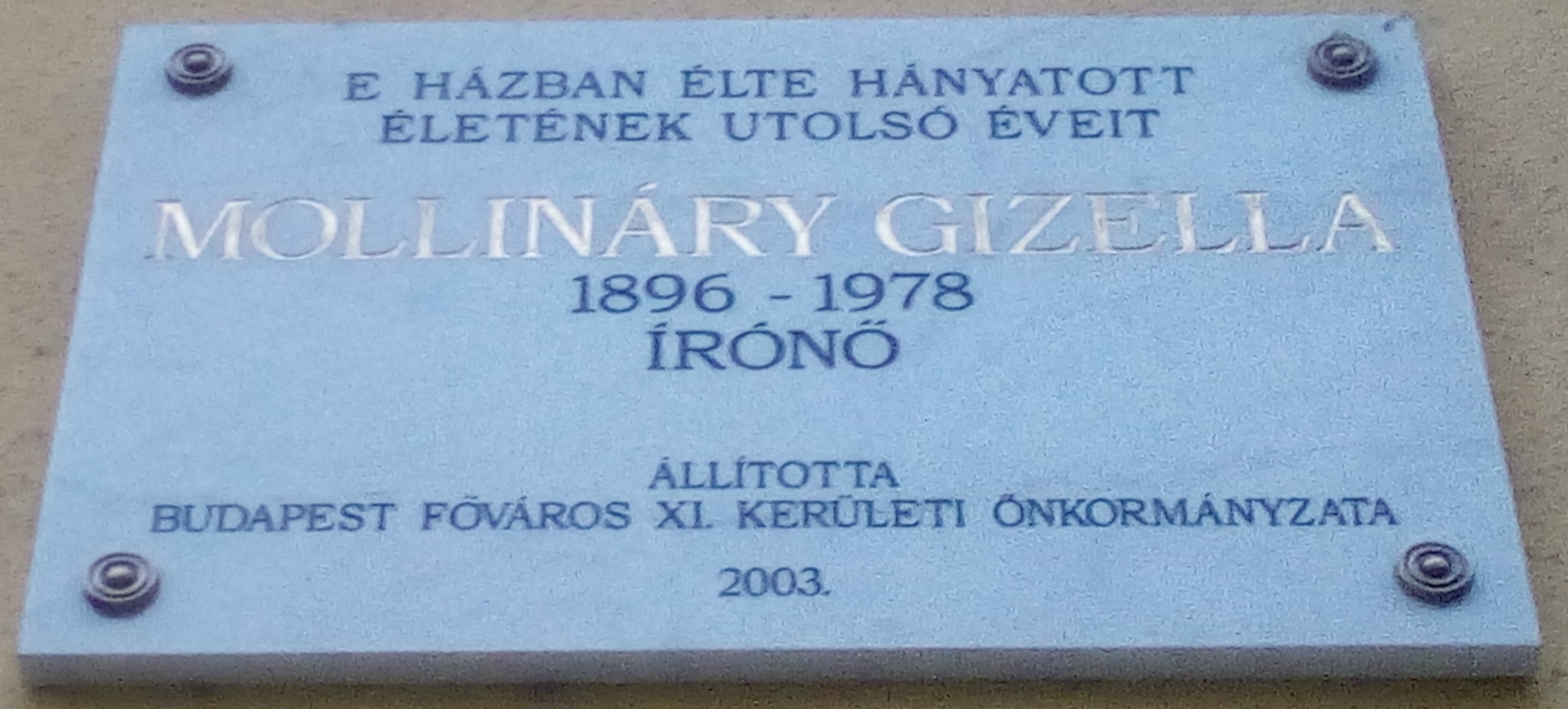
Mollináry Gizella Könyves György utca 3.
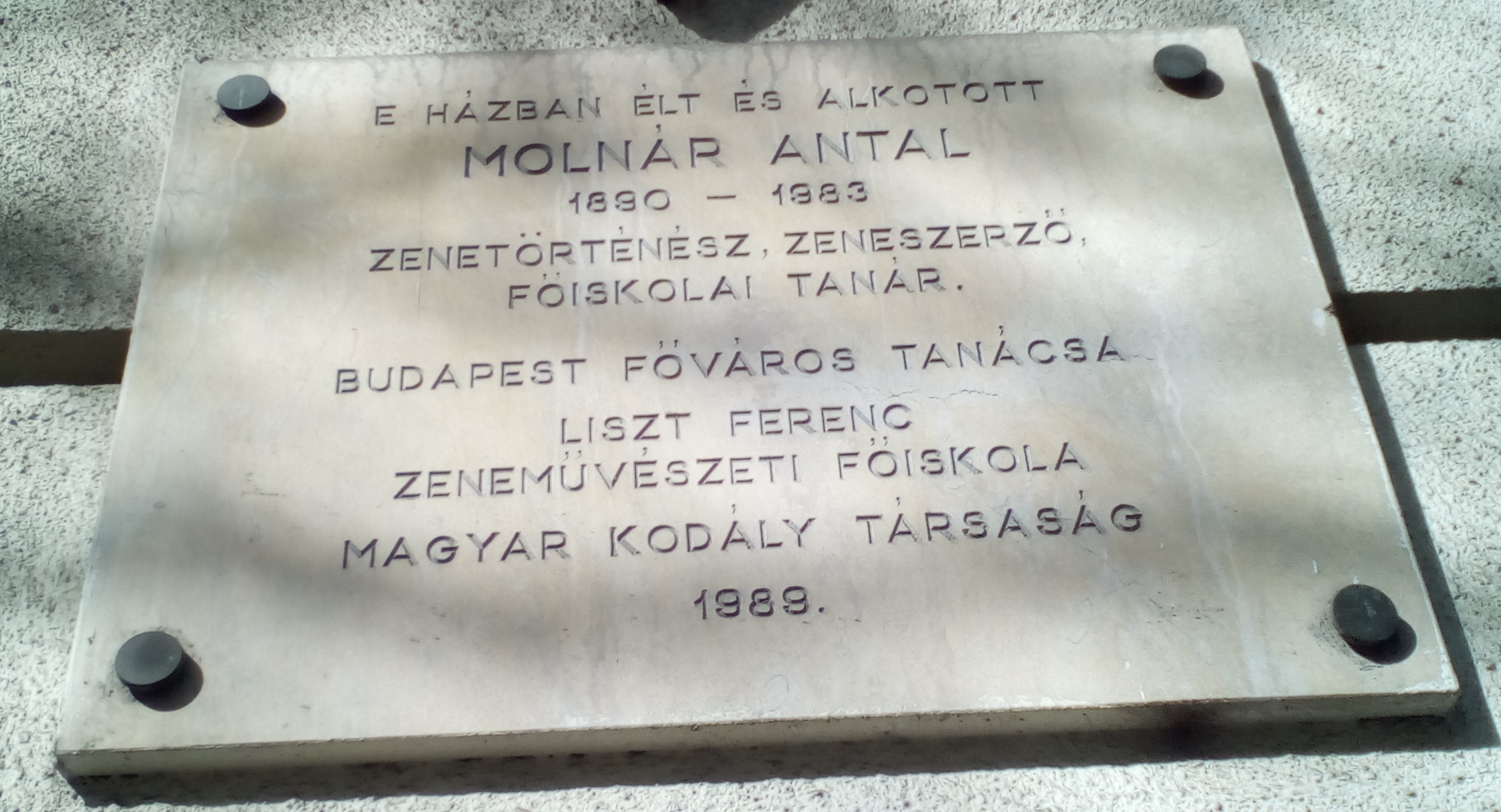
Molnár Antal Karinthy Frigyes út 14.
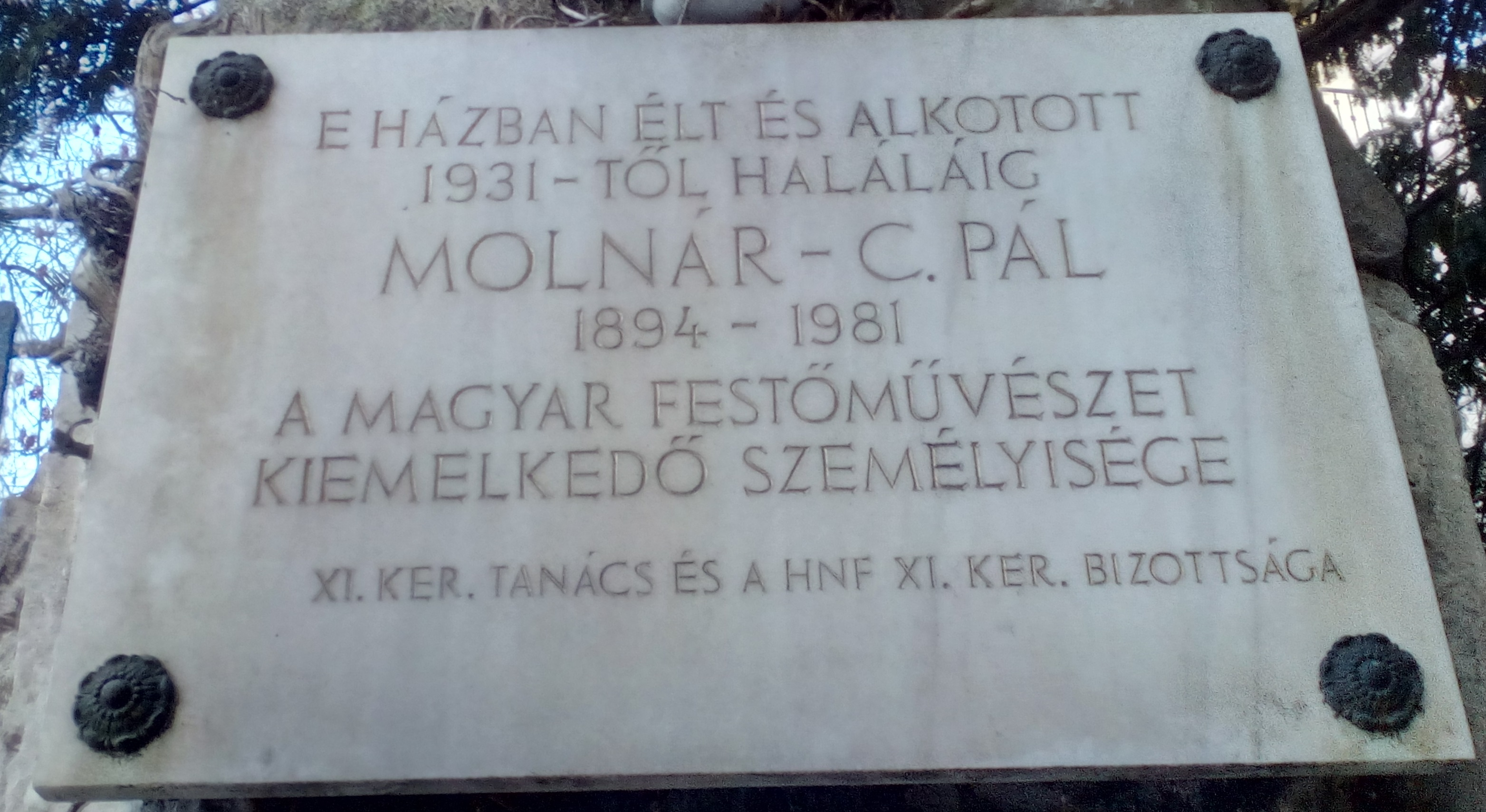
Molnár C. Pál Ménesi út 65.
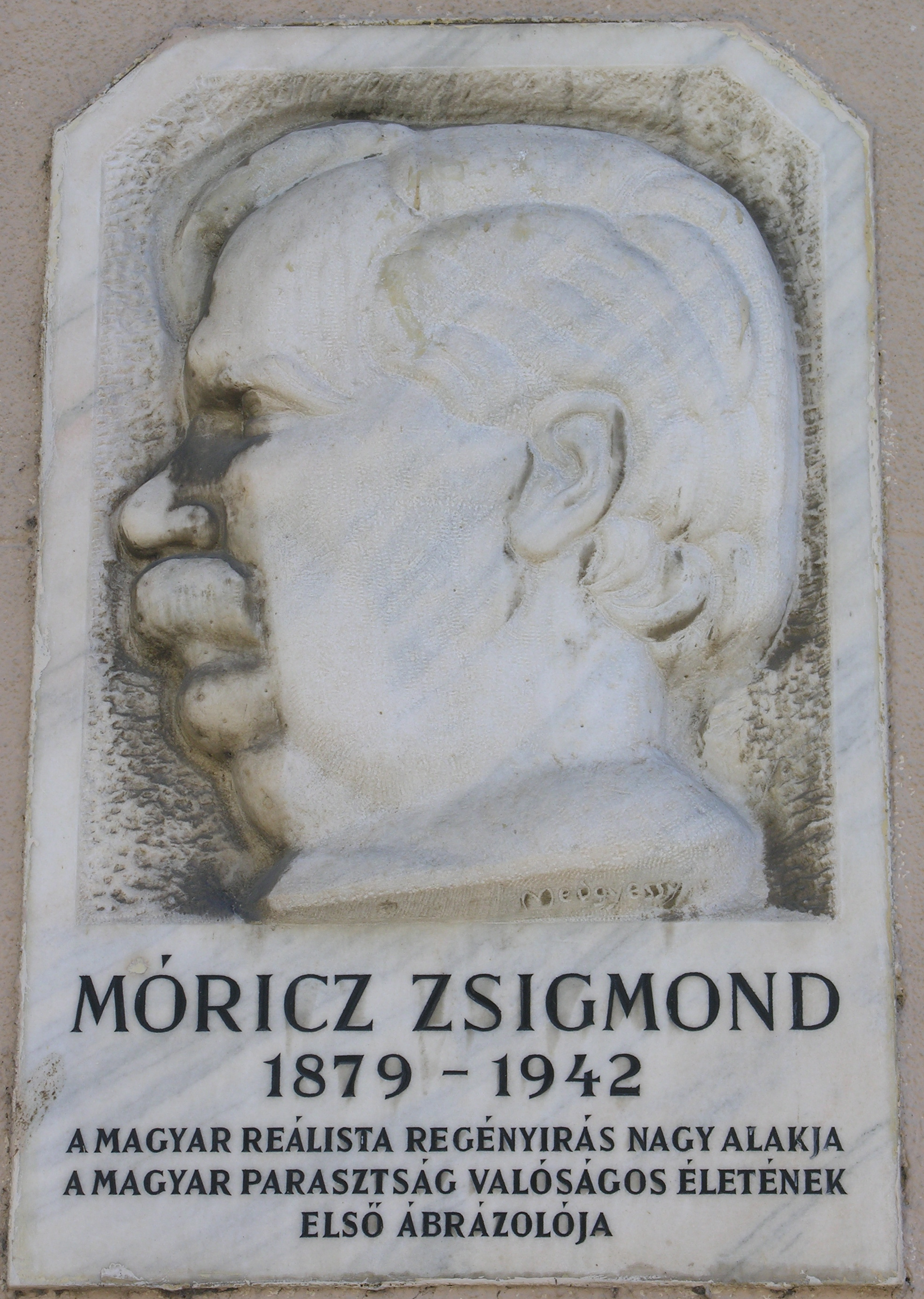
Móricz Zsigmond Móricz Zsigmond körtér 18. alkotó: Medgyessy Ferenc
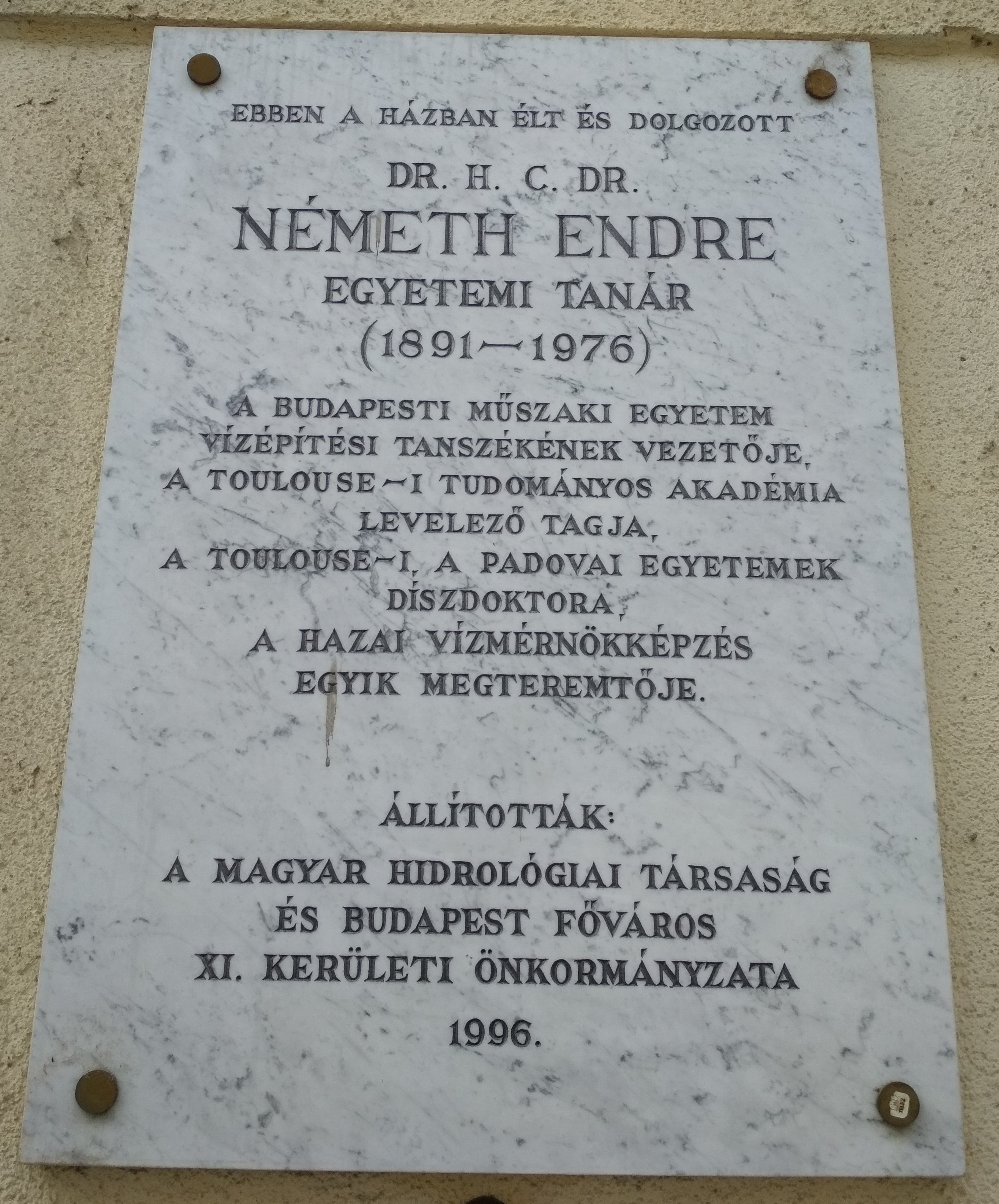
Németh Endre Kende utca 7.
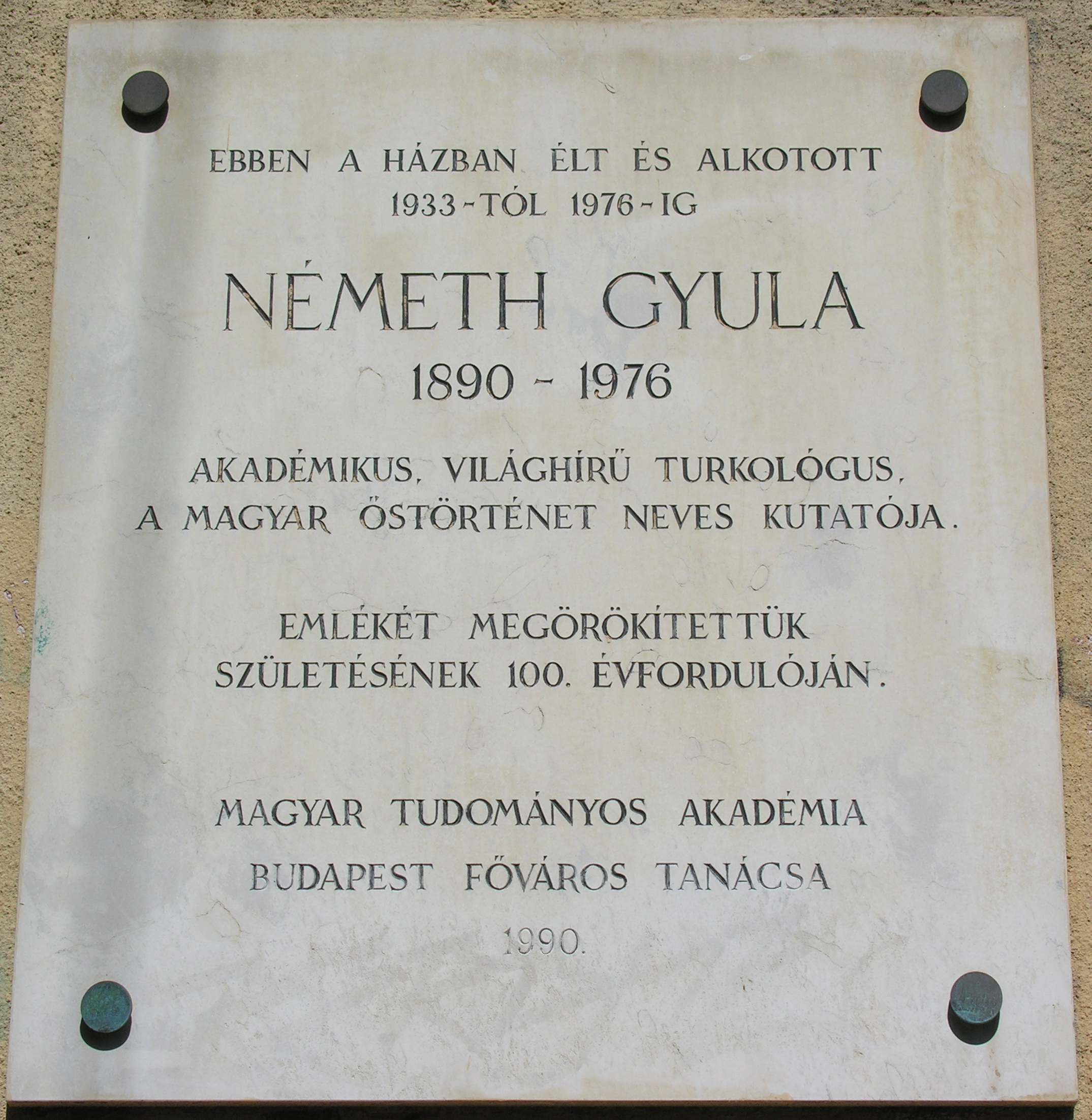
Németh Gyula Karinthy Frigyes út 24.
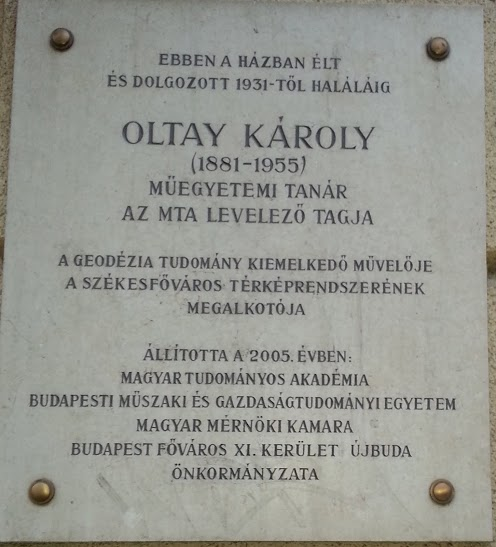
Oltay Károly Bartók Béla út 79.
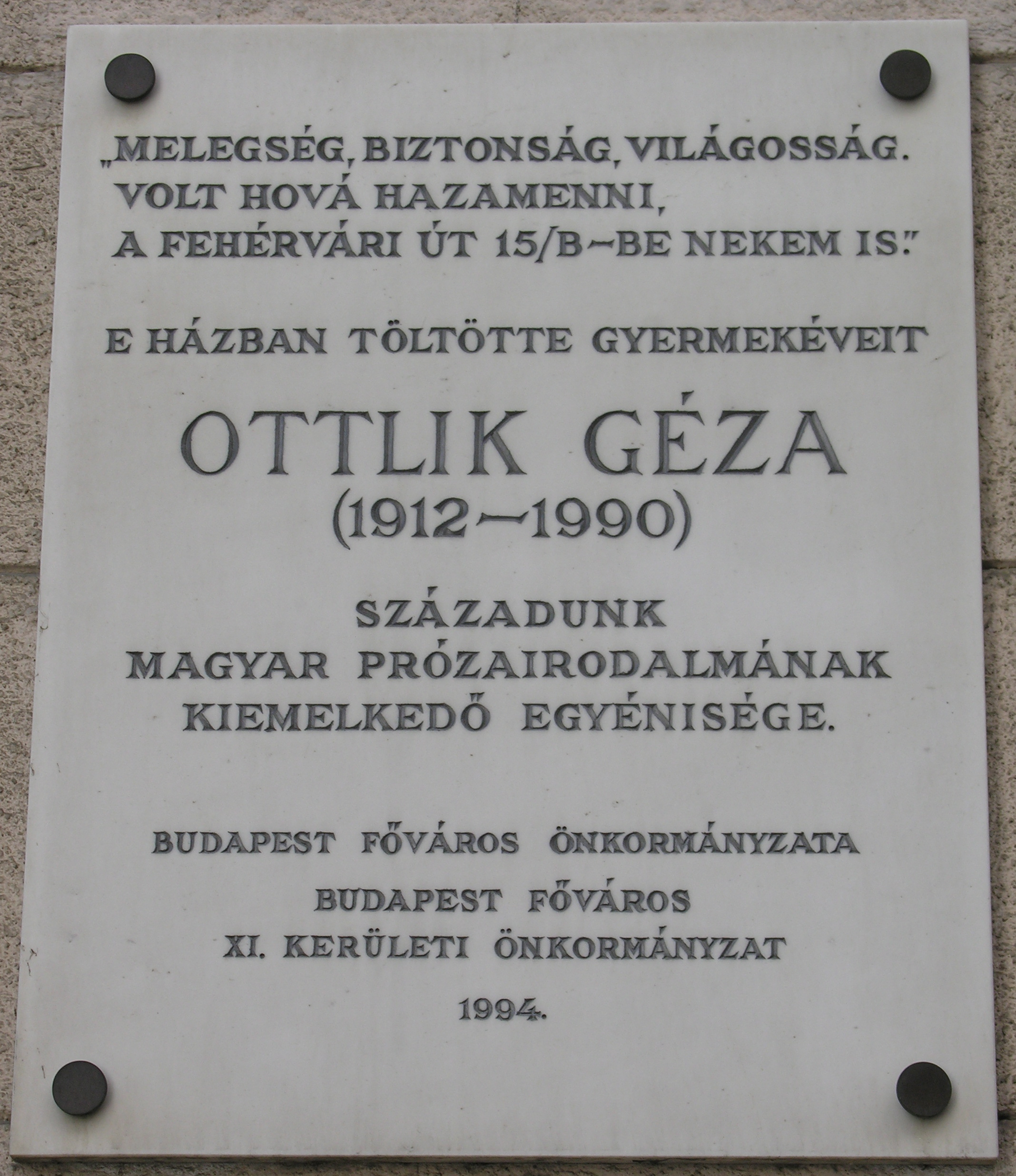
Ottlik Géza Bartók Béla út 15/b
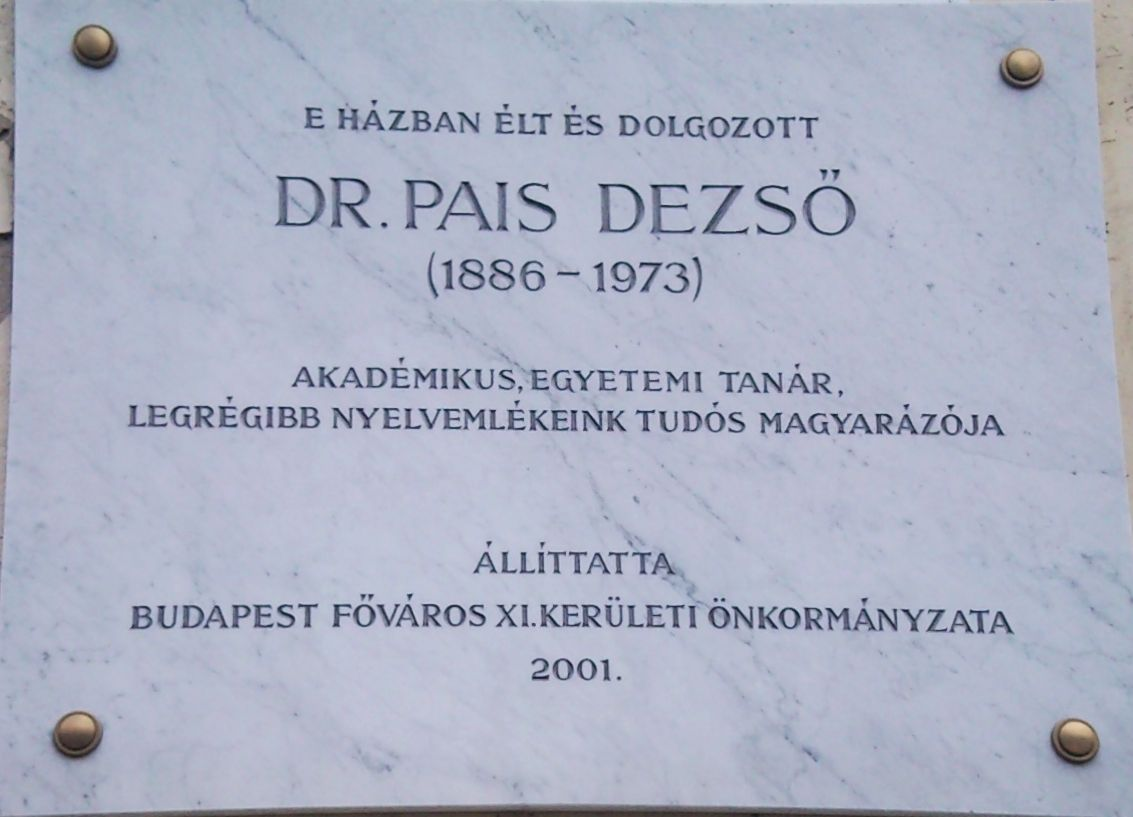
Pais Dezső Kosztolányi Dezső tér 12.
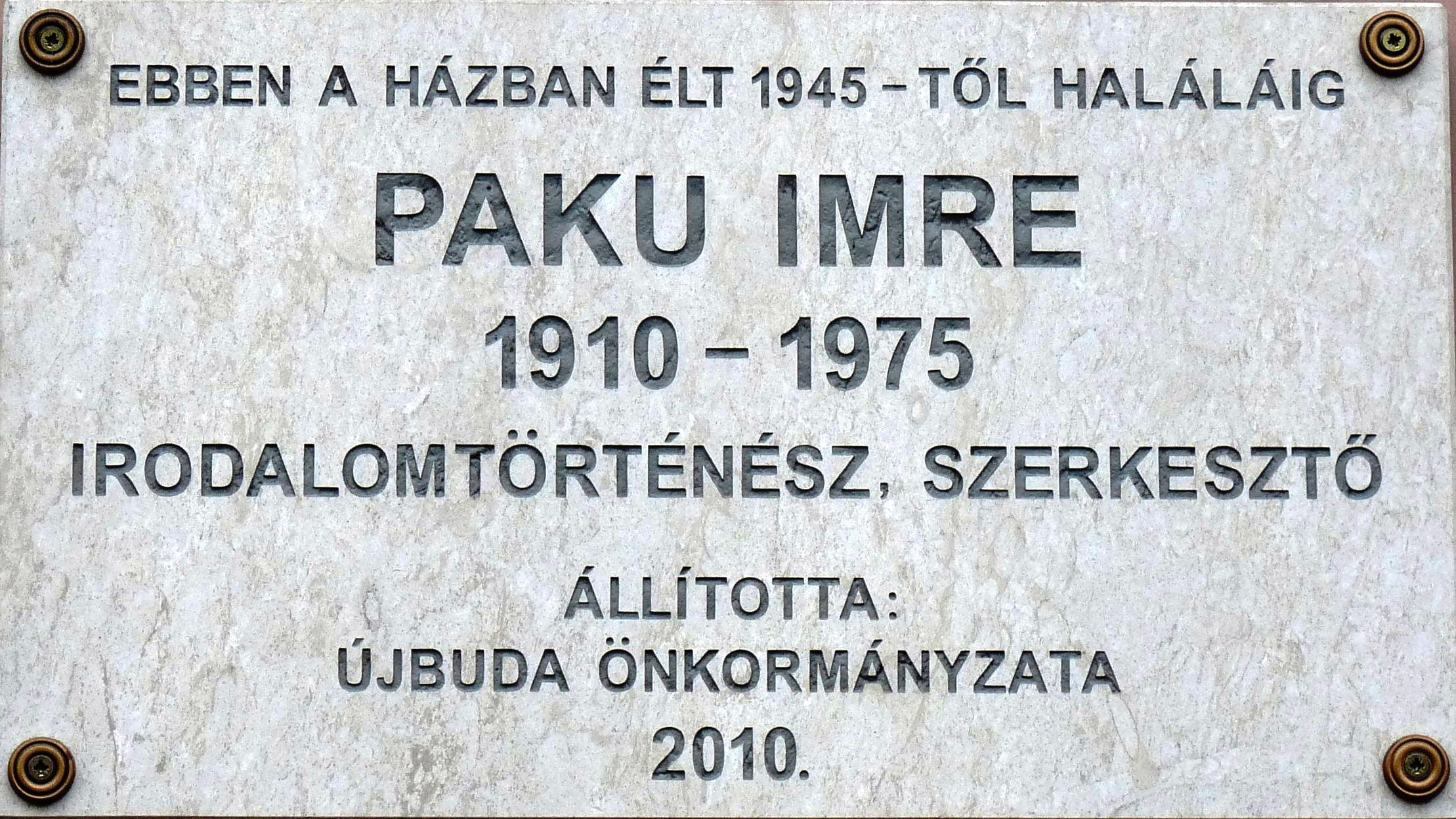
Paku Imre, Villányi út 4.
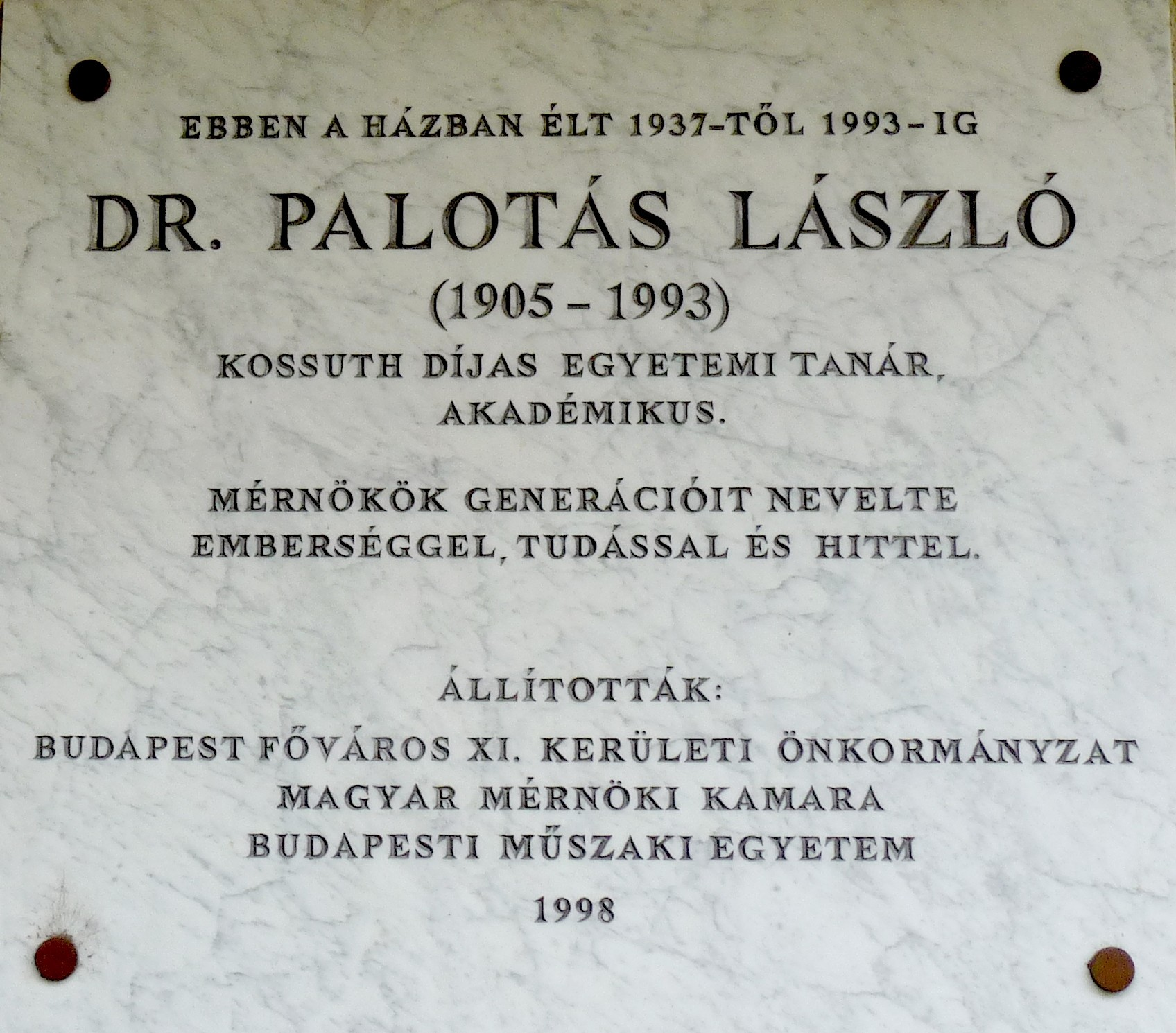
Palotás László, Edömér utca 4.
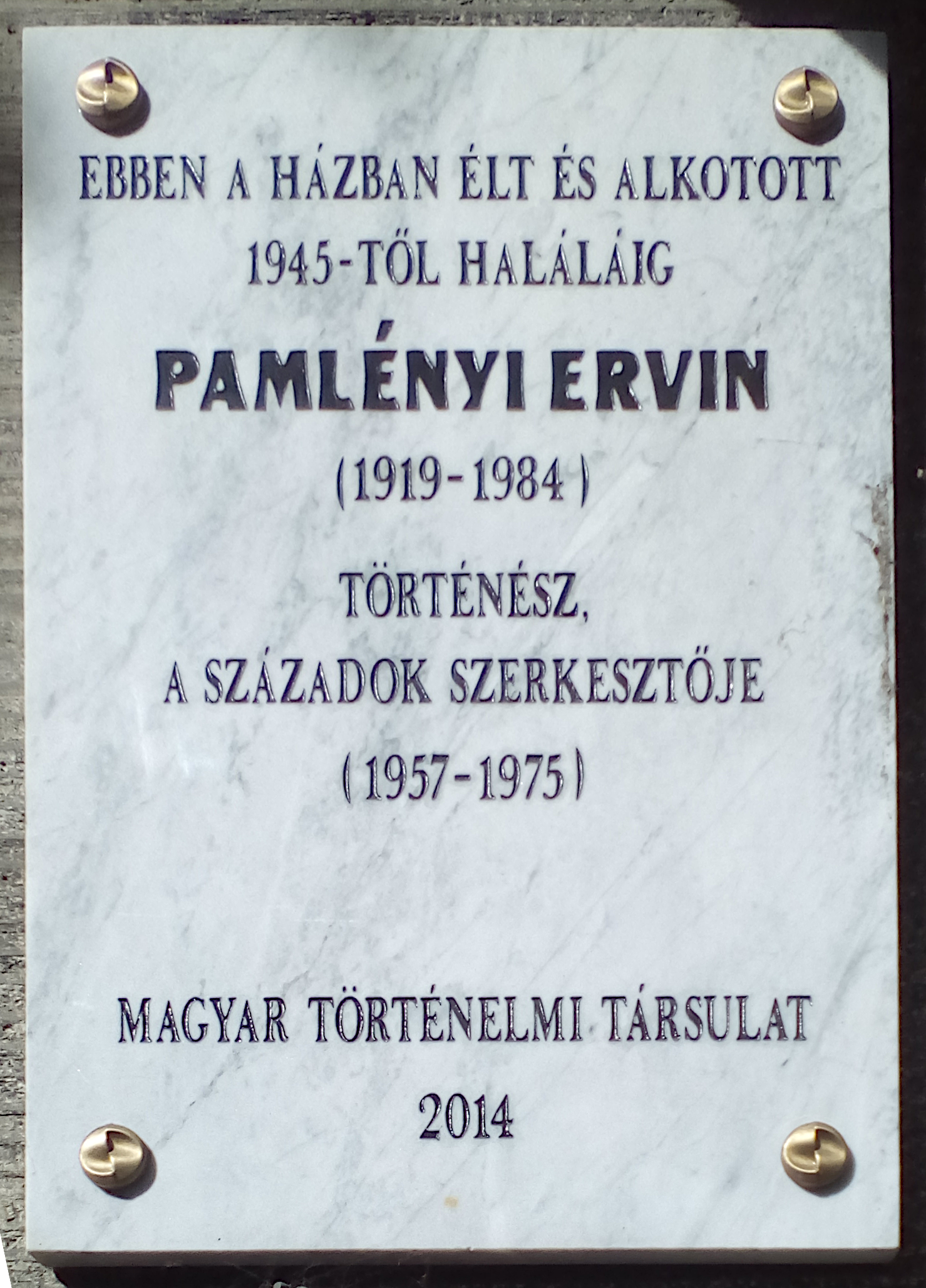
Pamlényi Ervin Karinthy Frigyes út 20.
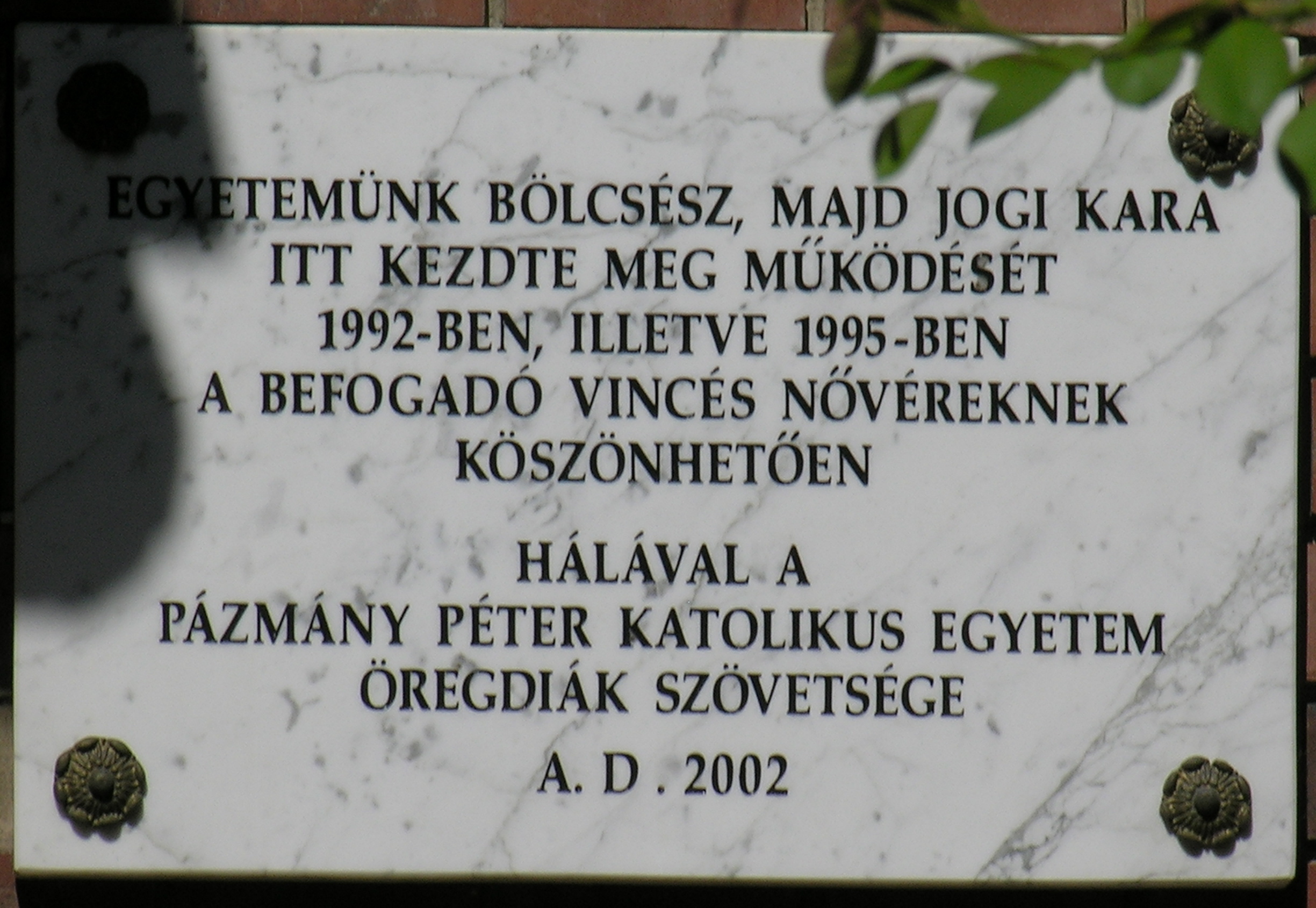
Pázmány Péter Katolikus Egyetem Ménesi út 27.
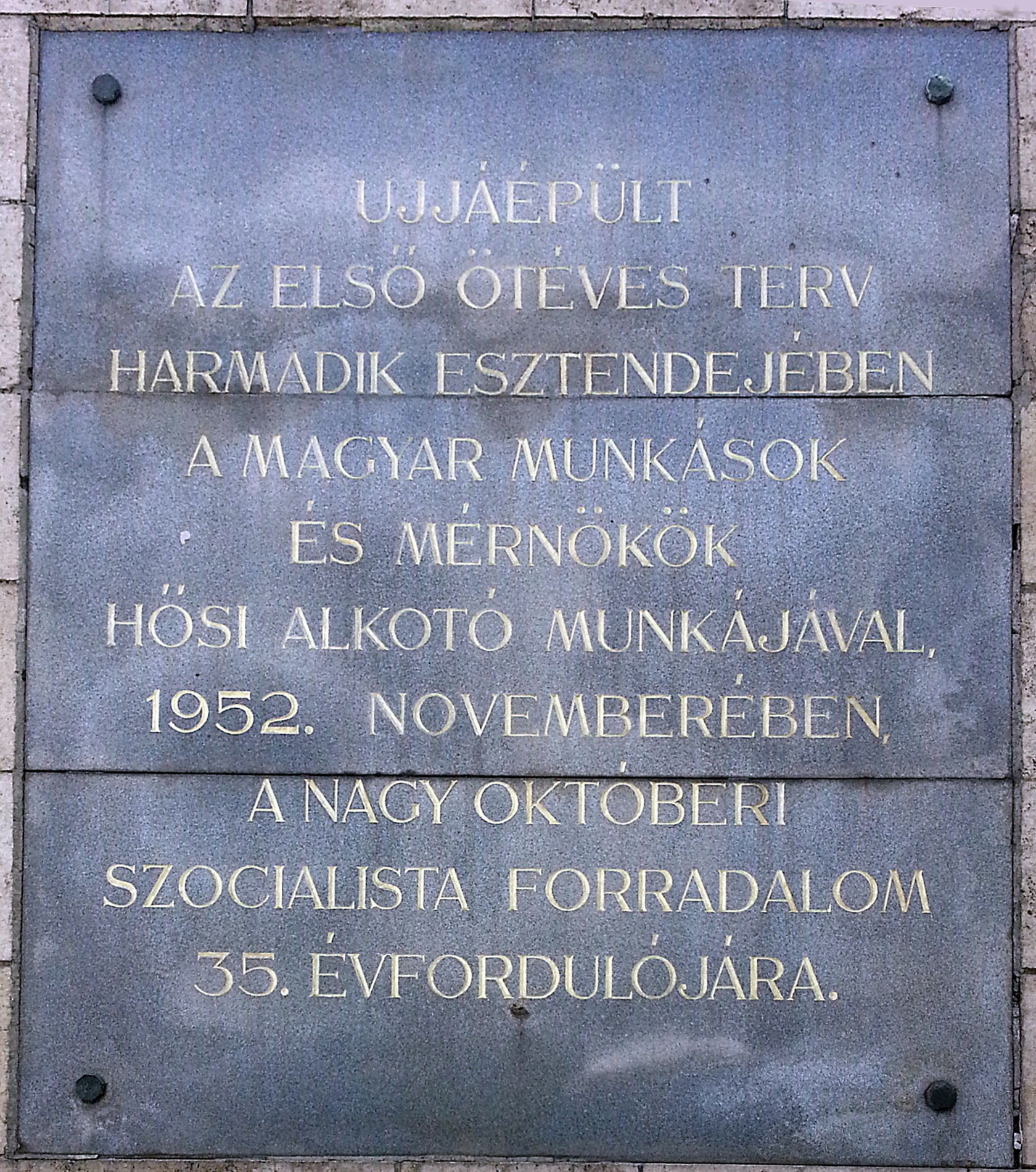
Petőfi híd újjáépítése Goldmann György tér
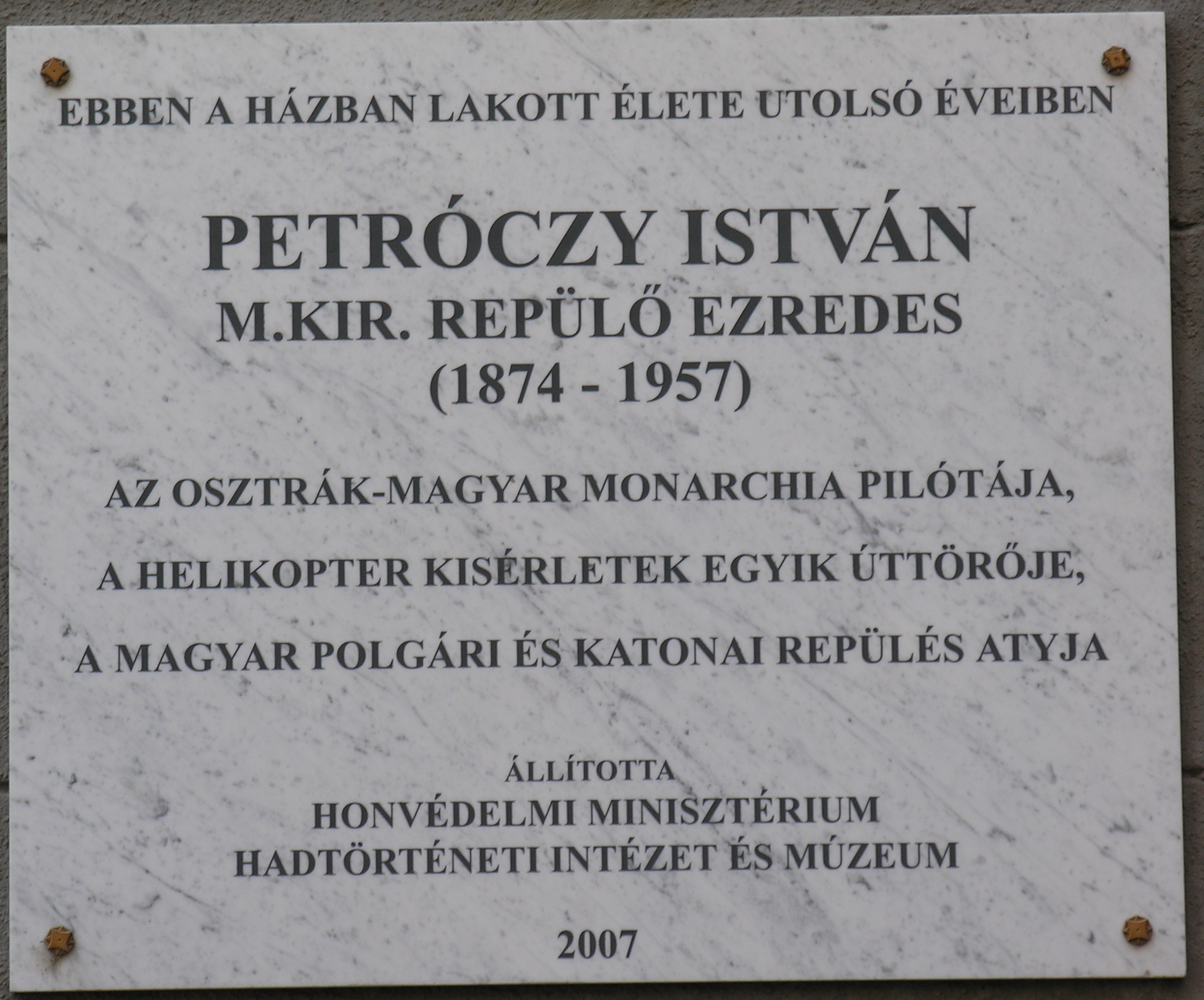
Petróczy István Budafoki út 20.
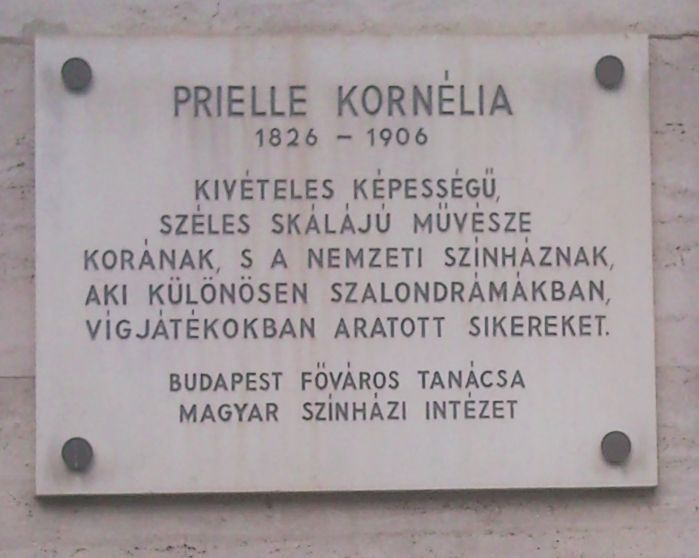
Prielle Kornélia Prielle Kornélia utca 16.
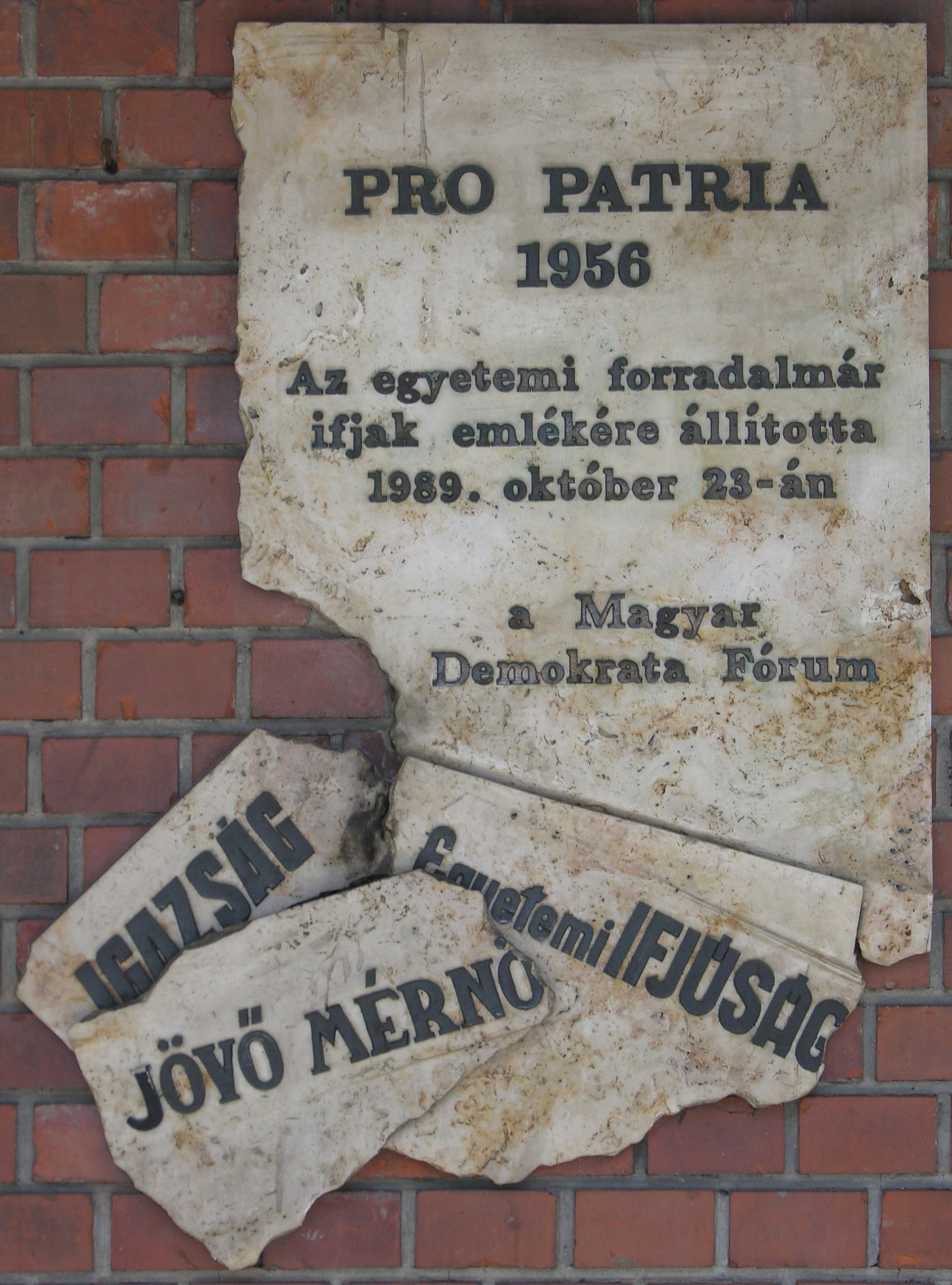
Pro Patria 1956 Budafoki út 4. alkotó: Klicsu Lajos
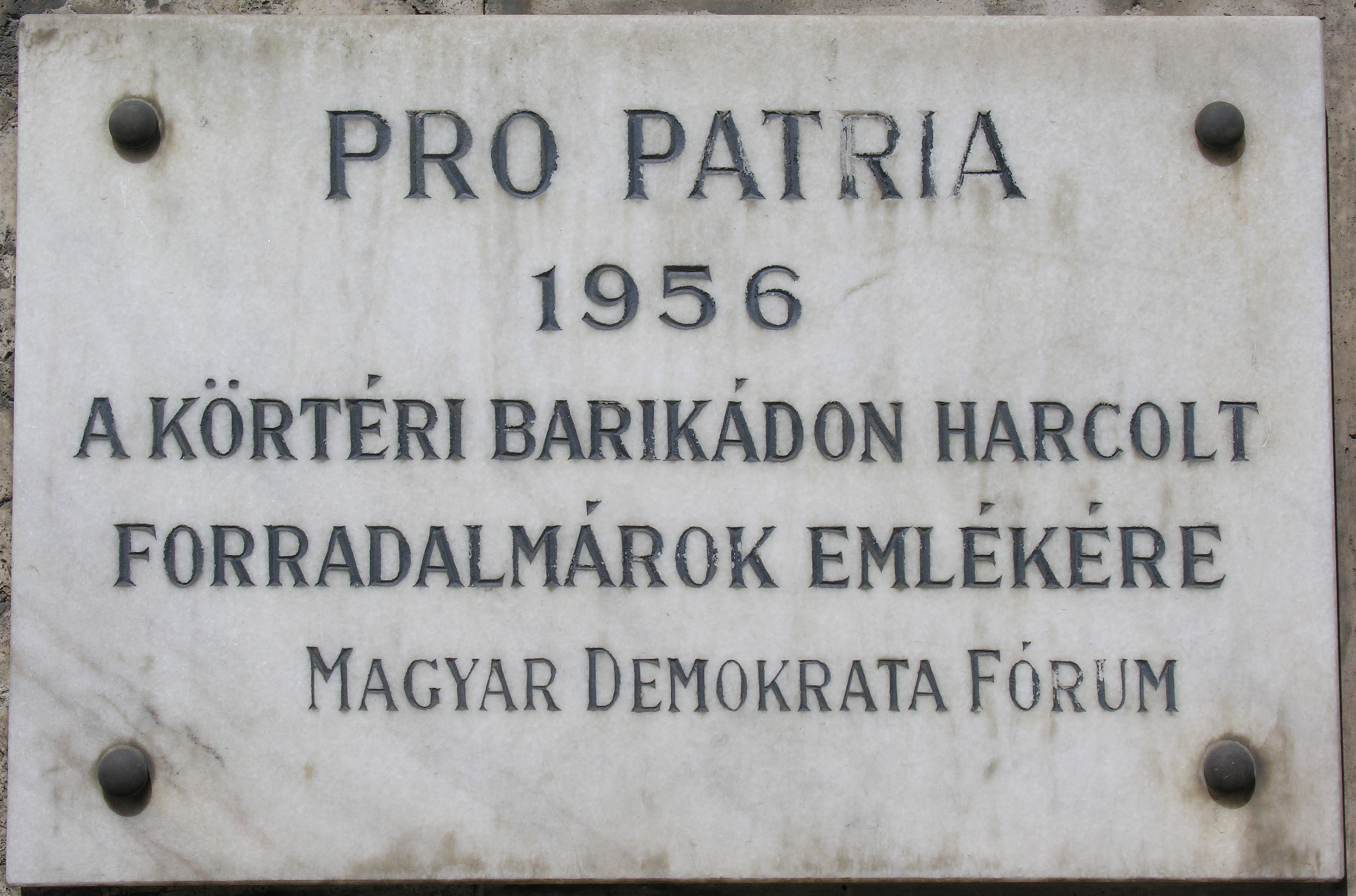
Pro Patria 1956 Móricz Zsigmond körtér 2.
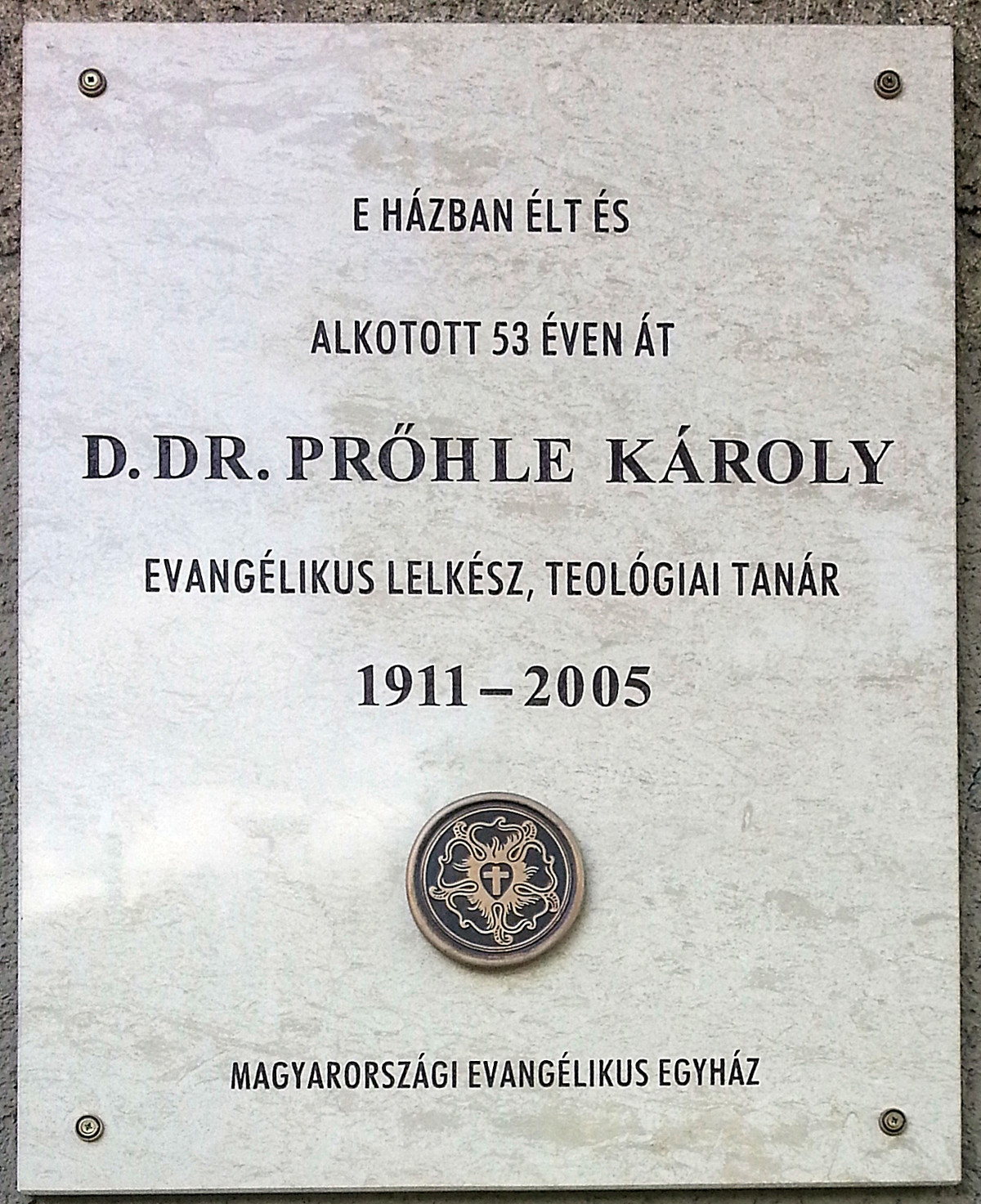
Prőhle Károly Villányi út 38.
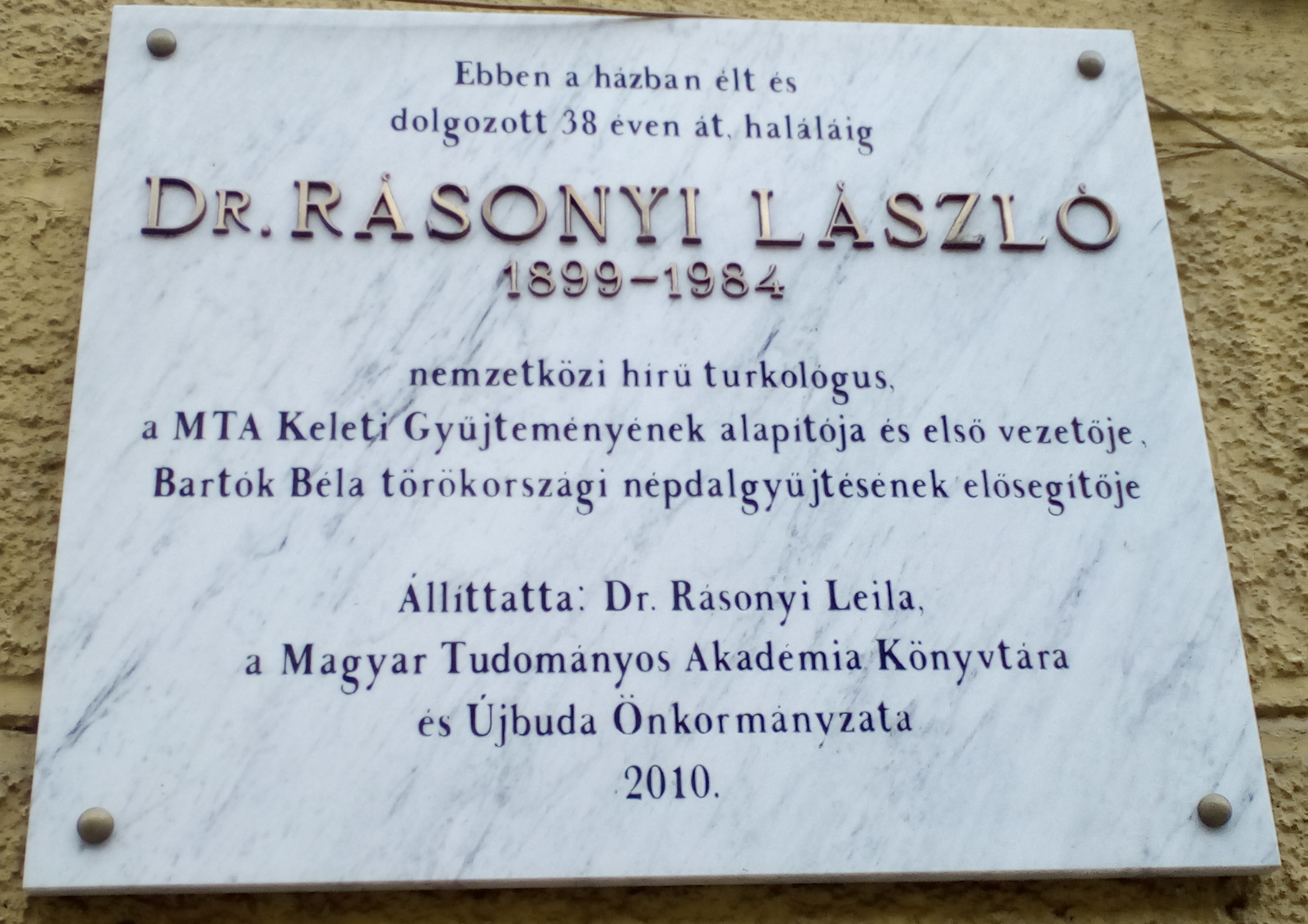
Rásonyi László Zenta utca 5.
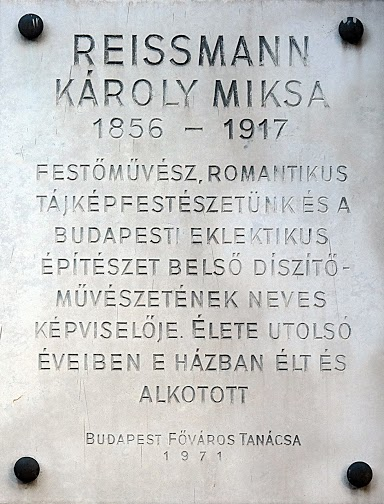
Reissmann Károly Miksa Bartók Béla út 78.
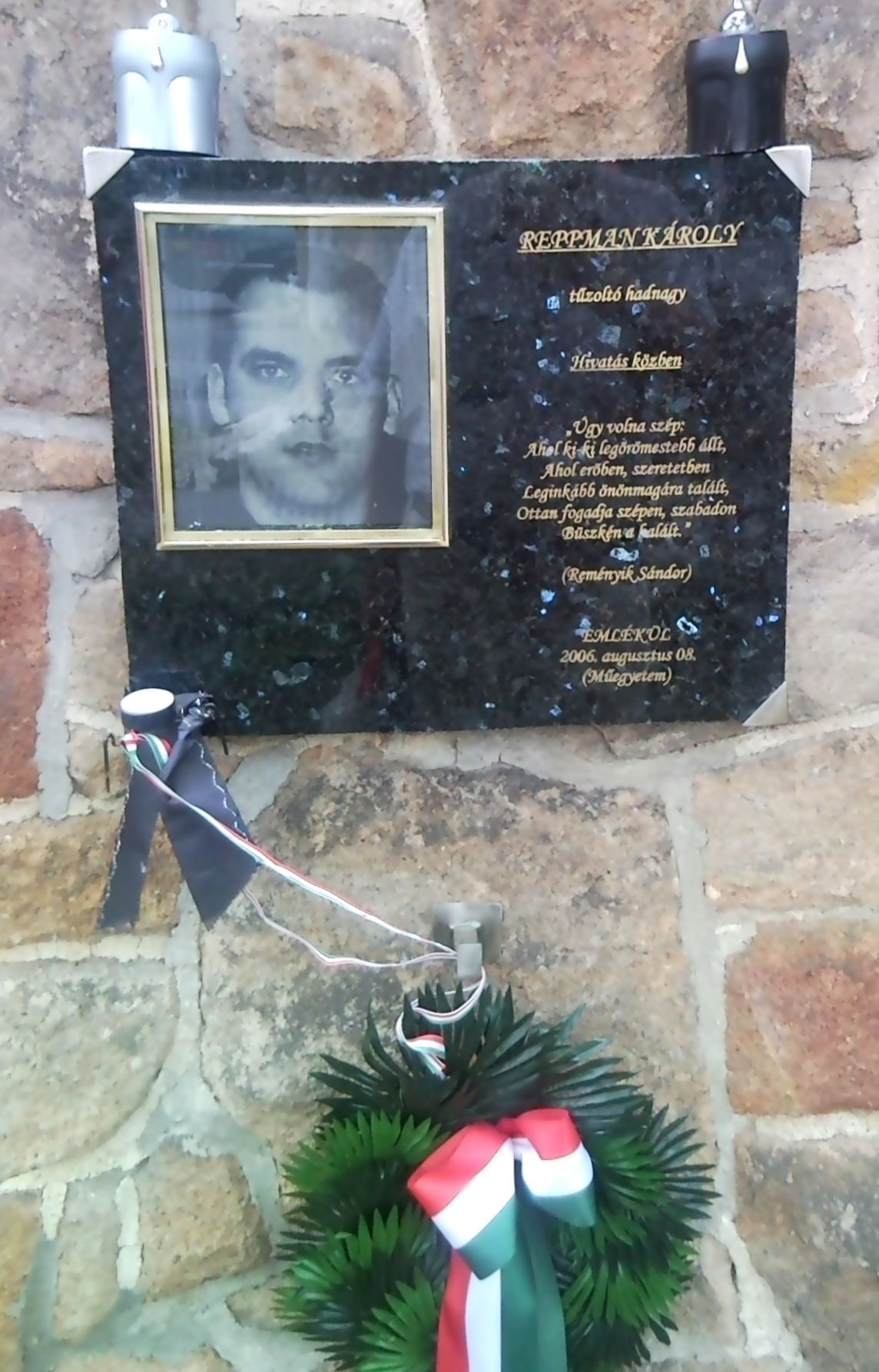
Reppman Károly Tass vezér utca 9.
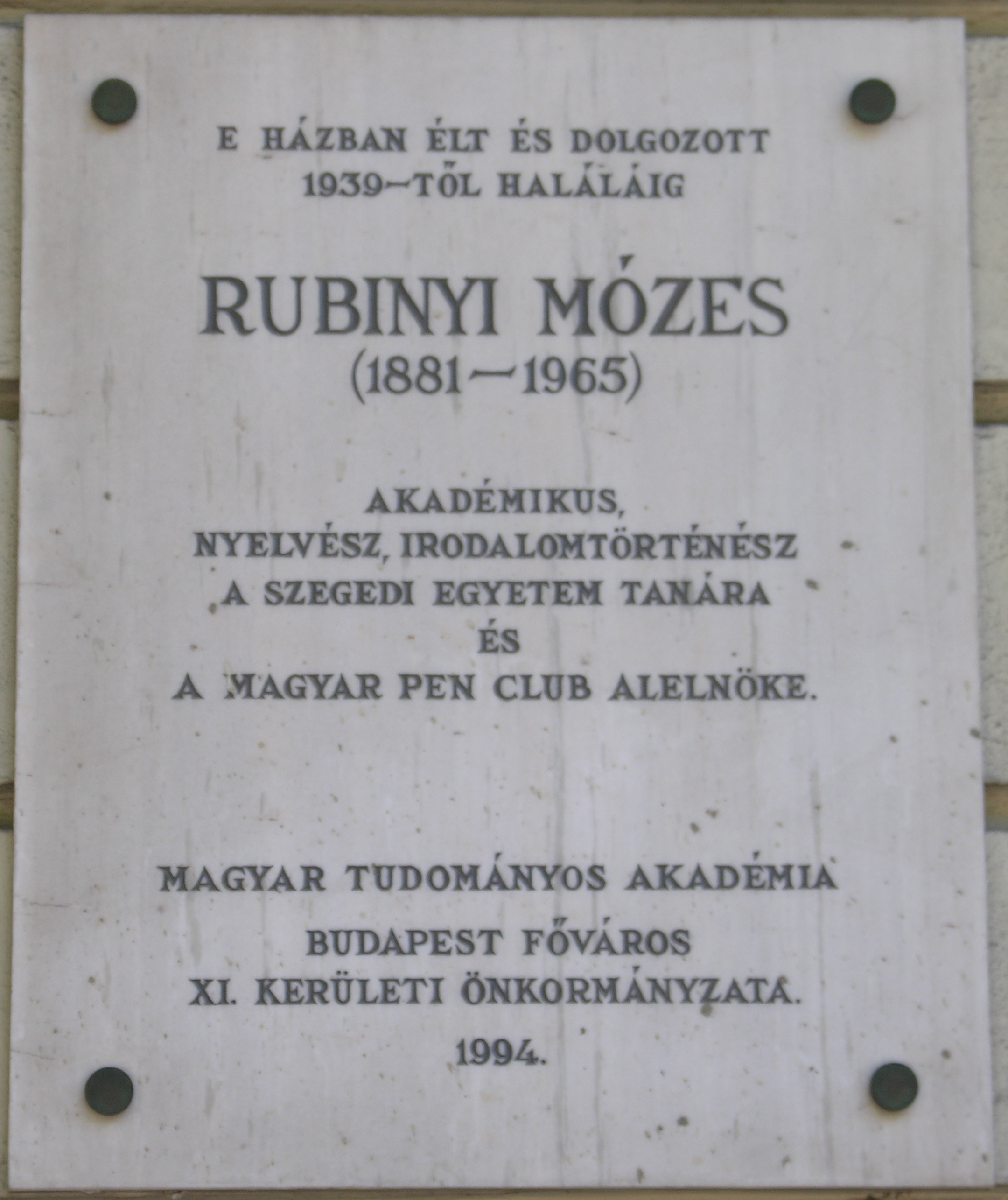
Rubinyi Mózes Bartók Béla út 10-12.
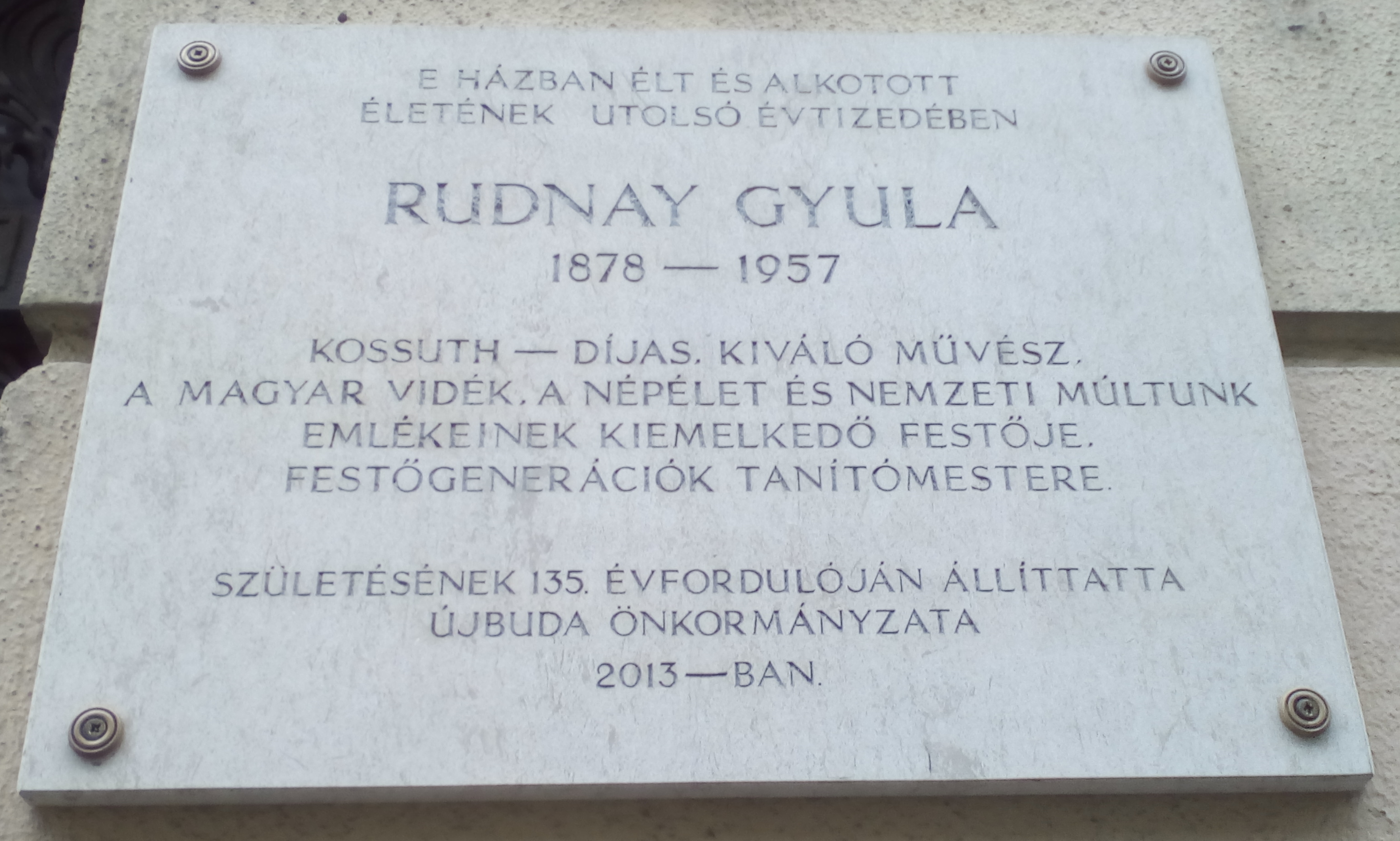
Rudnay Gyula Budafoki út 16-18.
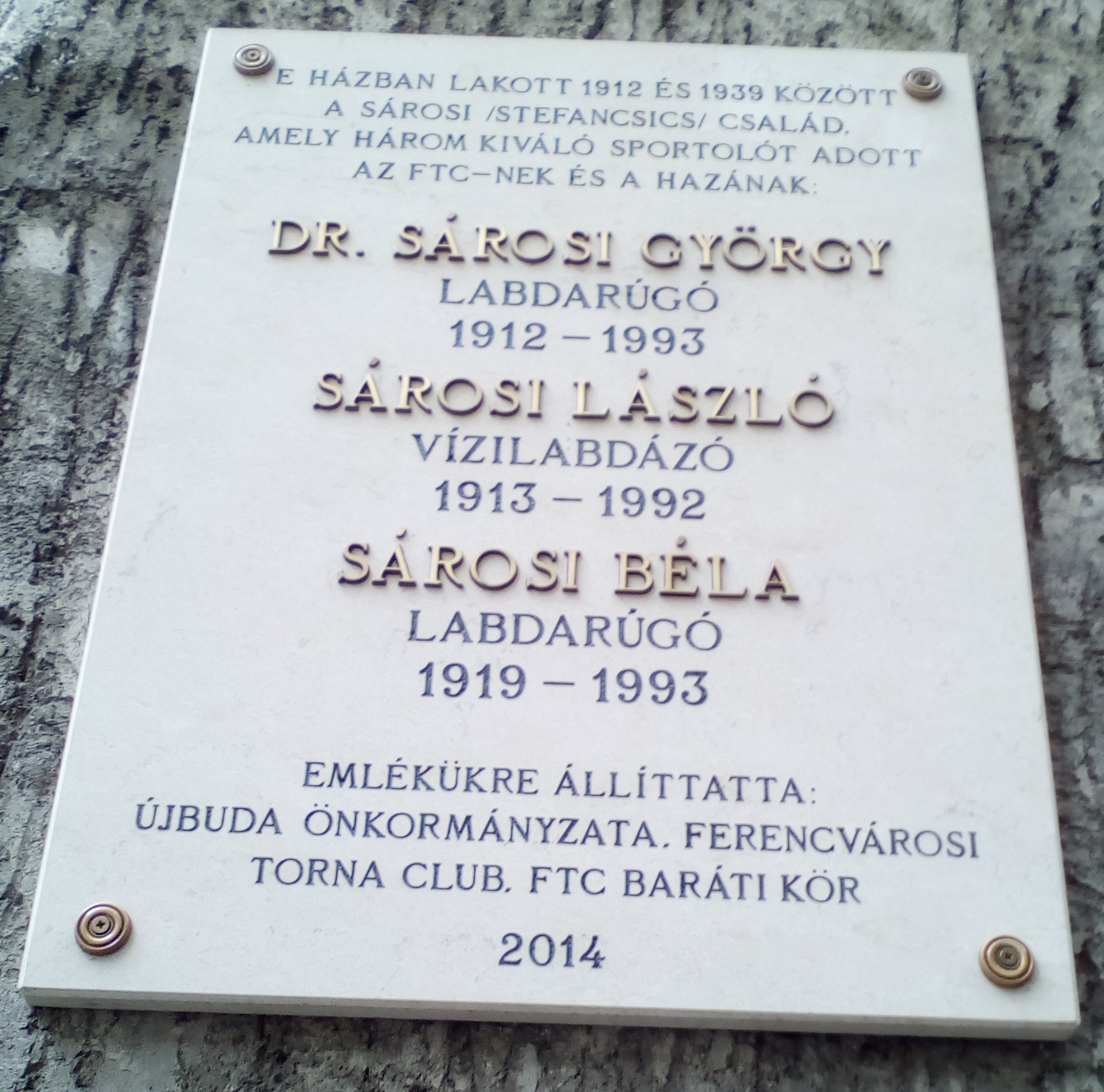
Sárosi György, Sárosi László, Sárosi Béla Budafoki út 10/b.
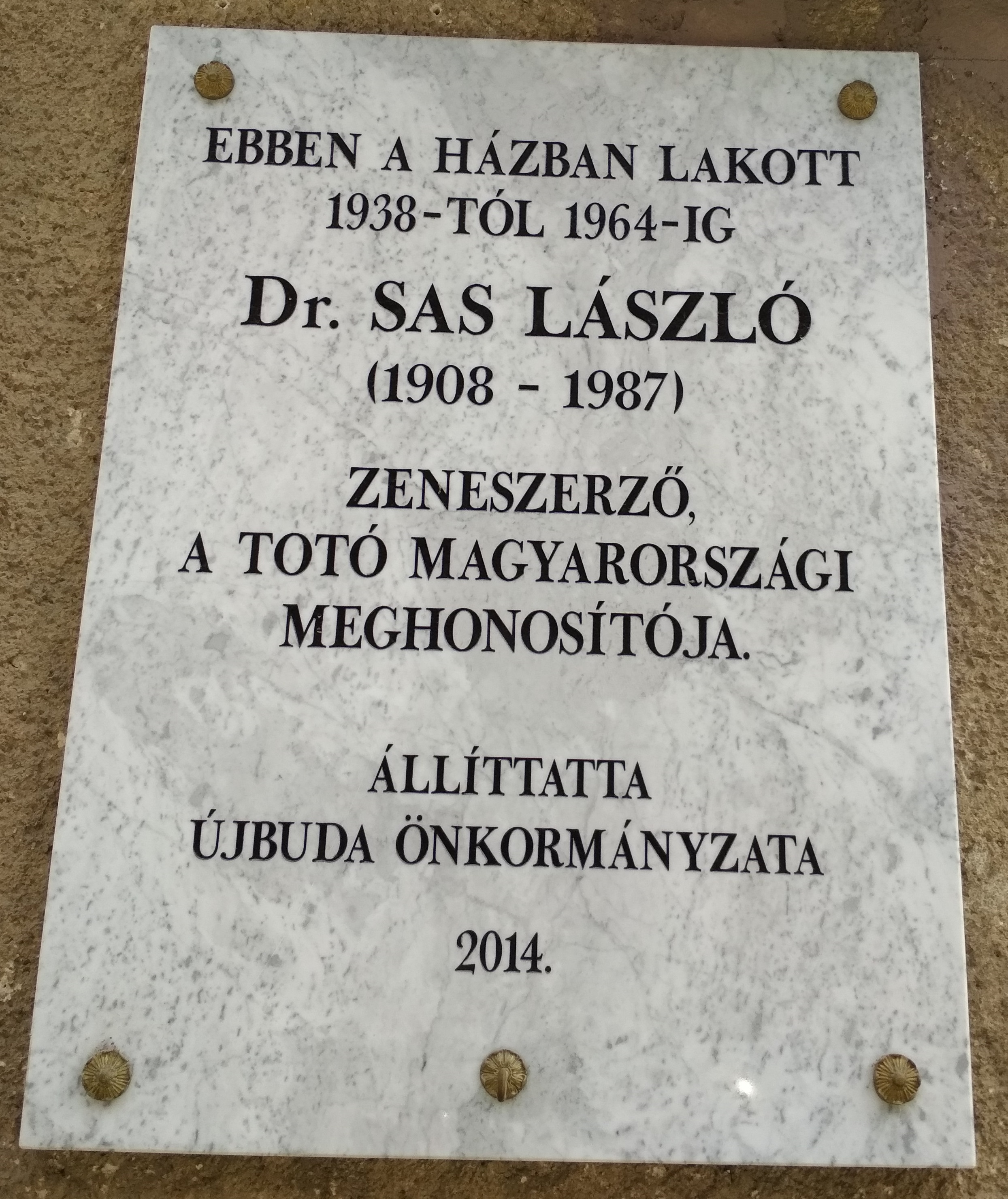
Sas László Kende utca 6.
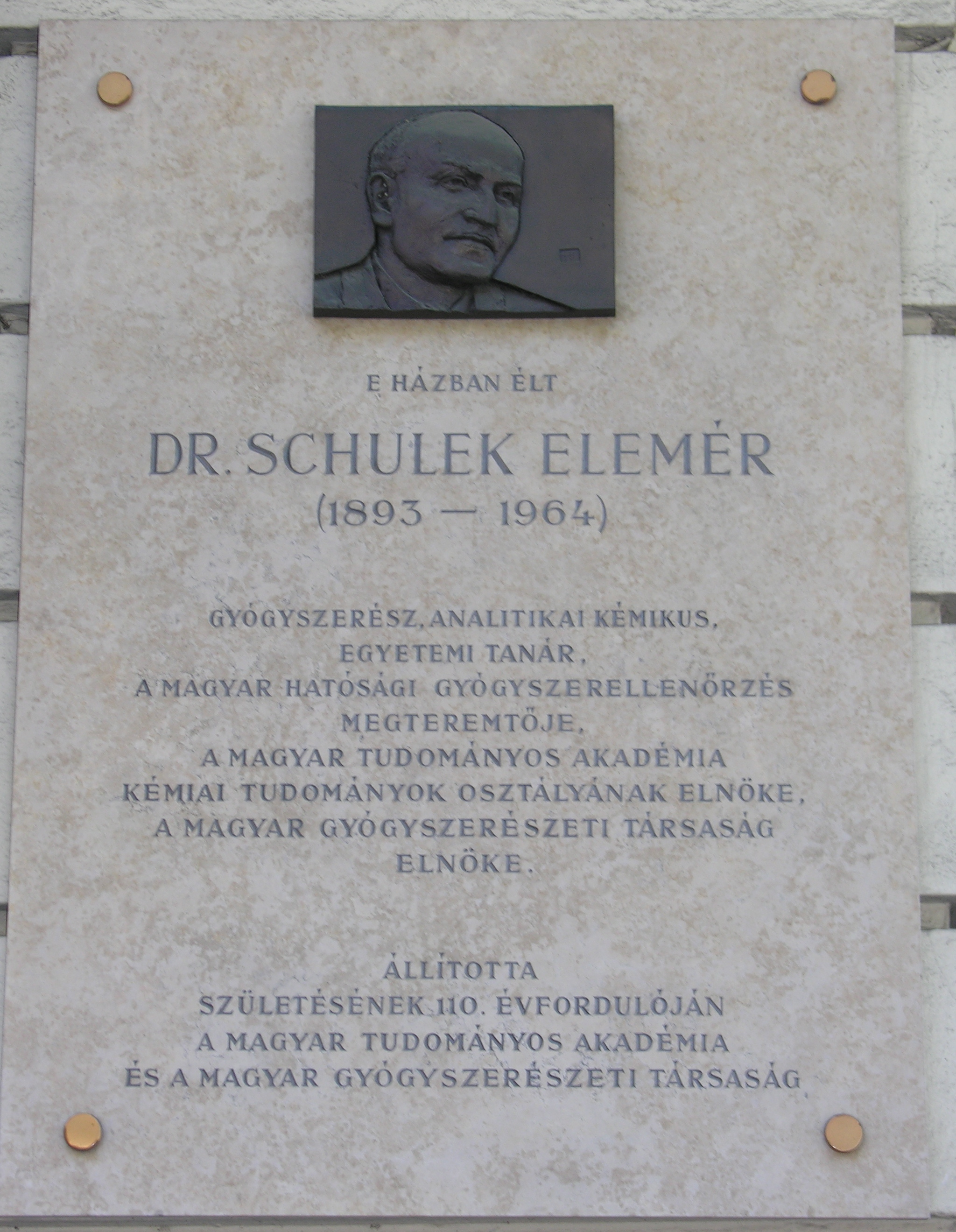
Schulek Elemér Bartók Béla út 10-12. alkotó: Hadházy Gergely
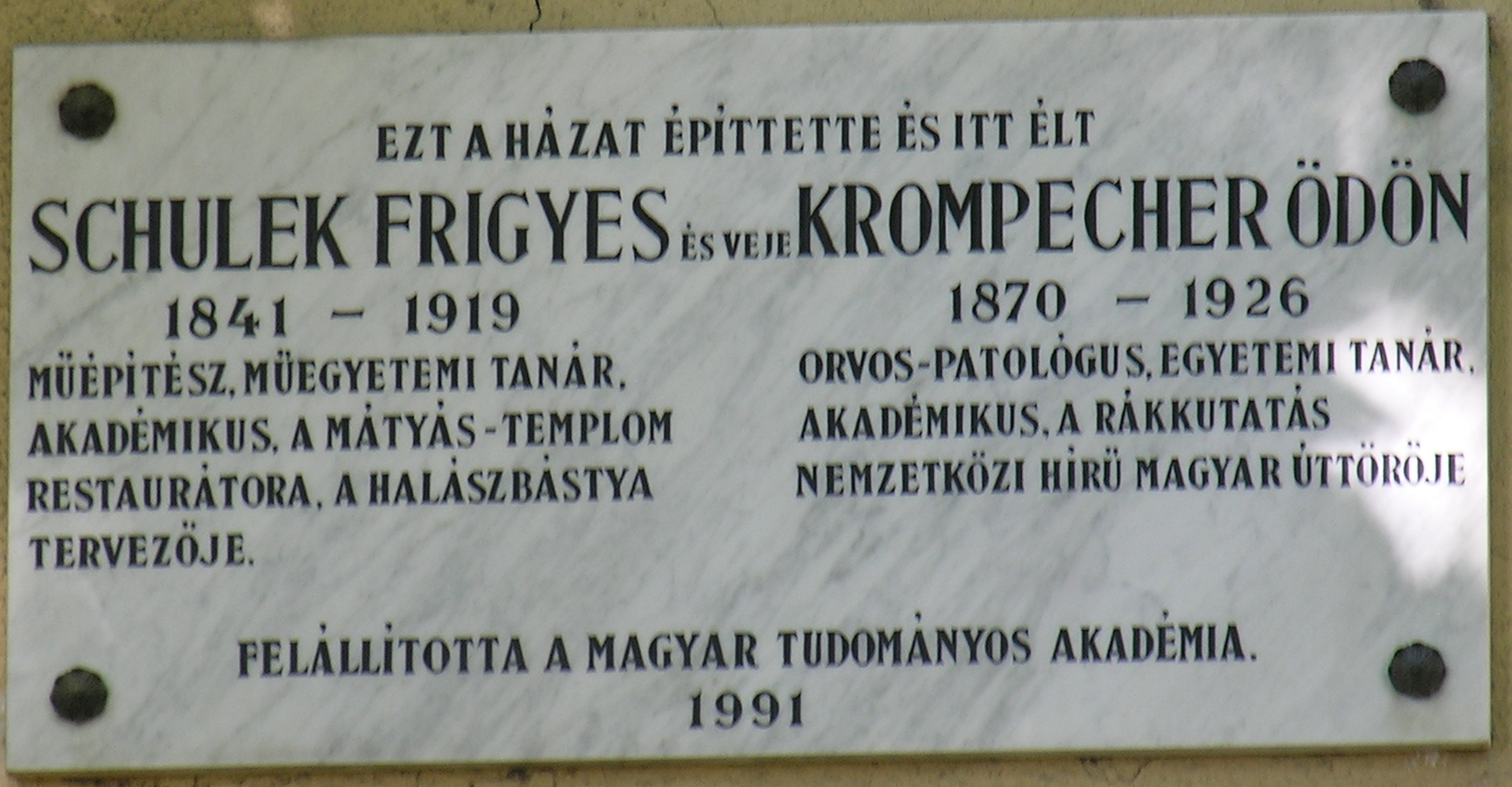
Schulek Frigyes Ménesi út 19.
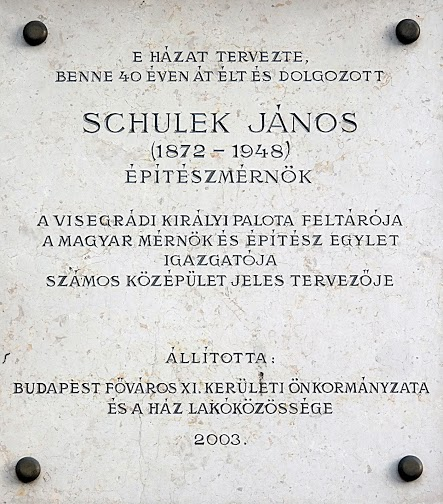
Schulek János Bartók Béla út 78.
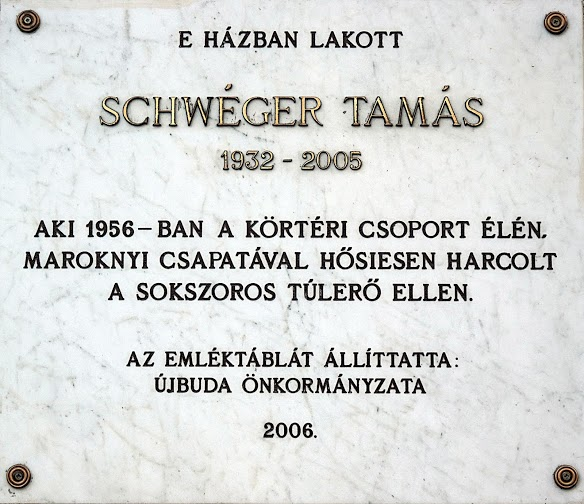
Schwéger Tamás Bartók Béla út 76.
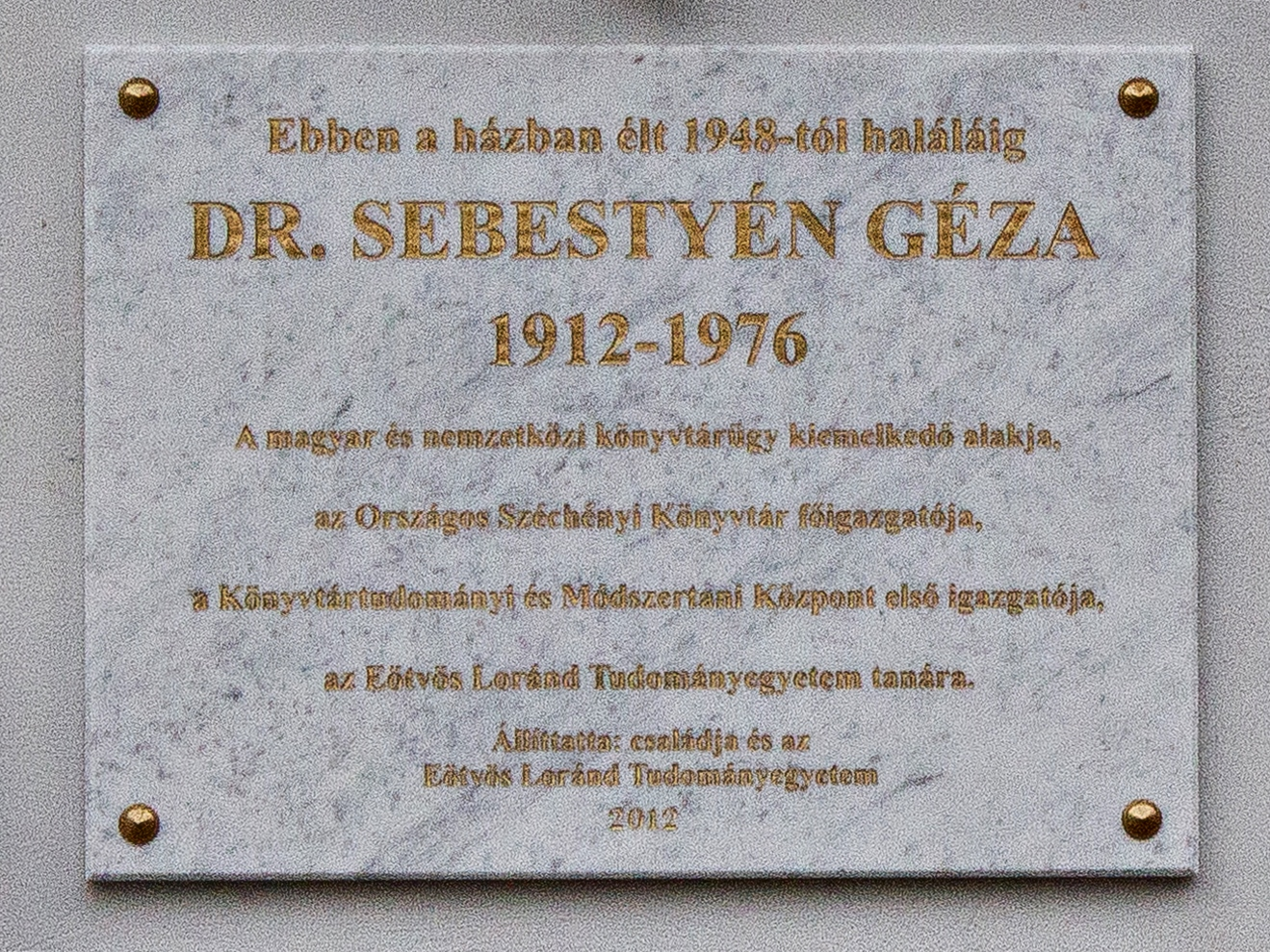
Sebestyén Géza Károli Gáspár tér 3.
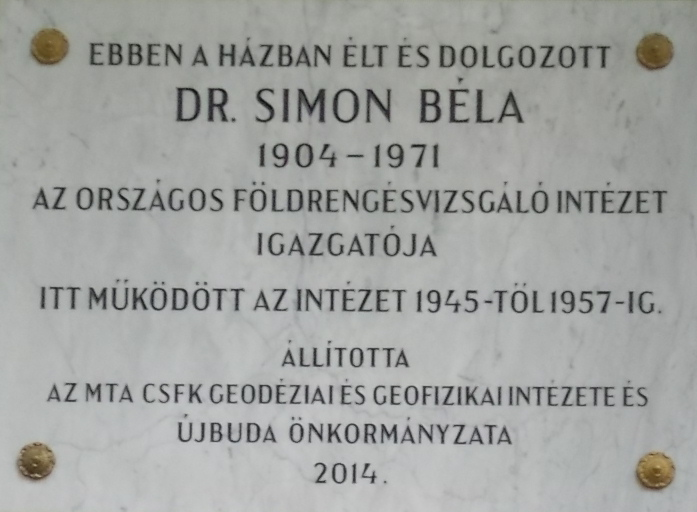
Simon Béla Kanizsai utca 26.
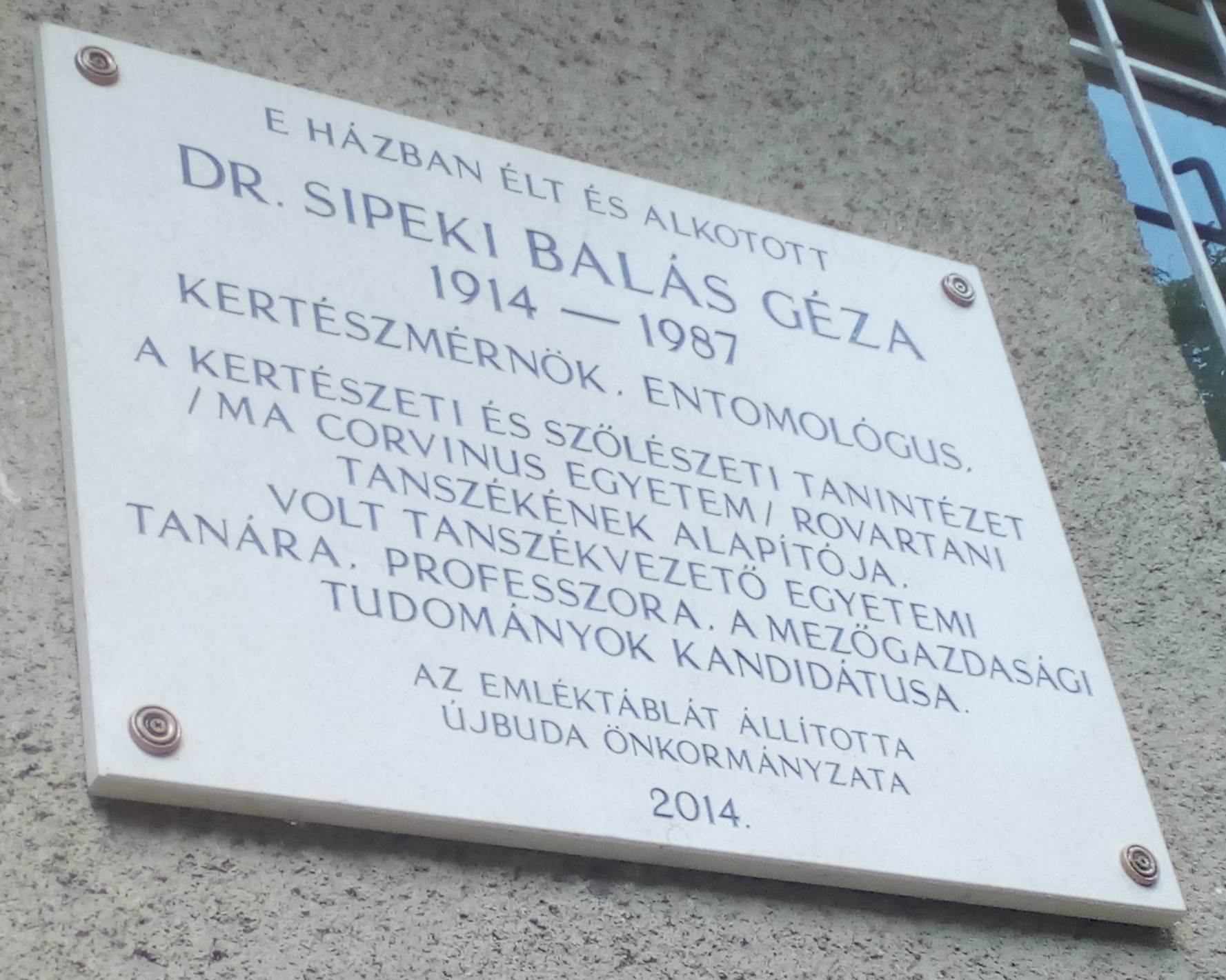
Sipeki Balás Géza Ulászló utca 45.
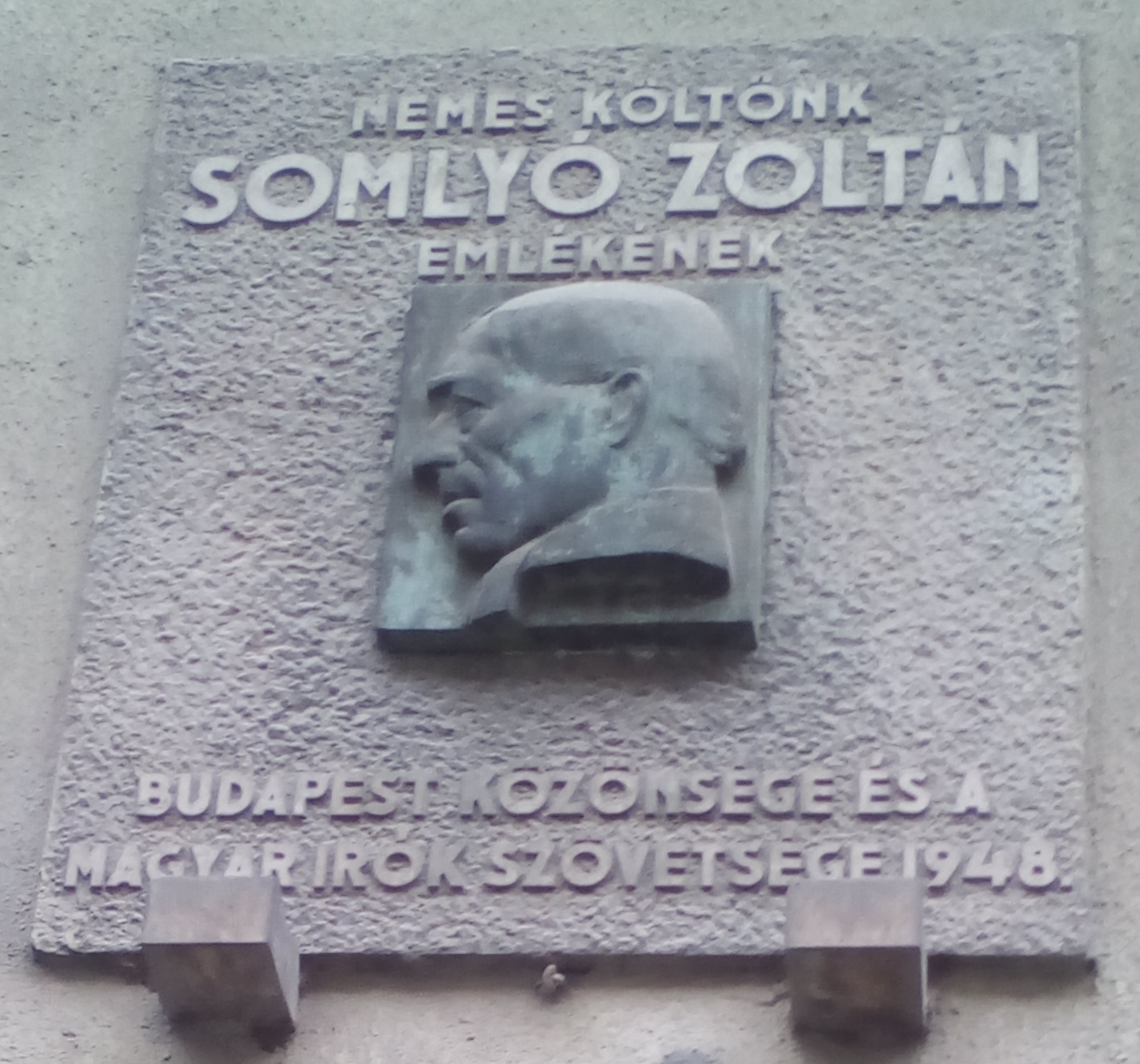
Somlyó Zoltán Kruspér utca 7. alkotó: Örkényi Strasszer István
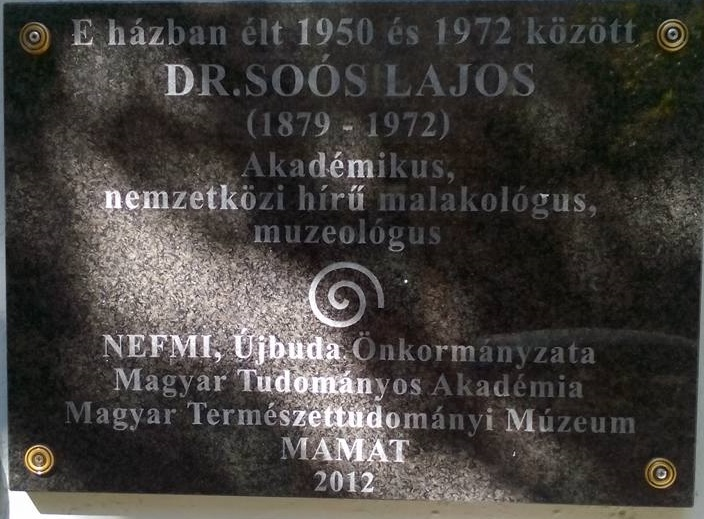
Soós Lajos Kanizsai utca 13.
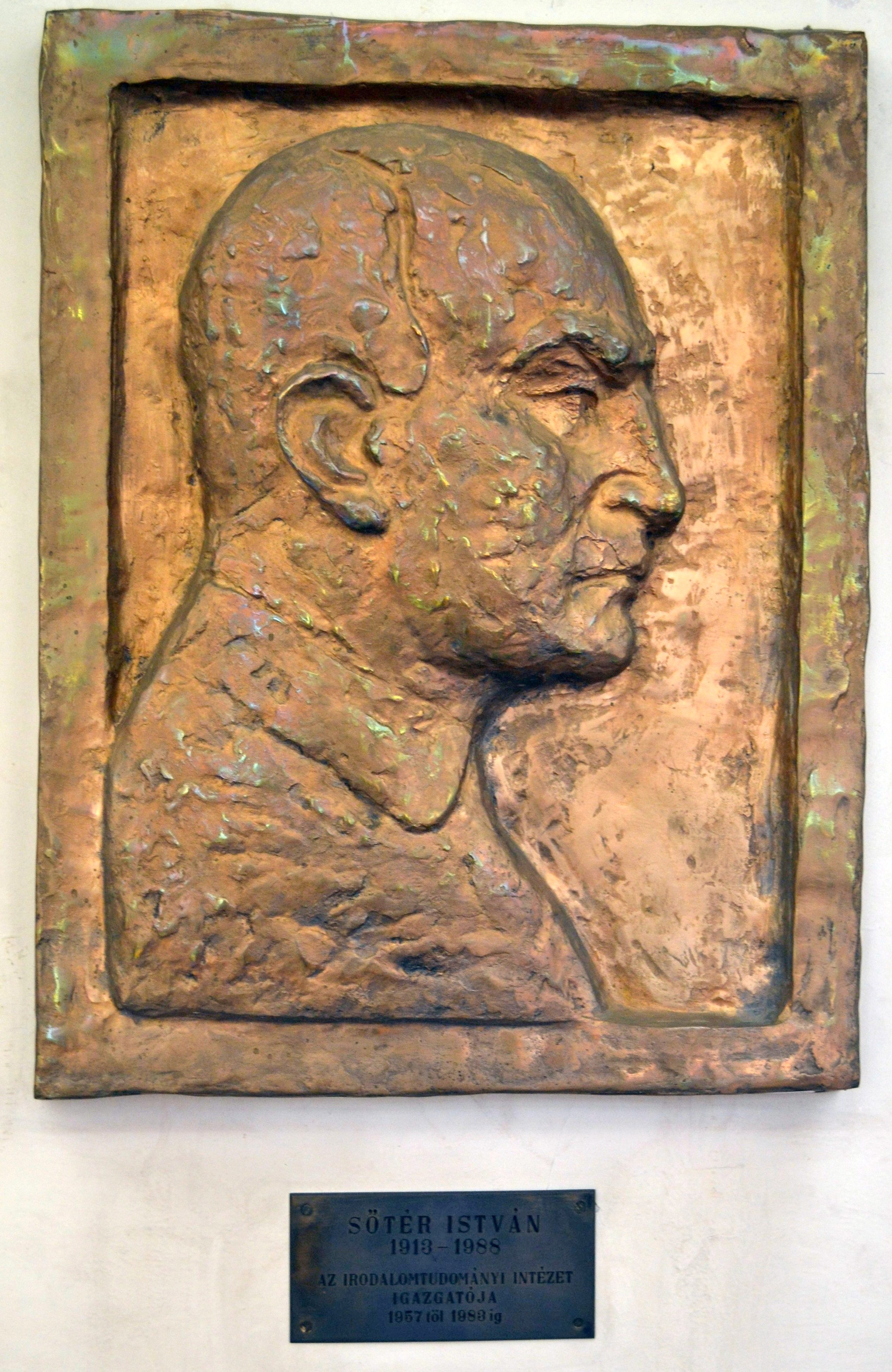
Sőtér István Ménesi út 11–13.
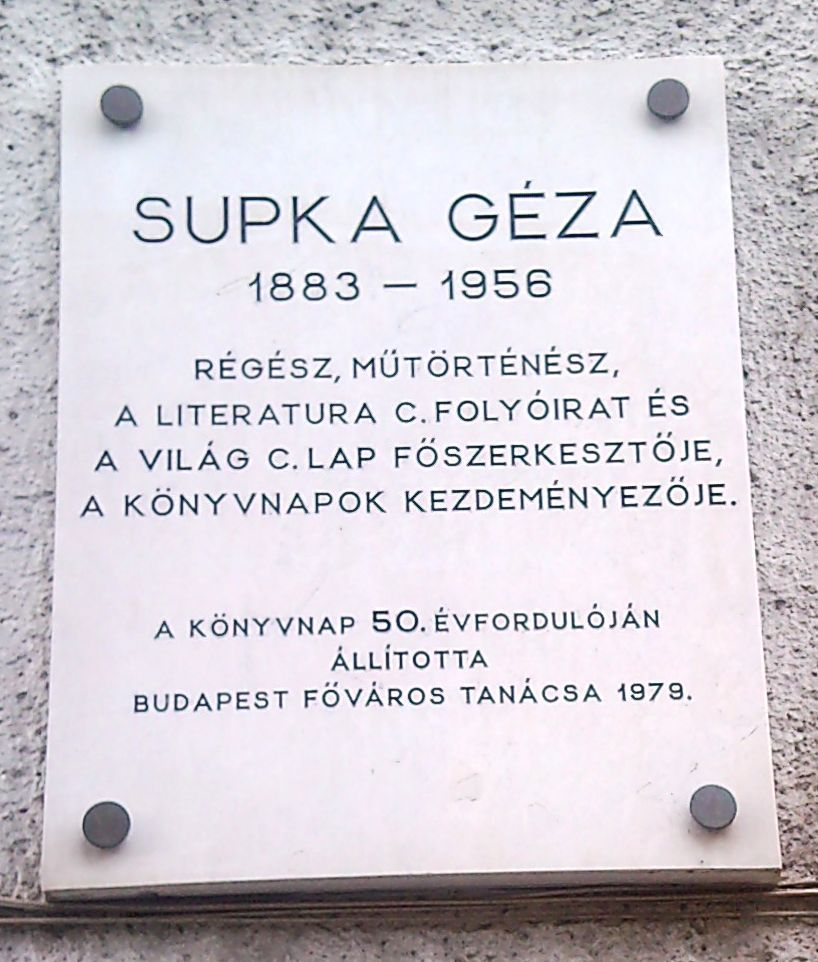
Supka Géza Bocskai út 23.
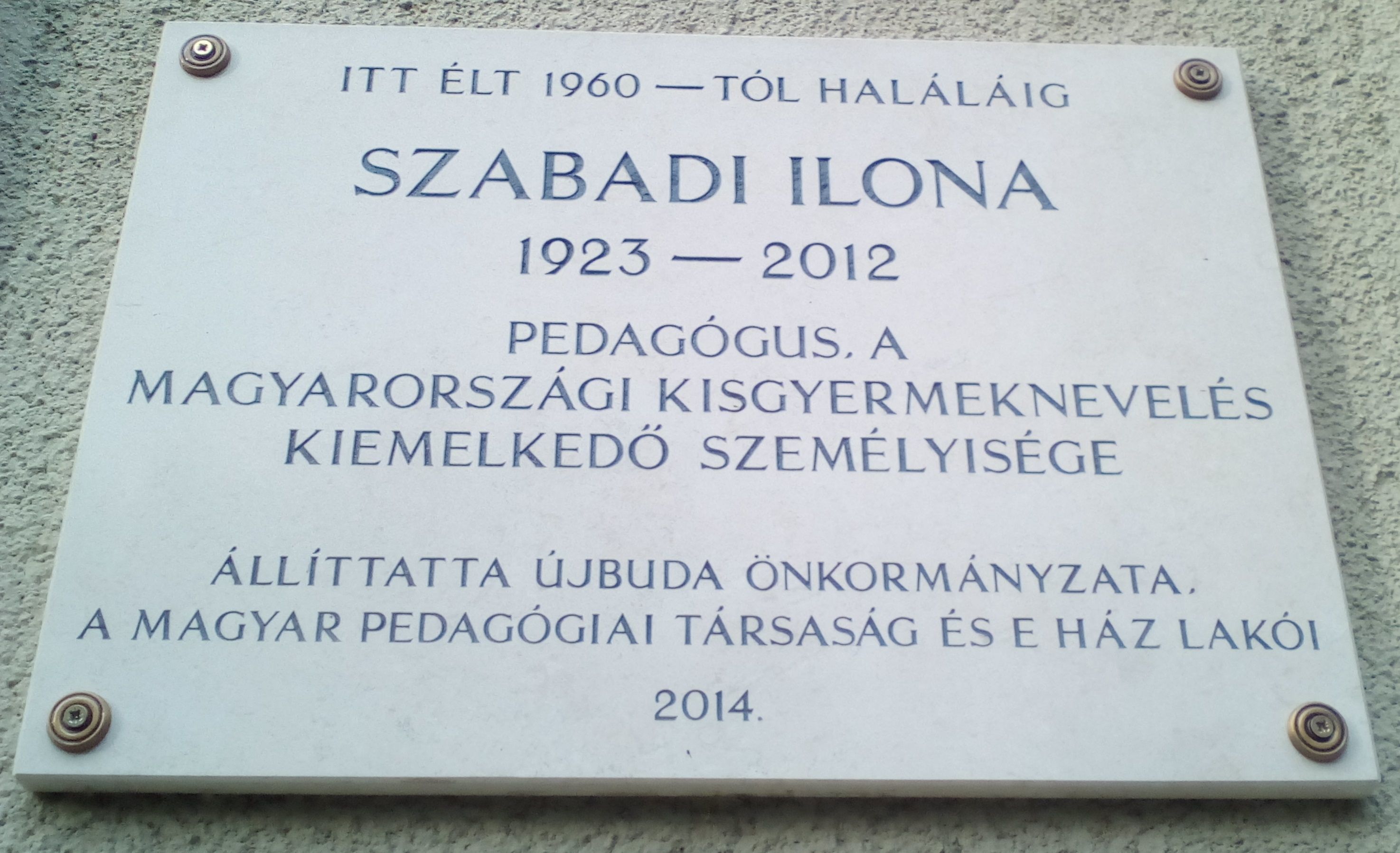
Szabadi Ilona Hamzsabégi út 12.
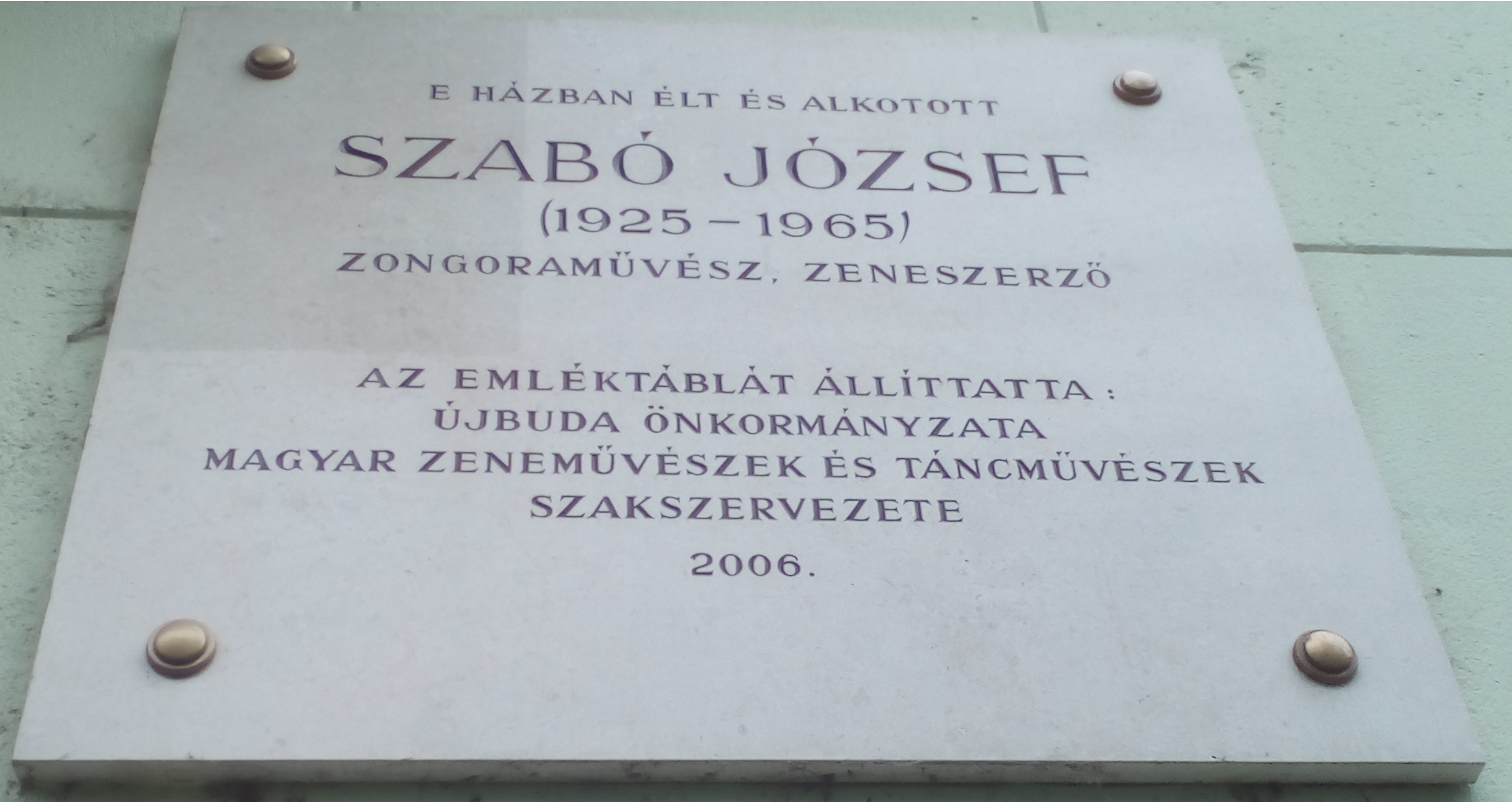
Szabó József Karinthy Frigyes út 23.
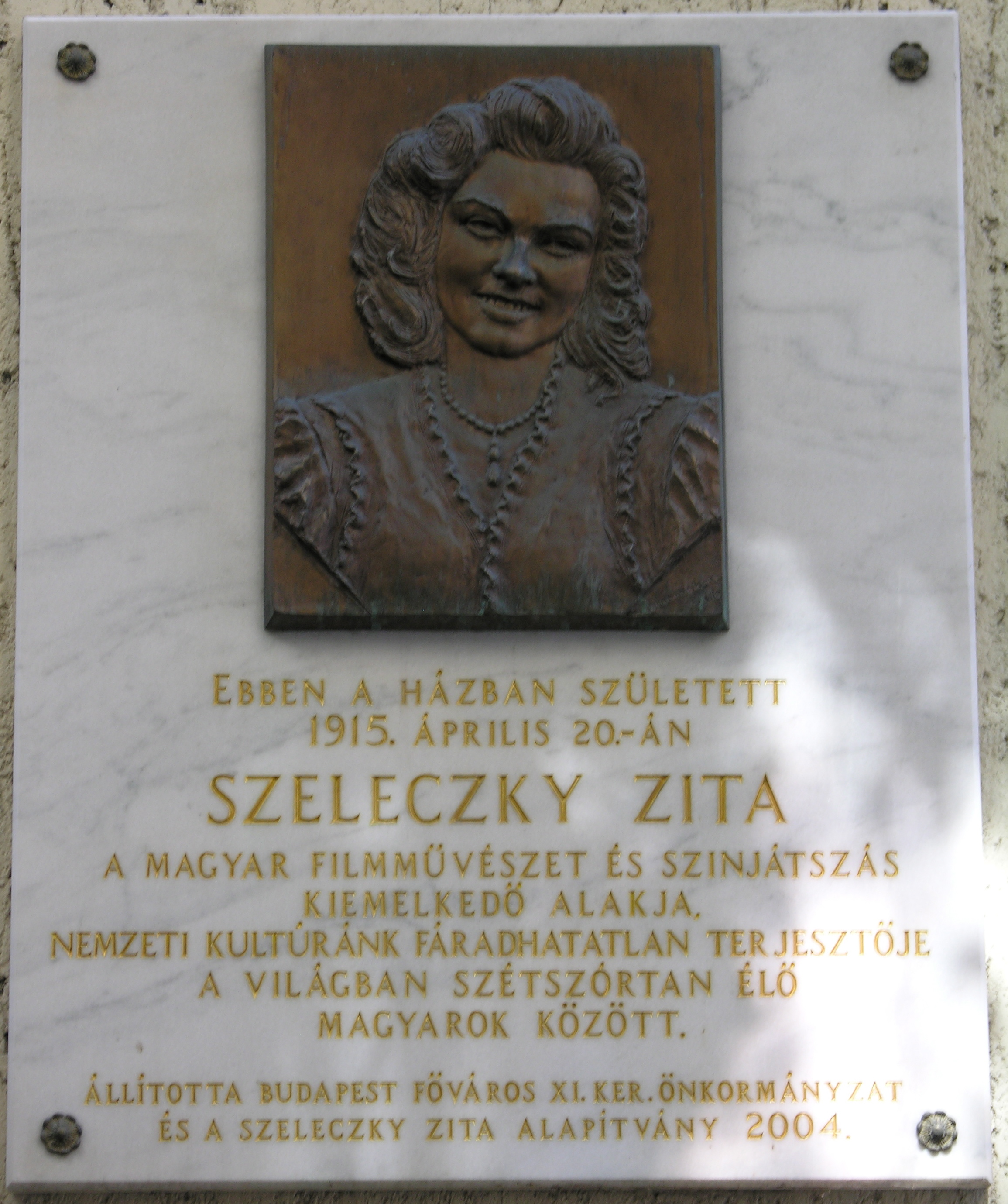
Szeleczky Zita Budafoki út 10/c alkotó: Domonkos Béla
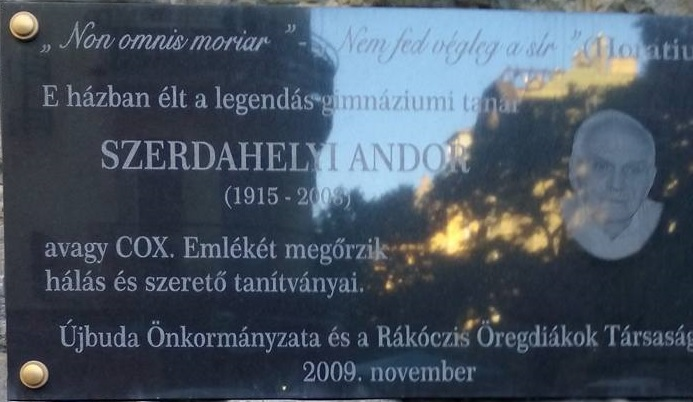
Szerdahelyi Andor Fadrusz utca 5.
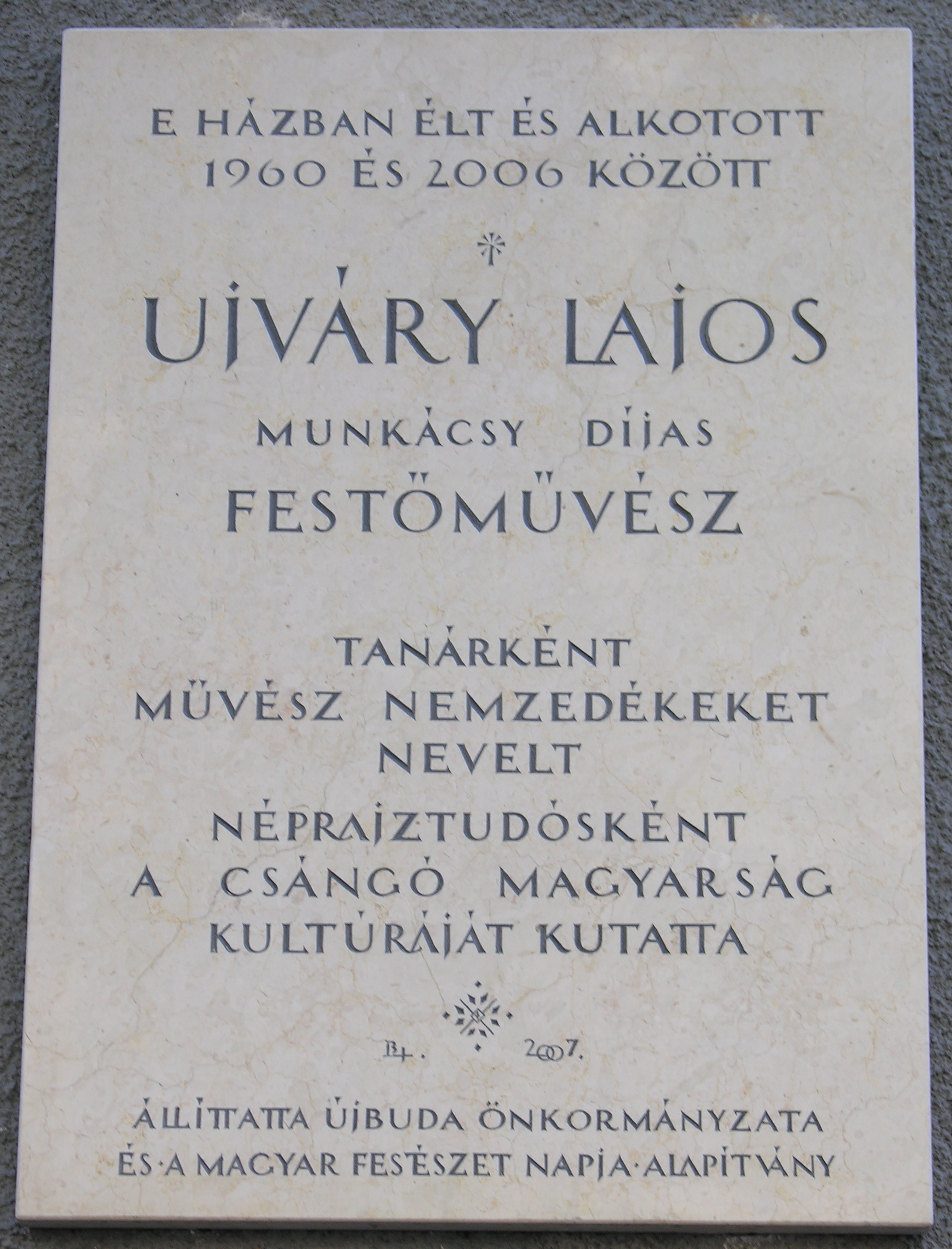
Ujváry Lajos Bartók Béla út 52.
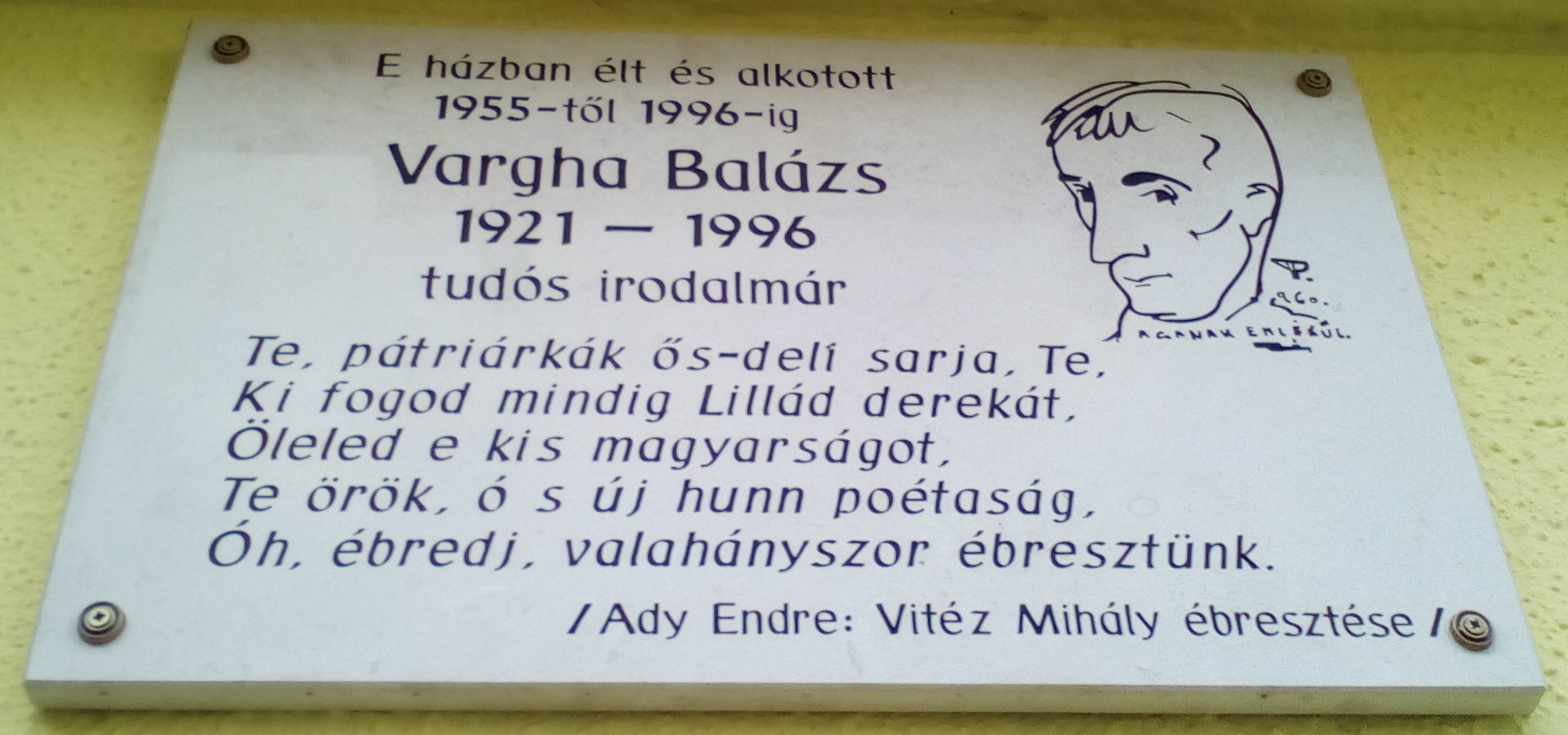
Vargha Balázs Bocskai út 31.
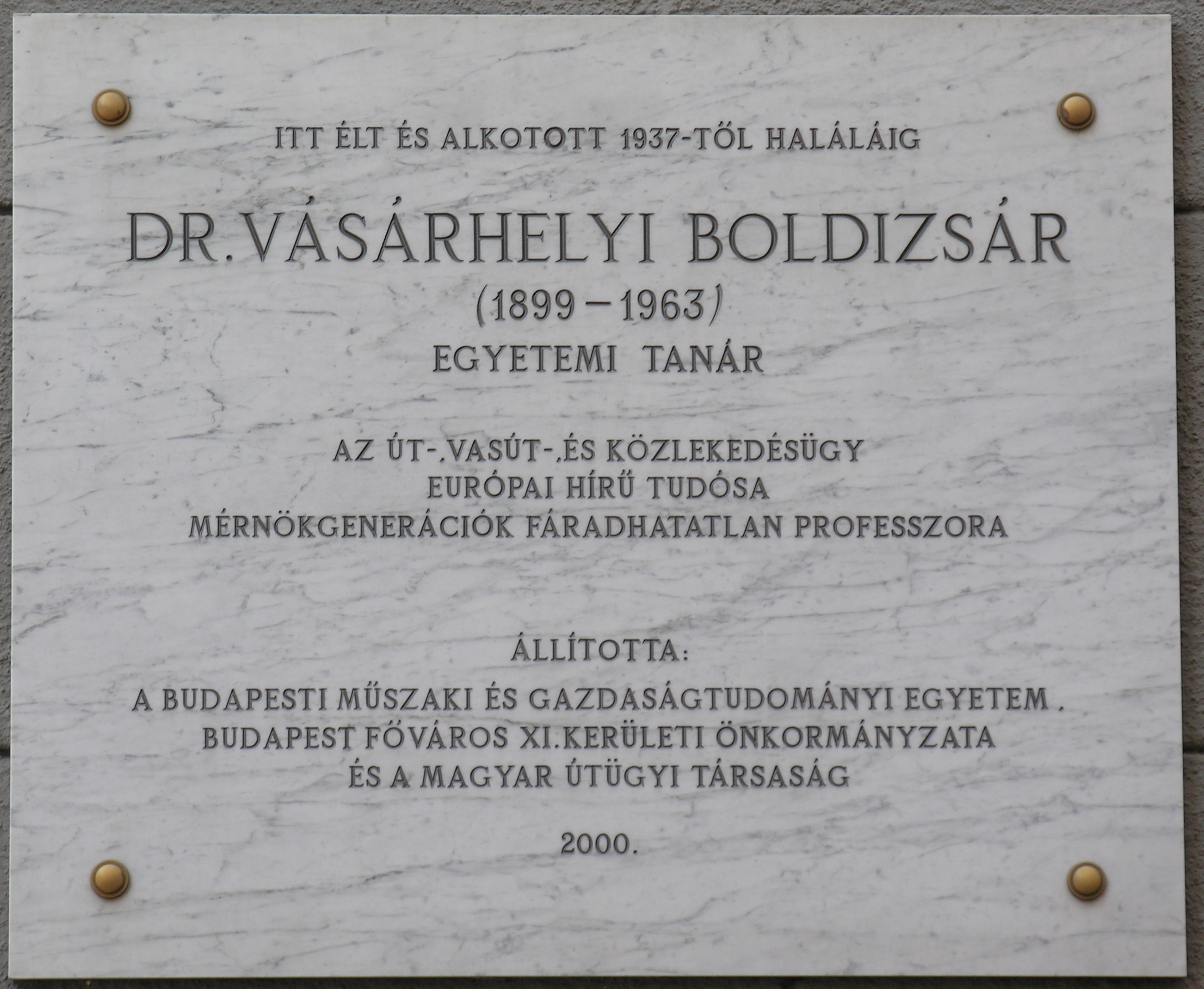
Vásárhelyi Boldizsár Budafoki út 20.
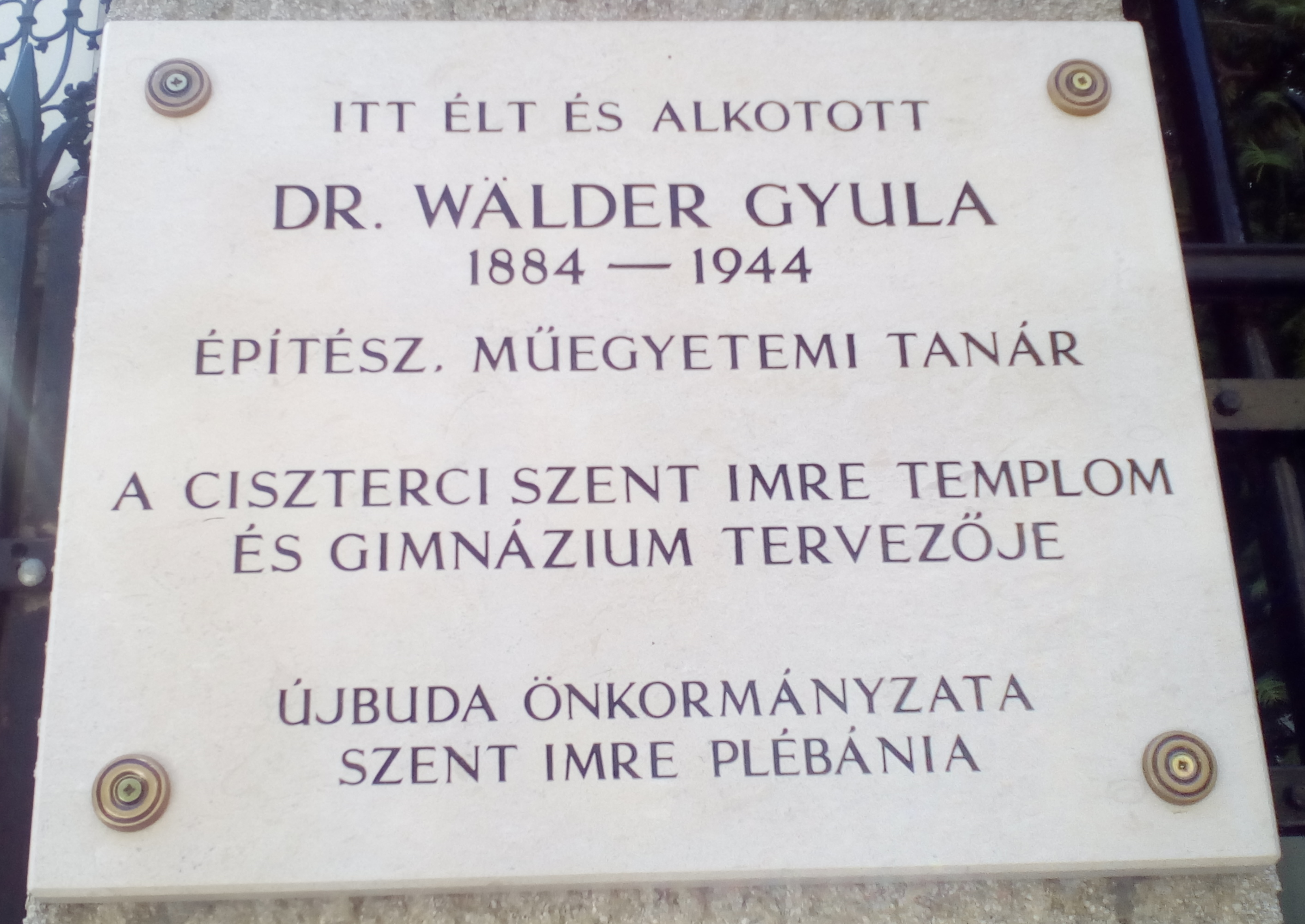
Wälder Gyula Himfy utca 9.
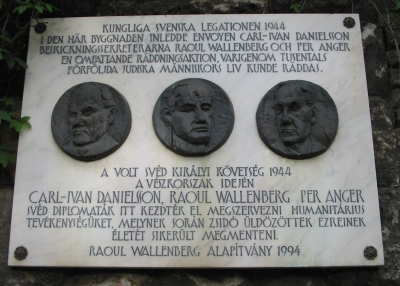
Raoul Wallenberg Minerva utca 3/b alkotó: Czinder Antal
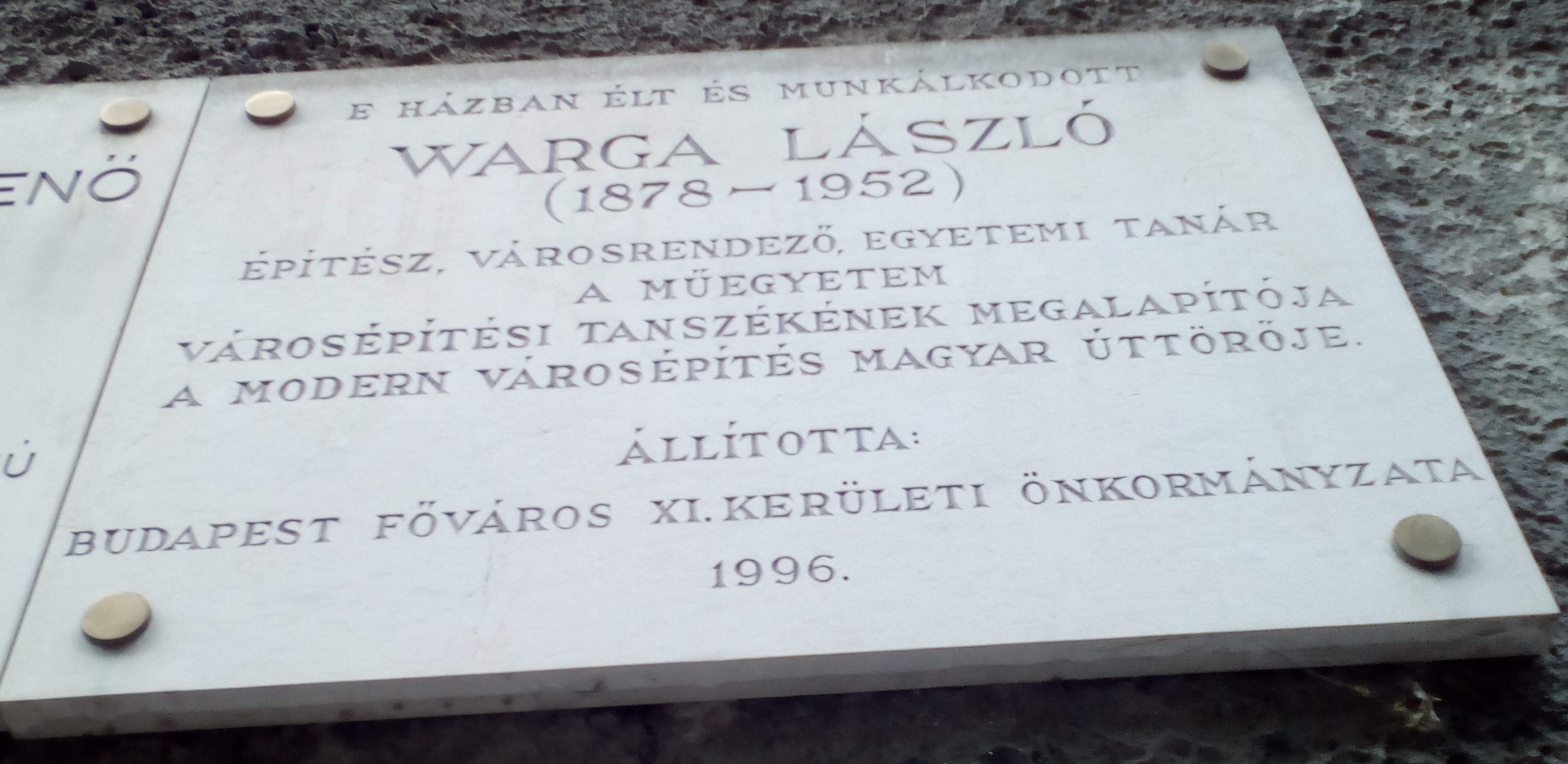
Warga László Mészöly utca 4.
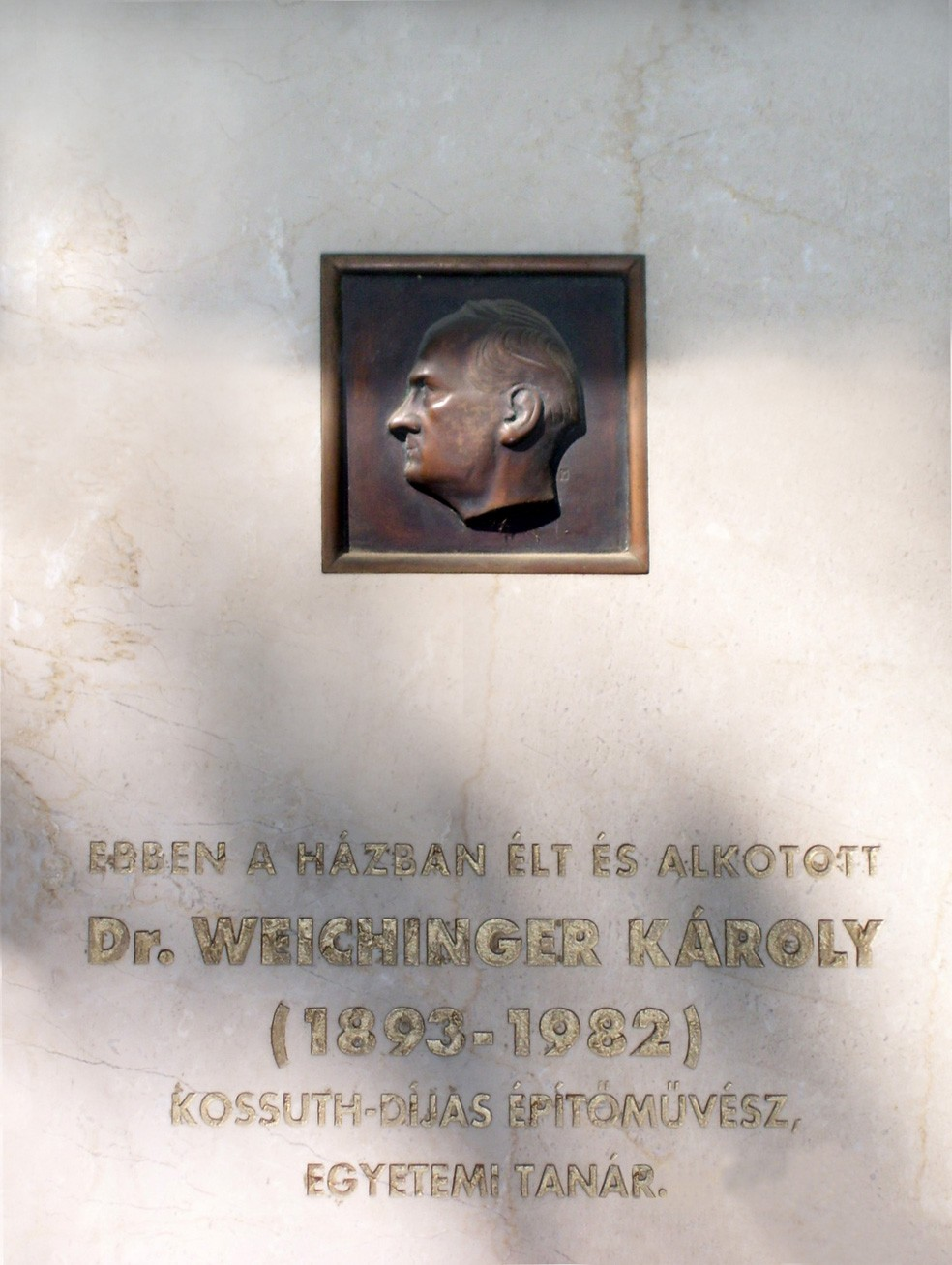
Weichinger Károly Mészöly utca 5.
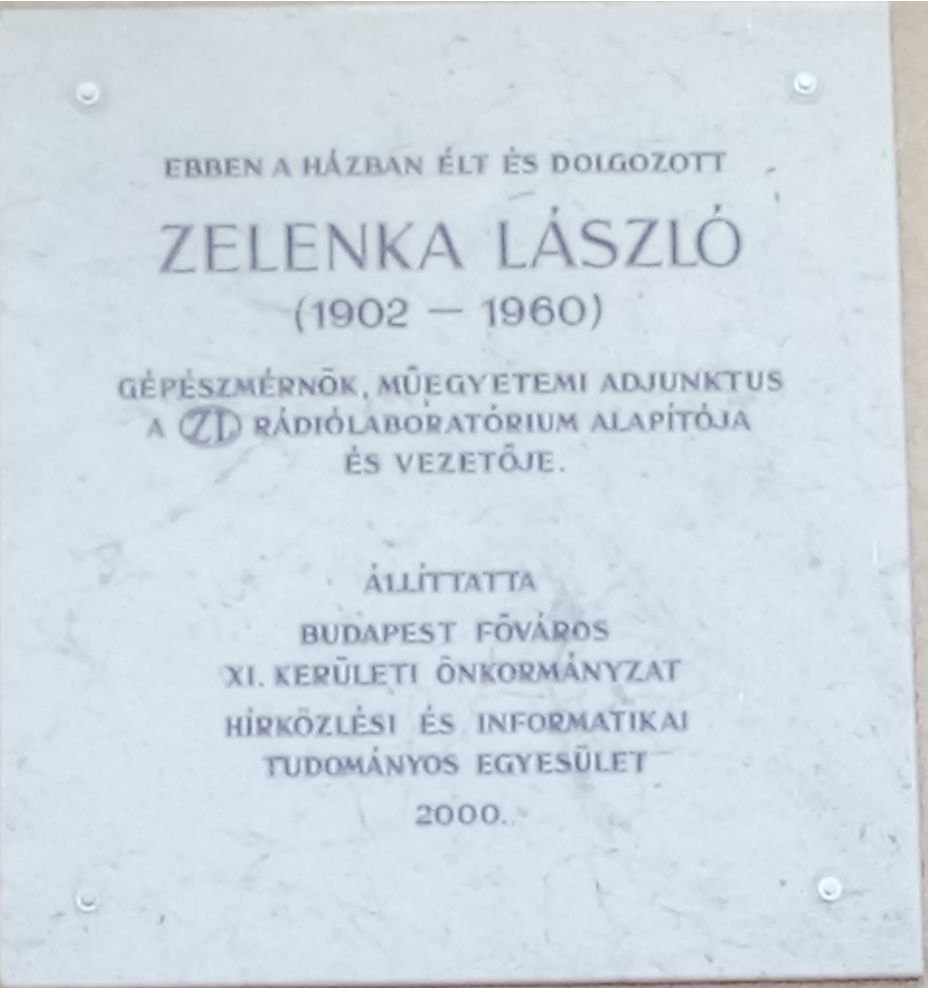
Zelenka László Ulászló utca 38.
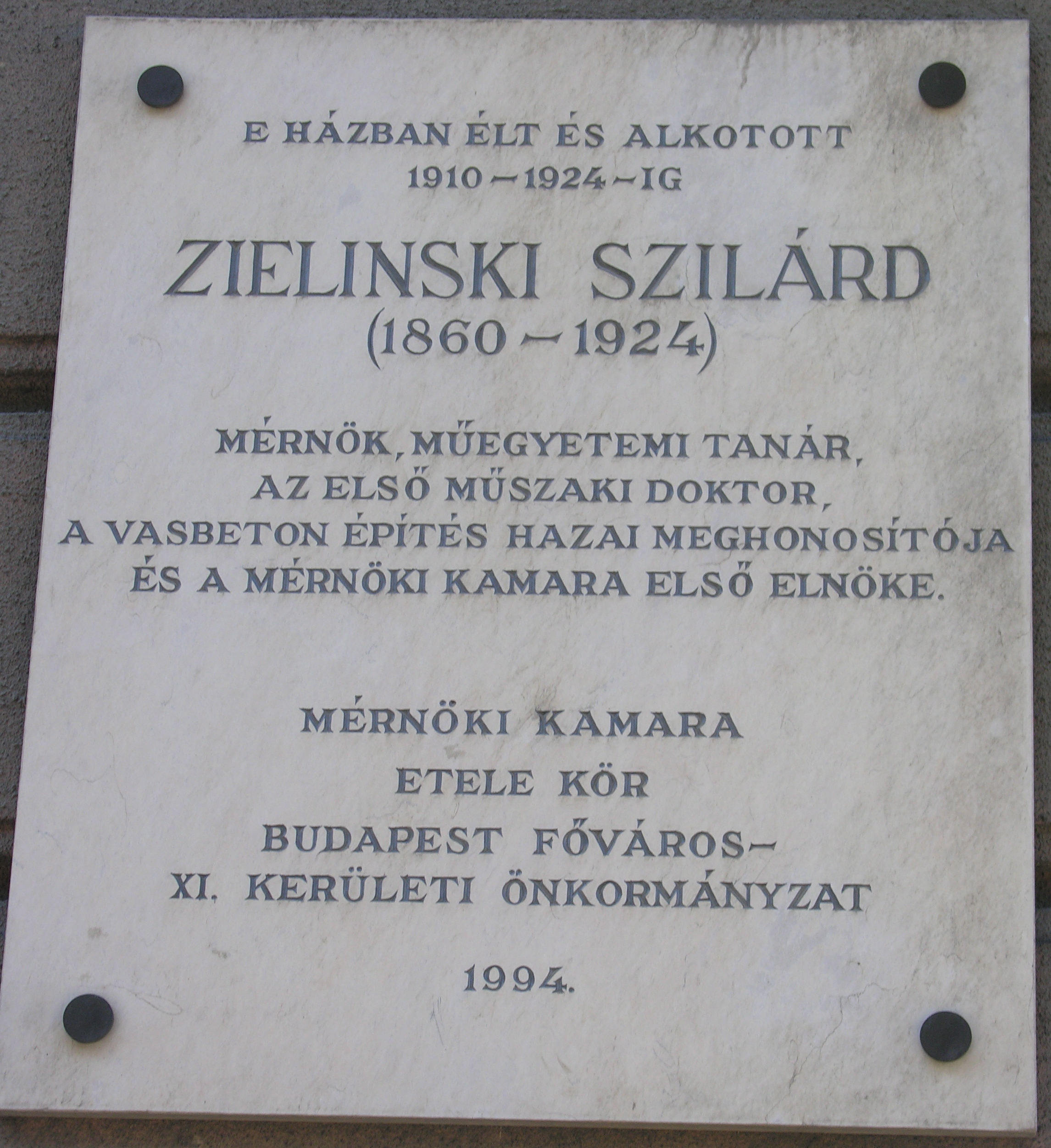
Zielinski Szilárd Budafoki út 3.
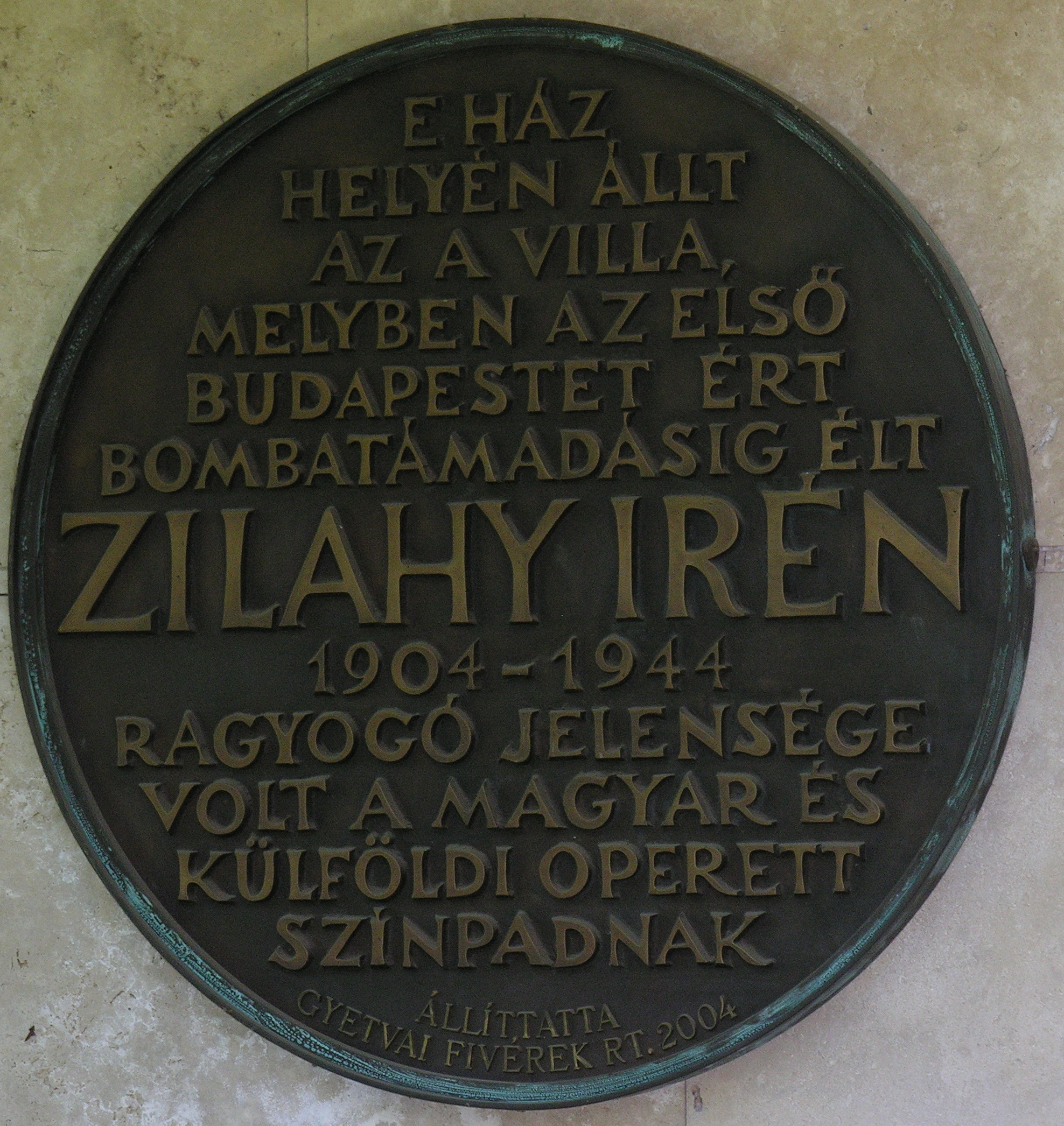
Zilahy Irén Himfy utca 5.

### Botlatókövek

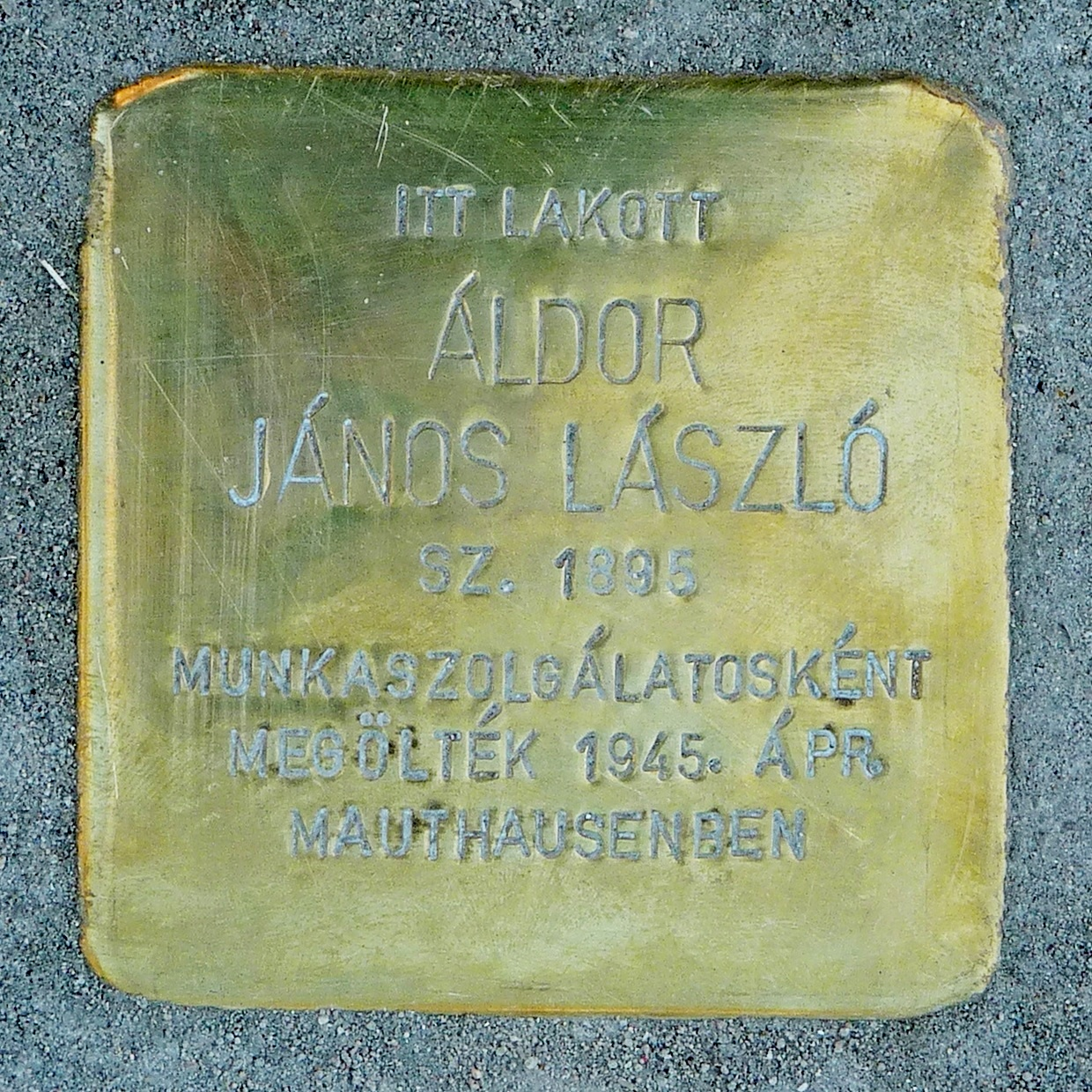
Áldor János László Kelenhegyi út 12.
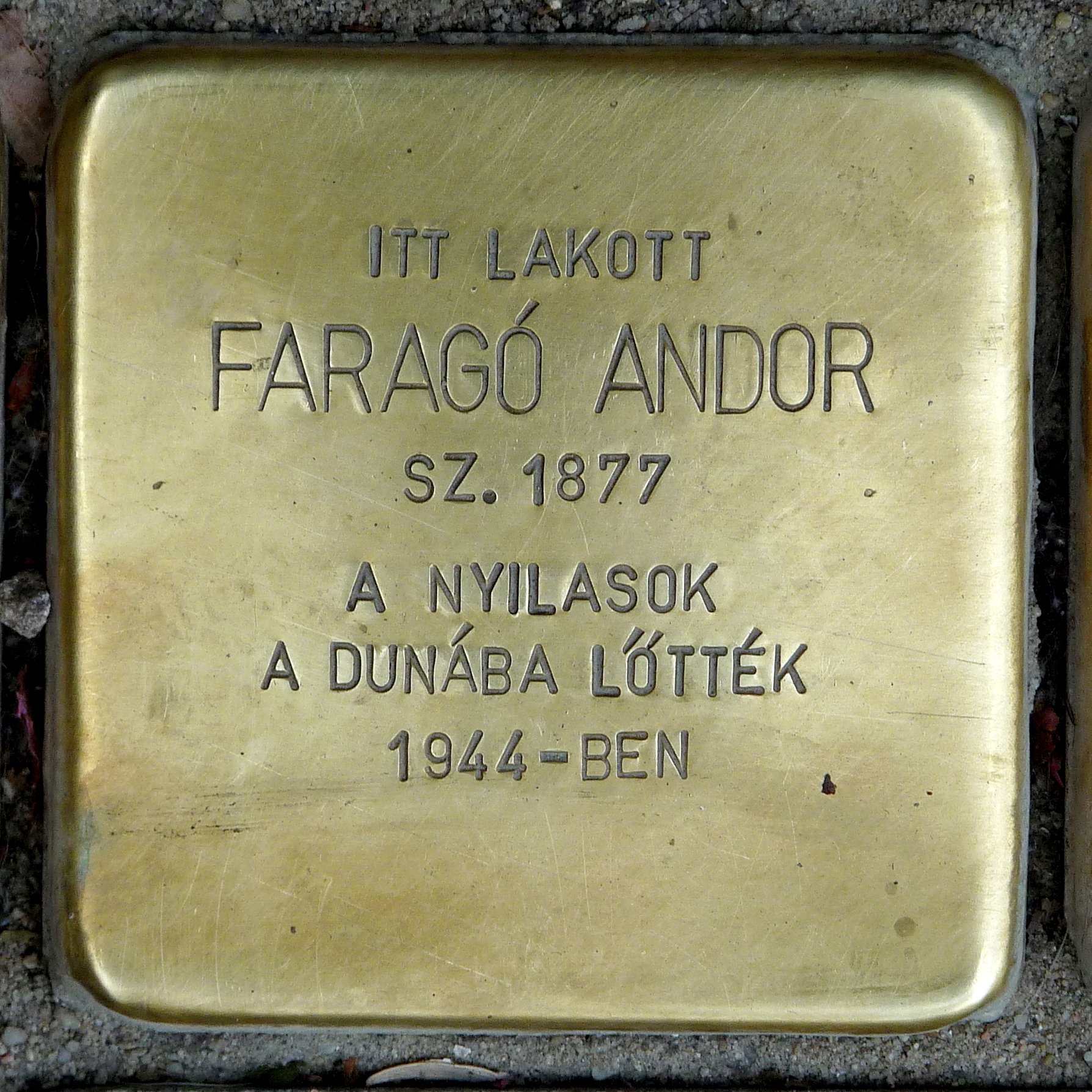
Faragó Andor, Bartók Béla út 52.
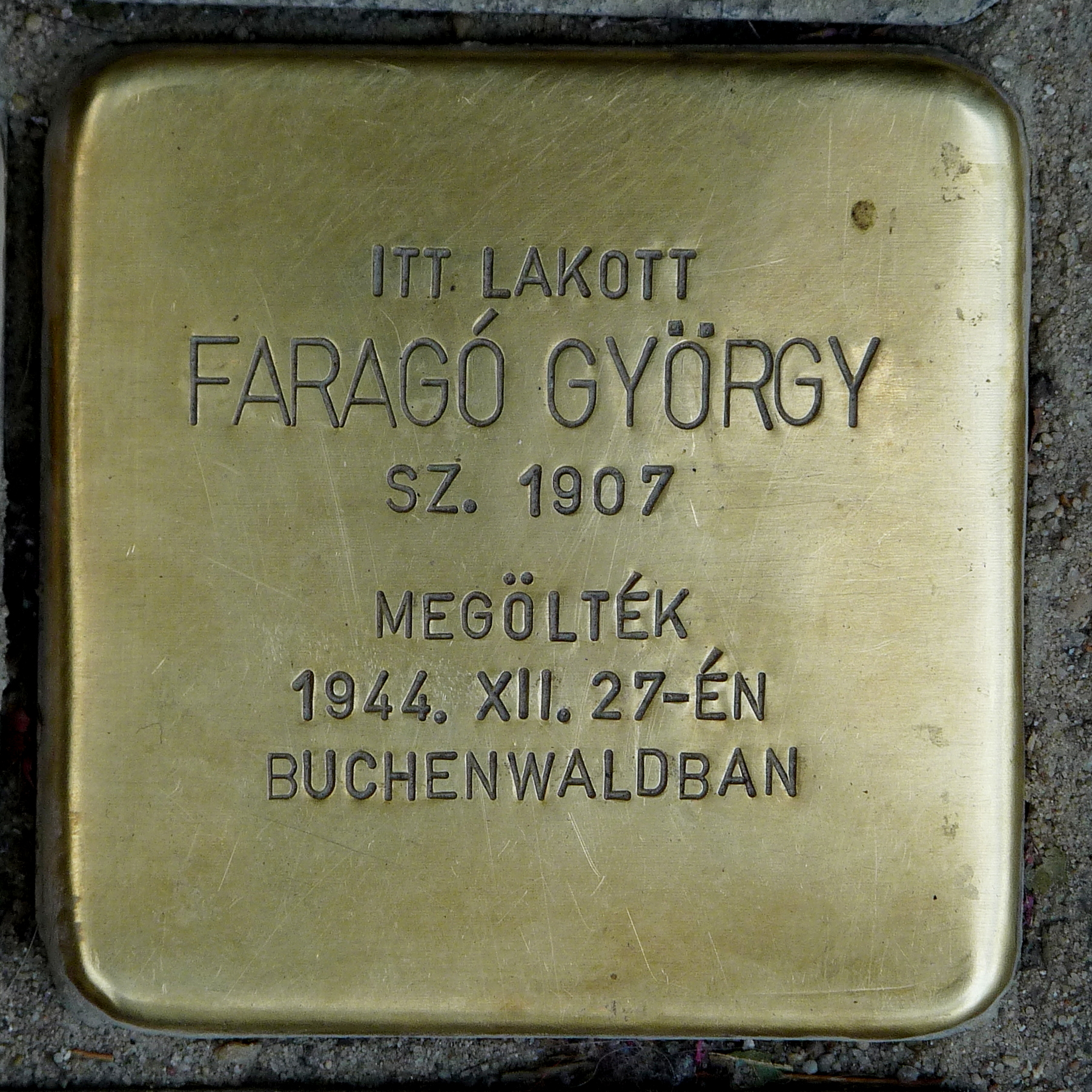
Faragó György, Bartók Béla út 52.
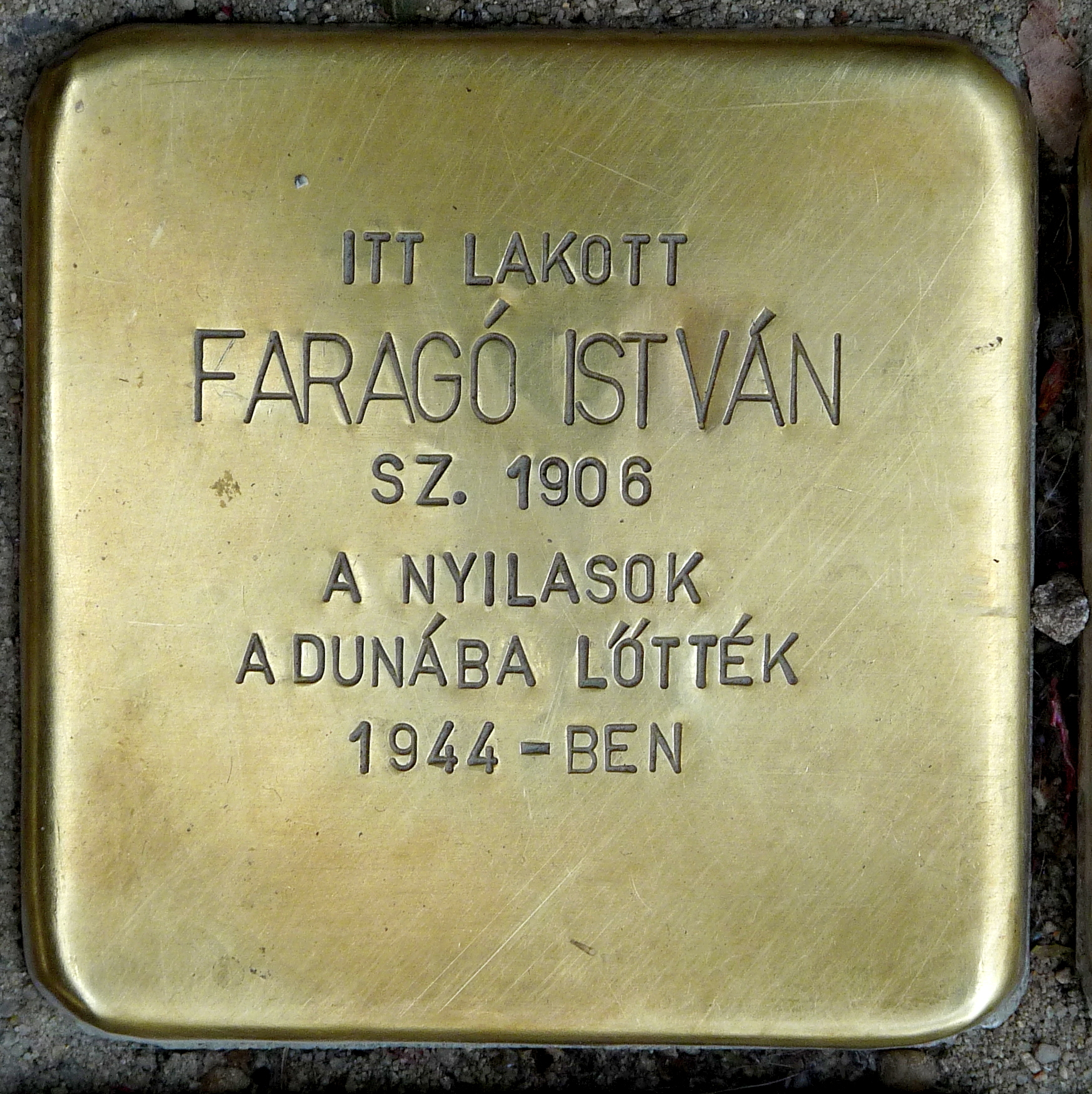
Faragó István, Bartók Béla út 52.
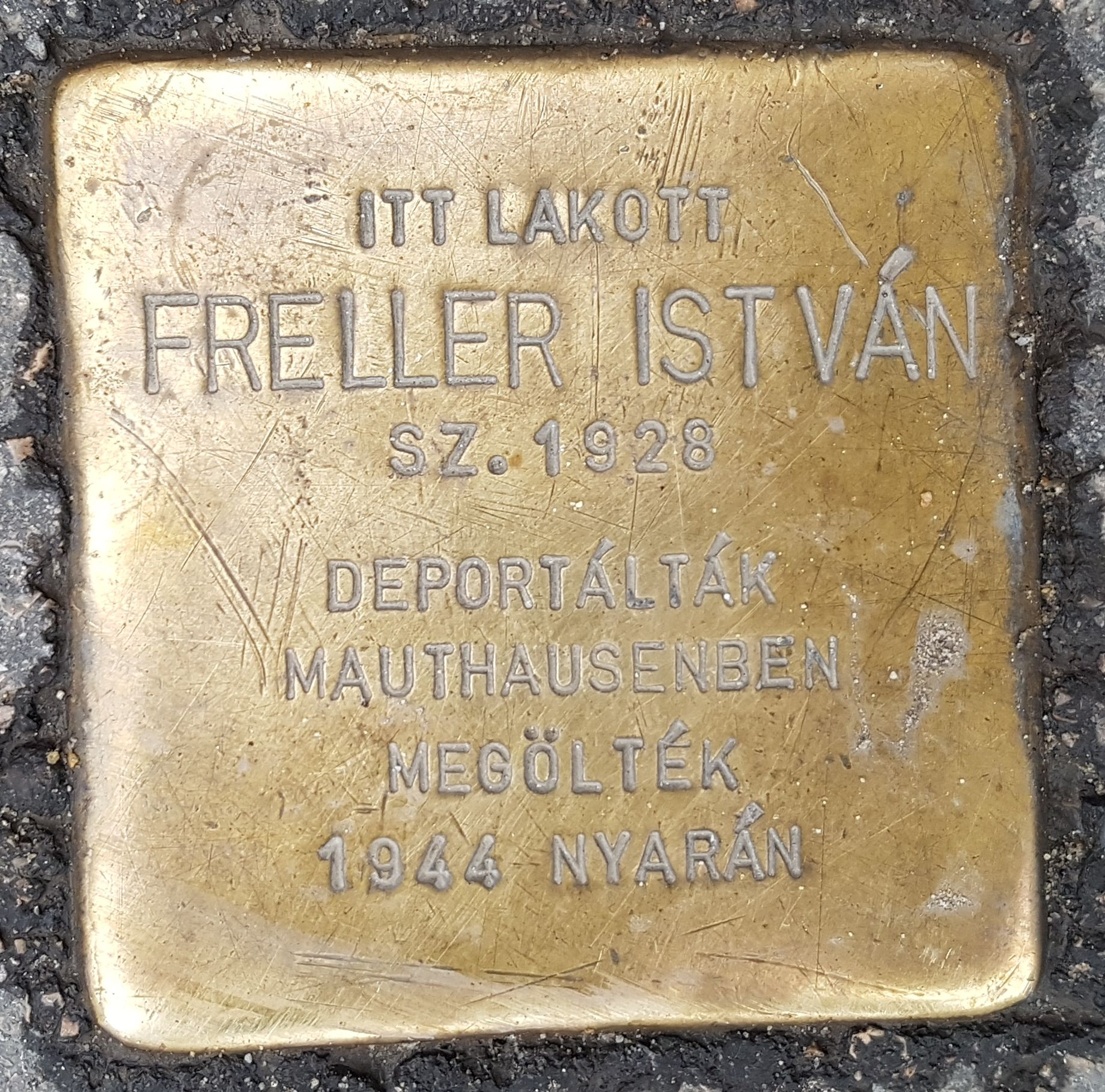
Freller István, Fehérvári út 48.
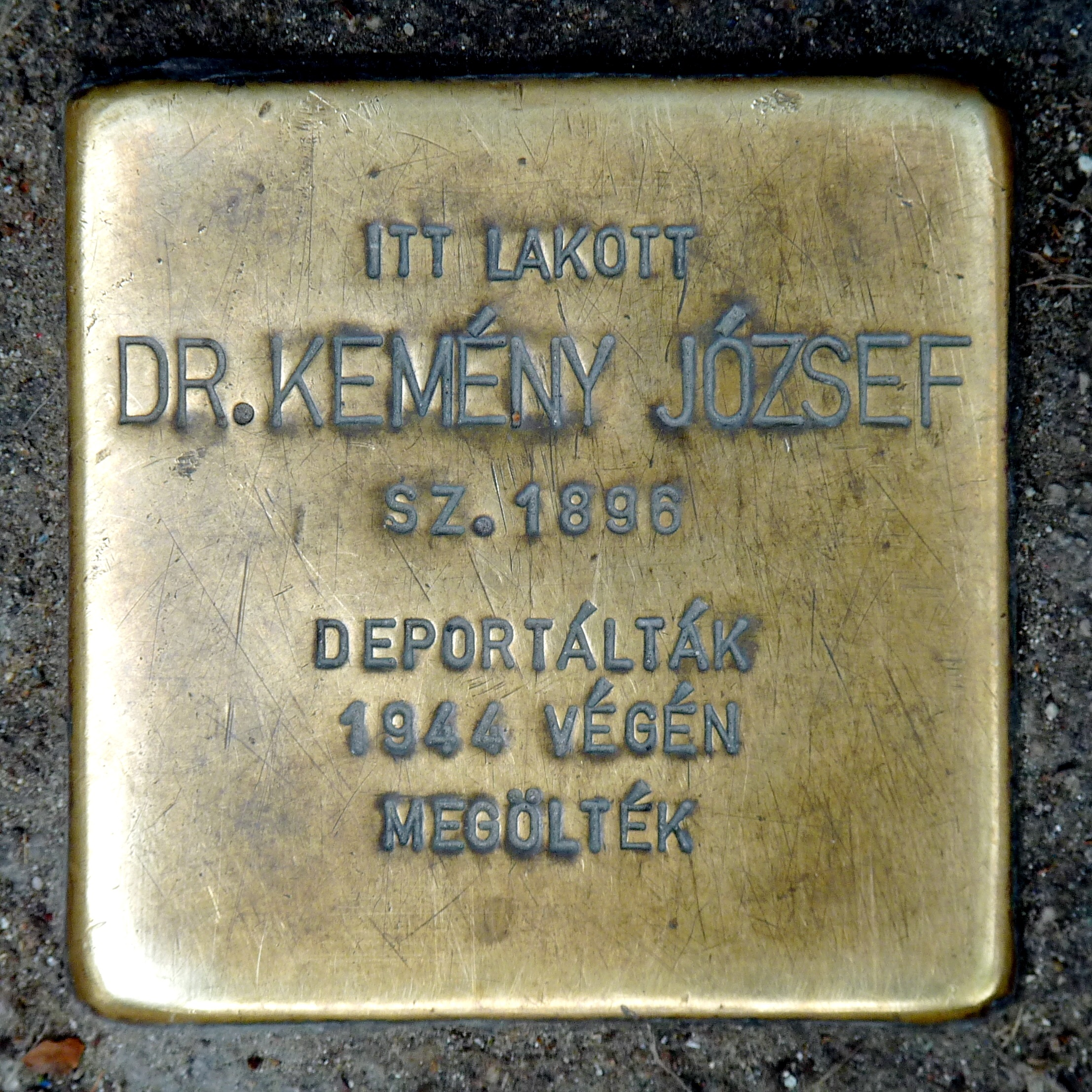
Kemény József, Bartók Béla út 29.
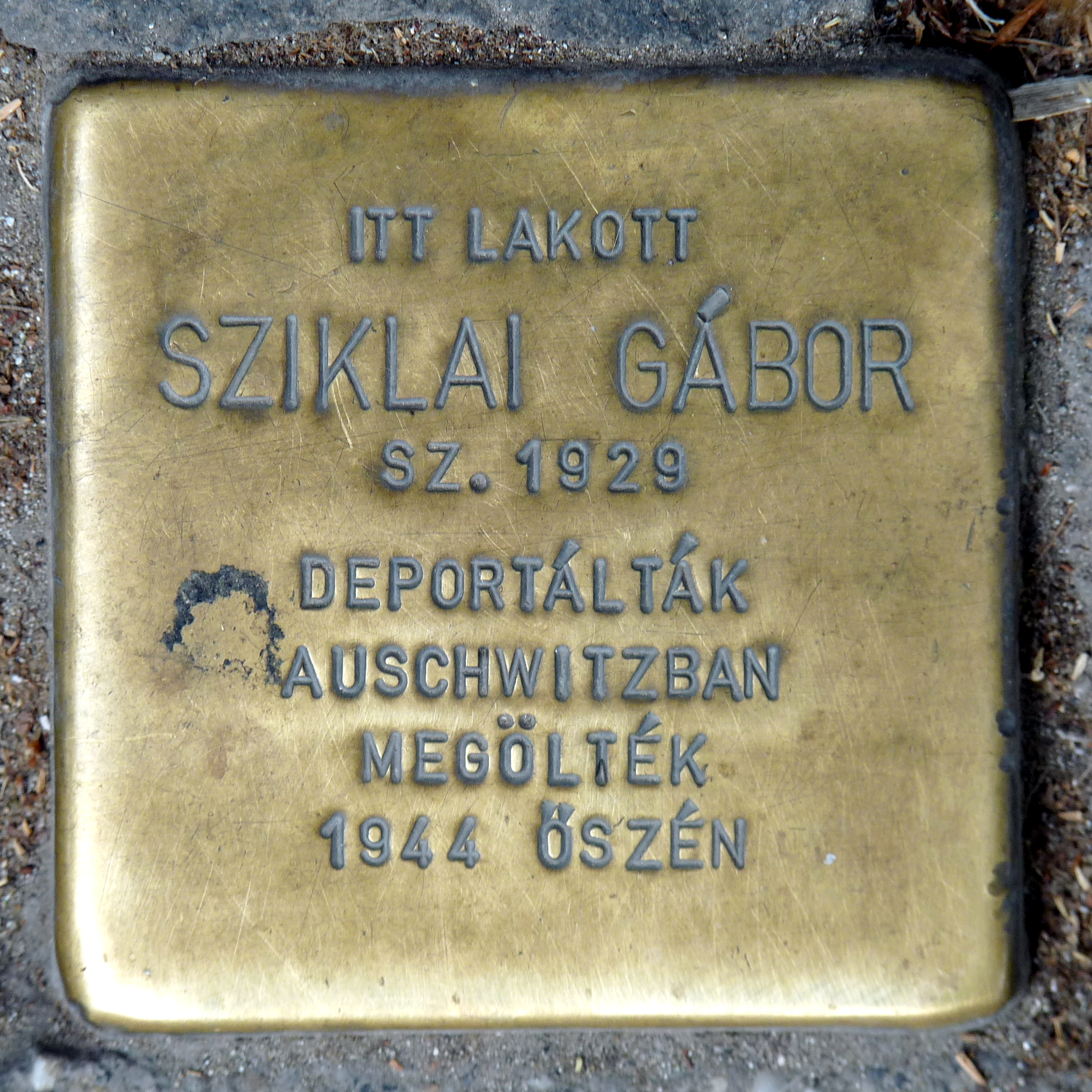
Sziklai Gábor, Bartók Béla út 35.
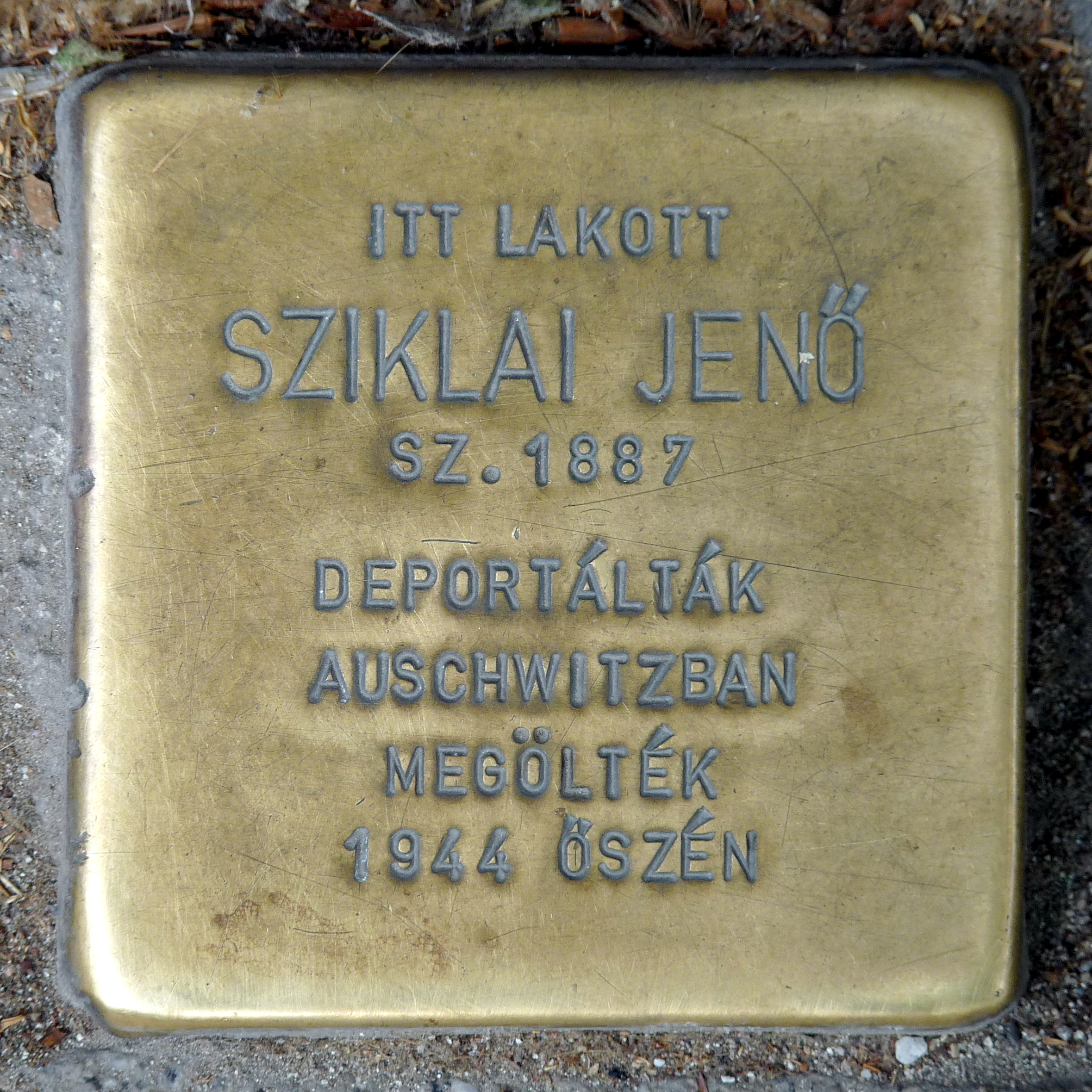
Sziklai Jenő, Bartók Béla út 35.

## Utcaindex
| Ábel Jenő utca (33/a) Ábel Jenő Bartók Béla út (10-12.) Fettich Nándor, Rubinyi Mózes, Schulek Elemér (15.) Kosztolányi Dezső (15/a-c) Huszka Jenő (15/b) Ottlik Géza (17-19.) Ispánki Béla (26.) Hazafiak emlékére (29.) Almásy László, Kemény József (31.) Csonka János (34.) Bercsényi Miklós (35.) Sziklai Gábor, Sziklai Jenő (36-38.) Csontváry Kosztka Tivadar, Gerlóczy Gedeon, Hadik kávéház (51.) Bartók Béla, Ecsődi Ákos (52.) Faragó Andor, Faragó György, Faragó István, Mándoky Kongur István, Ujváry Lajos (56.) Bárczi Gusztáv (62.) Bárdos Artúr (75.) Asbóth József (76.) Schwéger Tamás (78.) Barabás Gizella, Bényi László, Reissmann Károly Miksa, Schulek János (79.) Oltay Károly (134.) Kelenföldi FC Bercsényi utca (6.) Kubinyi András (12.) Kiss Árpád Bertalan Lajos utca (15.) Macskásy Árpád (20.) { Bodor Tibor} (28.) Bertalan Lajos Bocskai út (23.) Supka Géza (27.) Győry István, Horváth János (31.) Vargha Balázs Bogdánfy utca (1.) Fürkész óvoda (10.) BEAC Centenárium, BEAC olimpiai bajnokok (Prokopp Sándor, Csik Ferenc, Bajczy Imre, Kovácsi Aladár, Németh Angéla), Bogdánfy Ödön Budafoki út (3.) Zielinski Szilárd (4.) Pro Patria 1956 (5-7.) Divald Kornél (10/b) Sárosi György, Sárosi László, Sárosi Béla (10/c) Domokos Pál Péter, Szeleczky Zita (16-18.) Rudnay Gyula (20.) Petróczy István, Vásárhelyi Boldizsár (81.) Gyurkovics Mária (83/a-c) Berczik Zoltán Budaörsi út (28.) Ladányi Ferenc Bukarest utca (3.) Klics Ferenc (9.) Mátrai Sándor Csukló utca Baptisták árvaháza Dávid Ferenc utca (2/a.) Dávid Ferenc Dinnye utca (5.) Hadrovics László Edömér utca (4.) Palotás László (6.) Fejes Sándor Eszék utca (16/a.) Baktay Ervin Fadrusz utca (2.) Kosáryné Réz Lola (5.) Szerdahelyi Andor Fegyvernek utca (54.) Gross Arnold,Kondor Béla Fehérvári út (7.) Fery Antal (23.) Mathia Károly (31.) Ember Mária (33/A) Fodor József (48.) Freller István (68.) BHG Híradástechnikai Vállalat (219.) Albertfalva első világháborúban elesett hősei Goldmann György tér Petőfi híd újjáépítése Gyapot utca (8-12.) Magyar Repülőgépgyár Rt. Hamzsabégi út (12.) Szabadi Ilona Hegytető utca (9.) Kosáry Domokos Himfy utca (3.) Borbás Tibor (5.) Zilahy Irén (9.) Wälder Gyula | Irinyi József utca (19.) Hernádi Gyula (43.) Ignácz Rózsa (47.) Irinyi József Kanizsai utca (5.) Kotsis Iván (13.) Soós Lajos (26.) Simon Béla Karinthy Frigyes út (1.) A Budai Nemzeti Bizottság (2.) Karinthy Frigyes, Karinthy Gábor (13.) Gáldi László (14.) Molnár Antal (18.) Karácsony Sándor (20.) Pamlényi Ervin (23.) Szabó József (24.) Németh Gyula, Kaba Melinda Károli Gáspár tér (3.) Sebestyén Géza Kelenhegyi út (12.) Áldor János László (38/A.) Lakatos Gabriella Kemenes utca (6.) Kiss Lajos Kende utca (6.) Sas László (7.) Németh Endre Kosztolányi Dezső tér (12.) Pais Dezső Könyves György utca (3.) Mollináry Gizella Kőrösy József utca (13.) A névadó emléktáblája Kruspér utca (7.) Somlyó Zoltán Lágymányosi utca (13.) Dési Illés (15.) Lukács Lajos (16.) Ihrig Károly (17/a) Miháltz Pál (17/b) Huszár Imre, Csonti Szabó István Lecke utca (7.) Marton Frigyes Mahunka Imre tér (?) Mahunka Imre Ménesi út (11-13.) Sőtér István (11-13.) Klaniczay Tibor (19.) Schulek Frigyes és Krompecher Ödön (27.) Pázmány Péter Katolikus Egyetem (44.) Agrártudományi Egyesület (65.) Molnár C. Pál (71.) Karinthy Ferenc Menyecske utca (21.) Pusztai László Meredek út (18.) Kövesligethy Radó és Egyed László Mészöly utca (4.) Kismarty-Lechner Jenő, Warga László (5.) Weichinger Károly Minerva utca (3/b) Per Anger, Carl-Ivan Danielson, Raoul Wallenberg Móricz Zsigmond körtér (2.) Pro Patria 1956 (3/b) Az 1956-os forradalom emléktáblája (18.) Móricz Zsigmond Október huszonharmadika utca (5.) Az 1956-os forradalom emléktáblája (19.) Forgács Pál Prielle Kornélia utca (16.) A névadó emléktáblája Stoczek József utca (17/b) Kucsman Árpád Szent Gellért tér (Szabadság hídfő) Aeroexpress Rt. (3.) Horusitzky Zoltán, Kozma Andor Tass vezér utca (9.) Reppman Károly Ulászló utca (38.) Zelenka László (45.) Sipeki Balás Géza Villányi út (4.) Huszti József, Paku Imre (8.) Makovecz Imre (24/C) Bottyán Olga (38.) Koffán Károly, Prőhle Károly Zenta utca (5.) Rásonyi László |